# Nürnberg

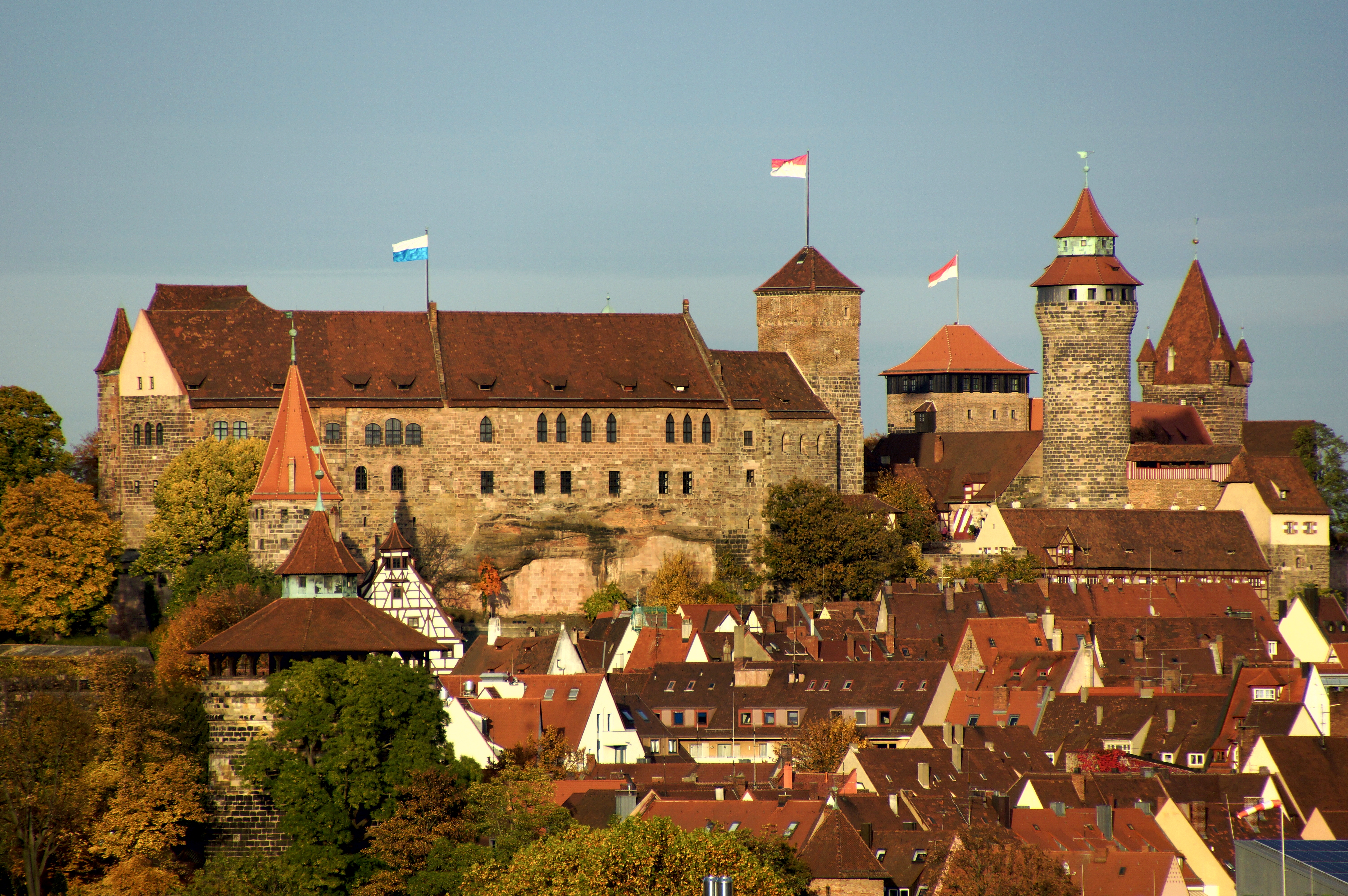
Wahrzeichen Nürnbergs, die Kaiserburg

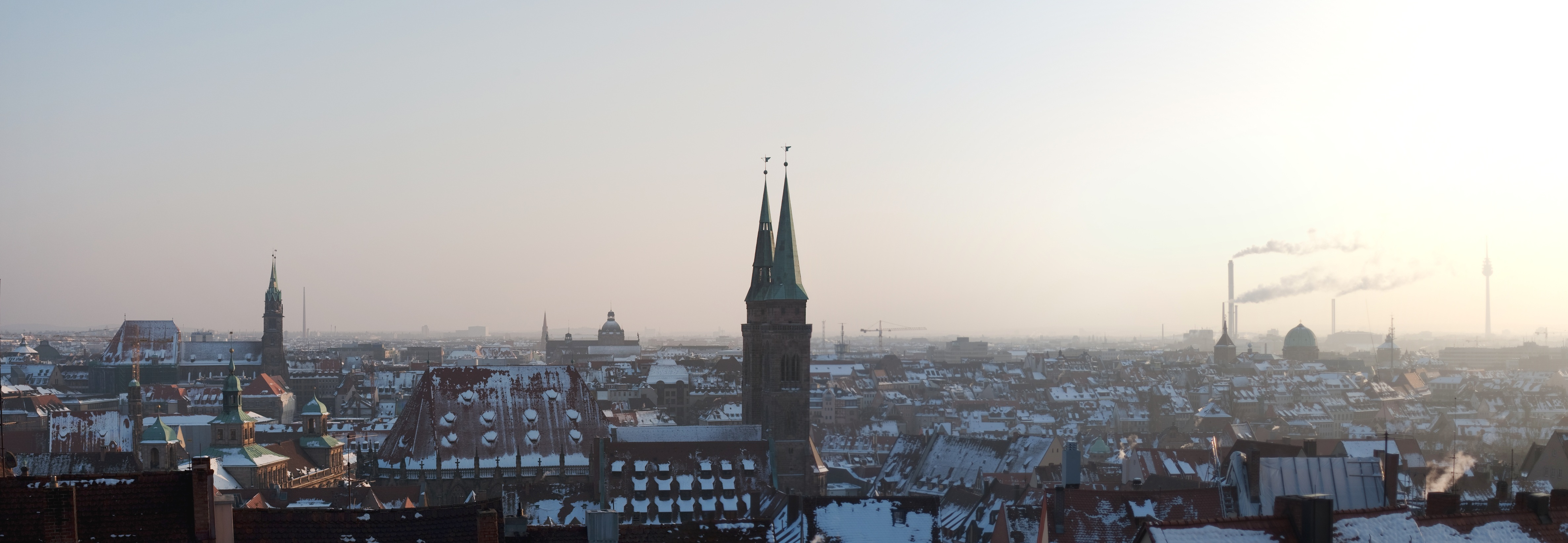
Blick vom Burgberg auf die winterliche Altstadt, vorne links das Dach der Frauenkirche sowie des Alten Rathauses, mittig die Kirche St. Sebald, dahinter die Kuppel des Opernhauses, links davon St. Lorenz, die Kuppel des Hauptbahnhofs und der Frauentorturm, rechts der Weiße Turm, die Kuppel der Elisabethkirche und der Spittlertorturm sowie am Rand in Umrissen der Fernsehturm

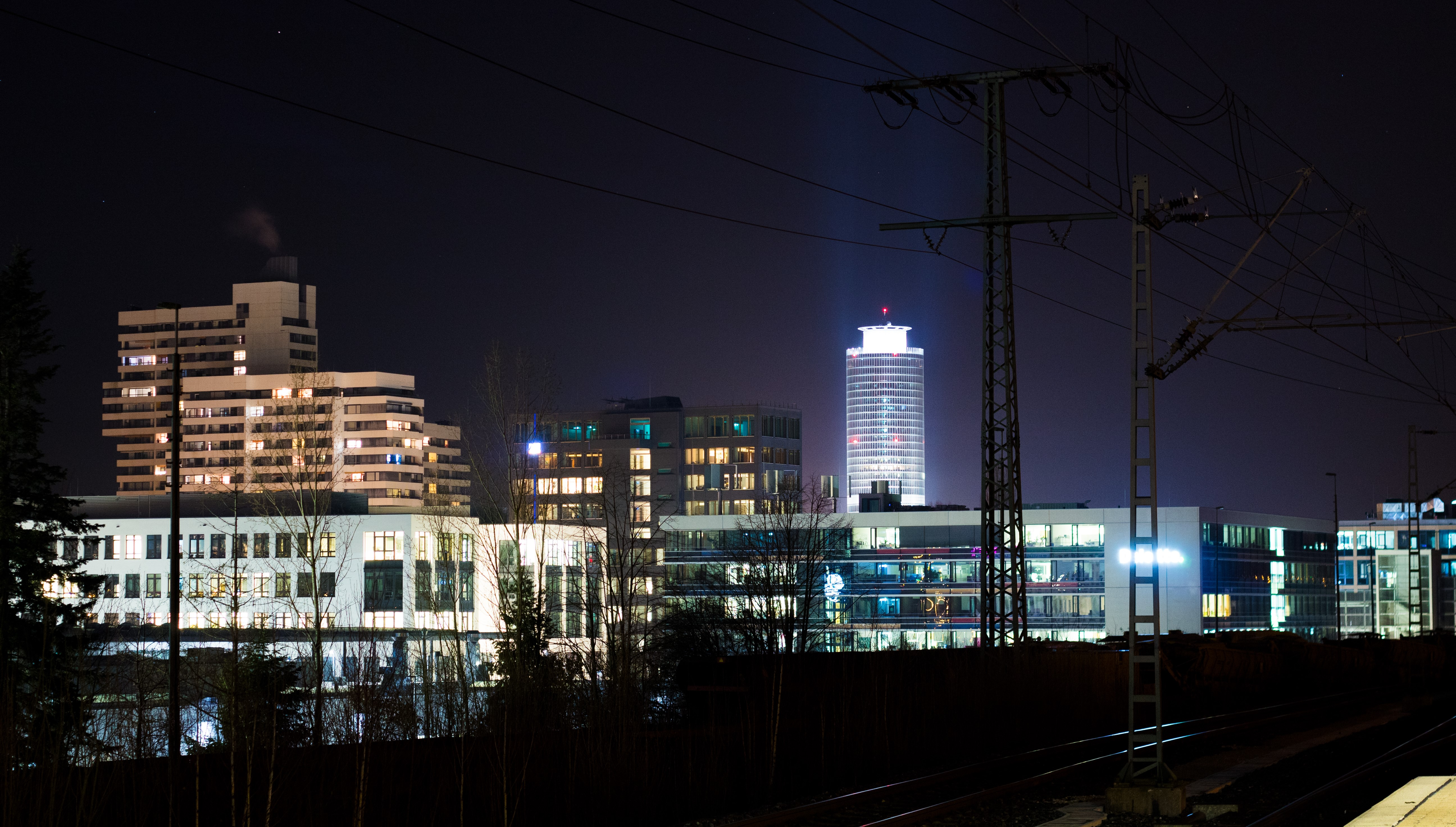
Moderne Hochhäuser, Blick von der S-Bahn-Station Dürrenhof (v. l. n. r.: Norikus, VR Bank Nürnberg, Business Tower)

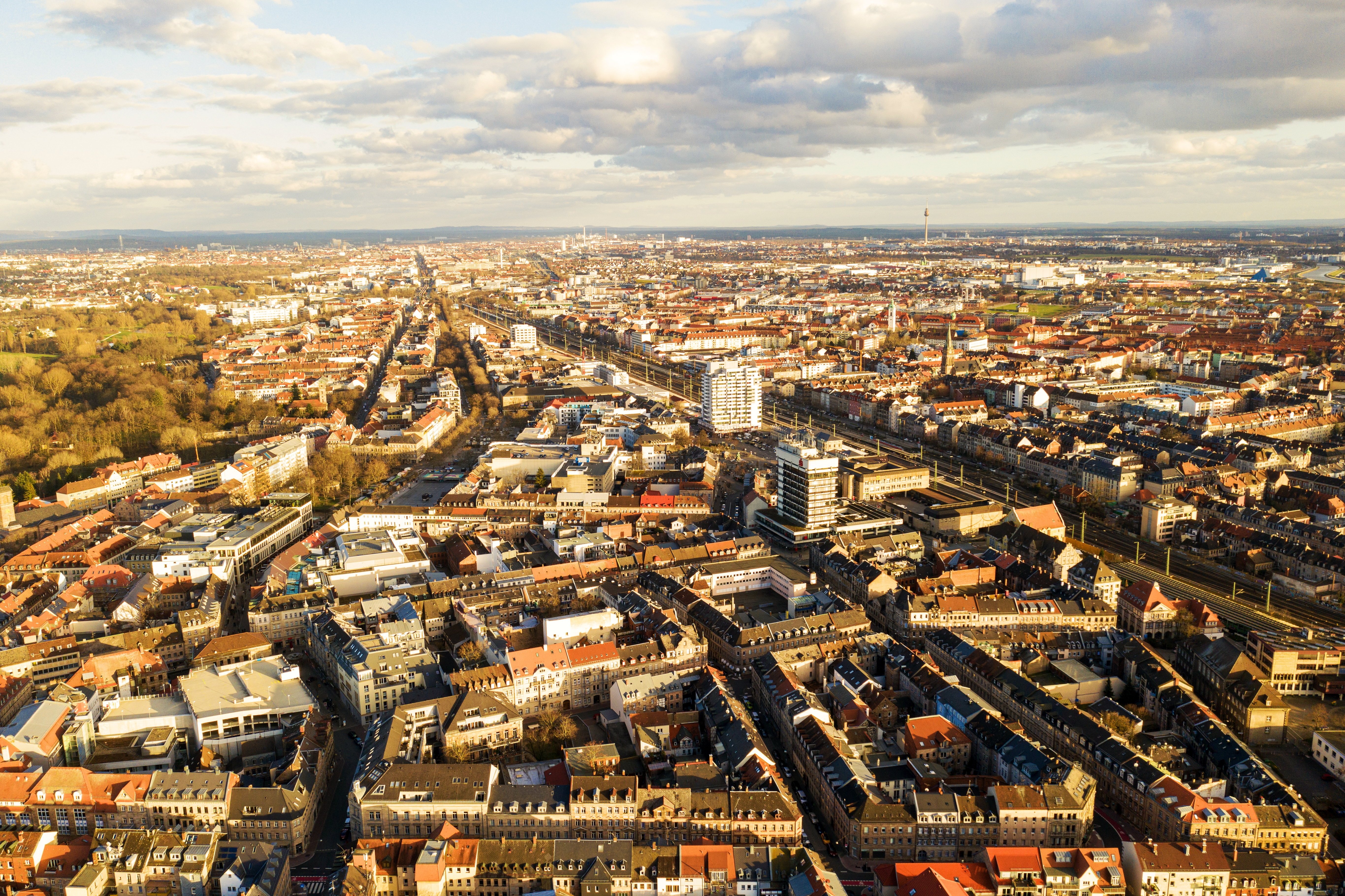
Panoramablick auf Nürnberg mit Fürth im Vordergrund

Nürnberg (nürnbergisch häufig Nämberch, häufige Abkürzung Nbg) ist eine kreisfreie Großstadt im Regierungsbezirk Mittelfranken des Freistaats Bayern. Sie ist mit 529.508 Einwohnern (laut Statistischem Landesamt am 31. Dezember 2024) bzw. 546.886 (laut Melderegister am 30. Juni 2025) die mit Abstand größte Stadt Frankens sowie die zweitgrößte im Bundesland Bayern. In Deutschland insgesamt steht sie an 13. Stelle. Mit seinen Nachbarstädten Fürth, Erlangen und Schwabach bildet Nürnberg mit etwa 820.000 Einwohnern eine der drei Metropolen in Bayern. Gemeinsam mit ihrem Umland bilden diese Städte den Ballungsraum Nürnberg mit etwa 1,4 Millionen Menschen und das wirtschaftliche und kulturelle Zentrum der über 3,6 Millionen Einwohner umfassenden Europäischen Metropolregion Nürnberg, eine der elf Metropolregionen in Deutschland. Nürnberg gehört zu den ausgesprochen multikulturellen Großstädten Deutschlands.
Erstmals urkundlich erwähnt wurde Nürnberg in der Sigena-Urkunde aus dem Jahr 1050. Seine erste Blüte erlebte es ab 1219 als eigenständige Reichsstadt des Heiligen Römischen Reichs. Vor den starken Zerstörungen im Zweiten Weltkrieg und dem teils sehr vereinfachten Neuaufbau der Nachkriegszeit galt die mittelalterliche Nürnberger Altstadt als eine der bedeutendsten Europas. Viele Wahrzeichen wurden originalgetreu wiederaufgebaut, vor allem die Kirchen der Stadt, aber auch zahlreiche Baudenkmäler blieben erhalten. Zu den wichtigsten Wahrzeichen gehören einige Bauten entlang der Historischen Meile, vor allem die Nürnberger Burg sowie die fast vollständig erhaltene Stadtmauer. Daneben haben sich weitere Adelsbauten und Burgen der alten Reichsstadt erhalten. Heute zählt die Altstadt wieder zu den bekanntesten mittelalterlichen Denkmalszonen Europas. Außerhalb des historischen Zentrums ist das Stadtbild bis zur Ringstraße, nördlich und südlich der Pegnitz, von einer dichten urbanen Bebauung mit einem hohen Anteil an Gründerzeit- und Nachkriegsbauten sowie einigen Hochhäusern geprägt. Am Stadtrand findet man häufig Siedlungsstädtebau, wie Garten- und Trabantenstädte sowie große Grünanlagen, wie den Marienbergpark oder den Volkspark Dutzendteich, aber auch landwirtschaftliche Nutzung mit dörflichen Strukturen, wie im (Nürnberger) Knoblauchsland.
Überregional bedeutsam sind Nürnbergs weihnachtlicher Christkindlesmarkt sowie das Germanische Nationalmuseum und mehrere weitere Museen. Globale Wahrnehmung erreichte die Stadt im 20. Jahrhundert während der Zeit des Nationalsozialismus, als auf dem Reichsparteitagsgelände die jährlichen Reichsparteitage stattfanden und die Nürnberger Gesetze verabschiedet wurden. Nach dem Zweiten Weltkrieg ist die Stadt mit den Nürnberger Prozessen hingegen zum Schauplatz der ersten Urteile auf Grundlage des Völkerstrafrechts geworden und erwarb sich den Titel Stadt der Menschenrechte. Wirtschaftlich sind die Dienstleistungsbranche, Spitzentechnologie, Industrieproduktion (u. a. Elektrotechnik, Maschinenbau und Kfz-Teile) sowie die Messe Nürnberg (u. a. Spielwarenmesse, Consumenta, GaLaBau, BIOFACH, IWA OutdoorClassics, BrauBeviale) von großer Bedeutung. Nürnberg ist Sitz der Bundesbehörden Bundesagentur für Arbeit und Bundesamt für Migration und Flüchtlinge sowie des Bayerischen Staatsministeriums der Finanzen und für Heimat („Heimatministerium“) und des Bayerischen Staatsministeriums für Gesundheit, Pflege und Prävention.

## Name

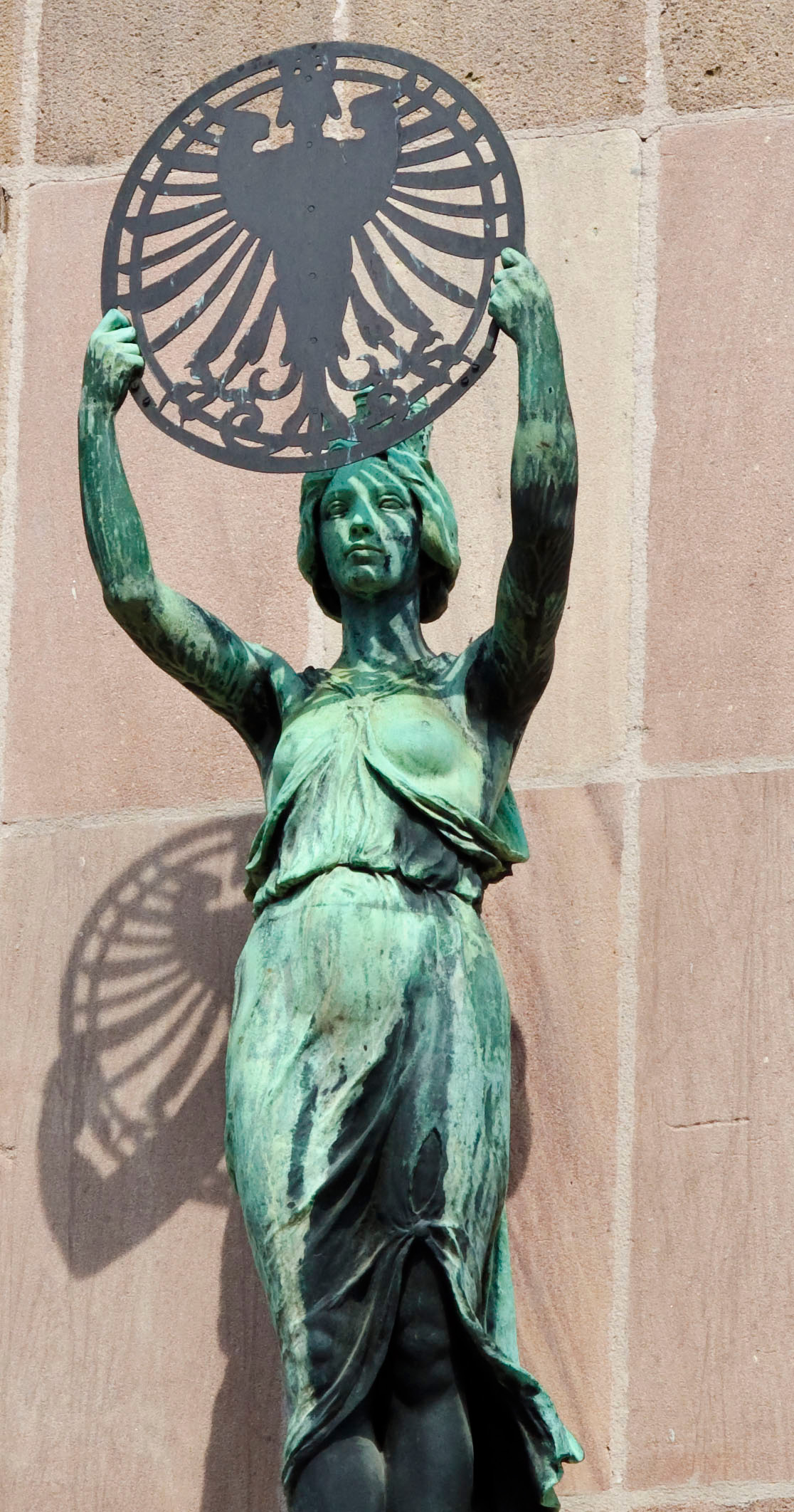
Bronzefigur der Nymphe Noris (1903) von Philipp Kittler

Das Grundwort des Stadtnamens Nürnberg ist das Gattungswort „Berg“. Die Herkunft des Vorderglieds Nürn- ist hingegen nicht geklärt. Die Deutung des Ortsnamens wird dadurch erschwert, dass die Schreibung in den frühen Zeugnissen starke Schwankungen aufweist (1022, 1061 Norenberg, 1050 Nŏrenberc, 1062 Nuorenberc, 1074 Nourenberg, 1113/16 Nurinberg), die eine gewisse Unsicherheit der Schreiber auszudrücken scheinen.
Die Annahme eines Wortes nor, nuor für „Fels“ oder nuorin „felsig“ – womit der von weit her sichtbare Keuperfels mit der Burg gemeint sei – ist ein schwaches Argument, da ein mittelhochdeutsches nuor und nuorin nicht nachzuweisen ist und im Nordbairischen auch nicht zu Nürn- geführt hätte. Auch die These, dass sich der Name der Stadt von dem Personennamen Noro ableite, hat das Problem, dass ein solcher althochdeutscher Personennamen nirgends überliefert ist. Ältere Deutungen wie „Nero-berg“, „Nur-ein-Berg“ oder „Neuberg“ sind teils phantastisch, teils sprachgeschichtlich unmöglich.
Der Beiname Noris kam im Humanismus auf. Erstmals bezeichnete Helius Eobanus Hessus Nürnberg als noris amoena („liebliche Noris“). Hessus lehnte sich dabei an die latinisierende Schreibung des Stadtnamens in Urkunden als Noricum, Noribergae oder Norimberg an. Der Arzt Johann Helwig personifizierte 1650 in einer Dichtung diesen Beinamen als mythische Nymphe Noris, die seitdem als bildungssprachliche Allegorie der Stadt häufig Verwendung findet.

## Wappen und Signet
|                    | Großes Wappen |
| Großes Stadtwappen | Blasonierung: „Auf lichtblauem Grund ein goldener Adler mit naturfarbenem jugendlichen Königskopf, der eine goldene Blattkrone trägt und von herabwallendem Haar umrahmt ist.“ |
| Großes Stadtwappen | Wappenbegründung: Dieses Wappen wurde schon im Siegel von 1220 verwendet und versinnbildlicht das Reich (Reichsstadt). Der Kopf wurde zeitweise als Frauenkopf dargestellt. In seiner heutigen Form wurde das Große Wappen 1936 verliehen und 1963 vom Stadtrat bestätigt. Es wird in der Regel in den Behördensiegeln (nicht jedoch vom Standesamt, welches das amtliche bayerische Wappen führt), von den Bürgermeistern und vom Stadtrat und auf historischen städtischen Gebäuden geführt und darf nur mit einer Ausnahmegenehmigung, die nur selten erteilt wird, von Vereinen oder Firmen verwendet werden. |

|                     | Kleines Wappen |
| Kleines Stadtwappen | Blasonierung: „In gespaltenem Schild auf der rechten goldenen Hälfte der halbe schwarze Reichsadler mit roter Zunge, goldenem Fang und goldenem Schnabel, während die andere Hälfte fünfmal schrägrechts geteilt ist, oben mit Rot beginnend und in den Farben Rot und Silber abwechselnd.“ |
| Kleines Stadtwappen | Wappenbegründung: Die Schrägteilung ist schon seit 1260 nachweisbar. Der Reichsadler kam ab 1350 hinzu und stellte somit das Rücksiegel dar. Seit 1513 wurde diese Abbildung in den Siegeln der Ämter und Außenbehörden Nürnbergs verwendet, wobei die Zahl der Schrägbalken und die Farbgebung mehrmals variierten. Die heute noch gebräuchliche Form wurde 1936 zusammen mit dem Großen Wappen verliehen. Beide Stadtwappen sind genehmigungspflichtig. |

| Stadtflagge | Stadtflagge Aus dem Kleinen Wappen leitet sich auch die Stadtflagge ab. Das Kleine Wappen darf zu Werbezwecken von in Nürnberg ansässigen Unternehmen geführt oder auf Waren angebracht werden, solange nicht der Eindruck einer amtlichen Verwendung entsteht und das Wappen heraldisch und künstlerisch korrekt wiedergegeben wird. |

Logos

Stadtlogo

Logo der Metropolregion Nürnberg

Ein Signet verwendet die Stadt neben den traditionellen Wappen seit den 1970er Jahren. Das ursprüngliche Signet, auch Logo genannt, zeigte ein stilisiertes N, das an die von Rot und Silber geteilte Seite des Kleinen Stadtwappens erinnert. 1993 wurde dann ein Stadtlogo entwickelt, das die langgezogene Silhouette der Nürnberger Burg aufgriff und sich als Erkennungszeichen der Stadt etablierte. Allerdings gelang es nicht, daraus ein einheitliches Corporate Design zu entwickeln. Außerdem erwies sich das alte Logo wegen seiner horizontalen Ausprägung als unflexibel. 2009 gab es im Rathaus daher Bestrebungen, ein leichter handhabbares Logo und ein einheitlicheres Auftreten zu entwickeln. Seit Juli 2011 wird das neue Stadtlogo und Corporate Design schrittweise eingeführt.
Neben dem Stadtlogo wird auch das Logo der gleichnamigen Metropolregion von der Stadt häufig verwendet. Dadurch soll der Zusammenhang zwischen der Städteregion und dem Ballungsraum mit den benachbarten Landkreisen stärker in der Öffentlichkeit wahrgenommen werden.

## Geographie

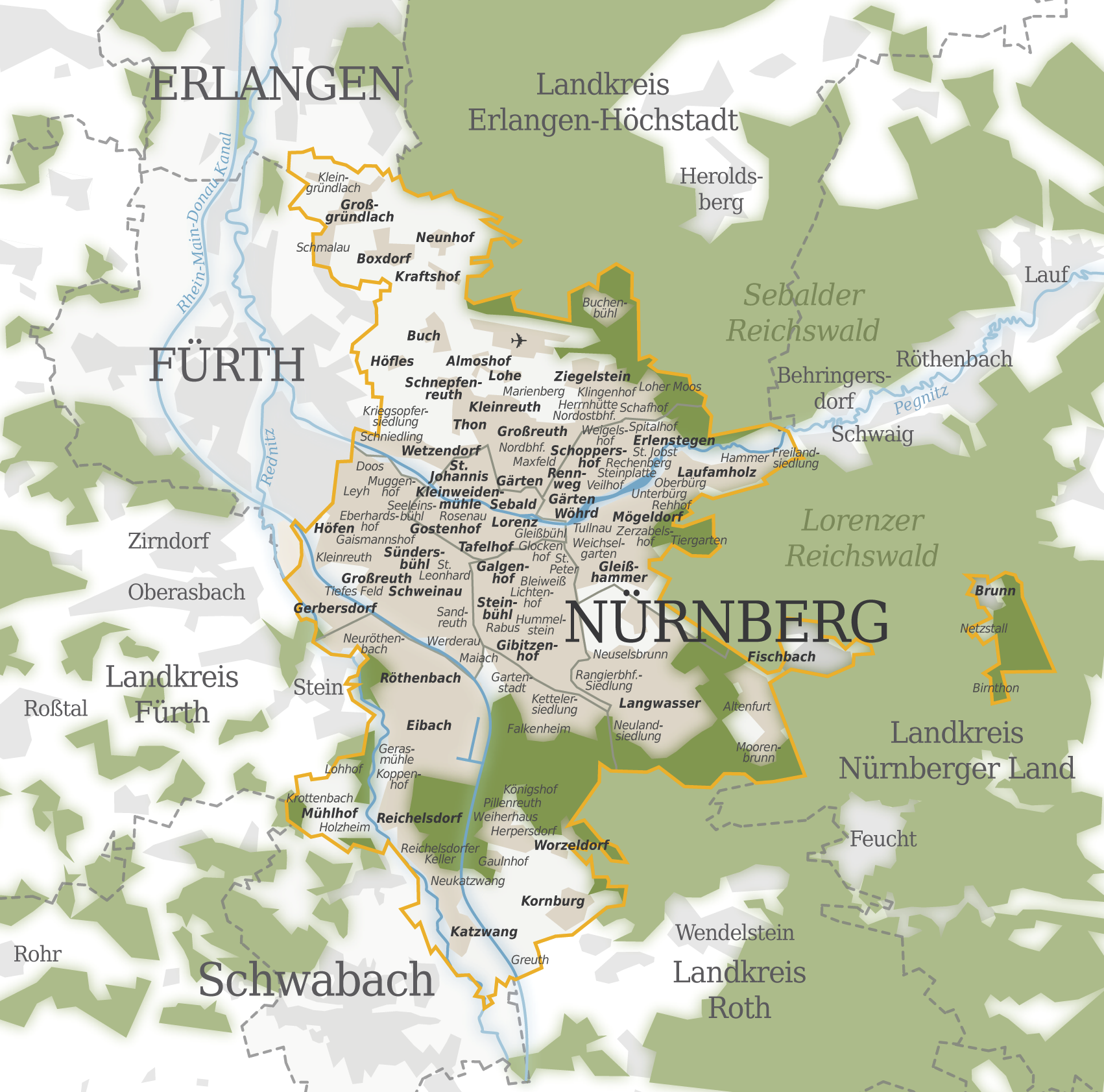
Nürnbergs Stadtgliederung und seine Umgebung

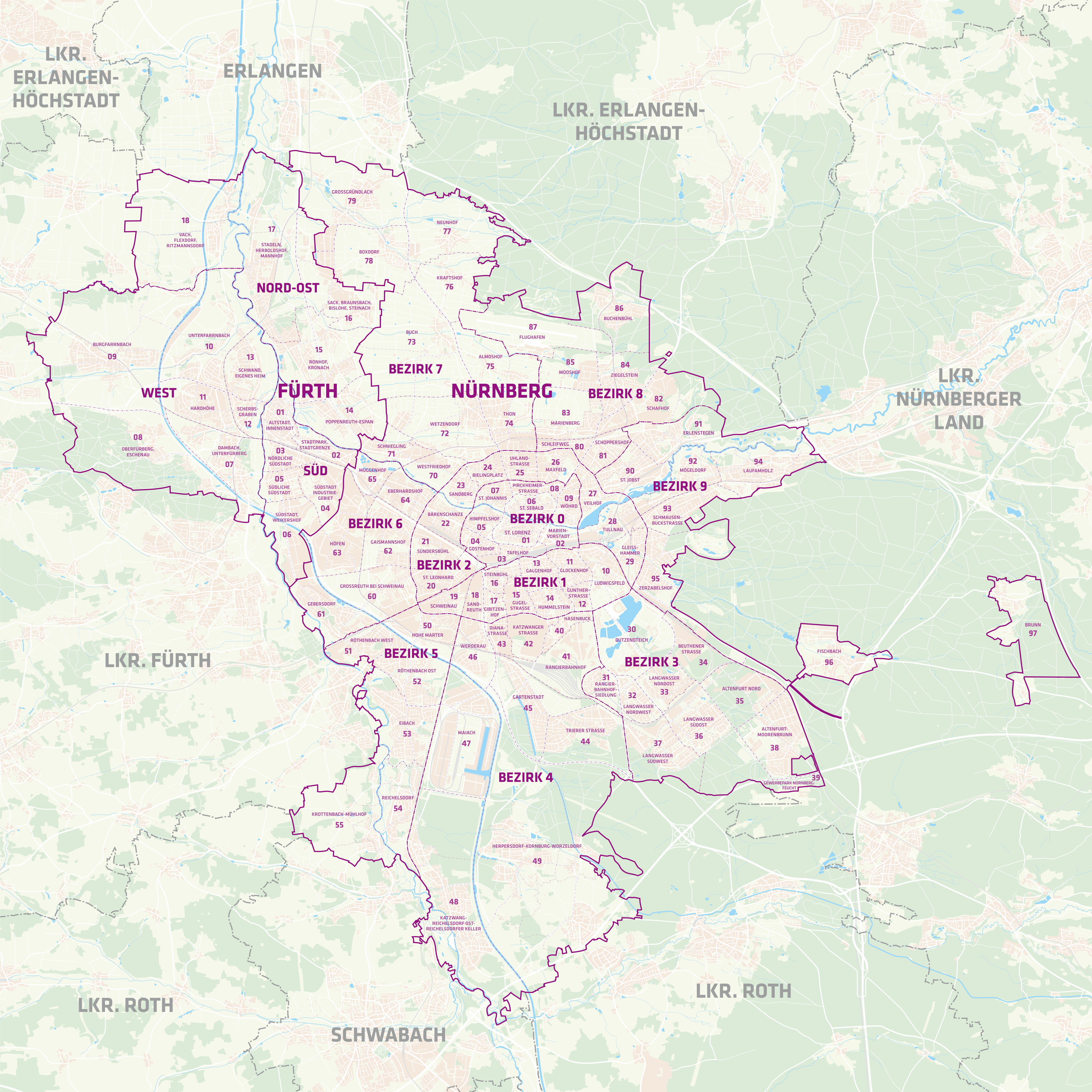
Statistische Gliederung von Nürnberg und Fürth

### Geographische Lage
Nürnberg liegt zu beiden Seiten der Pegnitz, die etwa 80 Kilometer nordöstlich der Stadt entspringt und das Stadtgebiet auf einer Länge von etwa 14 Kilometern von Ost nach West durchquert. Im Bereich der Altstadt wurde der Fluss stark kanalisiert. Im westlichen Ortsteil Doos verlässt die Pegnitz an Nürnbergs tiefstem Punkt das Stadtgebiet auf einer Höhe von 288 m ü. NN und fließt in Fürth mit der Rednitz zusammen, um dort gemeinsam die Regnitz zu bilden. Vor allem im Norden und Nordwesten von Nürnberg ist die Landschaft stark durch die Anschwemmungen der Pegnitz geprägt. Im Norden Nürnbergs befindet sich mit dem Knoblauchsland ein wichtiges Gemüseanbaugebiet. Im Süden, Osten und Norden der Stadt erstreckt sich der Nürnberger Reichswald.
Der Unterboden Nürnbergs besteht aus weichem Sandstein, der im Keuper entstanden ist. Nordöstlich von Nürnberg befindet sich die Fränkische Schweiz, ein Mittelgebirge mit einer Höhe von teilweise über 600 Metern über dem Meeresspiegel.

### Ausdehnung des Stadtgebietes
Das Gebiet der Stadt umfasst eine Fläche von 186,38 km². Im Westen ist die Bebauung mit der Nachbarstadt Fürth und im Südwesten mit Stein zusammengewachsen. Nördlich der Stadt liegt relativ flach das fruchtbare Knoblauchsland, das zugleich auch die westliche Anflugschneise für den Nürnberger Flughafen bildet, sowie nach Nordosten hin der Sebalder Reichswald.
Die nördliche Begrenzung der Altstadt bildet der Burgberg mit der Nürnberger Burg und der in großen Teilen erhaltenen Stadtmauer; etwas östlich, ebenfalls auf der Nordseite der Pegnitz, erhebt sich der parkartig gestaltete Rechenberg.

### Stadtgliederung
1968 wurde das Stadtgebiet für planerische Zwecke im Sinne einer kleinräumigen Gliederung in 87 Statistische Bezirke und in Blöcke unterteilt. Diese Statistischen Bezirke werden in 10 Statistischen Stadtteilen zusammengefasst. Diese verwaltungstechnische Einteilung spielt im Bewusstsein der Bevölkerung jedoch kaum eine Rolle, vielmehr orientiert man sich im Alltagsleben an den traditionellen Namen der Orte.

### Eingemeindungen
Bis 1825 umfasste das Stadtgebiet 160,84 ha. Seitdem wurden, nachdem die Einwohnerzahl der Stadt infolge der Industriellen Revolution immer mehr gestiegen war und die Stadt sich immer weiter ausgedehnt hatte, mehrere ehemals selbstständige Gemeinden in das Stadtgebiet eingegliedert, so dass die Stadt heute über eine Fläche von etwa 186,4 km² verfügt.

### Nachbargemeinden
Die Stadt Nürnberg grenzt an folgende Städte, Gemeinden und gemeindefreien Gebiete (beginnend im Norden, im Uhrzeigersinn):
Erlangen (kreisfreie Stadt), Neunhofer Forst, Kraftshofer Forst und Erlenstegener Forst (Landkreis Erlangen-Höchstadt), Schwaig bei Nürnberg, Laufamholzer Forst, Zerzabelshofer Forst, Forsthof, gemeindefreies Gebiet Fischbach, Feuchter Forst und Feucht (alle Landkreis Nürnberger Land), Wendelstein und Forst Kleinschwarzenlohe (Landkreis Roth), Schwabach (kreisfreie Stadt), Rohr (Landkreis Roth), Stein und Oberasbach (Landkreis Fürth) sowie Fürth (kreisfreie Stadt).
An die Exklave Brunn, in der mit 406 m ü. NN der höchste Punkt Nürnbergs liegt, grenzen die gemeindefreien Gebiete Brunn, Winkelhaid und Fischbach (alle im Landkreis Nürnberger Land).

### Klima
Nürnberg hat ein humides kühlgemäßigtes Übergangsklima, das weder sehr kontinental noch sehr maritim ausgeprägt ist. Die monatlichen Durchschnittstemperaturen schwanken zwischen −1,4 °C im Januar und 18 °C im August, jedoch werden an einigen Tagen im Sommer Spitzentemperaturen von über 35 °C erreicht. Die Jahresmitteltemperatur liegt etwa bei 10,45 °C. Seit Beginn der Aufzeichnungen des Deutschen Wetterdienstes am Nürnberger Flughafen im Jahr 1955 betrug die Höchsttemperatur (Memento vom 23. September 2015 im Internet Archive) (PDF; 64 kB) am 27. Juli 1983 38,6 °C. Die Niederschlagsmenge ist etwas geringer als für die geographische Lage üblich. Ursache dafür ist die Lage Nürnbergs im Fränkischen Becken; diese schwach ausgeprägte Kessellage hält feuchte Luftmassen vom Stadtgebiet fern. Mitunter kommt es über Nürnberg zu heftigen Stürmen und Unwettern, so zuletzt am 28. August 2006, als eine Windhose im Stadtteil Gartenstadt mehrere Häuser zum Teil schwer beschädigte.
|                        | Jan  | Feb  | Mär  | Apr  | Mai  | Jun  | Jul  | Aug  | Sep  | Okt  | Nov | Dez |   |      |
| Mittl. Temperatur (°C) | 0,8  | 3    | 5,5  | 9,8  | 14   | 18,5 | 20,2 | 19,7 | 14,9 | 10,1 | 5,4 | 3,1 | ⌀ | 10,5 |
| Mittl. Tagesmax. (°C)  | 4,1  | 7,1  | 10,5 | 16,2 | 20,2 | 24,7 | 26,7 | 26,3 | 21,0 | 15,0 | 8,9 | 6,1 | ⌀ | 15,6 |
| Mittl. Tagesmin. (°C)  | −2,4 | −1,1 | 0,6  | 3,5  | 7,9  | 12,4 | 13,8 | 13,2 | 8,9  | 5,2  | 1,9 | 0,1 | ⌀ | 5,4  |
|                        |      |      |      |      |      |      |      |      |      |      |     |     |   |      |
| Niederschlag (mm)      | 40   | 38   | 40   | 28   | 61   | 59   | 59   | 45   | 35   | 44   | 54  | 50  | Σ | 553  |
|                        |      |      |      |      |      |      |      |      |      |      |     |     |   |      |
| Sonnenstunden (h/d)    | 1,5  | 2,7  | 4,0  | 5,4  | 6,9  | 7,1  | 7,6  | 6,9  | 5,5  | 3,9  | 1,8 | 1,4 | ⌀ | 4,6  |
|                        |      |      |      |      |      |      |      |      |      |      |     |     |   |      |
| Regentage (d)          | 16   | 12   | 14   | 10   | 14   | 10   | 14   | 10   | 10   | 14   | 15  | 15  | Σ | 154  |
|                        |      |      |      |      |      |      |      |      |      |      |     |     |   |      |
| Luftfeuchtigkeit (%)   | 85   | 80   | 75   | 70   | 67   | 67   | 67   | 71   | 76   | 80   | 83  | 84  | ⌀ | 75,4 |

| −2,4 |

| −1,1 |

| 0,6 |

| 3,5 |

| 7,9 |

| 12,4 |

| 13,8 |

| 13,2 |

| 8,9 |

| 5,2 |

| 1,9 |

| 0,1 |

| −2,4 |

| −1,1 |

| 0,6 |

| 3,5 |

| 7,9 |

| 12,4 |

| 13,8 |

| 13,2 |

| 8,9 |

| 5,2 |

| 1,9 |

| 0,1 |

## Bevölkerung

### Einwohnerentwicklung

Einwohnerentwicklung von Nürnberg von 1871 bis 2017

Mit Beginn der Industrialisierung im 19. Jahrhundert setzte ein starkes Bevölkerungswachstum ein. Lebten 1808 in der Stadt erst 25.176 Menschen und 1867 etwa 77.600 Menschen, so überschritt die Einwohnerzahl Nürnbergs im Laufe des Jahres 1881 die Grenze von 100.000 Einwohnern und machte sie zur Großstadt. Ende 1897 hatte die Stadt 183.397 und 1900 bereits über 250.000 Einwohner, bis 1972 verdoppelte sich diese Zahl auf den Höchststand des 20. Jahrhunderts von 515.000. Bis 1985 fiel die Bevölkerungszahl auf 465.000, danach stieg sie wieder. Am 31. Dezember 2008 betrug die Amtliche Einwohnerzahl für Nürnberg nach Fortschreibung des Bayerischen Landesamtes für Statistik und Datenverarbeitung 503.638.
Beim Zensus 2011 sank die Einwohnerzahl um rund 20.000 und unterschritt abermals die Halbmillionengrenze. Am 31. Dezember 2014 betrug die Landesamtliche Einwohnerzahl 501.072 und die stadtinterne Zahl des Einwohnermelderegisters lautete gleichzeitig 516.770. Am 31. Dezember 2017 betrug die Landesamtliche Einwohnerzahl 515.201 und die stadtinterne Zahl des Einwohnermelderegisters lautete gleichzeitig 532.194. Ende Dezember 2022 ergab diese städtische Zählweise 548.390 Personen mit Hauptwohnsitz in Nürnberg. Insgesamt stieg die Zahl der Einwohner in Nürnberg zwischen 2012 und 2022 um 5,6 %.
| Jahr | Einwohnerzahl | Anmerkungen |
| ---- | ------------- | --- |
| 1449 | 018.420       | [ 27 ] |
| 1806 | 025.176       | in 3.289 Häusern |
| 1818 | 026.854       | [ 29 ] |
| 1852 | 053.398       | davon 46.184 Protestanten, 6.633 Katholiken und 155 Reformierte |
| 1858 | 054.902       | [ 27 ] |
| 1861 | 058.081       | in 3.315 Häusern |
| 1871 | 083.214       | am 1. Dezember 1871, darunter 2.579 aktive Militärpersonen, in 6.646 Wohngebäuden, davon 65.803 Protestanten, 14.852 Katholiken, 301 Reformierte, ein Griechisch-Orthodoxer, drei Anglikaner, 46 Deutsch-Katholiken, 301 Freireligiöse, 1.831 Israeliten, drei Angehörige sonstiger Konfessionen |
| 1875 | 091.018       | [ 31 ] |
| 1880 | 099.519       | [ 31 ] |
| 1885 | 114.891       | [ 31 ] |
| 1890 | 142.590       | [ 31 ] |
| 1900 | 261.081       | davon 179.464 Evangelische, 74.413 Katholiken; auf die innere Stadt entfielen 211.329 Einwohner |
| 1905 | 294.431       | mit der Garnison (ein Infanterieregiment Nr. 14, vier Eskadrons Chevaulegers Nr. 1, eine Eskadron Jäger zu Pferde, ein Feldartillerieregiment Nr. 8) und einschließlich der 13 Vororte, davon 196.907 Evangelische, 86.939 Katholiken, 6.819 Juden                                               |
| 1910 | 333.142       | davon 218.015 Evangelische, 103.464 Katholiken |
| 1925 | 392.494       | davon 249.780 Evangelische, 126.318 Katholiken, 721 sonstige Christen, 8.603 Juden |
| 1933 | 410.438       | davon 257.201 Evangelische, 131.606 Katholiken, 225 sonstige Christen, 7.502 Juden |
| 1939 | 420.349       | davon 256.791 Evangelische, 137.750 Katholiken, 1.536 sonstige Christen, 2.589 Juden |
| 1950 | 362.459       | [ 31 ] |
| 1960 | 452.400       | davon 65.400 Vertriebene |

### Lebensqualität
Nürnberg gelangte in der Studie Worldwide Quality of Living Survey des Beratungsunternehmens Mercer zum wiederholten Mal unter die ersten 25 Plätze der Städte mit der besten Lebensqualität weltweit und erreichte 2010 unter den deutschen Städten den sechsten Platz. Dabei flossen unter anderem soziale, wirtschaftliche und umweltorientierte Kriterien sowie Kultur, Bildungsangebot, Infrastruktur und Gesundheitsversorgung ein. Im Umweltranking schnitt Nürnberg als beste deutsche Stadt auf Platz 13 ab. 2018 erreichte Nürnberg im Rahmen dieser Studie weltweit Platz 23, im Vergleich der deutschen Städte damit Platz 6. Im Spezialranking Entsorgung & Hygiene erreichte Nürnberg Platz 14 weltweit und Platz 1 unter den deutschen Städten.

### Bevölkerung nach Migrationshintergrund
Nürnberg gehört zu den deutschen Großstädten mit einem sehr hohen prozentualen Anteil von Personen mit ausländischen Wurzeln. Im Jahr 2022 hatten 50 Prozent bzw. 270.835 Personen einen Migrationshintergrund bei 541.103 melderegisterbasierten Einwohnern. Unter den Großstädten ab 500.000 Einwohnern hat Nürnberg nach Frankfurt am Main den zweithöchsten Migrationsanteil in Deutschland; bei den Großstädten ab 100.000 Einwohnern ist es der fünfthöchste Prozentwert.
| Bevölkerung                         | Bevölkerungsanteil | Anteil in Prozent |
| ----------------------------------- | ------------------ | ----------------- |
| Einwohner mit Migrationshintergrund | 270.835            | 050 %             |
| Deutsche ohne Migrationshintergrund | 270.268            | 050 %             |
| Deutsche mit Migrationshintergrund  | 125.196            | 023 %             |
| Ausländer                           | 145.639            | 027 %             |
| Einwohnerzahl                       | 541.103            | 100 %             |

### Dialekt

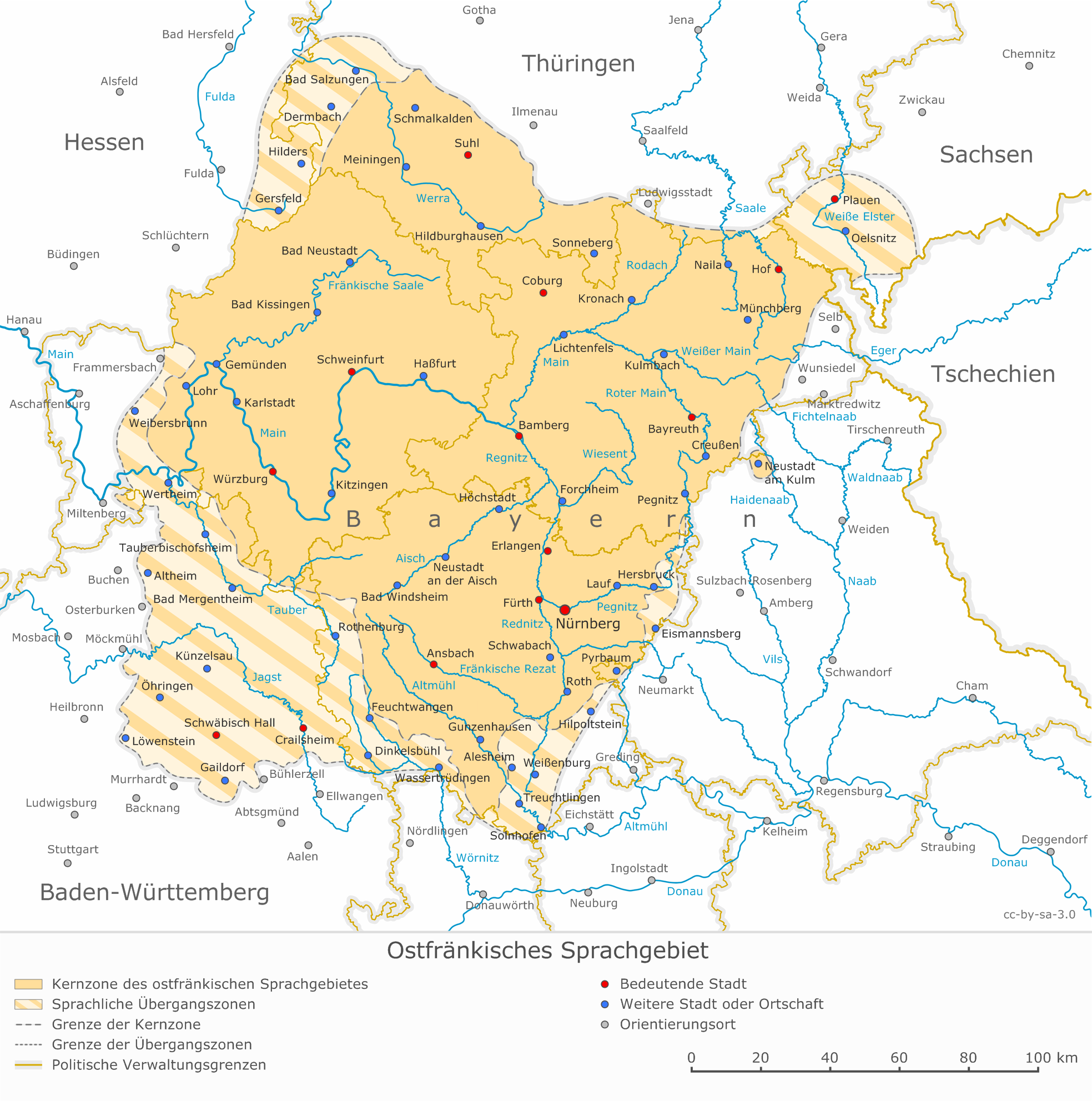
Der ostfränkische Sprachraum

Die Nürnberger Mundart zählt zur ostfränkischen Dialektgruppe, doch trägt sie deutliche Züge des Nordbairischen (beispielsweise gestürzte Diphthonge) und bildet einen Übergang zwischen den beiden Dialektgruppen. In der Forschung geht man heute davon aus, dass im Spätmittelalter der Stadtdialekt noch überwiegend zum Nordbairischen tendierte. In den letzten 200 Jahren beobachtet man dagegen eine Abkehr von bairischen hin zu ostfränkischen Merkmalen, obwohl es gerade im industriellen Zeitalter einen hohen Zuzug aus der Oberpfalz gab. Der Dialekt der Nachbarstadt Fürth ist bis auf Unterschiede bei der Pluralbildung und den Verkleinerungsformen sehr ähnlich. Mehrere Autoren wie Fitzgerald Kusz oder Klaus Schamberger pflegen noch den Stadtdialekt. Einige sind Mitglieder des Collegiums Nürnberger Mundartdichter. Unter der jüngeren Bevölkerung wird kaum noch die Stadtmundart verwendet. Man begegnet oft in den Medien einem Nürnberger Fränkisch, das eher auf umgangssprachlichen Formen als auf dem zum Verschwinden drohenden Stadtdialekt basiert. Dokumentiert wurde die Nürnberger Mundart durch Tonaufnahmen im Rahmen der Erstellung des Bayerischen Sprachatlasses und einer 1907 herausgegebenen Grammatik.

## Geschichte

### Anfänge der Stadt

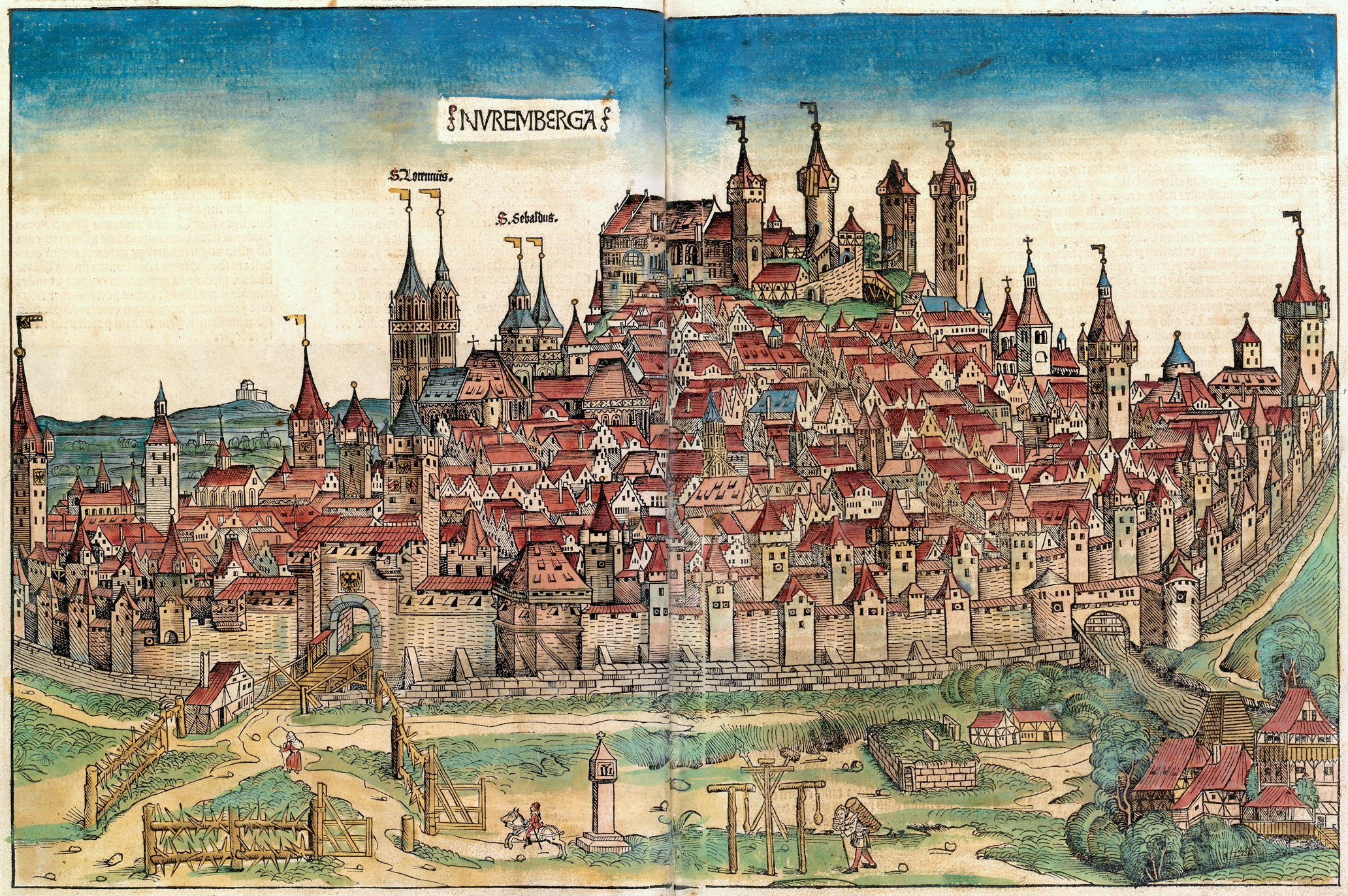
Älteste gedruckte Ansicht Nürnbergs, Schedelsche Weltchronik 1493

Erste slawische Siedlungsspuren in der Nähe des heutigen Hauptmarktes werden um das Jahr 850 datiert.
Wann die Stadt gegründet wurde, ist nicht überliefert, es könnte zwischen 1000 und 1040 im Zuge der Sicherung des Grenzgebietes zwischen Sachsen, Bayern, Ostfranken und Böhmen am Schnittpunkt wichtiger Straßen gewesen sein. Es lassen sich mehrere frühe Siedlungszentren ausmachen. Dazu gehörten vermutlich zwei Königshöfe um St. Egidien und St. Jakob sowie das Areal zwischen Sebalduskirche und Burg.
Die Siedlung hatte jedenfalls von Anfang an Marktrecht, der heutige Hauptmarkt wurde aber erst nach Niederlegung des jüdischen Viertels und Bau der Frauenkirche unter Karl IV. errichtet. Die 1050 von Kaiser Heinrich III. ausgestellte so genannte Sigena-Urkunde enthält neben dem Datum „nuorenberc“ als Ort der Ausstellung und ist damit die erste urkundliche Erwähnung Nürnbergs. Als kaiserlicher Stützpunkt war die Nürnberger Burg (Kaiserburg) bald bedeutsam für das Reich. 1065 bildete Heinrich IV. aus dem Reichsgut Nürnberg und Umland einen eigenen Hochgerichts- und Verwaltungsbezirk. Konrad III. verlieh die neu errichtete Burggrafschaft mit Gericht und Verwaltung an die Edelfreien von Raabs (aus Niederösterreich), 1190/91 wurde sie von Friedrich I. von Nürnberg-Zollern übernommen.
Mit dem Großen Freiheitsbrief machte König Friedrich II. Nürnberg 1219 zur Freien Reichsstadt. Der Einfluss der Burggrafen von Nürnberg beschränkte sich bald auf die Burggrafenburg und endete vollständig, als der letzte Burggraf Friedrich VI. die südlich des fünfeckigen Turms der Kaiserburg gelegene Brandstätte der 1420 von Nürnbergern und Baiern zerstörten Burggrafenburg 1427 an den Rat der Stadt Nürnberg verkaufte.
Die beiden Stadthälften waren im 13. Jahrhundert noch für sich ummauert, bis zu Beginn des 14. Jahrhunderts der innere Stadtmauerring über die Pegnitz geschlossen wurde. Politisch lagen die Geschicke der Stadt in der Hand des Rates der Stadt, bis zum Übergang an das Königreich Bayern, wobei das Haus Hohenzollern den Titel Burggraf von Nürnberg sogar bis 1918 führte.

### Spätmittelalter und Frühe Neuzeit

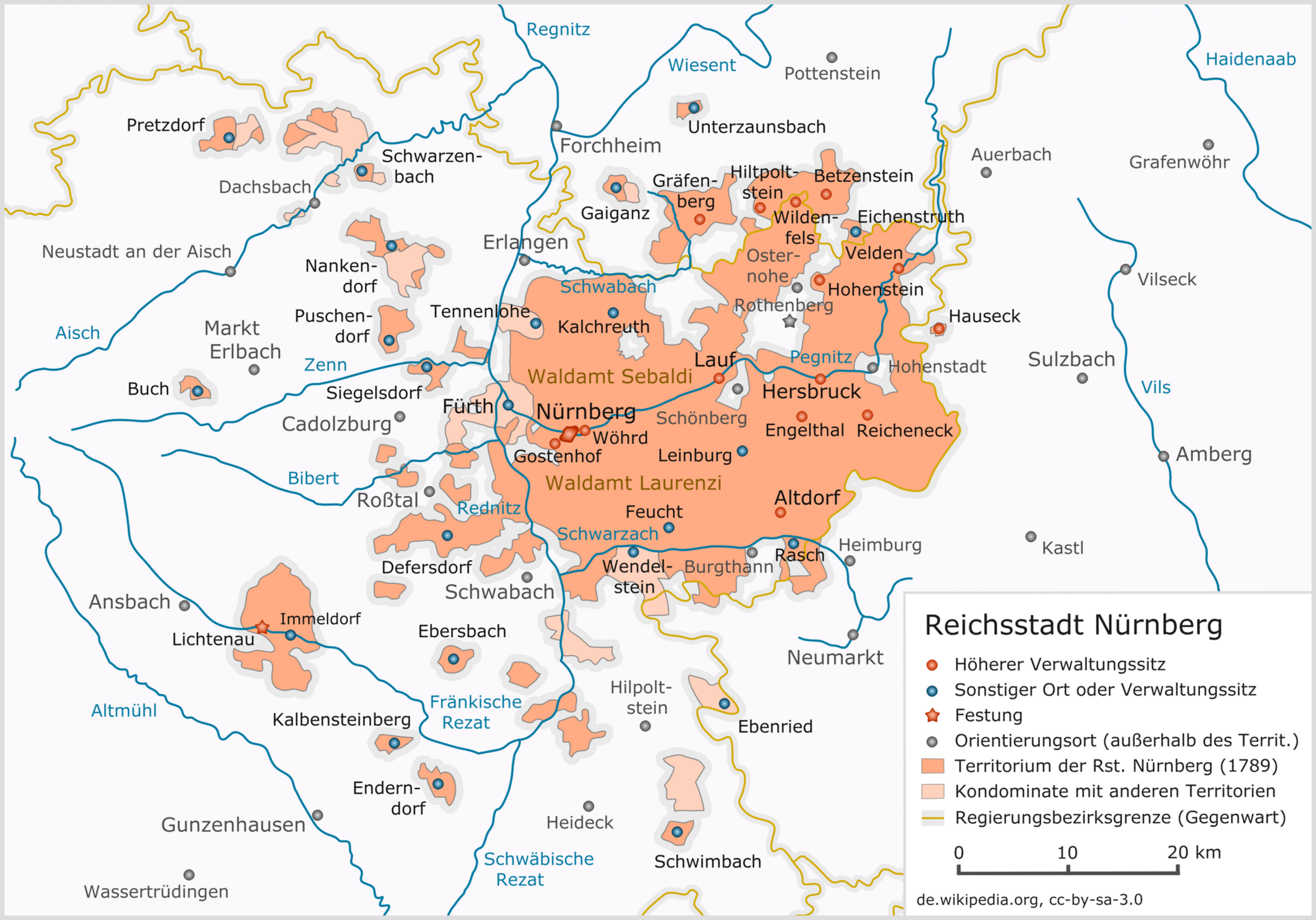
Das Gebiet der Reichsstadt Nürnberg

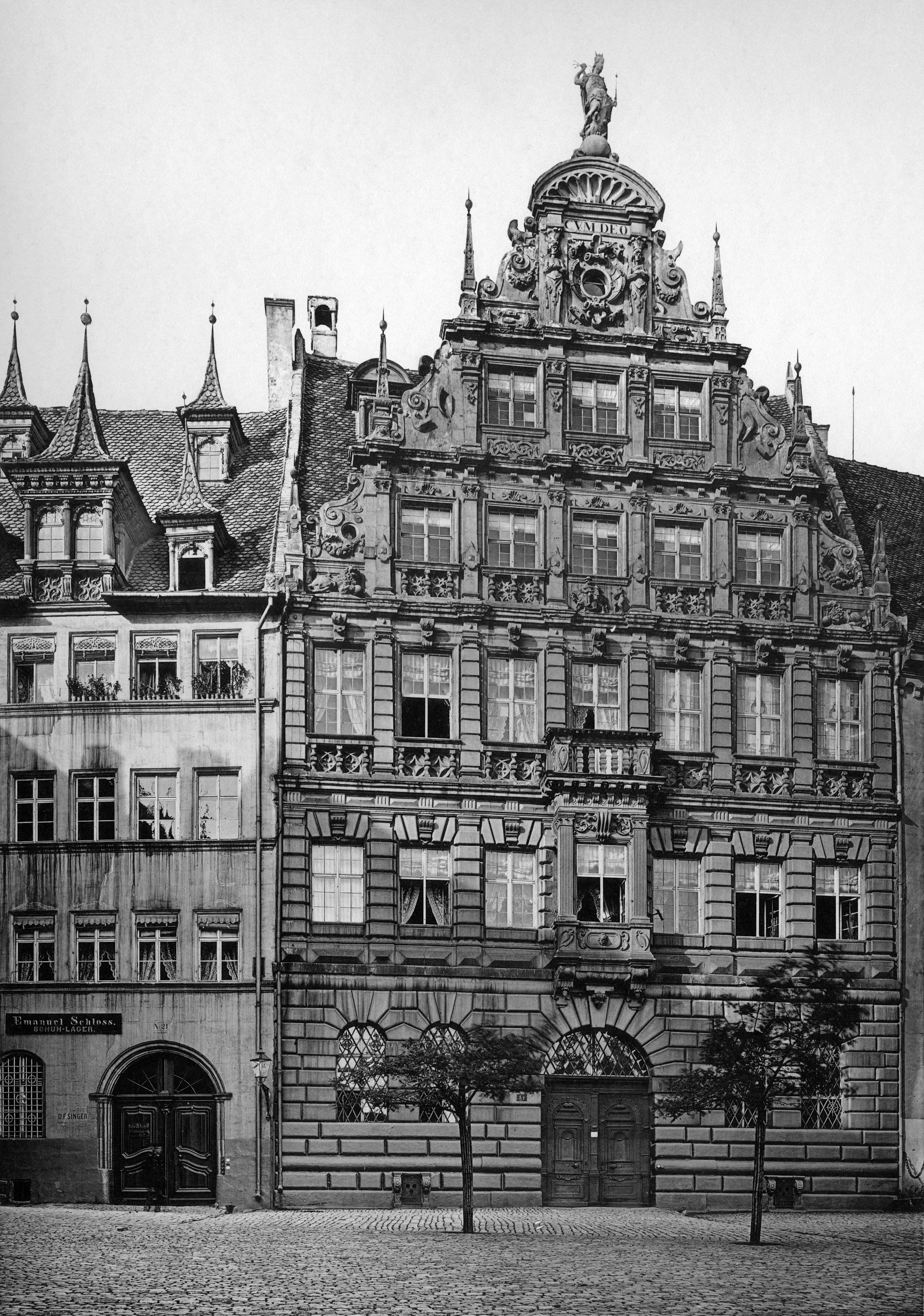
Das Pellerhaus von 1605 galt bis zur Zerstörung seiner Fassade 1945 als eines der bedeutendsten Bauwerke der Renaissance.

Viele Kaiser wählten Nürnberg gern als Aufenthaltsort, darunter Karl IV., der 1356 in Nürnberg die Goldene Bulle erließ. 1423 übergab König Sigismund die Reichskleinodien der Stadt, von der sie bis Anfang des 19. Jahrhunderts aufbewahrt wurden. Die Jahre zwischen 1470 und 1530 gelten allgemein als die Blütezeit der Stadt – trotz immer wiederkehrender Fehden und Konflikten mit Rittern wie Götz von Berlichingen und Conz Schott von Schottenstein, die aber nach 1512 durch das Heer des Fränkischen Reichskreises unterbunden wurden. Vom 10. Oktober bis 6. November 1485 weilte Kaiser Friedrich III. in der Stadt, worüber der Losunger Ruprecht Haller ein Protokoll des Zeremoniells beim „Ein- und Ausreiten“ des Kaisers anfertigte. Der Reichtum der Stadt kam durch das ausgezeichnete Handwerk sowie die günstige Lage als Handelsplatz in der Mitte Europas zustande. Die Heiltumsweisungen, also die Präsentation der Reichskleinodien, um 1487, waren ein wichtiger Impuls für die wirtschaftliche Blüte. Die Nürnberger Börse diente als Bindeglied im Handel zwischen Italien und anderen europäischen Wirtschaftszentren. Über Venedig wurde ein reger Warenaustausch mit der Levante betrieben. In dieser Zeit zählte Nürnberg zusammen mit Köln und Prag zu den größten Städten des Heiligen Römischen Reiches.
Im Dreißigjährigen Krieg war die Gegend um Nürnberg Schauplatz eines mehrere Jahre andauernden Stellungskriegs der Kriegsparteien. 1632 hatte sich die Stadt mit Gustav Adolf von Schweden arrangiert, der nachfolgend Stadt und Umland als Standort für seine Truppen nutzte und die Befestigungen ausbauen ließ. Zwar wurde die Stadt nicht erobert, aber durch die Verwüstungen im Umland dauerhaft wirtschaftlich geschwächt. In den 1630er Jahren entstand der Pestfriedhof. Nach dem Krieg und dem Westfälischen Frieden fand ab dem 25. September 1649 in Nürnberg ein von schwedischen Gesandten veranstaltetes „Friedensmahl“ statt, bei dem die Konfliktparteien in mehrere Tage andauernden Feierlichkeiten den Frieden besiegelten.
Durch die Reichsdefensionsordnung von 1681 wurde Nürnberg verpflichtet, neun Kompanien zu den drei Infanterieregimentern des Fränkischen Reichskreises zu stellen, die im Falle einer Reichsexekution dem Reichsheer eingegliedert würden.
Am 13. Oktober 1792 wird mit dem Kunstverein Nürnberg der erste Kunstverein Deutschlands gegründet.
Einschneidende Ereignisse spielten sich von 1796 bis 1806 ab. Nach Drängen der preußischen Verwaltung im benachbarten Ansbach unterstellte sich Nürnberg schließlich der preußischen Herrschaft. Der Vertrag wurde nicht vollzogen, da Preußen von Nürnbergs Schulden abgeschreckt wurde. Gleichzeitig hatte sich in der Nürnberger Bevölkerung großer Unmut gegen die zunehmend als korrupt empfundene Herrschaft der patrizischen Familien aufgestaut. Diese Vorgänge erschütterten die reichsstädtische Verfassung in ihren Grundfesten und brachten die Stadt an den Rand eines Umsturzes.

### Königreich Bayern
Im Reichsdeputationshauptschluss vom 25. Februar 1803 blieb Nürnberg dennoch zunächst weiter unabhängig, bis nach Unterzeichnung der Rheinbundakte und dem Ende des Alten Reiches französische Truppen Nürnberg besetzten. Am 15. September 1806 übergab die französische Armee schließlich die Stadt dem Königreich Bayern, das alsbald eine Zivilverwaltung installierte und die Stadt administrativ in das Königreich eingliederte. Das Königreich Bayern übernahm 1806 die exorbitanten Schulden der Reichsstadt Nürnberg als Teil der gesamtbayerischen Staatsschulden und sorgte damit für deren Konsolidierung und Tilgung. Durch die bayerische Gesetzgebung wurden die Katholiken, die bisher in der Stadt nur geduldet waren, den Protestanten rechtlich gleichgestellt. Nach Aufhebung zentralistischer Reformen des Grafen Montgelas 1817 erhielt Nürnberg im Mai 1818 wieder einen eigenen Magistrat und Bürgermeister wurde Friedrich Binder.

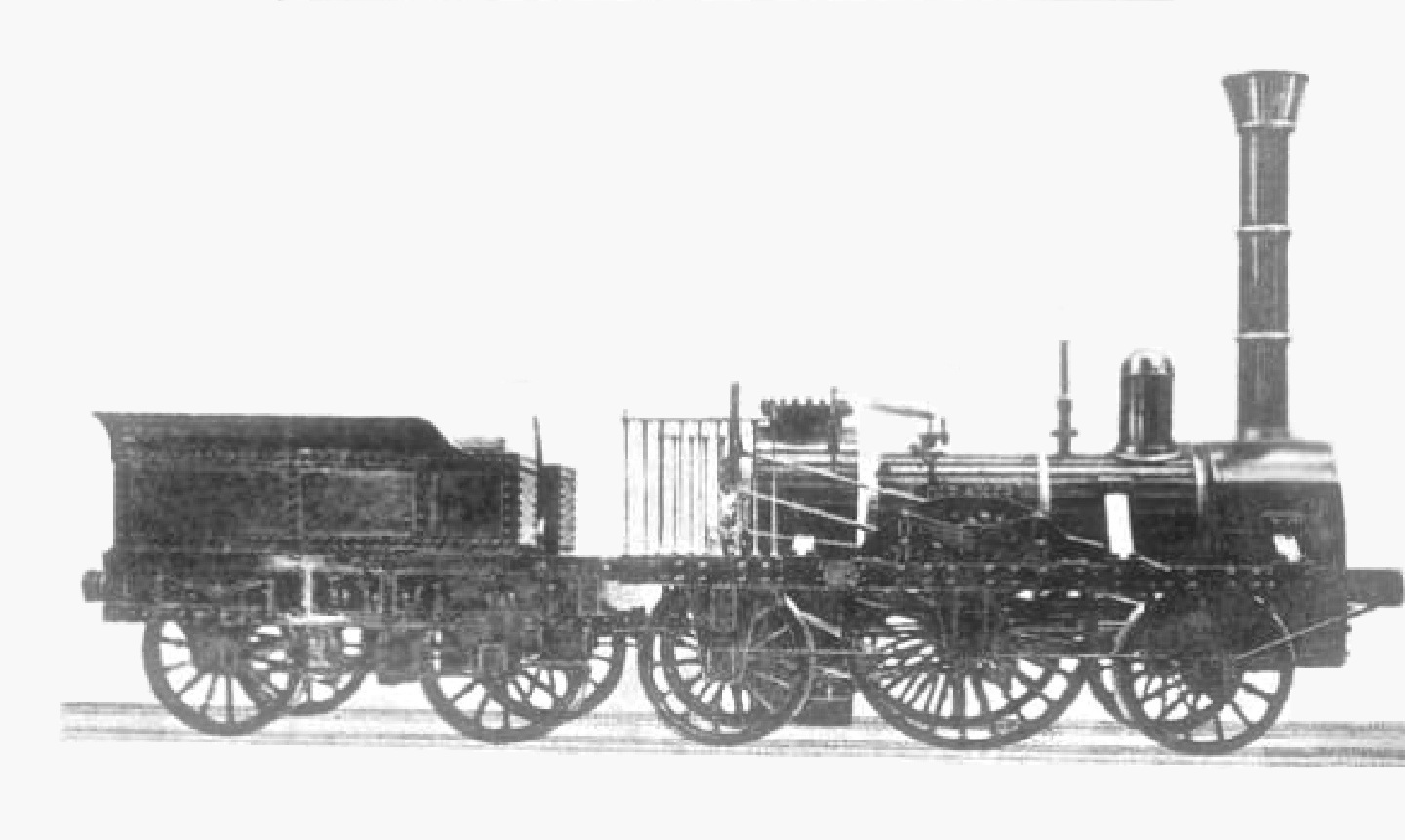
Der Adler; die erste Eisenbahn in Deutschland

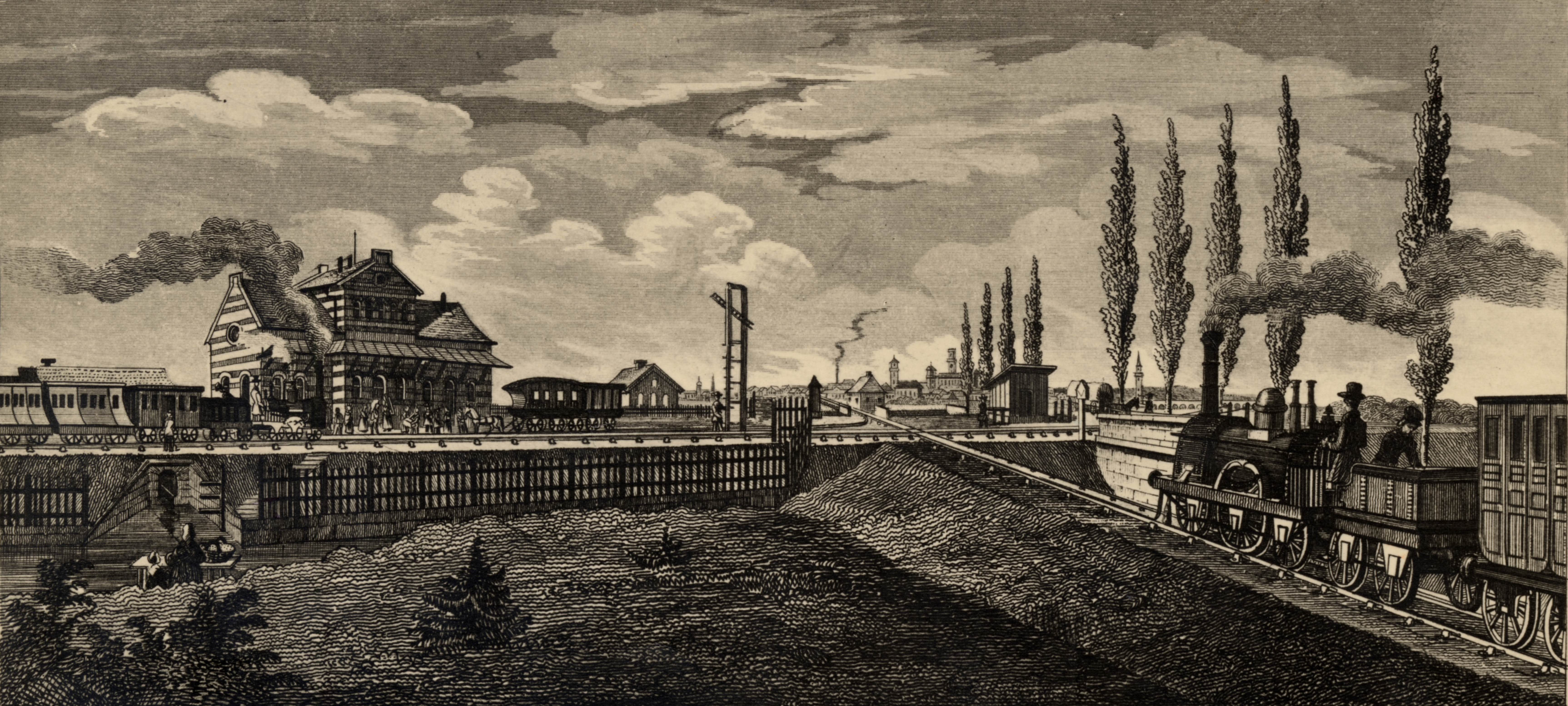
Die Fürther Kreuzung war die erste Umsteigestation zwischen zwei Eisenbahnen in Süddeutschland.

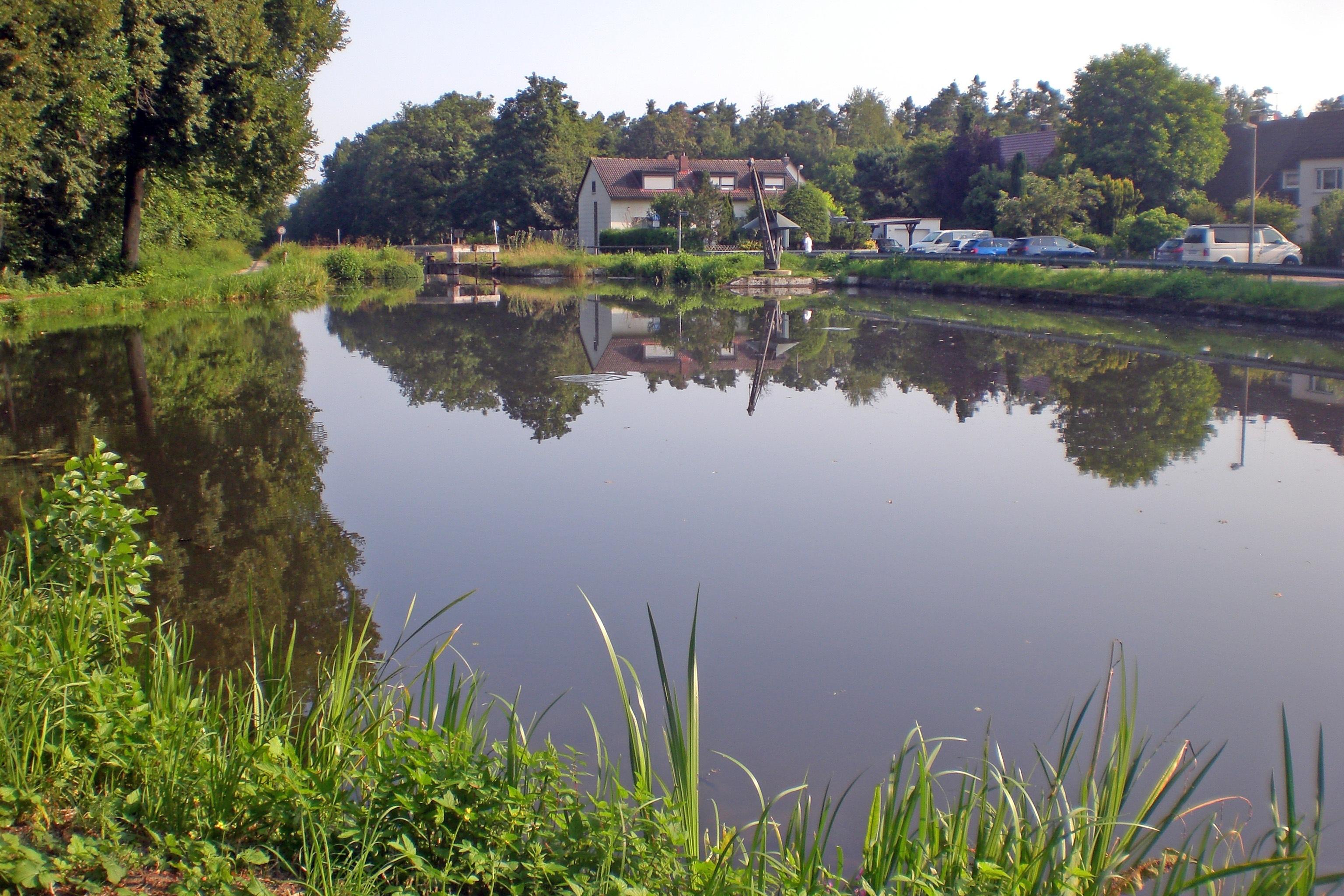
Kanalhafen am Alten Kanal (2024)

Zur Förderung von Industrie und Landwirtschaft wurde in Nürnberg ein Industrie- und Kulturverein gegründet, der Tochterorganisationen in Mittelfranken hervorbrachte und sich am 27. Dezember 1830 feste Satzungen gab.
Im 19. Jahrhundert entwickelte sich Nürnberg zu einem der industriellen Zentren in Bayern. So fuhr 1835 als erste Eisenbahn für den Personenverkehr in Deutschland der „Adler“ von Nürnberg nach Fürth.
In den 1840er Jahren wurde Nürnberg zur Hafenstadt, als der 1835 bis 1846 erbaute Ludwig-Donau-Main-Kanal die Stadt erreichte. Dieser führte durch Gostenhof und es gab dort den Handelshafen Nürnberg für den Güterumschlag. 1950 wurde der Ludwigskanal wieder aufgelassen, und der nördliche Teil ab der Gartenstadt in den 1960er Jahren fast vollständig mit der Bundesautobahn 73 überbaut. Nur der Straßenname An den Rampen erinnert dort an den ehemaligen Hafen am Ludwigskanal, der dank seines Bahnanschlusses bereits 1845 einen trimodalen Güterumschlag Schiff/Schiene/Straße bot.
Seit 1841 wurde Nürnberg in die Pläne der Ludwig-Süd-Nord-Bahn eingebunden, welche von Lindau nach Hof fuhr. Das war die erste Eisenbahn in Bayern, die auf Anleihen Ludwig I. (Bayern) auf Staatskosten von der Eisenbahnbau-Commission gebaut wurde. Am 1. Oktober 1844 erfolgte die Inbetriebnahme der Strecke Nürnberg-Bamberg. Kurz darauf wurde die Strecke Nürnberg-Schwabach fertiggestellt.
In der zweiten Hälfte des 18. Jahrhunderts wurde in Nürnberg wahrscheinlich das Rauschgold erfunden.
Nürnberg entwickelte sich zwischen 1870 und 1939 zu einem Zentrum der Spielwaren- und Modelleisenbahnindustrie. Zudem waren der Maschinen- und Elektroapparatebau, die Zweirad- sowie die Bleistiftindustrie bedeutende Wirtschaftszweige und sind es teilweise heute noch.
Carl Marschütz gründete hier die späteren Herculeswerke. Die erste Fahrradfabrik Deutschlands wurde in Nürnberg gegründet. Bekannte Markennamen wie Mars, Victoria und Zündapp Motorräder sind eng mit der Stadt verbunden. Rasch etablierte sich dieser Industriezweig und ist hier zu einer Hochburg der Zweiradindustrie geworden.
Vom 24. bis 27. Juli 1909 fand in Nürnberg der 17. Deutsche Feuerwehrtag statt.
Viele kleine Werkstätten bis hin zu Großbetrieben produzierten Blechspielwaren (Tinplate-Spielwaren). Dabei tat sich besonders die Firma Bing hervor, die den Sprung von der handwerklichen Fertigung (Schneiden, Löten, Bemalen) zur industriellen Fertigung (Lithographieren, Stanzen, Verlaschen) vollzog und durch die kostengünstigen Produkte zum weltweit größten Spielwarenhersteller heranwuchs. Viele der Spielwarenproduktionsstätten Nürnbergs waren im sogenannten jüdischen Besitz. Zahlreiche Hersteller wurden in den Jahren 1936 bis 1938 Opfer der von den Nationalsozialisten erzwungenen „Arisierung“.

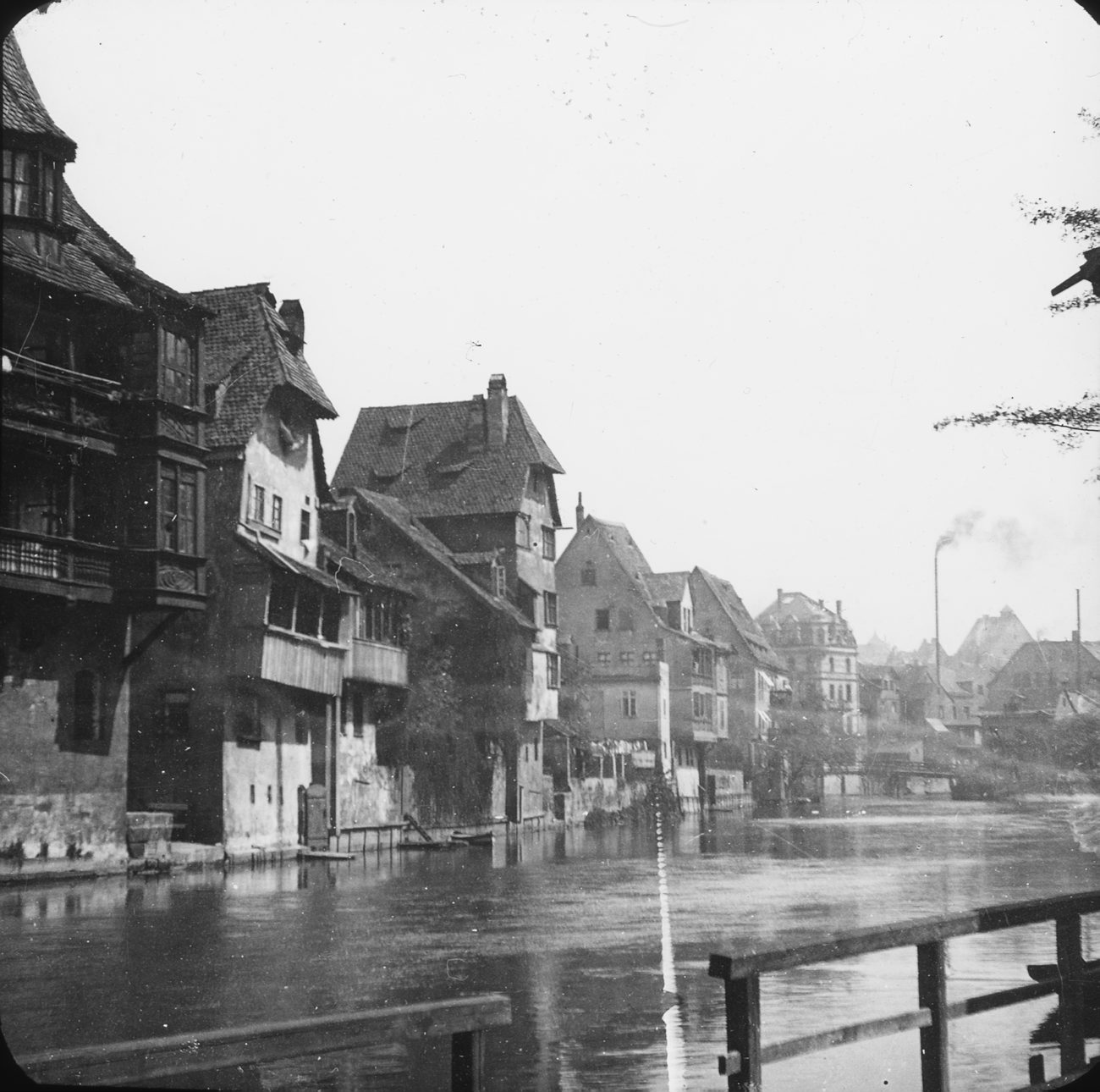
Häuser an der Pegnitz, 1901
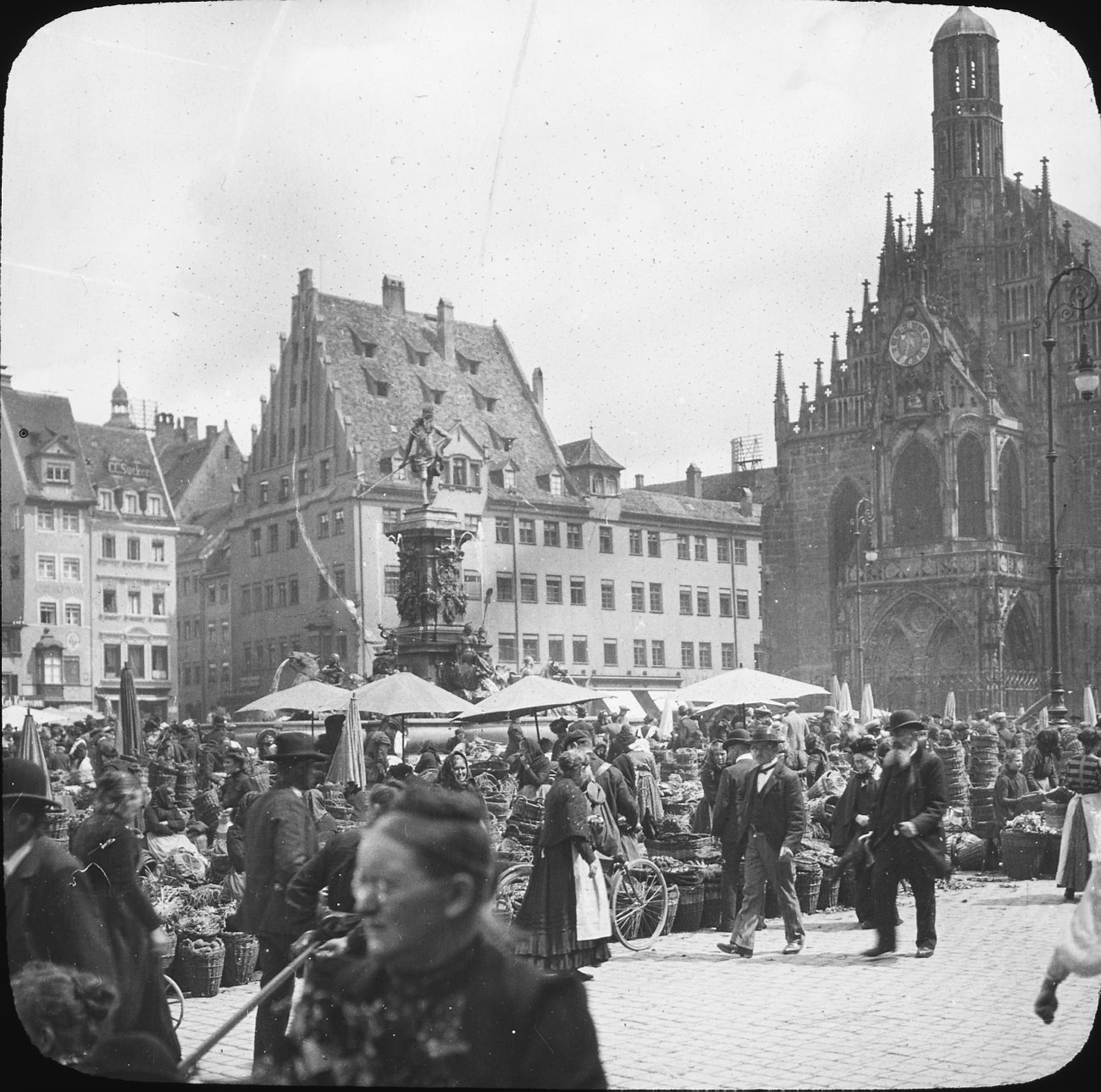
Hauptmarkt mit Frauenkirche, 1906
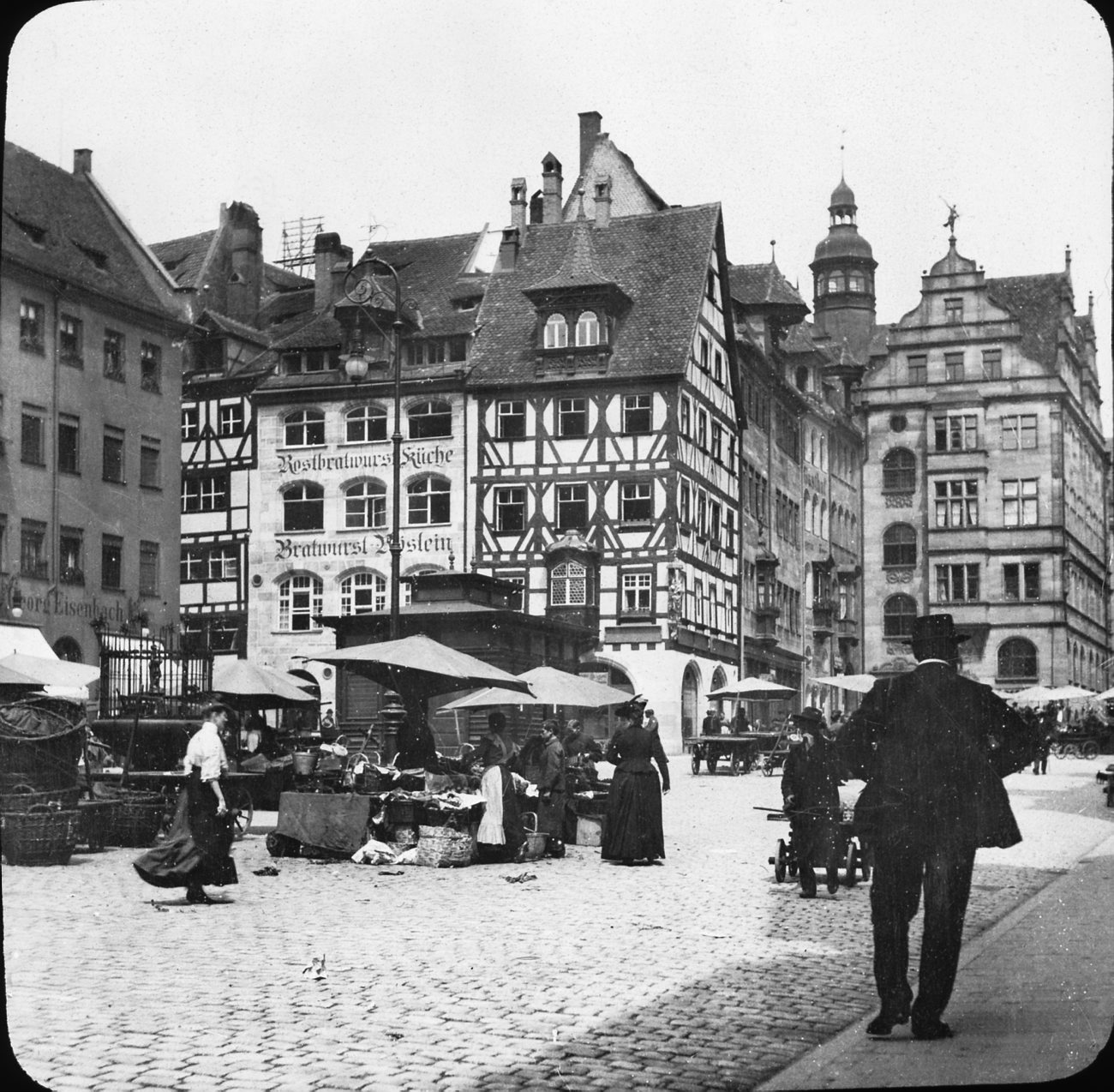
Obstmarkt, 1907
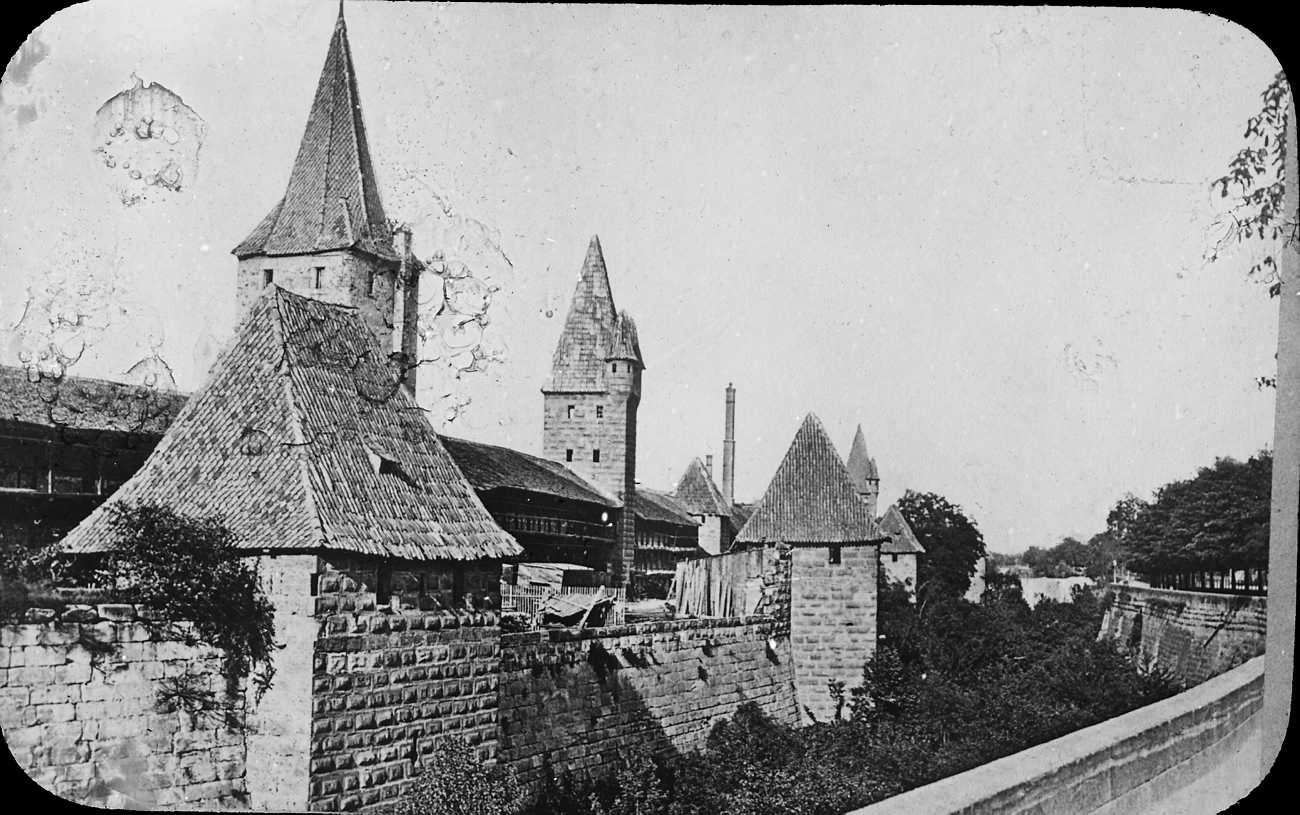
Südliche Stadtmauer, 1901
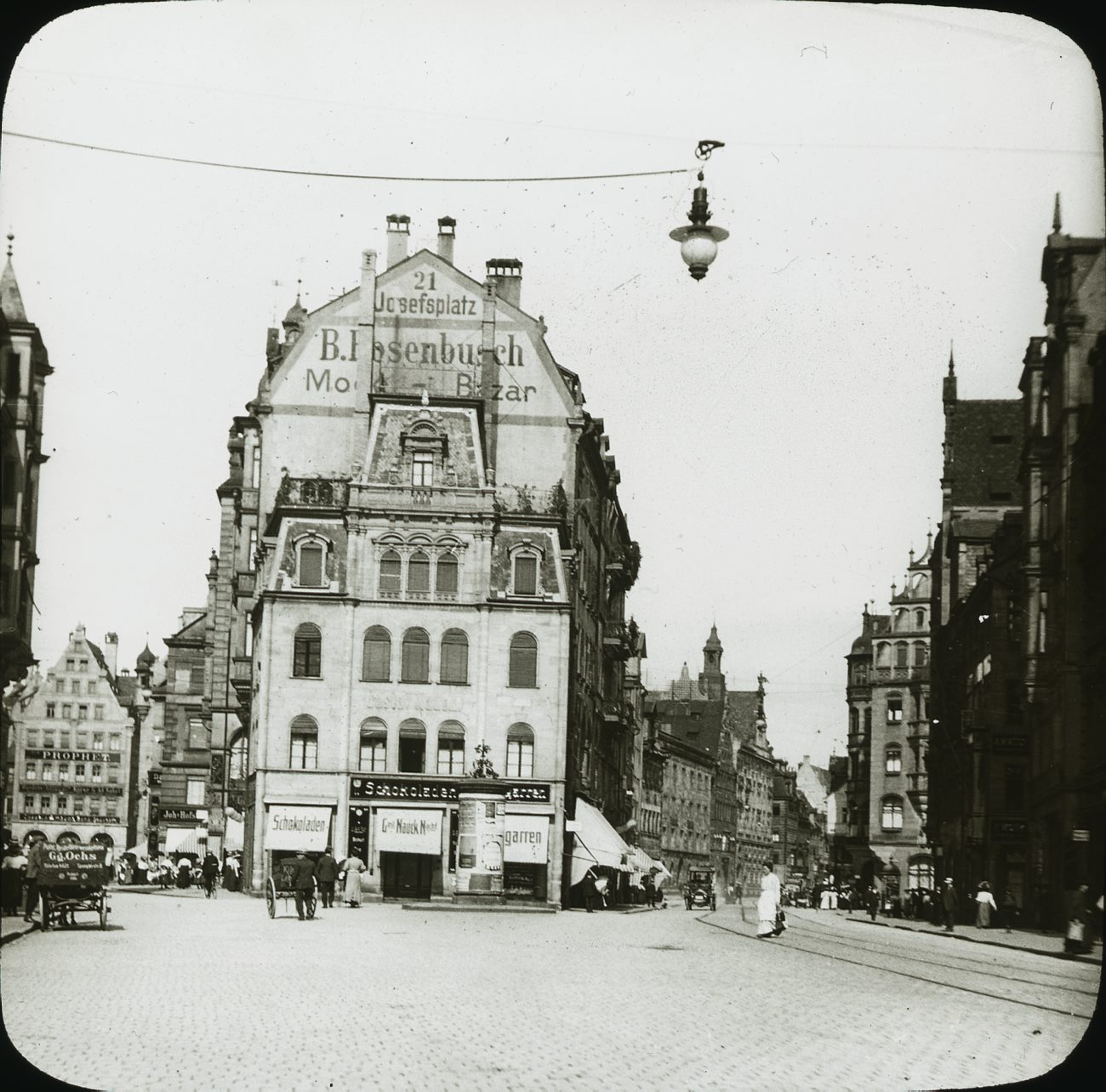
Ludwigsplatz, 1910

### Zwischenkriegszeit und Nationalsozialismus

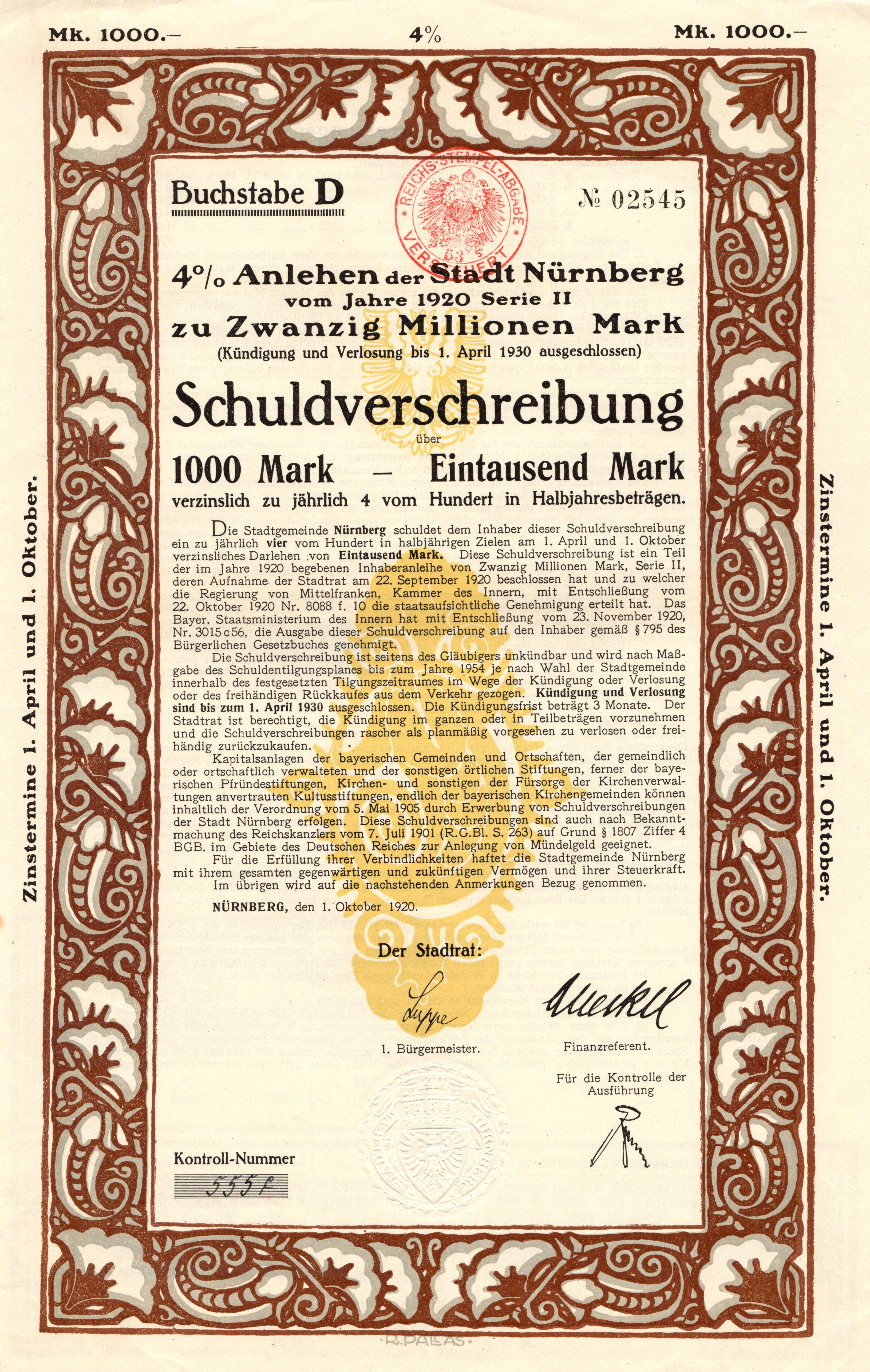
Schuldverschreibung über 1000 Mark der Stadt Nürnberg vom 1. Oktober 1920; mit Unterschrift des ersten Bürgermeisters Hermann Luppe

In den 1920er-Jahren fanden in Nürnberg die ersten Reichsparteitage der Nationalsozialisten statt. In Nürnberg selbst konnte die NSDAP bei Wahlen nie gewinnen. Die Stadt wurde überwiegend von der liberalen DDP regiert. Gleichzeitig war Nürnberg aufgrund seiner Bedeutung als Industriestandort ein Zentrum der bayerischen Sozialdemokratie.
Während der 1920er Jahre bekleidete Hermann Luppe das Amt des Oberbürgermeisters. Er wurde 1920 als Nachfolger von Otto Geßler zum Oberbürgermeister gewählt, dabei war er der einzige Kandidat. Im Stadtrat arbeitete Luppe mit den Sozialdemokraten zusammen, die in der Weimarer Republik die überwiegende Mehrheit im Stadtrat stellten. Am 20. Oktober 1922 wurde die erste Ortsgruppe der NSDAP in Nürnberg durch Julius Streicher gegründet. Damit begann der Aufstieg des Nationalsozialismus in Nürnberg. In seinem Kampf gegen den Antisemitismus lieferte Luppe sich Auseinandersetzungen mit Julius Streicher und der NSDAP. Unter anderem kam es zu mehreren Prozessen vor Gericht zwischen ihm und Streicher wegen Verleumdung und übler Nachrede durch den Nationalsozialisten. Nach der NS-Machtübernahme wurde Hermann Luppe widerrechtlich am 18. März 1933 verhaftet und nach seiner Entlassung aus Nürnberg ausgewiesen.
Während der Amtszeit von Hermann Luppe verfolgte Nürnberg eine fortschrittliche Städtepolitik. Er ermöglichte bedeutende Leistungen in Bereichen von Bildung, soziale Fürsorge, Kultur, Architektur und Stadtplanung. So entstanden unter anderen neue Wohnanlagen, die Frauenklinik an der Flurstraße oder die Sport- und Freizeitanlagen.
Die Ausstellung 100 Jahre Deutsche Eisenbahnen wurde 1935 veranstaltet.

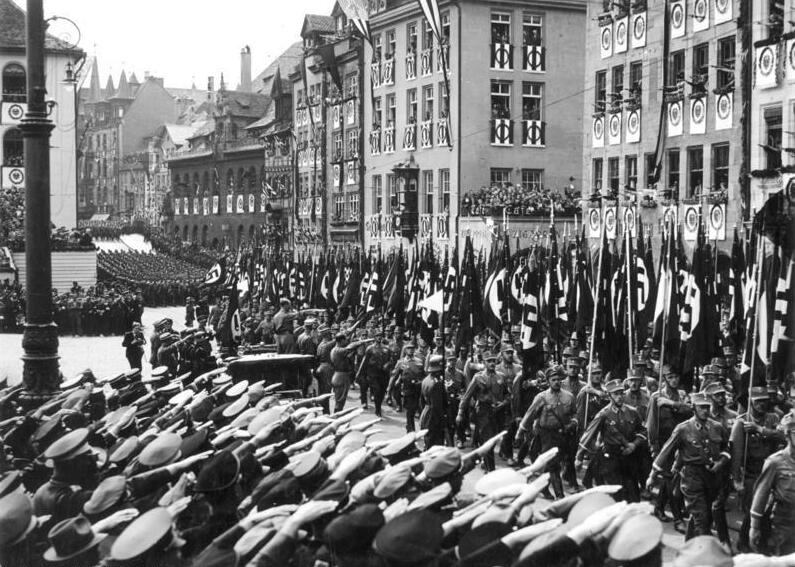
Marsch von SA-Kolonnen mit Hakenkreuz-Fahnen zu den Reichsparteitagen in Nürnberg im September 1935

Während der Zeit des Nationalsozialismus wurde Nürnberg von den Nationalsozialisten als „Stadt der Reichsparteitage“ zu einem der wichtigsten Orte nationalsozialistischer Propaganda. Die Nürnberger Gesetze, auch Nürnberger Rassegesetze genannt, wurden am 15. September 1935 vom Reichstag auf dem 7. Reichsparteitag der NSDAP („Reichsparteitag der Freiheit“) in Nürnberg einstimmig beschlossen. Diese sollten den Nationalsozialisten als Rechtsgrundlage zur Ausübung ihrer antijüdischen Gesinnung dienen.
Zwischen 1941 und 1945 befanden sich Häftlinge aus dem KZ Flossenbürg in der Stadt in KZ-Außenlagern. Mehrere hundert Häftlinge arbeiteten in der Nürnberger SS-Kaserne für die Bauleitung der Waffen-SS und der Polizei Nürnberg. Vom KZ-Außenlager Nürnberg SS-Kaserne wurde auch das kleine Außenlager Eichstätt aufgebaut. Vom 18. Oktober 1944 bis 6. März 1945 existierte zudem das KZ-Außenlager Nürnberg (Siemens-Schuckertwerke), dessen 550 Frauen-Häftlinge Zwangsarbeit für die Siemens-Schuckertwerke (SSW) in der Katzwanger Straße verrichteten.
Im Zweiten Weltkrieg wurde die Stadt durch häufige alliierte Luftangriffe auf Nürnberg schwer beschädigt. Am 2. Januar 1945 wurde die Nürnberger Altstadt fast vollständig zerstört. Auch in der fünftägigen Schlacht um Nürnberg im April 1945 wurde historische Bausubstanz zerstört. Nach dem Krieg gab es Überlegungen, die zerstörte Stadt komplett aufzugeben und an anderer Stelle neu aufzubauen. Heute besteht Nürnberg zu etwa 25 % aus Gebäuden von vor dem Zweiten Weltkrieg.
„Nürnberg – Albrecht Dürer ist dort niemals groß gewesen, den ganzen Ruhm der Stadt stahl eine den Musen unbekannte Partei, bis Explosivstoffe aus der Luft ihre Gebräuche störten.“ – Heinrich Mann.

### Nachkriegszeit und Wiederaufbau

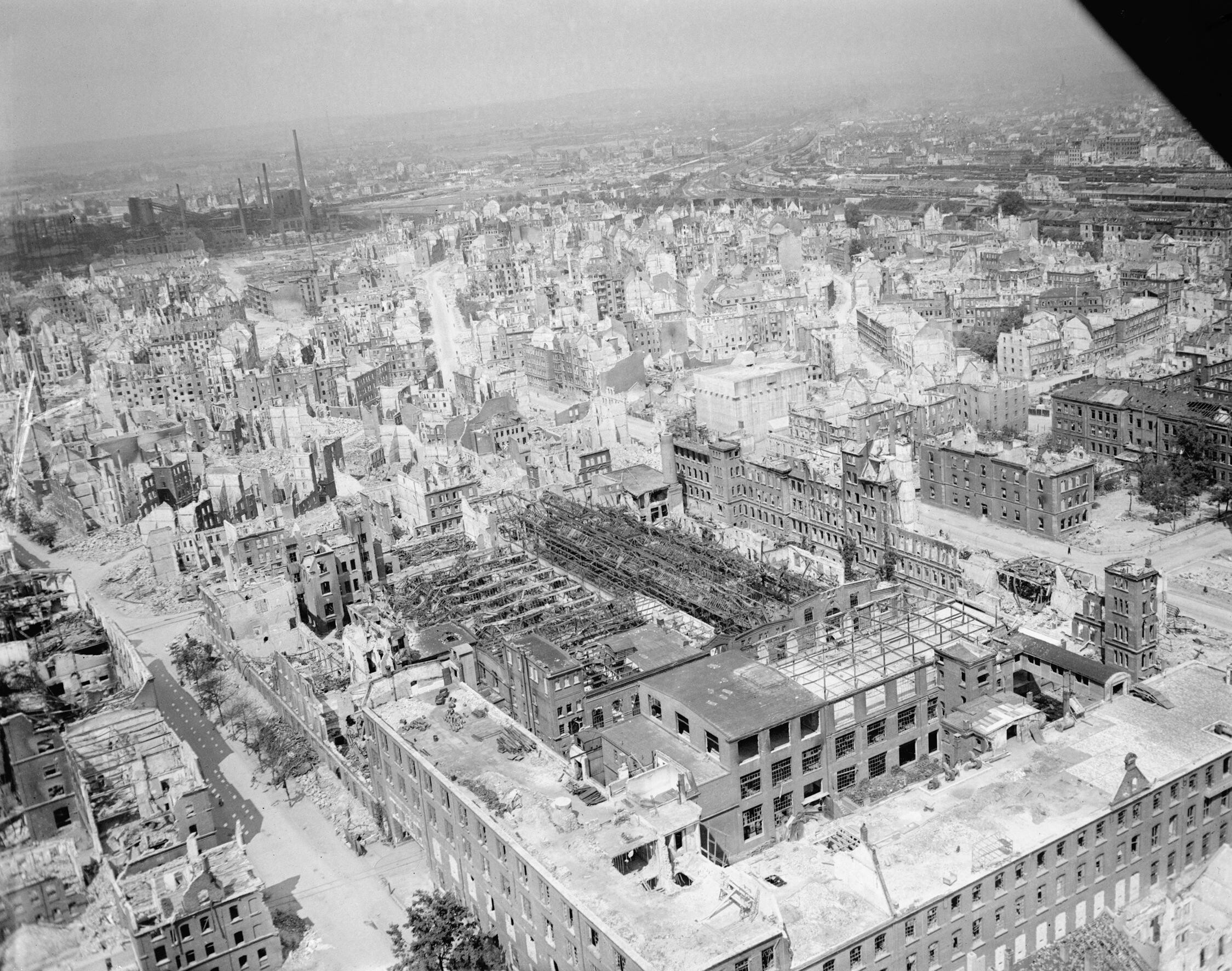
Zerstörungen im Stadtteil Steinbühl, Mai 1945

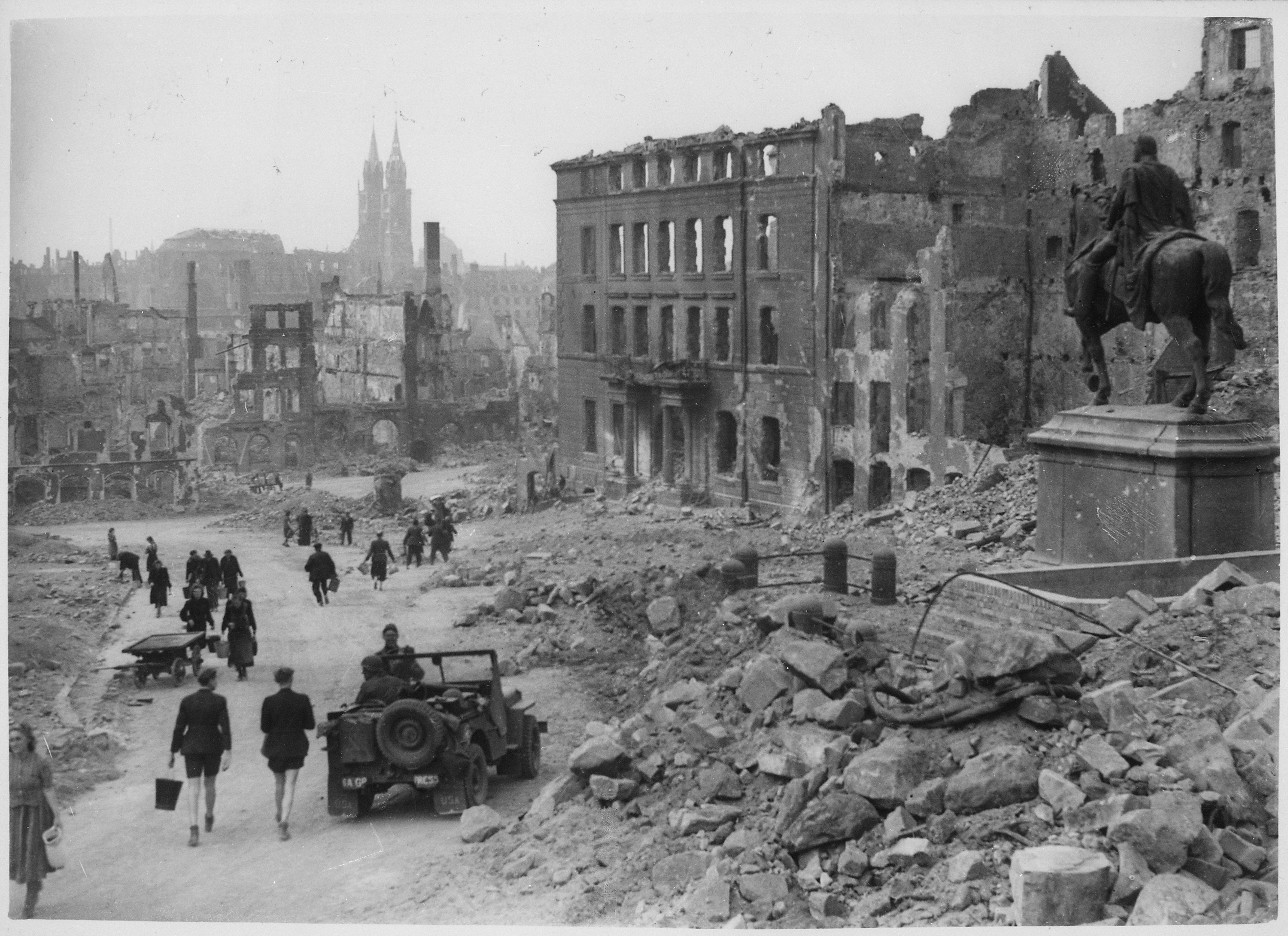
Zerstörungen am Egidienplatz, 1945

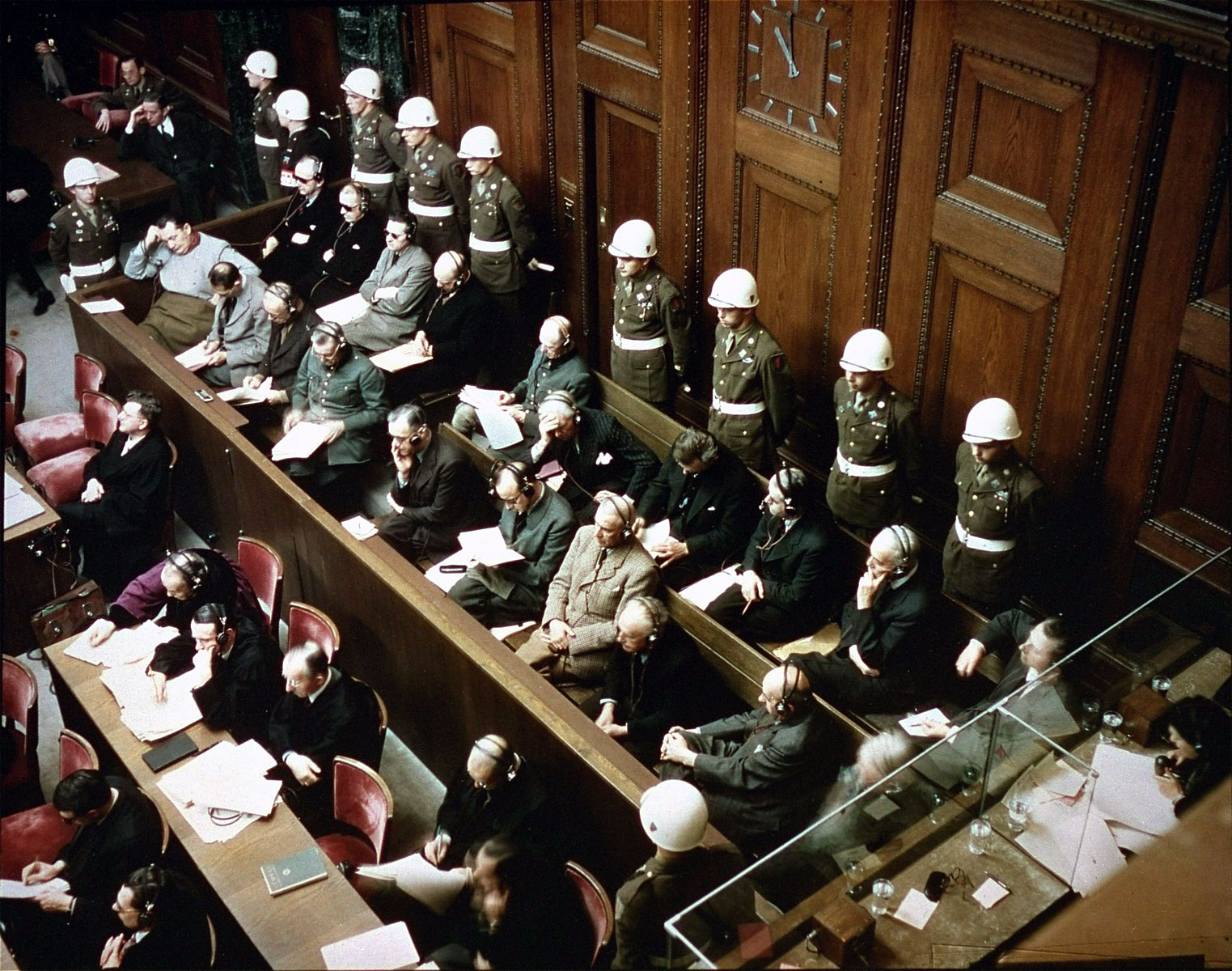
Die Nürnberger Prozesse 1945

Nach dem Zweiten Weltkrieg herrschten Lebensmittelknappheit und Wohnraummangel in der Stadt. Von den 134.000 Wohnungen vor Kriegsbeginn waren nur 14.500 unbeschädigt geblieben.
Martin Treu und Hans Ziegler wurden von der amerikanischen Militärregierung im Juli 1945 zu den neuen Oberbürgermeistern der Stadt ernannt. Parallel zur Entnazifizierung auf kommunaler Ebene fanden auch ab November 1945 im Justizpalast an der Fürther Straße die Nürnberger Prozesse gegen führende Kriegsverbrecher der nationalsozialistischen Diktatur statt. Da der Justizpalast mit dem angrenzenden Gefängnis den Krieg weitgehend unbeschadet überstanden hatte, wählte man Nürnberg anstatt Berlin als Ort der Prozesse, zumal auch Nürnberg als Stadt der Reichsparteitage eine ähnlich symbolische Bedeutung hatte wie die Hauptstadt oder München.
Anfang 1948 wurde in einem Architekturwettbewerb entschieden, die weitgehend zerstörte Stadt nach Bebauungsplänen von Heinz Schmeißner und Wilhelm Schlegtendal wiederaufzubauen, 1949 fand in Nürnberg die Deutsche Bauausstellung unter dem Motto „Wir müssen bauen“ statt. Beim Wiederaufbau orientierte man sich weitestgehend an den historischen Stadtstrukturen, so dass diese an vielen Plätzen trotz der überwiegend zerstörten Bausubstanz noch immer ablesbar sind. Besonders die Dachlandschaft ist wieder ähnlich dem Vorkriegszustand ausgebildet worden, während die meisten Fassaden eher zweckmäßig und kostensparend gestaltet wurden. Auch viele bedeutende Kirchbauten wurden weitgehend rekonstruiert, ebenso Bauten entlang der späteren Historischen Meile wie die Reichsburg. Bedeutende Bürgerhäuser wie das Toplerhaus und das Pellerhaus oder die Bauten am Hauptmarkt wurden allerdings nicht oder nur teilweise wiederaufgebaut.

### Vom Wirtschaftswunder bis heute

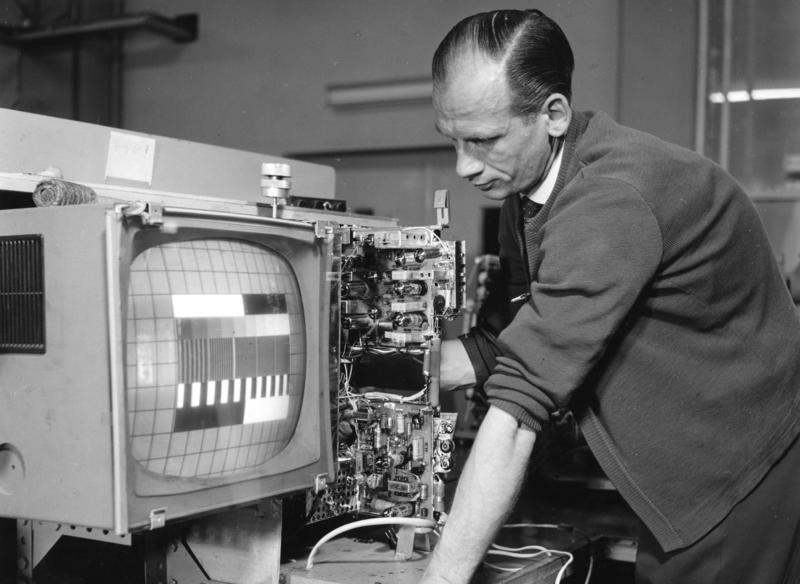
Qualitätsprüfung eines Fernsehers bei Grundig, 1959

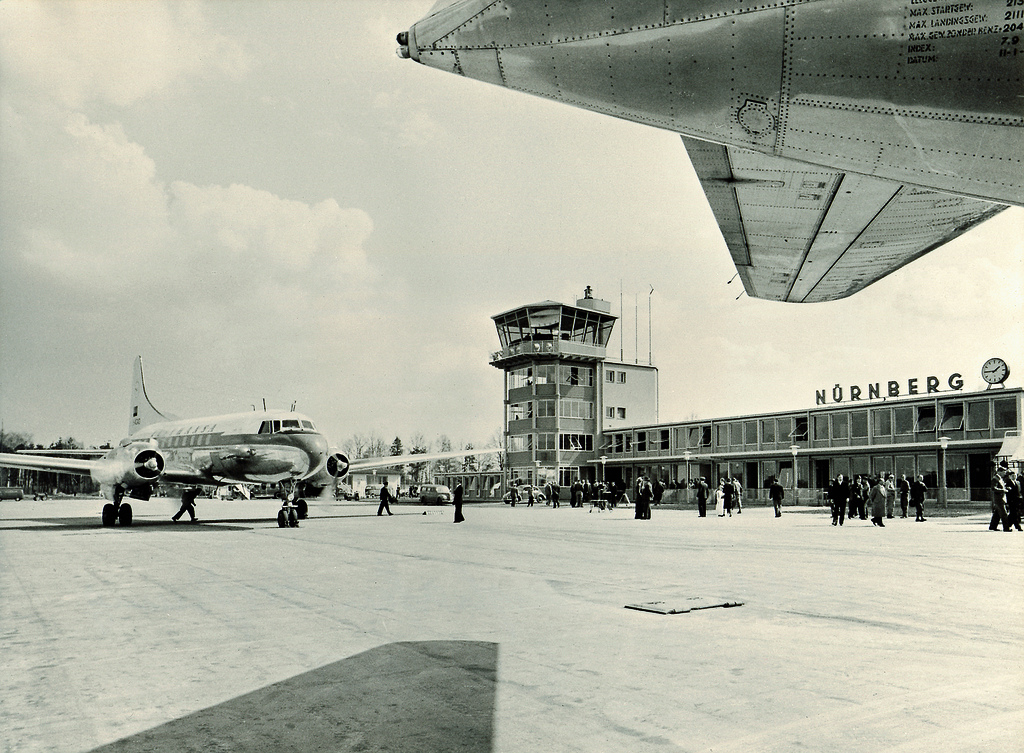
Eröffnung des Flughafens Nürnberg, April 1955

Nach dem Krieg änderte sich das wirtschaftliche Profil der Stadt. Traditionsreiche Wirtschaftszweige wie die Nürnberger Motorradindustrie (siehe auch: Zweirad Union und Hercules) konnten nicht mehr an die Erfolge in der ersten Jahrhunderthälfte anknüpfen. Dagegen expandierten Firmen wie AEG oder Photo Porst. Ende der 50er Jahre fehlten noch immer 47.000 Wohnungen.
1957 wurde von der städtischen Wohnungsbaugesellschaft, der wbg Nürnberg, der Grundstein für den neuen Stadtteil Langwasser gelegt, dessen Bau das größte Projekt zur Erweiterung einer Stadt in der Bundesrepublik war. 1967 wurde die letzte Baulücke am Hauptmarkt geschlossen.
Nürnberger Unternehmen wie Siemens-Schuckert, Schöller-Eis, MAN, Zündapp sowie der 1957 von den Fürther Grundig-Werken übernommene Bürogerätehersteller Triumph-Adler hatten maßgeblichen Anteil am sogenannten Wirtschaftswunder. Die Grundig-Werke waren eines der führenden Unternehmen zur Zeit des Wirtschaftswunders. Die Anzahl der Beschäftigten in der Industrie stieg von 77.000 (1950) auf 120.000 (1960).
Besondere Bedeutung hat Nürnberg durch die seit 1950 jährlich stattfindende Nürnberger Spielwarenmesse gewonnen, die heute im 1973 vollendeten Messezentrum in Langwasser stattfindet. Weitere bedeutende Infrastrukturprojekte der Nachkriegszeit waren: 1955 die Eröffnung des Flughafens, 1967 der Baubeginn einer U-Bahn und 1972 die Fertigstellung des Bayernhafens am Main-Donau-Kanal.
1988 erhob Nürnberg zusammen mit Fürth, Erlangen und Schwabach Einwände gegen die Wiederaufarbeitungsanlage Wackersdorf (WAA); Umweltreferent Rolf Praml forderte die bayerische Staatsregierung auf, den Bau der WAA einzustellen. Schon 1985 ließ die Stadt Nürnberg ein Gutachten erstellen, da aufgrund der stark zunehmenden Eisenbahn-Transporte mit radioaktiven Materialien von und nach Wackersdorf über den unfallträchtigen Rangierbahnhof das Risiko für die Nürnberger Bevölkerung „nicht zu vernachlässigen“ sei und das Risiko von „zusätzlichen Krebsfällen“ in der Region erhöht werde. Die Nürnberger Initiative gegen Atomanlagen (NIGA) übernahm damals die Redaktion für die Anti-WAA-Zeitschrift Radi Aktiv. Im Spielfilm Wackersdorf (2018) spielte der Nürnberger Claus Bößenecker, Baujurist im Landratsamt Schwandorf, eine wichtige Rolle.
2006 wurde in Nürnberg der erste Tag der Franken gefeiert. Veranstaltungsort war das Museum Industriekultur, in dem zur gleichen Zeit die Landesausstellung 200 Jahre Franken in Bayern präsentiert wurde. Die Hauptveranstaltung fand in der Tafelhalle statt.

## Religionen und Weltanschauungen

### Konfessionsstatistik
Laut dem Zensus 2011 waren 31,9 % der Einwohner evangelisch, 27,4 % römisch-katholisch und 40,7 % waren konfessionslos, gehörten einer anderen Glaubensgemeinschaft an oder machten keine Angabe. Ende 2023 hatte Nürnberg 544.414 Einwohner, von denen waren 21,5 % evangelisch, 19,2 % katholisch und 59,3 % waren konfessionsfrei, gehörten einer sonstigen Religionsgemeinschaft an oder machten keine Angabe.
Die Zahl der Protestanten und Katholiken ist demnach im beobachteten Zeitraum gesunken, während der Anteil der Konfessionslosen zunahm.
Gemäß der Hochrechnung aus der Haushaltsstichprobe des Zensus 2011 waren 4,5 % orthodox, 0,7 % Mitglieder von evangelischen Freikirchen (3.330 Einwohner) und 0,4 % jüdisch. (Die vorläufigen Zahlen der Hochrechnung aus der Haushaltsstichprobe weichen von denen der Auszählung aus dem bereinigten Registerbestand ab und sind demnach nur bedingt aussagekräftig.) Weitere 4,2 % gehörten sonstigen in Bayern anerkannten öffentlich-rechtlichen Religionsgemeinschaften an (darunter fallen hauptsächlich kleinere christliche Kirchen wie die Alt-Katholische Kirche oder Sondergemeinschaften wie die Zeugen Jehovas). Nach einer Berechnung aus den Zahlen für die Personen mit Migrationshintergrund betrug der Bevölkerungsanteil der Muslime in Nürnberg am Zensusstichtag 8,1 %.

### Christentum

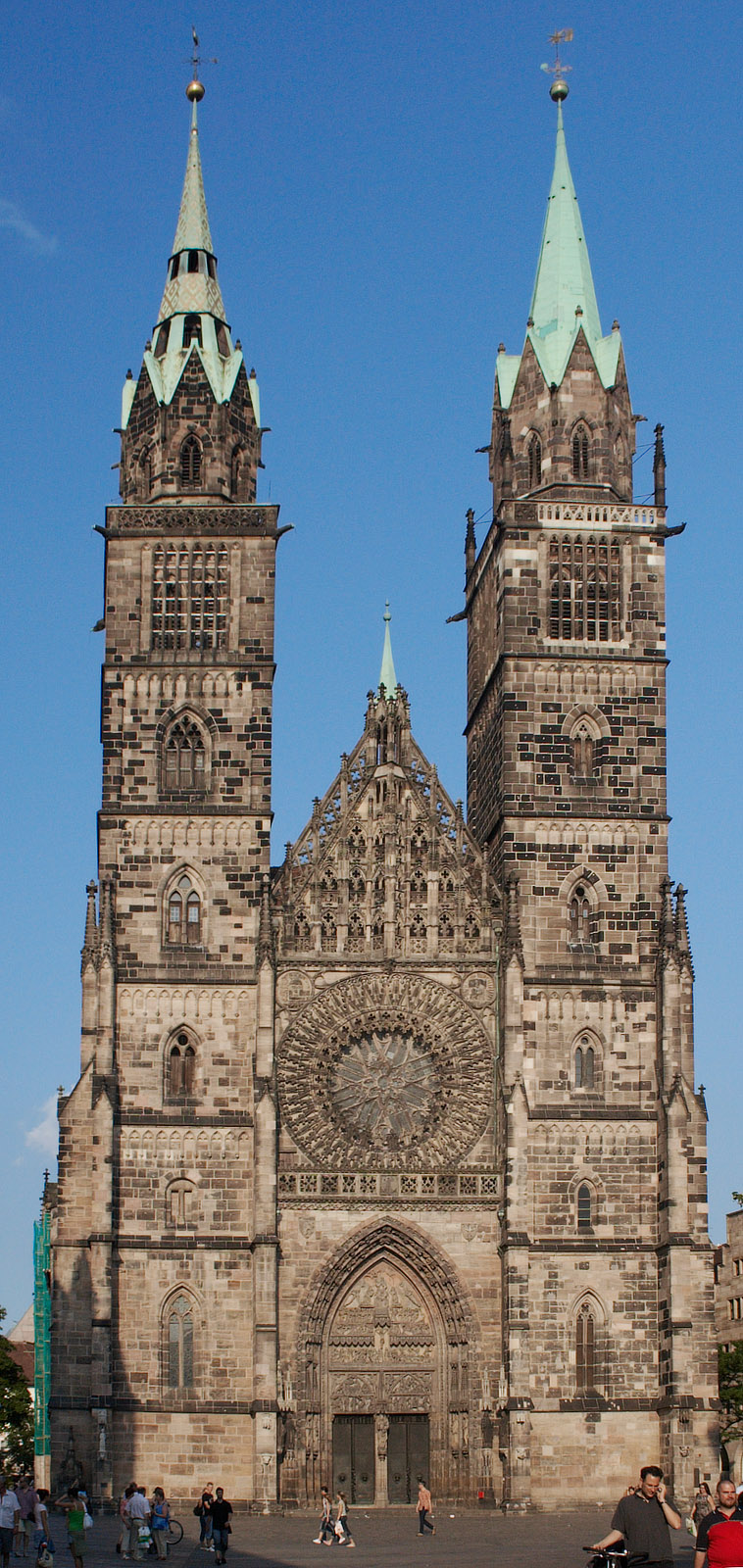
Evangelische St.-Lorenz-Kirche, Westfassade

Das Gebiet des späteren Nürnberg gehörte ursprünglich zum Bistum Eichstätt. Ab 1016 wurde das Gebiet nördlich der Pegnitz dem Bistum Bamberg zugeordnet. 1525 führte die Reichsstadt Nürnberg die Reformation nach lutherischem Bekenntnis ein. Danach blieb sie über Jahrhunderte eine protestantische Stadt. Lediglich das exterritoriale Gebiet der Deutschordensniederlassung blieb katholisch.

#### Protestantismus
Nach dem Übergang der Stadt an Bayern 1808 gehörten die protestantischen Einwohner zur protestantischen Kirche des Königreichs Bayern, die zunächst lutherische und reformierte Gemeinden umfasste. Im gleichen Jahr wurde das Generaldekanat, 1810 das Dekanat Nürnberg und 1934 der Kirchenkreis Nürnberg eingerichtet. Die Kirchengemeinden der Stadt Nürnberg gehören heute zum Dekanat Nürnberg mit fünf Prodekanaten (Nürnberg-Mitte, -Nord, -Ost, -West und -Süd). Nürnberg ist Bischofssitz des gleichnamigen Kirchenkreises der Evangelisch-Lutherischen Kirche in Bayern.
Die evangelisch-lutherische Kirche unterhält eine kirchliche Schule, die Wilhelm-Löhe-Schule Nürnberg als evangelisch-kooperative Gesamtschule, eine Fachhochschule sowie das Haus Eckstein als Stadtakademie. Diakonische Einrichtungen für ältere Menschen, Kliniken und Fachschulen werden vom Diakoniewerk Neuendettelsau getragen. Die Rummelsberger Diakonie engagiert sich ebenfalls im Raum Nürnberg mit verschiedenen Einrichtungen. Seit 1885 besteht die Stadtmission Nürnberg.
Seit dem 19. Jahrhundert gab es auch eine eigene Gemeinde der reformierten Gemeindeglieder, die 1853 zusammen mit den anderen reformierten Gemeinden Bayerns eine eigene Synode erhielt. 1919 trennten sich die reformierten Gemeinden formell von der protestantischen Kirche Bayerns. Seither gab es in Bayern zwei protestantische Landeskirchen, die Evangelisch-Lutherische Kirche in Bayern und die Reformierte Synode in Bayern rechts des Rheins, die sich seit 1949 Evangelisch-reformierte Kirche in Bayern nannte und heute Teil der Evangelisch-reformierten Kirche – Synode evangelisch-reformierter Kirchen in Bayern und Nordwestdeutschland (Synodalverband XI) ist. Während die Protestanten in den 1970er-Jahren in Nürnberg noch einen Anteil von 60 bis 70 % an der Stadtbevölkerung hatten, sind es heute gerade mal zirka 20 %. Seit dem 22. April 2017 trägt Nürnberg als 96. Stadt den von der Gemeinschaft Evangelischer Kirchen in Europa vergebenen Ehrentitel „Reformationsstadt Europas“.

#### Römisch-katholische Kirche

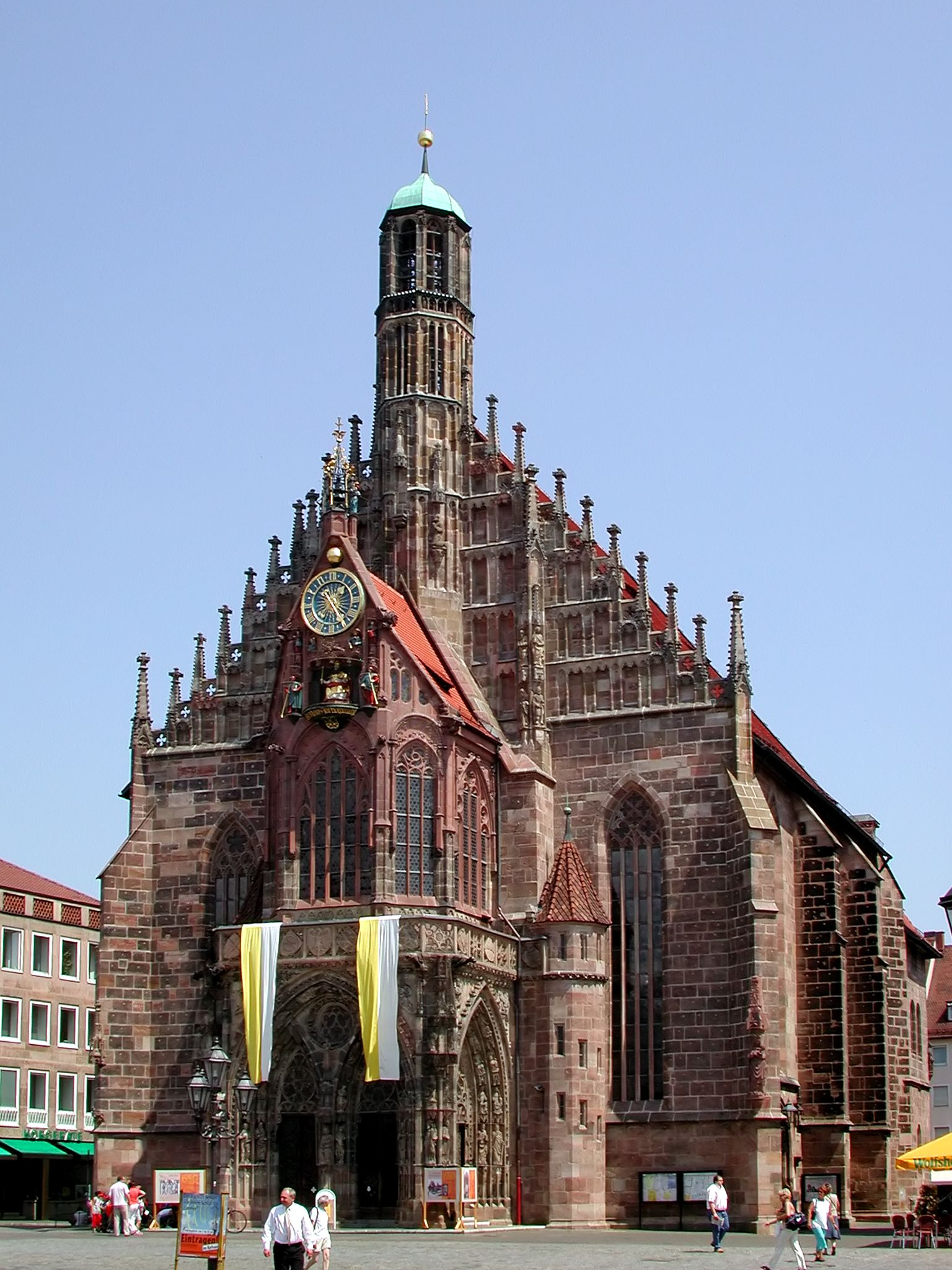
Römisch-Katholische Frauenkirche, Westfassade

Spätestens seit dem 18. Jahrhundert nahm die Zahl der Katholiken in der Stadt wieder zu. Im Jahre 1810 entstand die erste katholische Gemeinde in Nürnberg seit der Reformation. Sie erhielt 1816 die Frauenkirche zur dauerhaften Nutzung. Seither entstanden weitere Gemeinden. Insbesondere durch die Eingliederung katholischer Vororte in Nürnberg wuchs der Anteil der Katholiken im 20. Jahrhundert auf ein Drittel der Bevölkerung. Die 46 Pfarrgemeinden der Stadt gehören überwiegend zum Dekanat Nürnberg des Erzbistums Bamberg. Die Pfarreien in den südlichen Stadtteilen gehören zum Dekanat Nürnberg-Süd des Bistums Eichstätt. Beide Diözesen haben sich für eine einheitliche Außendarstellung zur Katholischen Stadtkirche Nürnberg zusammengeschlossen. Viele der kirchlichen Einrichtungen sind im Haus der Stadtkirche untergebracht.
Etwa 19 % der Einwohner Nürnbergs sind römisch-katholischer Konfession.

#### Weitere Kirchen
Weiter gibt es evangelischen Freikirchen, teils evangelikalen Gemeinden, darunter Pfingstgemeinden (inklusive fremdsprachiger Gemeinschaften), zwei Evangelisch-Freikirchliche Gemeinden, Gemeinden der Evangelisch-methodistischen Kirche sowie Gemeinden der Mennoniten, Mennonitischen Brüder, eine Freie evangelische Gemeinde und Gemeinden der Siebenten-Tags-Adventisten. Viele landes- und freikirchliche Gemeinden sind in der Evangelischen Allianz Nürnberg zusammengeschlossen, um gemeinsame Projekte wie den Gebetsladen beim CVJM Kornmarkt oder andere übergemeindliche Projekte durchzuführen.
Ferner sind die Apostolische Gemeinschaft, die Anglikanische Gemeinschaft und die International Baptist Church (mit fremdsprachigen Gottesdiensten) vertreten sowie die Selbständige Evangelisch-Lutherische Kirche und die Altkatholische Kirche, letztere in der Landauerkapelle.
Die orthodoxe Konfession ist in Nürnberg seit Jahrzehnten mit nationalkirchlichen Gemeinden aufgrund verschiedener Einwanderungswellen stark vertreten. Unmittelbar nach dem Zweiten Weltkrieg entstand eine kleine russisch-orthodoxe Gemeinde. In der Folge kamen die griechisch-orthodoxe Kirchengemeinde Heiliger Apostel Paulus, die in der Oberen Kanalstraße 35 eine große Kirche besitzt, sowie die serbisch-orthodoxe Kirchengemeinde der Heiligen Kyrill und Methodius in der Kranichstraße 4 hinzu. Nürnberg ist Sitz der Metropolie für Deutschland, Zentral- und Nordeuropa der Rumänisch-Orthodoxen Kirche. Diese unterhält das Kloster Heilige Märtyrer Brâncoveanu und die Pfarrei Heiliger Märtyrer Demetrios. Die Kirche in der Fürther Straße 166 ist mit Fresken im orthodoxen Stil ausgemalt. Nach Jahrhunderten ist Nürnberg erstmals Sitz eines Erzbistums und Metropolitan-Sitz geworden. Mit der Gemeinde der Seligen Xenia von Sankt Petersburg besteht auch eine Gemeinde der Russisch-Orthodoxen Kirche. Der christliche Orient ist durch drei koptische Kirchen ägyptischer, äthiopischer und eritreischer Prägung vertreten, weitere orthodoxe Kirchen sind armenischer, irakischer und chaldäischer Prägung.
Ebenso gibt es mehrere Gemeinden der Neuapostolischen Kirche und die Christliche Wissenschaft (Christian Science). Die Zeugen Jehovas und die Kirche Jesu Christi der Heiligen der letzten Tage, auch Mormonen genannt, sind in Nürnberg mit einigen Gemeinden vertreten.

### Judentum

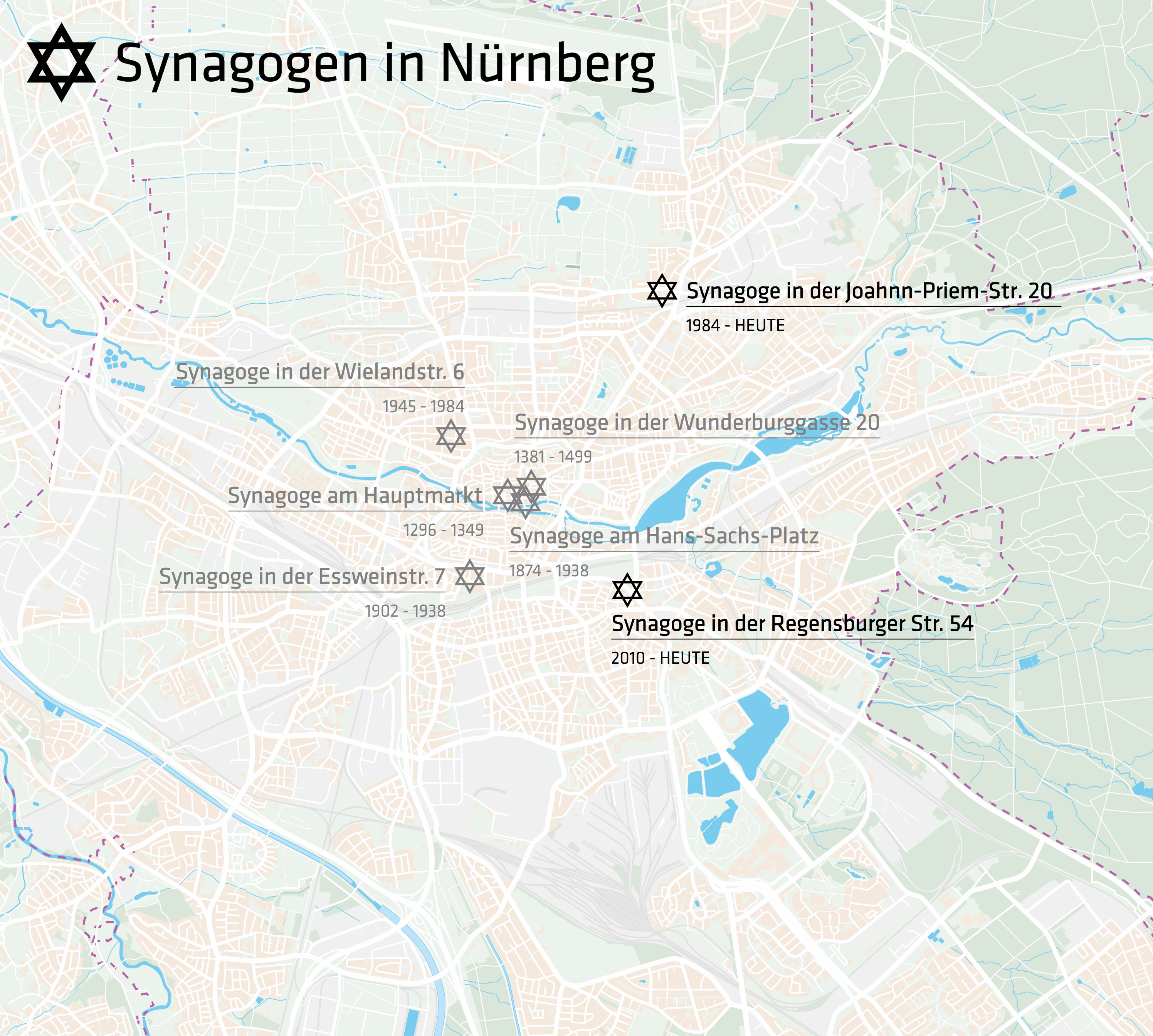
Standorte der Nürnberger Synagogen

Otto von Freising berichtete als Erster, dass im Jahre 1146 mehrere Juden in Nürnberg Aufnahme fanden, nachdem sie aus dem Rheinland vertrieben worden waren, wo der französische Zisterziensermönch Radulf im Vorfeld des Zweiten Kreuzzuges zu Pogromen aufrief. Wahrscheinlich bestand aber bereits früher eine Ansiedlung südöstlich der Sebalduskirche, die wie das Egidienkloster außerhalb der Sebalder Stadtmauern lag und im Jahre 1150 bei der ersten Stadterweiterung mit eingeschlossen wurde. Aktuellere archäologische Untersuchungen konnten dieses Siedlungsgebiet allerdings nicht bestätigen. Eine Ansiedlung in Ghettos hatte es im Hochmittelalter noch nicht gegeben, doch könnte der heutige Obstmarkt als Siedlungskern infrage kommen. Man vermutet daher eine Umsiedlung auf das trockengelegte Gebiet am heutigen Hauptmarkt erst um das Jahr 1250.
Die erste Synagoge ist für das Jahr 1296 bezeugt. Im Zuge der Thronstreitigkeiten zwischen Habsburgern und Nassauern setzte die Judenverfolgung mit dem Ausgangspunkt Röttingen auch massiv in Süddeutschland ein und es kam zum Rintfleisch-Pogrom. In Nürnberg floh die jüdische Bevölkerung auf einen Teil der Burg, doch wurde dieser von der wütenden Menge niedergebrannt. Das Nürnberger Memorbuch listet 628 Tote auf. Kurze Zeit danach war eine Rückkehr und Neuansiedlung wieder möglich. Doch bereits 1349 kam es infolge der Pestpogrome wieder zu Massakern, bei denen 562 Menschen, wohl etwa ein Drittel der jüdischen Gemeinde, den Ausschreitungen zum Opfer fielen. Nach Konrad von Megenbergs Bericht brach die Pest in der Stadt erst zwei Jahre später aus, sodass neben den vorgebrachten Motiven wohl auch der Neubau des Hauptmarktes und die Bereicherung im Vordergrund standen, wie auch die von Karl IV. erteilten Privilegien vermuten lassen. Auf dem Platz der Synagoge wurde auf Geheiß Karls IV. die heutige Frauenkirche errichtet. Abermals folgte der Vertreibung die Wiederaufnahme. Das neue Siedlungsgebiet lag bei dem früheren Judenfriedhof (bei der späteren Judengasse/Wunderburggasse).

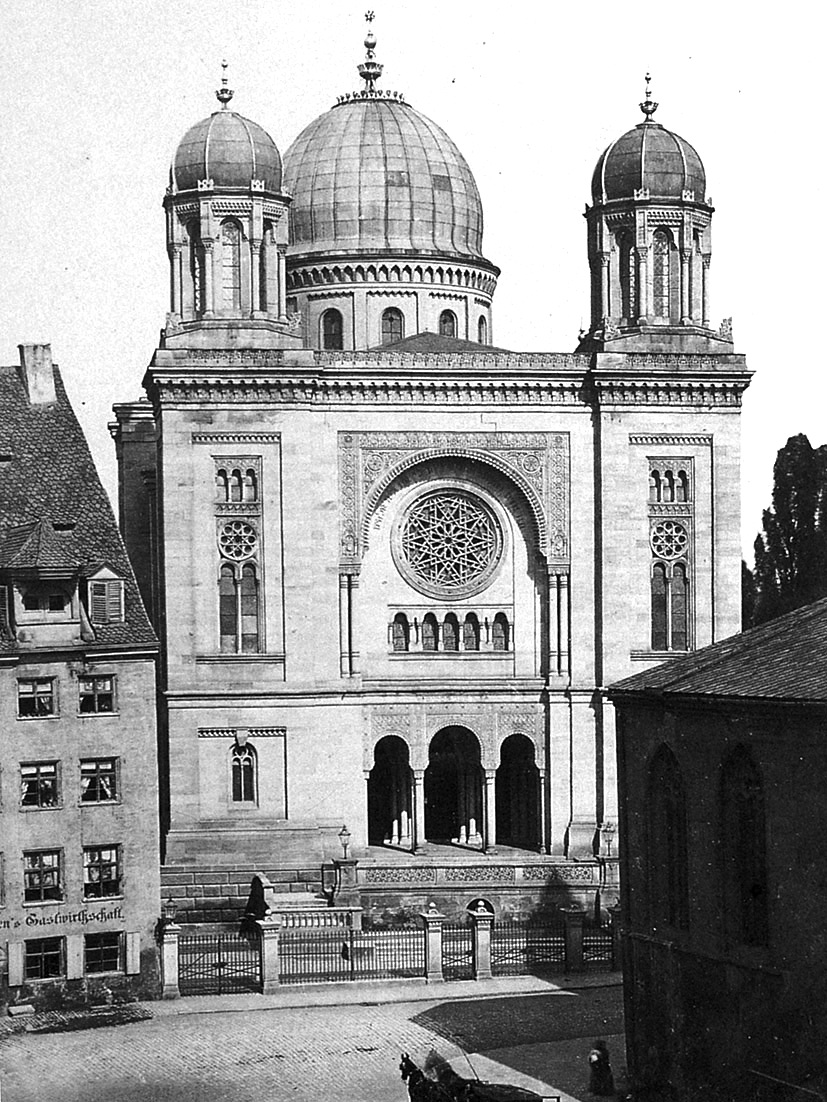
Die ehemalige Hauptsynagoge am Hans-Sachs-Platz

Ab dem Jahr 1473 gab es wieder Pläne zur Judenausweisung. 1484 wurde mit dem sorgfältig entwickelten Judeneid in der neuen städtischen Gesetzessammlung Reformation der Stat Nüremberg der vermutlich erste gedruckte und in seiner Form bis ins 18. Jahrhundert modellhaft vorherrschende Judeneid veröffentlicht. Im Jahr 1498 befahl Maximilian I. auf Anraten der Stadt die Ausweisung und Enteignung der Juden. Gleichzeitig versuchte der Stadtrat, gewaltsame Übergriffe zu vermeiden, stellte solche unter Strafe und gewährleistete die „Sicherheit“ durch Stadtknechte. Zwischen dem 20. Februar und 10. März 1499 mussten die Juden die Stadt verlassen. Doch entwickelte sich ab 1528 in der unmittelbaren Nachbarstadt Fürth ein aufblühendes jüdisches Gemeindeleben, das sich bis ins 20. Jahrhundert hielt. In Nürnberg wurde erst wieder 1850 eine Ansiedlung zugelassen, doch nahm das Judentum in der Stadt raschen Aufschwung und zählte bereits im Jahr 1871 1831 Mitglieder.
Mit Einweihung der neugebauten Synagoge 1874 am heutigen Hans-Sachs-Platz hatte die jüdische Gemeinde ein neues Zuhause. 1902 wurde eine orthodoxe Synagoge in der Essenweinstraße geweiht. 1922 umfasste die jüdische Gemeinde in Nürnberg 9.280 Mitglieder.

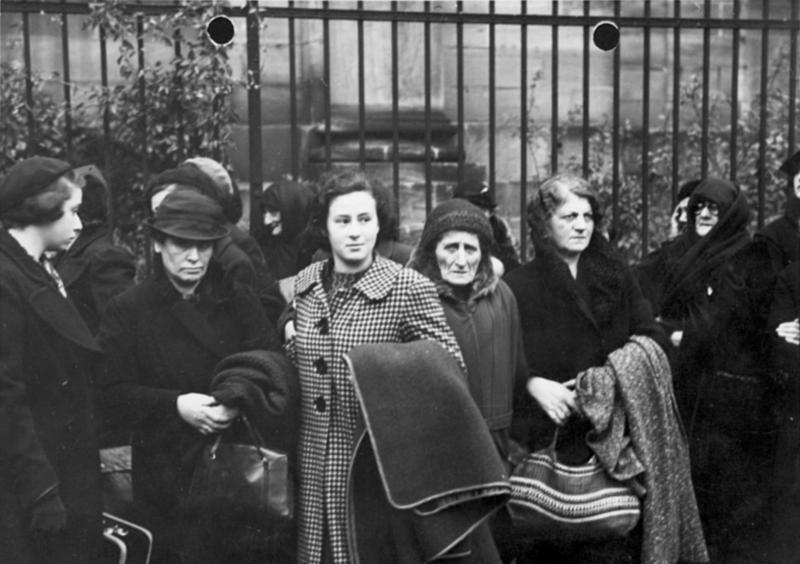
„Polenaktion“: Ausweisung polnischer Juden, Nürnberg am 28. Oktober 1938

 Nach der Machtergreifung Hitlers 1933 wanderten zahlreiche Gemeindemitglieder aus. Die Zahl der jüdischen Nürnberger Bevölkerung verminderte sich über die Jahre 1934 bis 1940 um 5638. Bereits im August 1938 ließ Julius Streicher die Nürnberger Hauptsynagoge abreißen; die Synagoge an der Essenweinstraße wurde im Zuge der Novemberpogrome in der Nacht vom 9. zum 10. November 1938 abgebrannt. Zuvor wurden in der Nacht zum 29. Oktober 1938 Juden im Rahmen der „Polenaktion“ aus ihren Wohnungen geholt, in bewachten Zügen und Lastwagen zur deutsch-polnischen Grenze abtransportiert und hinübergejagt. Insgesamt wurden 1631 Nürnberger jüdischen Glaubens Opfer des Nationalsozialismus.
Die heutige Israelitische Kultusgemeinde Nürnberg hat seit 1984 in der Johann-Priem-Straße ihren Sitz gefunden. Jedoch ist die räumliche Kapazität dieser Synagoge nach eigenen Angaben mit derzeit 2.326 Mitgliedern (Stand 2022) nicht mehr ausreichend.
Zur orthodoxen Richtung des Judentums gehört die Synagoge Adass Israel, zur chassidischen Richtung des Judentums die Synagoge Chabad.

### Islam
Im Jahr 1616 erschien in Nürnberg die Übersetzung des Korans von Salomon Schweigger, die erste Übersetzung ins Deutsche.
Die meisten Muslime Nürnbergs sind Sunniten. Seit Anfang 1970 gibt es in Nürnberg Gemeinschaften zur Pflege und Förderung des islamischen Glaubens und islamischer Kultur. Die 1974 gegründete Türkische Gemeinschaft e. V. ist der älteste dieser Vereine. Das 1976 gegründete Islamische Kulturzentrum ist seit 1993 im Spittlertorgraben mit der Ayasofya-Moschee ansässig und gehört zum Verband der islamischen Kulturzentren Köln. Der Türkisch-Islamische Kulturverein existiert seit 1979. Im Jahr 1996 wurde mit der Eyüp-Sultan-Moschee die größte Moschee in Bayern und die drittgrößte in Deutschland eröffnet. Die einzige Moschee in Nürnberg, die in größerem Rahmen auch deutschsprachige Angebote macht, ist die der Islamischen Gemeinde Nürnberg (IGN).
Die Schiiten sind in Nürnberg mit Begegnungs- und Gebetszentren präsent.

### Weitere Religionen und Weltanschauungen
Verschiedene buddhistische Gemeinden des Theravada, Mahayana und Vajrayana sind in Nürnberg mit Studien- und Meditationsgruppen aktiv.
Zum Vajrayana-Buddhismus gehört das Buddhistische Zentrum, zum Theravada-Buddhismus das Buddhistische Zentrum Nürnberger LAND e. V. Im Jahr 2009 hat die thailändische Gemeinde ihren zweiten buddhistischen Tempel, das Wat Thepwongsaram, eingeweiht. Zum Mahayana-Buddhismus, insbesondere der Zen/Chan-Tradition, gehört der Bodhidharma-Tempel Nürnberg.
Seit September 2012 gibt es in Nürnberg-Eibach das buddhistische Kloster Vinh Nghiem, das von der Vietnamesisch-Buddhistischen Gemeinde Franken unter Leitung von Mönchen aus Vietnam und Deutschland geführt wird. Das Kloster gehört zum Mahayana-Buddhismus.
Daneben ist die Bahai-Religion in Nürnberg mit einer Gemeinde vertreten. Der Hinduismus ist in Nürnberg mit einem Tempel, Sri Sithivinayagar präsent, der von einer vorwiegend tamilischen Gemeinde getragen wird. Zuflucht gefunden hat in Nürnberg die fast ausgestorbene Religionsgemeinschaft der mandäischen Gemeinde. In Nürnberg bestehen eine Gemeinde der Alevitischen Gemeinschaft und ein alevitischer Kulturverein. Die Anthroposophie, die in Nürnberg eigene Wurzeln hat, ist als Glaubensgemeinschaft in der Krelingstraße 26, mit der Rudolf-Steiner-Schule und einem Kulturhaus, dem Rudolf-Steiner-Haus, Rieterstraße 20, präsent.
In Nürnberg ist außerdem der Sitz der Humanistischen Vereinigung, einer Weltanschauungsgemeinschaft nichtreligiöser Menschen und Körperschaft des öffentlichen Rechts. Der Verband ist unter anderem Träger einer Grundschule in Fürth sowie von über einem Dutzend Kindertagesstätten in Nürnberg, Fürth, Regensburg und München. Er unterhält ferner den Turm der Sinne am Westtor der Nürnberger Stadtmauer, ein Studentenwohnheim in Steinbühl und ein eigenes Sozialwerk.

## Politik

### Stadtrat und Bürgermeister
- LLN: 1
- Linke: 3
- Piraten: 1
- PB: 1
- SPD: 18
- Grüne: 14
- GUTEN: 1
- ÖDP: 2
- Volt: 1
- FW: 2
- FDP: 1
- CSU: 23
- AfD: 4

Unter den Sitzen der CSU befindet sich der des Oberbürgermeisters. Eleni Kasfiki trat im Herbst 2024 aus der Partei und Fraktion der CSU aus und ist seit April 2025 Mitglied der Linken-Fraktion sowie seit Juni 2025 Mitglied der Partei Volt.
Nürnberg ist von 1945 bis 2020 (mit einer Unterbrechung von 1996 bis 2002) von SPD-Oberbürgermeistern regiert worden und hat seit der Wahl 2020 einen Oberbürgermeister der CSU.
Über die Vergabe der 71 Sitze (70 Stadträte und der Oberbürgermeister) entscheiden die Bürger alle sechs Jahre bei den Kommunalwahlen, die letzten Wahlen fanden am 15. März 2020 statt.
SPD, CSU und Grüne bilden jeweils eine Fraktion. FDP, Freie Wähler (1 von 2 gewählten FW-Mitgliedern des Rats), Piraten, ÖDP und Die Guten bilden zusammen eine Ausschussgemeinschaft. Oberbürgermeister ist seit dem 1. Mai 2020 Marcus König (CSU), Dieser löste Ulrich Maly (SPD) ab, der nach 18-jähriger Amtszeit nicht mehr zur Wiederwahl angetreten war. Im Rahmen der Kommunalwahlen 2020 setzte sich König in der Stichwahl am 29. März gegen den SPD-Kandidaten Thorsten Brehm mit 52,2 % der gültigen Stimmen durch. Bereits im ersten Wahlgang am 15. März hatte König mit 36,5 % der Stimmen klar vorne gelegen. Die nächste Kommunalwahl findet planmäßig am 8. März 2026 statt. Zweite Bürgermeisterin ist Julia Lehner (CSU), zuständig für das Kulturreferat, das Amt für Kultur und Freizeit, die Museen der Stadt Nürnberg, die Nachnutzung des Reichsparteitagsgeländes, das Stadtarchiv, die Stadtbibliothek und weitere städtische Kultur- und Bildungseinrichtungen. Dritter Bürgermeister ist Christian Vogel (SPD), zuständig für die städtische Feuerwehr, den Tiergarten, die Verwaltung der städtischen Bäder und das stadteigene Unternehmen Servicebetrieb Öffentlicher Raum.

### Weitere Wahlen

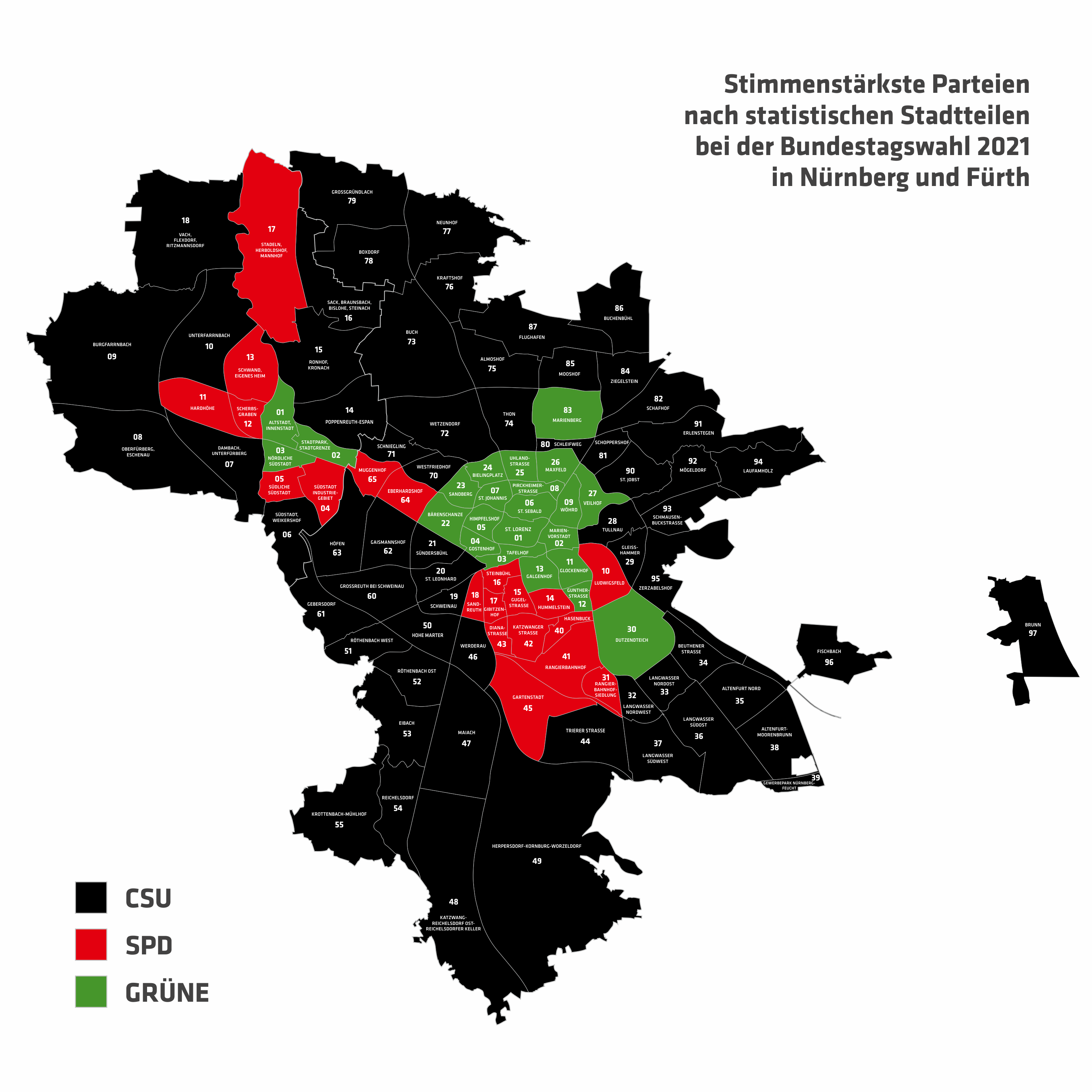
Stimmenstärkste Parteien in den Statistischen Stadtteilen bei der Bundestagswahl 2021

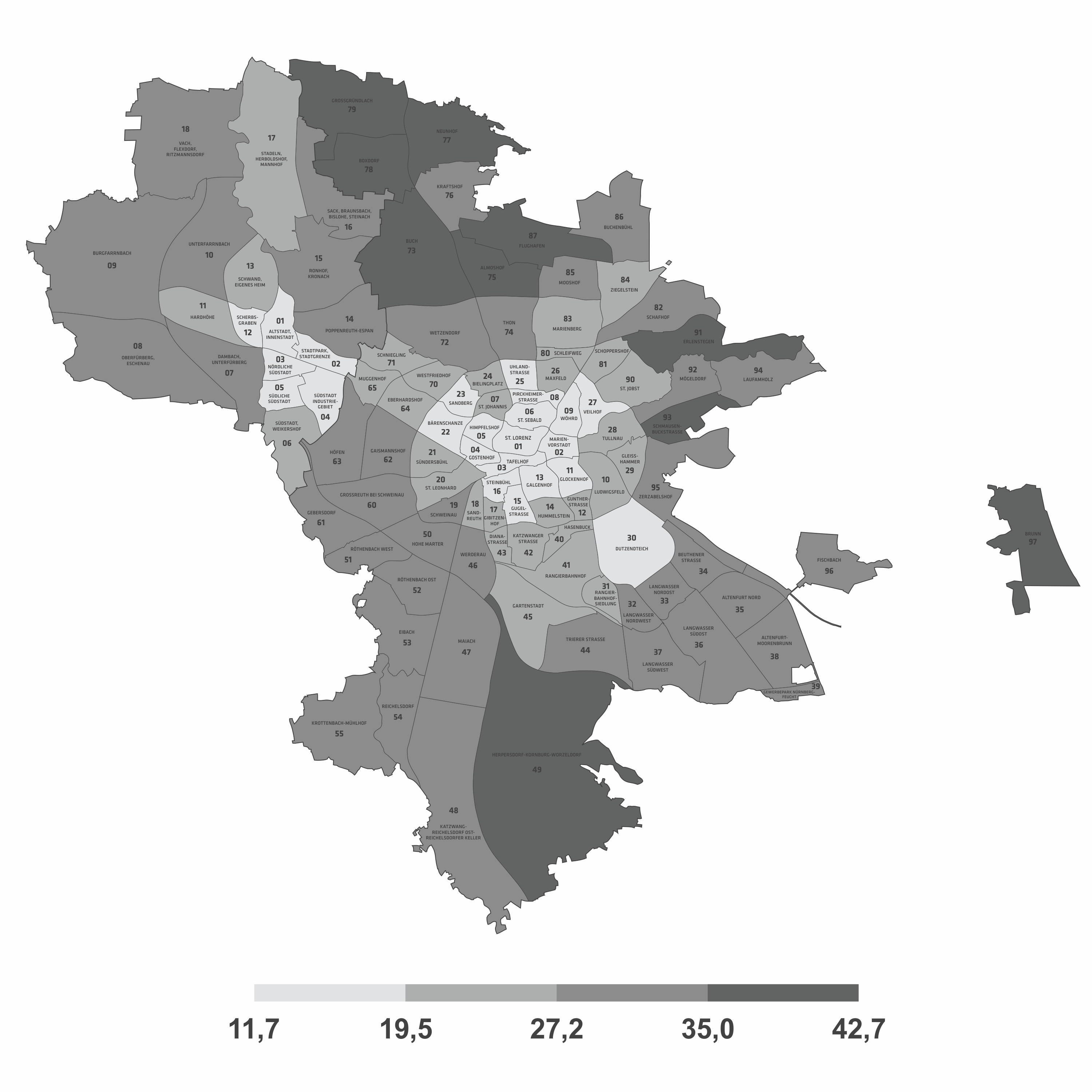
CSU
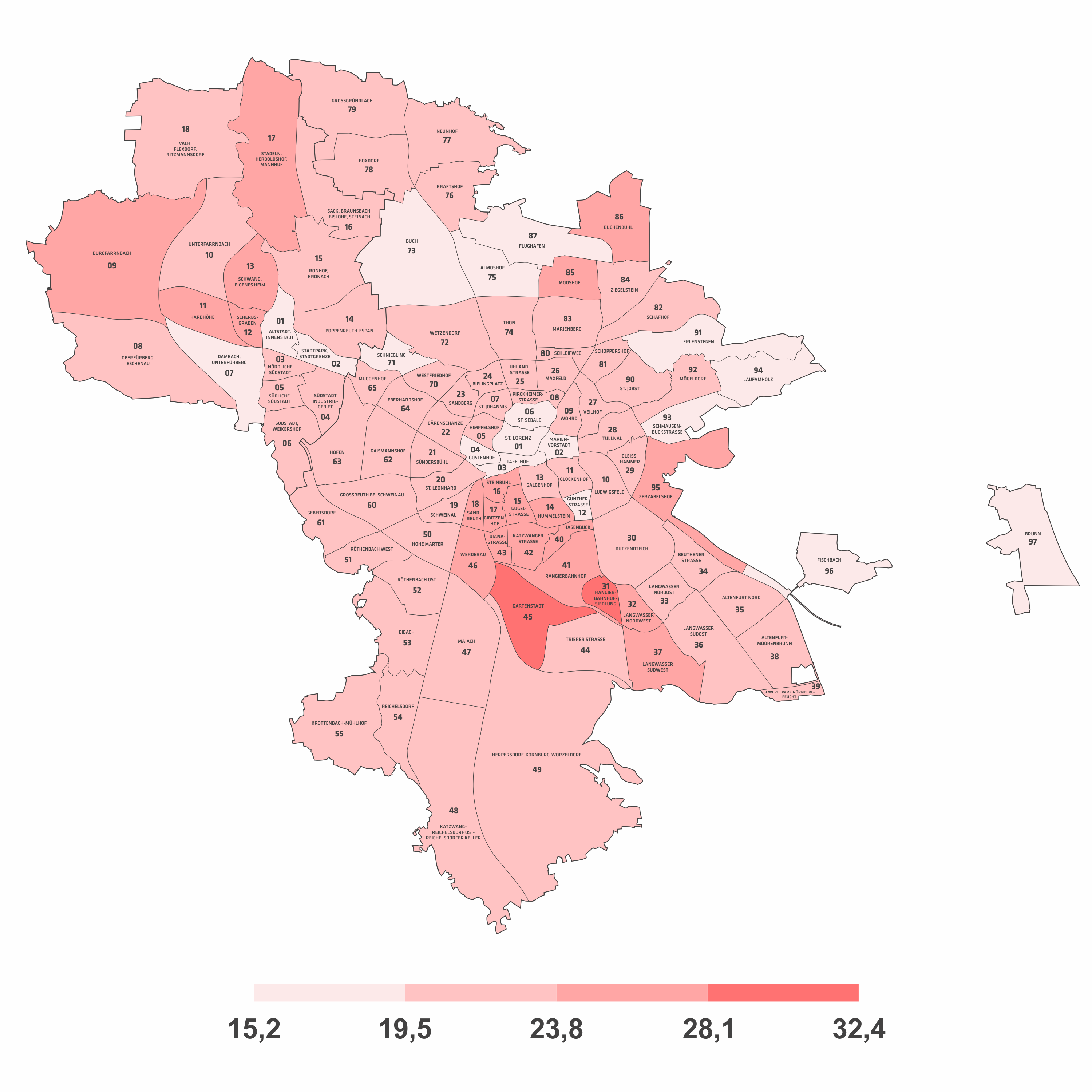
SPD
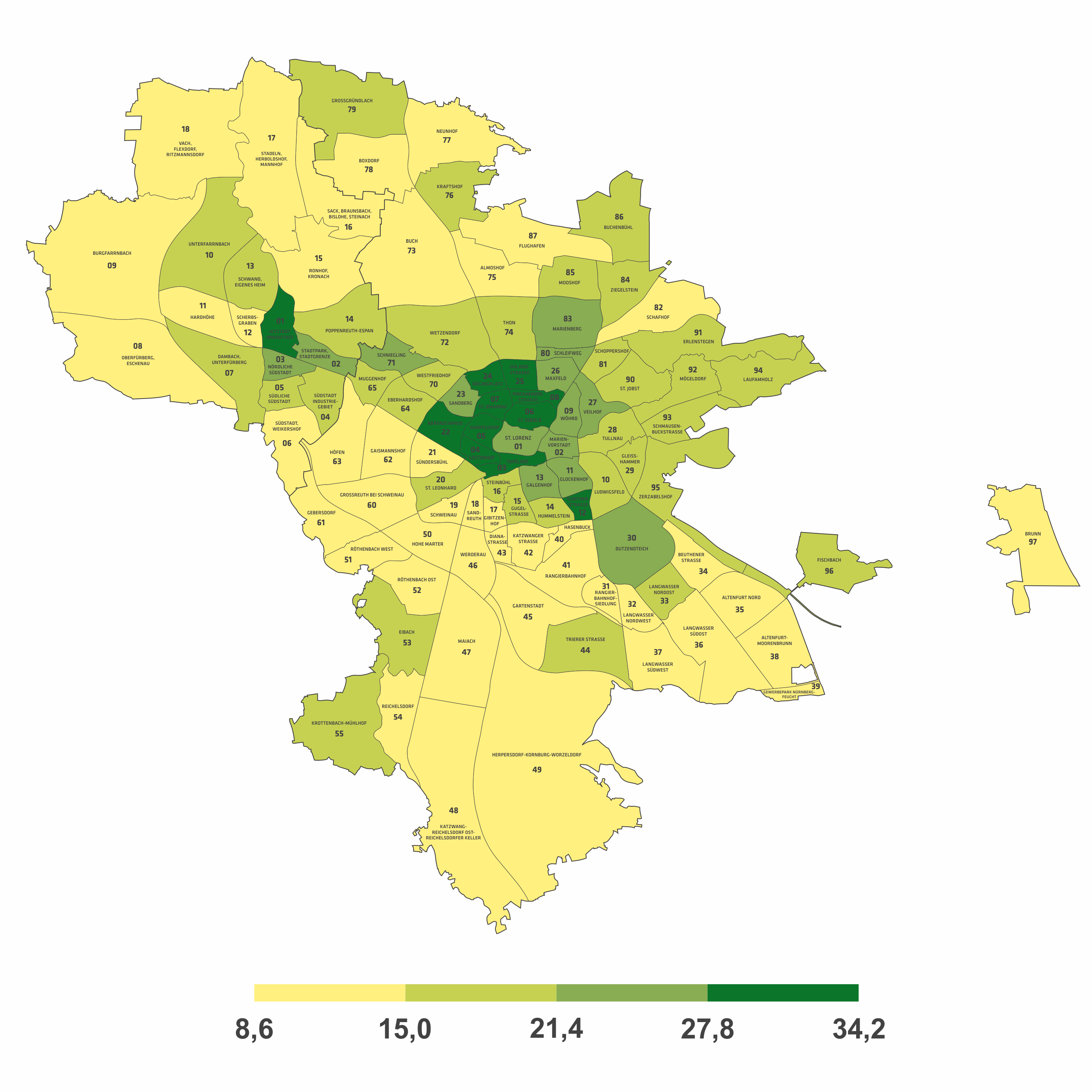
Grüne
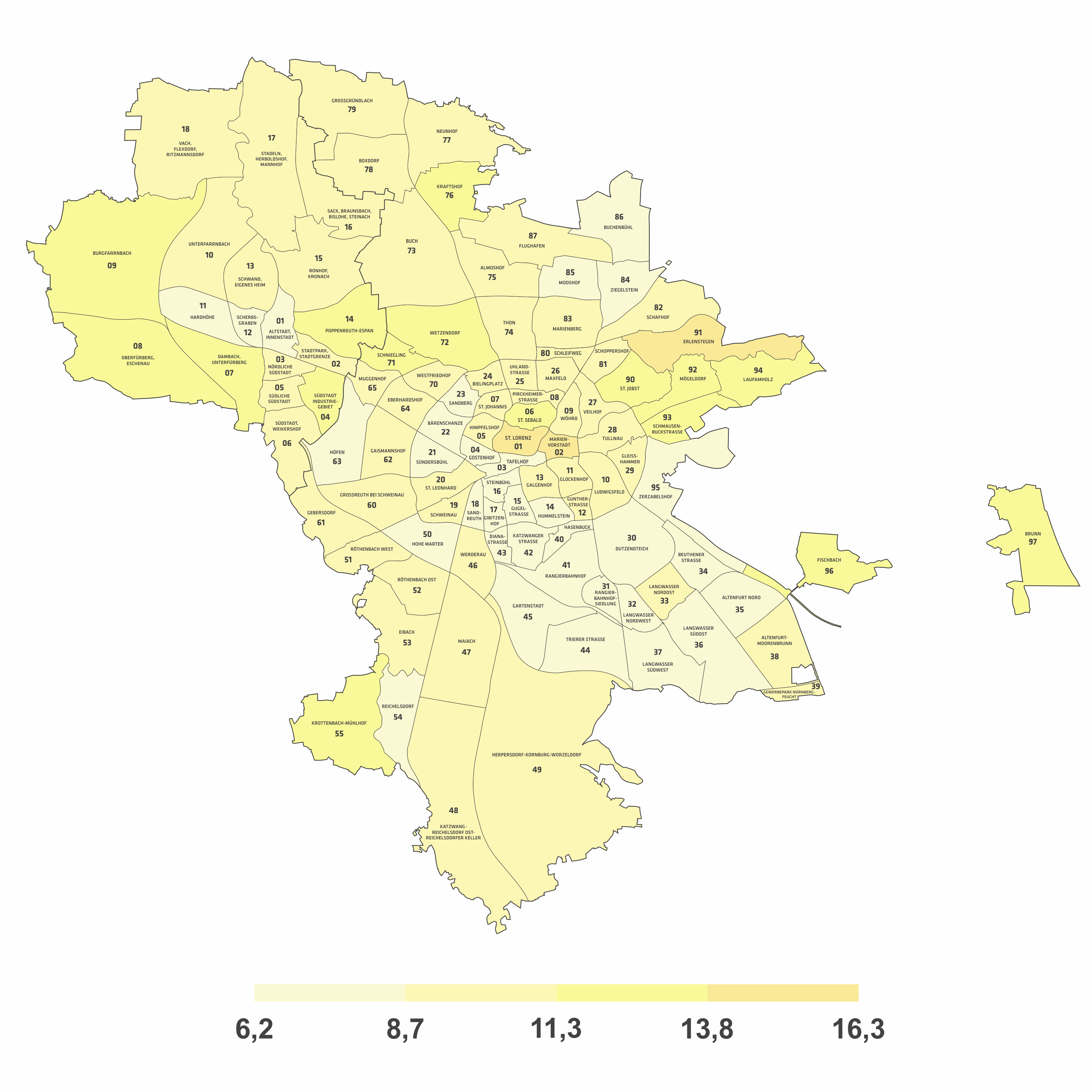
FDP
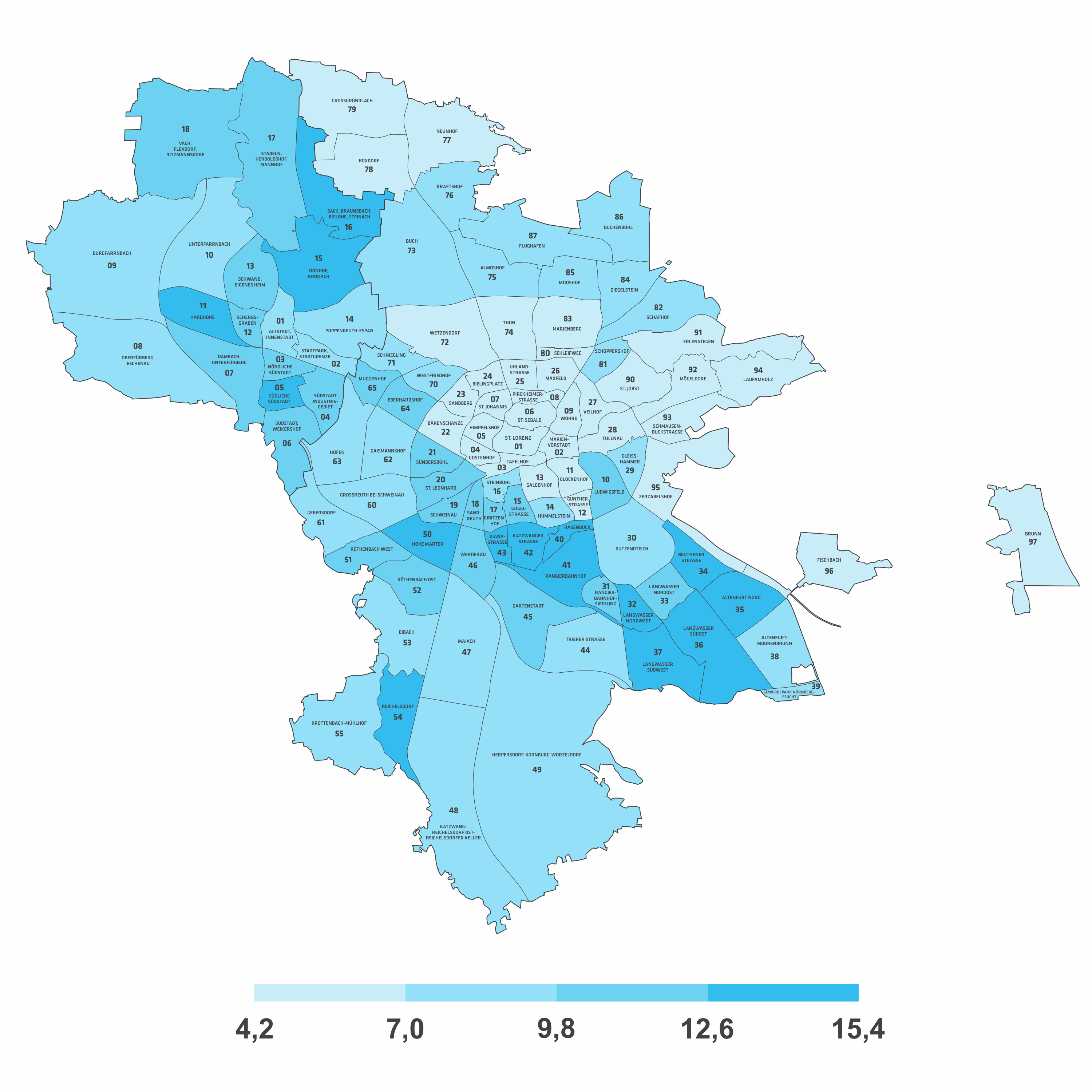
AfD
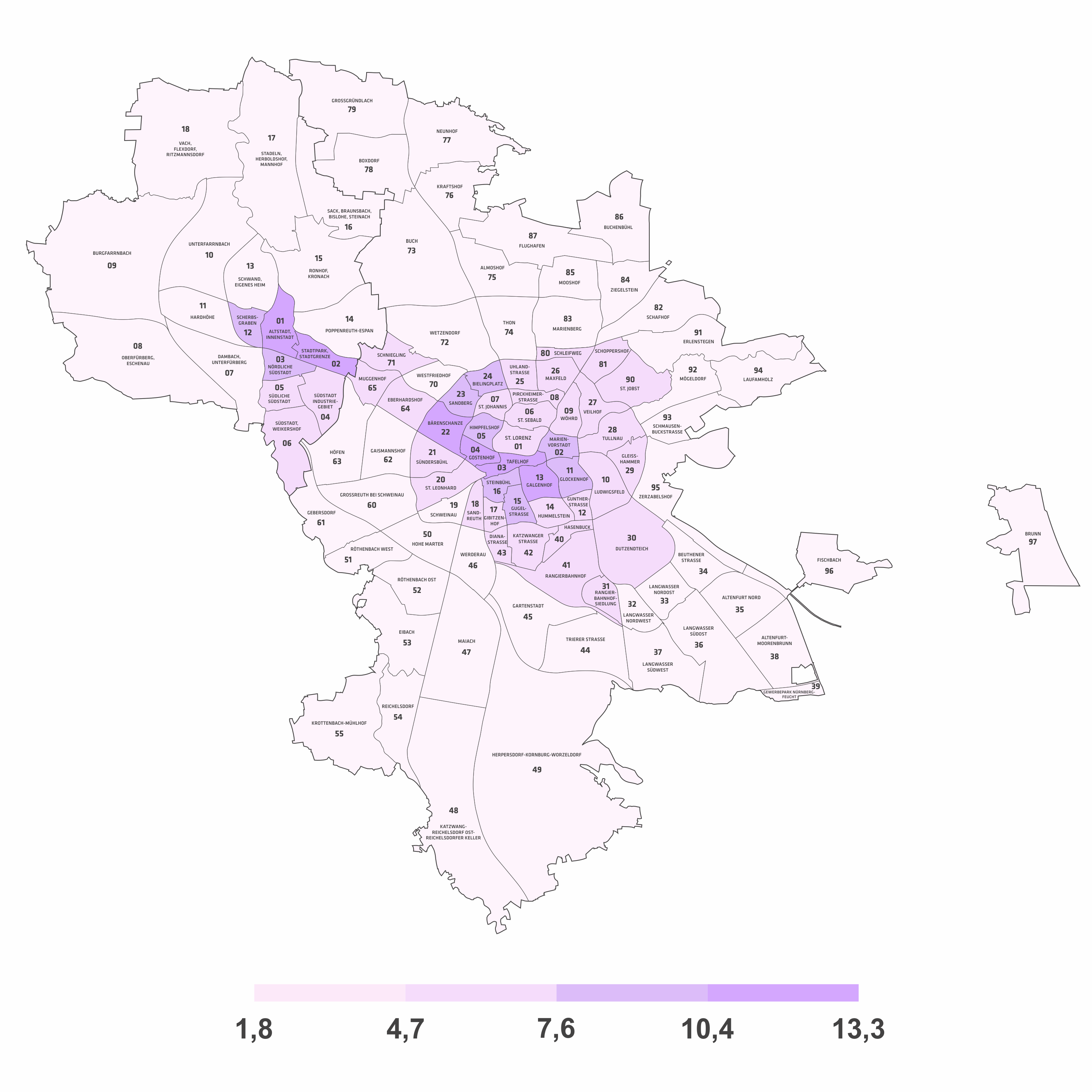
Linke

In der folgenden Tabelle sind alle Ergebnisse von Bundestags-, Landtags- und Europawahlen in Nürnberg dargestellt.
| \| Jahr \| Wahl \| Wahlbeteiligung \| CSU \| Grüne \| SPD \| AfD \| Linke 1 \| BSW \| FDP \| FW \| Sonst. \| \| ---- \| -------------- \| --------------- \| ---- \| ----- \| ---- \| ---- \| ------- \| --- \| ---- \| --- \| ------ \| \| 2021 \| Bundestagswahl \| 74,9 \| 26,5 \| 19,3 \| 21,7 \| 7,9 \| 5,1 \| — \| 9,6 \| 2,8 \| 7,1 \| \| 2019 \| Europawahl \| 58,7 \| 30,2 \| 24,2 \| 12,9 \| 8,8 \| 4,8 \| — \| 3,4 \| 2,4 \| 13,3 \| \| 2018 \| Landtagswahl \| 67,5 \| 35,2 \| 20,8 \| 13,9 \| 9,5 \| 6,9 \| — \| 4,8 \| 3,8 \| 5,1 \| \| 2017 \| Bundestagswahl \| 75,9 \| 28,9 \| 12,4 \| 19,5 \| 12,0 \| 10,6 \| — \| 9,6 \| 1,4 \| 5,6 \| \| 2014 \| Europawahl \| 41,1 \| 27,7 \| 14,5 \| 29,9 \| 8,4 \| 5,7 \| — \| 3,0 \| 1,9 \| 8,9 \| \| 2013 \| Bundestagswahl \| 66,9 \| 37,1 \| 10,9 \| 27,7 \| 4,6 \| 6,6 \| — \| 4,9 \| 1,6 \| 6,3 \| \| 2013 \| Landtagswahl \| 58,3 \| 39,3 \| 11,2 \| 28,6 \| — \| 4,5 \| — \| 3,3 \| 3,7 \| 9,4 \| \| 2009 \| Bundestagswahl \| 69,3 \| 31,8 \| 13,0 \| 23,8 \| — \| 9,5 \| — \| 12,8 \| — \| 9,1 \| \| 2009 \| Europawahl \| 40,2 \| 34,4 \| 15,4 \| 20,8 \| — \| 4,5 \| — \| 9,5 \| 5,8 \| 9,8 \| \| 2008 \| Landtagswahl \| 55,8 \| 41,6 \| 10,4 \| 25,5 \| — \| 6,9 \| — \| 6,0 \| 5,1 \| 4,5 \| \| 2005 \| Bundestagswahl \| 75,3 \| 37,7 \| 10,1 \| 34,6 \| — \| 5,1 \| — \| 8,2 \| — \| 4,3 \| \| 2004 \| Europawahl \| 41,0 \| 45,9 \| 16,0 \| 22,5 \| — \| 2,0 \| — \| 3,7 \| — \| 9,9 \| \| 2003 \| Landtagswahl \| 55,0 \| 52,1 \| 9,9 \| 29,3 \| — \| — \| — \| 2,6 \| 1,8 \| 4,3 \| \| 2002 \| Bundestagswahl \| 78,2 \| 44,9 \| 9,2 \| 37,6 \| — \| 1,2 \| — \| 4,5 \| — \| 2,6 \| \| 1999 \| Europawahl \| 43,0 \| 53,3 \| 8,2 \| 29,7 \| — \| 1,6 \| — \| 1,9 \| — \| 5,3 \| \| 1998 \| Bundestagswahl \| 78,7 \| 38,6 \| 7,0 \| 43,3 \| — \| 1,2 \| — \| 4,4 \| — \| 2,6 \| \| 1998 \| Landtagswahl \| 69,1 \| 44,7 \| 5,8 \| 41,5 \| — \| — \| — \| 1,5 \| 1,1 \| 5,4 \| \| 1994 \| Bundestagswahl \| 77,1 \| 41,5 \| 7,3 \| 38,5 \| — \| 1,1 \| — \| 6,3 \| — \| 6,2 \| \| 1994 \| Landtagswahl \| 67,6 \| 42,3 \| 6,2 \| 42,8 \| — \| — \| — \| 2,9 \| 1,0 \| 4,8 \| \| 1994 \| Europawahl \| 57,3 \| 39,3 \| 11,7 \| 30,1 \| — \| 0,9 \| — \| 3,3 \| — \| 14,7 2 \| \| 1990 \| Bundestagswahl \| 72,9 \| 39,8 \| 5,5 \| 35,8 \| — \| 0,5 \| — \| 10,2 \| — \| 8,2 \| \| 1990 \| Landtagswahl \| 63,3 \| 41,9 \| 7,9 \| 36,9 \| — \| — \| — \| 6,4 \| — \| 6,9 \| \| 1989 \| Europawahl \| 60,1 \| 32,5 \| 9,5 \| 32,0 \| — \| — \| — \| 4,4 \| — \| 21,6 3 \| \| 1987 \| Bundestagswahl \| 80,3 \| 43,0 \| 10,3 \| 36,5 \| — \| — \| — \| 8,1 \| — \| 2,1 \| \| 1986 \| Landtagswahl \| 68,9 \| 43,8 \| 9,7 \| 37,7 \| — \| — \| — \| 3,7 \| — \| 5,1 \| \| 1984 \| Europawahl \| 50,0 \| 43,4 \| 9,0 \| 38,7 \| — \| — \| — \| 3,7 \| — \| 5,2 \| \| 1983 \| Bundestagswahl \| 85,4 \| 46,1 \| 7,4 \| 38,3 \| — \| — \| — \| 7,1 \| — \| 1,1 \| \| 1982 \| Landtagswahl \| 77,0 \| 43,4 \| 5,7 \| 45,7 \| — \| — \| — \| 3,3 \| — \| 1,8 \| \| 1980 \| Bundestagswahl \| 86,0 \| 43,2 \| 1,9 \| 43,0 \| — \| — \| — \| 10,9 \| — \| 1,0 \| \| 1979 \| Europawahl \| 58,2 \| 45,6 \| 4,1 \| 43,4 \| — \| — \| — \| 5,9 \| — \| 1,0 \| \| 1978 \| Landtagswahl \| 76,6 \| 43,3 \| 2,0 \| 45,6 \| — \| — \| — \| 7,5 \| — \| 1,6 \| \| 1976 \| Bundestagswahl \| 88,2 \| 43,2 \| — \| 47,6 \| — \| — \| — \| 7,9 \| — \| 1,3 \| \| 1974 \| Landtagswahl \| 75,6 \| 45,0 \| — \| 42,7 \| — \| — \| — \| 8,9 \| — \| 3,4 \| \| 1972 \| Bundestagswahl \| 89,4 \| 37,5 \| — \| 52,0 \| — \| — \| — \| 9,0 \| — \| 1,5 \| \| 1970 \| Landtagswahl \| 79,8 \| 36,1 \| — \| 42,7 \| — \| — \| — \| 14,7 \| — \| 6,5 \| \| 1969 \| Bundestagswahl \| 84,1 \| 37,2 \| — \| 48,4 \| — \| — \| — \| 5,7 \| — \| 8,7 \| \| 1966 \| Landtagswahl \| 78,7 \| 31,1 \| — \| 49,6 \| — \| — \| — \| 9,1 \| — \| 13,0 4 \| \| 1965 \| Bundestagswahl \| 84,4 \| 37,6 \| — \| 43,6 \| — \| — \| — \| 9,6 \| — \| 9,2 \| \| 1962 \| Landtagswahl \| 72,9 \| 32,8 \| — \| 48,7 \| — \| — \| — \| 11,4 \| — \| 7,0 \| \| 1961 \| Bundestagswahl \| 83,6 \| 39,2 \| — \| 40,1 \| — \| — \| — \| 14,6 \| — \| 6,0 \| \| 1958 \| Landtagswahl \| 73,9 \| 31,6 \| — \| 49,8 \| — \| — \| — \| 11,3 \| — \| 7,3 \| \| 1957 \| Bundestagswahl \| 85,5 \| 44,2 \| — \| 41,3 \| — \| — \| — \| 8,0 \| — \| 6,5 \| \| 1954 \| Landtagswahl \| 79,4 \| 26,1 \| — \| 43,8 \| — \| — \| — \| 13,8 \| — \| 16,3 5 \| \| 1953 \| Bundestagswahl \| 85,4 \| 32,9 \| — \| 40,2 \| — \| — \| — \| 10,5 \| — \| 16,4 6 \| \| 1950 \| Landtagswahl \| 78,3 \| 16,8 \| — \| 49,0 \| — \| — \| — \| 13,6 \| — \| 20,6 7 \| \| 1949 \| Bundestagswahl \| 79,1 \| 15,2 \| — \| 38,1 \| — \| — \| — \| 14,1 \| — \| 32,5 8 \| \| 1946 \| Landtagswahl \| 80,9 \| 24,2 \| — \| 43,4 \| — \| — \| — \| 9,3 \| — \| 23,1 9 \| |                |                 |      |       |      |      |         |     |      |     |        |
| Jahr | Wahl           | Wahlbeteiligung | CSU  | Grüne | SPD  | AfD  | Linke 1 | BSW | FDP  | FW  | Sonst. |
| 2021 | Bundestagswahl | 74,9            | 26,5 | 19,3  | 21,7 | 7,9  | 5,1     | —   | 9,6  | 2,8 | 7,1    |
| 2019 | Europawahl     | 58,7            | 30,2 | 24,2  | 12,9 | 8,8  | 4,8     | —   | 3,4  | 2,4 | 13,3   |
| 2018 | Landtagswahl   | 67,5            | 35,2 | 20,8  | 13,9 | 9,5  | 6,9     | —   | 4,8  | 3,8 | 5,1    |
| 2017 | Bundestagswahl | 75,9            | 28,9 | 12,4  | 19,5 | 12,0 | 10,6    | —   | 9,6  | 1,4 | 5,6    |
| 2014 | Europawahl     | 41,1            | 27,7 | 14,5  | 29,9 | 8,4  | 5,7     | —   | 3,0  | 1,9 | 8,9    |
| 2013 | Bundestagswahl | 66,9            | 37,1 | 10,9  | 27,7 | 4,6  | 6,6     | —   | 4,9  | 1,6 | 6,3    |
| 2013 | Landtagswahl   | 58,3            | 39,3 | 11,2  | 28,6 | —    | 4,5     | —   | 3,3  | 3,7 | 9,4    |
| 2009 | Bundestagswahl | 69,3            | 31,8 | 13,0  | 23,8 | —    | 9,5     | —   | 12,8 | —   | 9,1    |
| 2009 | Europawahl     | 40,2            | 34,4 | 15,4  | 20,8 | —    | 4,5     | —   | 9,5  | 5,8 | 9,8    |
| 2008 | Landtagswahl   | 55,8            | 41,6 | 10,4  | 25,5 | —    | 6,9     | —   | 6,0  | 5,1 | 4,5    |
| 2005 | Bundestagswahl | 75,3            | 37,7 | 10,1  | 34,6 | —    | 5,1     | —   | 8,2  | —   | 4,3    |
| 2004 | Europawahl     | 41,0            | 45,9 | 16,0  | 22,5 | —    | 2,0     | —   | 3,7  | —   | 9,9    |
| 2003 | Landtagswahl   | 55,0            | 52,1 | 9,9   | 29,3 | —    | —       | —   | 2,6  | 1,8 | 4,3    |
| 2002 | Bundestagswahl | 78,2            | 44,9 | 9,2   | 37,6 | —    | 1,2     | —   | 4,5  | —   | 2,6    |
| 1999 | Europawahl     | 43,0            | 53,3 | 8,2   | 29,7 | —    | 1,6     | —   | 1,9  | —   | 5,3    |
| 1998 | Bundestagswahl | 78,7            | 38,6 | 7,0   | 43,3 | —    | 1,2     | —   | 4,4  | —   | 2,6    |
| 1998 | Landtagswahl   | 69,1            | 44,7 | 5,8   | 41,5 | —    | —       | —   | 1,5  | 1,1 | 5,4    |
| 1994 | Bundestagswahl | 77,1            | 41,5 | 7,3   | 38,5 | —    | 1,1     | —   | 6,3  | —   | 6,2    |
| 1994 | Landtagswahl   | 67,6            | 42,3 | 6,2   | 42,8 | —    | —       | —   | 2,9  | 1,0 | 4,8    |
| 1994 | Europawahl     | 57,3            | 39,3 | 11,7  | 30,1 | —    | 0,9     | —   | 3,3  | —   | 14,7 2 |
| 1990 | Bundestagswahl | 72,9            | 39,8 | 5,5   | 35,8 | —    | 0,5     | —   | 10,2 | —   | 8,2    |
| 1990 | Landtagswahl   | 63,3            | 41,9 | 7,9   | 36,9 | —    | —       | —   | 6,4  | —   | 6,9    |
| 1989 | Europawahl     | 60,1            | 32,5 | 9,5   | 32,0 | —    | —       | —   | 4,4  | —   | 21,6 3 |
| 1987 | Bundestagswahl | 80,3            | 43,0 | 10,3  | 36,5 | —    | —       | —   | 8,1  | —   | 2,1    |
| 1986 | Landtagswahl   | 68,9            | 43,8 | 9,7   | 37,7 | —    | —       | —   | 3,7  | —   | 5,1    |
| 1984 | Europawahl     | 50,0            | 43,4 | 9,0   | 38,7 | —    | —       | —   | 3,7  | —   | 5,2    |
| 1983 | Bundestagswahl | 85,4            | 46,1 | 7,4   | 38,3 | —    | —       | —   | 7,1  | —   | 1,1    |
| 1982 | Landtagswahl   | 77,0            | 43,4 | 5,7   | 45,7 | —    | —       | —   | 3,3  | —   | 1,8    |
| 1980 | Bundestagswahl | 86,0            | 43,2 | 1,9   | 43,0 | —    | —       | —   | 10,9 | —   | 1,0    |
| 1979 | Europawahl     | 58,2            | 45,6 | 4,1   | 43,4 | —    | —       | —   | 5,9  | —   | 1,0    |
| 1978 | Landtagswahl   | 76,6            | 43,3 | 2,0   | 45,6 | —    | —       | —   | 7,5  | —   | 1,6    |
| 1976 | Bundestagswahl | 88,2            | 43,2 | —     | 47,6 | —    | —       | —   | 7,9  | —   | 1,3    |
| 1974 | Landtagswahl   | 75,6            | 45,0 | —     | 42,7 | —    | —       | —   | 8,9  | —   | 3,4    |
| 1972 | Bundestagswahl | 89,4            | 37,5 | —     | 52,0 | —    | —       | —   | 9,0  | —   | 1,5    |
| 1970 | Landtagswahl   | 79,8            | 36,1 | —     | 42,7 | —    | —       | —   | 14,7 | —   | 6,5    |
| 1969 | Bundestagswahl | 84,1            | 37,2 | —     | 48,4 | —    | —       | —   | 5,7  | —   | 8,7    |
| 1966 | Landtagswahl   | 78,7            | 31,1 | —     | 49,6 | —    | —       | —   | 9,1  | —   | 13,0 4 |
| 1965 | Bundestagswahl | 84,4            | 37,6 | —     | 43,6 | —    | —       | —   | 9,6  | —   | 9,2    |
| 1962 | Landtagswahl   | 72,9            | 32,8 | —     | 48,7 | —    | —       | —   | 11,4 | —   | 7,0    |
| 1961 | Bundestagswahl | 83,6            | 39,2 | —     | 40,1 | —    | —       | —   | 14,6 | —   | 6,0    |
| 1958 | Landtagswahl   | 73,9            | 31,6 | —     | 49,8 | —    | —       | —   | 11,3 | —   | 7,3    |
| 1957 | Bundestagswahl | 85,5            | 44,2 | —     | 41,3 | —    | —       | —   | 8,0  | —   | 6,5    |
| 1954 | Landtagswahl   | 79,4            | 26,1 | —     | 43,8 | —    | —       | —   | 13,8 | —   | 16,3 5 |
| 1953 | Bundestagswahl | 85,4            | 32,9 | —     | 40,2 | —    | —       | —   | 10,5 | —   | 16,4 6 |
| 1950 | Landtagswahl   | 78,3            | 16,8 | —     | 49,0 | —    | —       | —   | 13,6 | —   | 20,6 7 |
| 1949 | Bundestagswahl | 79,1            | 15,2 | —     | 38,1 | —    | —       | —   | 14,1 | —   | 32,5 8 |
| 1946 | Landtagswahl   | 80,9            | 24,2 | —     | 43,4 | —    | —       | —   | 9,3  | —   | 23,1 9 |

| Jahr | Wahl           | Wahlbeteiligung | CSU  | Grüne | SPD  | AfD  | Linke 1 | BSW | FDP  | FW  | Sonst. |
| ---- | -------------- | --------------- | ---- | ----- | ---- | ---- | ------- | --- | ---- | --- | ------ |
| 2021 | Bundestagswahl | 74,9            | 26,5 | 19,3  | 21,7 | 7,9  | 5,1     | —   | 9,6  | 2,8 | 7,1    |
| 2019 | Europawahl     | 58,7            | 30,2 | 24,2  | 12,9 | 8,8  | 4,8     | —   | 3,4  | 2,4 | 13,3   |
| 2018 | Landtagswahl   | 67,5            | 35,2 | 20,8  | 13,9 | 9,5  | 6,9     | —   | 4,8  | 3,8 | 5,1    |
| 2017 | Bundestagswahl | 75,9            | 28,9 | 12,4  | 19,5 | 12,0 | 10,6    | —   | 9,6  | 1,4 | 5,6    |
| 2014 | Europawahl     | 41,1            | 27,7 | 14,5  | 29,9 | 8,4  | 5,7     | —   | 3,0  | 1,9 | 8,9    |
| 2013 | Bundestagswahl | 66,9            | 37,1 | 10,9  | 27,7 | 4,6  | 6,6     | —   | 4,9  | 1,6 | 6,3    |
| 2013 | Landtagswahl   | 58,3            | 39,3 | 11,2  | 28,6 | —    | 4,5     | —   | 3,3  | 3,7 | 9,4    |
| 2009 | Bundestagswahl | 69,3            | 31,8 | 13,0  | 23,8 | —    | 9,5     | —   | 12,8 | —   | 9,1    |
| 2009 | Europawahl     | 40,2            | 34,4 | 15,4  | 20,8 | —    | 4,5     | —   | 9,5  | 5,8 | 9,8    |
| 2008 | Landtagswahl   | 55,8            | 41,6 | 10,4  | 25,5 | —    | 6,9     | —   | 6,0  | 5,1 | 4,5    |
| 2005 | Bundestagswahl | 75,3            | 37,7 | 10,1  | 34,6 | —    | 5,1     | —   | 8,2  | —   | 4,3    |
| 2004 | Europawahl     | 41,0            | 45,9 | 16,0  | 22,5 | —    | 2,0     | —   | 3,7  | —   | 9,9    |
| 2003 | Landtagswahl   | 55,0            | 52,1 | 9,9   | 29,3 | —    | —       | —   | 2,6  | 1,8 | 4,3    |
| 2002 | Bundestagswahl | 78,2            | 44,9 | 9,2   | 37,6 | —    | 1,2     | —   | 4,5  | —   | 2,6    |
| 1999 | Europawahl     | 43,0            | 53,3 | 8,2   | 29,7 | —    | 1,6     | —   | 1,9  | —   | 5,3    |
| 1998 | Bundestagswahl | 78,7            | 38,6 | 7,0   | 43,3 | —    | 1,2     | —   | 4,4  | —   | 2,6    |
| 1998 | Landtagswahl   | 69,1            | 44,7 | 5,8   | 41,5 | —    | —       | —   | 1,5  | 1,1 | 5,4    |
| 1994 | Bundestagswahl | 77,1            | 41,5 | 7,3   | 38,5 | —    | 1,1     | —   | 6,3  | —   | 6,2    |
| 1994 | Landtagswahl   | 67,6            | 42,3 | 6,2   | 42,8 | —    | —       | —   | 2,9  | 1,0 | 4,8    |
| 1994 | Europawahl     | 57,3            | 39,3 | 11,7  | 30,1 | —    | 0,9     | —   | 3,3  | —   | 14,7 2 |
| 1990 | Bundestagswahl | 72,9            | 39,8 | 5,5   | 35,8 | —    | 0,5     | —   | 10,2 | —   | 8,2    |
| 1990 | Landtagswahl   | 63,3            | 41,9 | 7,9   | 36,9 | —    | —       | —   | 6,4  | —   | 6,9    |
| 1989 | Europawahl     | 60,1            | 32,5 | 9,5   | 32,0 | —    | —       | —   | 4,4  | —   | 21,6 3 |
| 1987 | Bundestagswahl | 80,3            | 43,0 | 10,3  | 36,5 | —    | —       | —   | 8,1  | —   | 2,1    |
| 1986 | Landtagswahl   | 68,9            | 43,8 | 9,7   | 37,7 | —    | —       | —   | 3,7  | —   | 5,1    |
| 1984 | Europawahl     | 50,0            | 43,4 | 9,0   | 38,7 | —    | —       | —   | 3,7  | —   | 5,2    |
| 1983 | Bundestagswahl | 85,4            | 46,1 | 7,4   | 38,3 | —    | —       | —   | 7,1  | —   | 1,1    |
| 1982 | Landtagswahl   | 77,0            | 43,4 | 5,7   | 45,7 | —    | —       | —   | 3,3  | —   | 1,8    |
| 1980 | Bundestagswahl | 86,0            | 43,2 | 1,9   | 43,0 | —    | —       | —   | 10,9 | —   | 1,0    |
| 1979 | Europawahl     | 58,2            | 45,6 | 4,1   | 43,4 | —    | —       | —   | 5,9  | —   | 1,0    |
| 1978 | Landtagswahl   | 76,6            | 43,3 | 2,0   | 45,6 | —    | —       | —   | 7,5  | —   | 1,6    |
| 1976 | Bundestagswahl | 88,2            | 43,2 | —     | 47,6 | —    | —       | —   | 7,9  | —   | 1,3    |
| 1974 | Landtagswahl   | 75,6            | 45,0 | —     | 42,7 | —    | —       | —   | 8,9  | —   | 3,4    |
| 1972 | Bundestagswahl | 89,4            | 37,5 | —     | 52,0 | —    | —       | —   | 9,0  | —   | 1,5    |
| 1970 | Landtagswahl   | 79,8            | 36,1 | —     | 42,7 | —    | —       | —   | 14,7 | —   | 6,5    |
| 1969 | Bundestagswahl | 84,1            | 37,2 | —     | 48,4 | —    | —       | —   | 5,7  | —   | 8,7    |
| 1966 | Landtagswahl   | 78,7            | 31,1 | —     | 49,6 | —    | —       | —   | 9,1  | —   | 13,0 4 |
| 1965 | Bundestagswahl | 84,4            | 37,6 | —     | 43,6 | —    | —       | —   | 9,6  | —   | 9,2    |
| 1962 | Landtagswahl   | 72,9            | 32,8 | —     | 48,7 | —    | —       | —   | 11,4 | —   | 7,0    |
| 1961 | Bundestagswahl | 83,6            | 39,2 | —     | 40,1 | —    | —       | —   | 14,6 | —   | 6,0    |
| 1958 | Landtagswahl   | 73,9            | 31,6 | —     | 49,8 | —    | —       | —   | 11,3 | —   | 7,3    |
| 1957 | Bundestagswahl | 85,5            | 44,2 | —     | 41,3 | —    | —       | —   | 8,0  | —   | 6,5    |
| 1954 | Landtagswahl   | 79,4            | 26,1 | —     | 43,8 | —    | —       | —   | 13,8 | —   | 16,3 5 |
| 1953 | Bundestagswahl | 85,4            | 32,9 | —     | 40,2 | —    | —       | —   | 10,5 | —   | 16,4 6 |
| 1950 | Landtagswahl   | 78,3            | 16,8 | —     | 49,0 | —    | —       | —   | 13,6 | —   | 20,6 7 |
| 1949 | Bundestagswahl | 79,1            | 15,2 | —     | 38,1 | —    | —       | —   | 14,1 | —   | 32,5 8 |
| 1946 | Landtagswahl   | 80,9            | 24,2 | —     | 43,4 | —    | —       | —   | 9,3  | —   | 23,1 9 |

Zweitstimmenergebnisse bei der Bundestagswahl 2021 nach Statistischem Stadtteil
- CSU
- SPD
- Grüne
- FDP
- AfD
- Linke

### Städtepartnerschaften

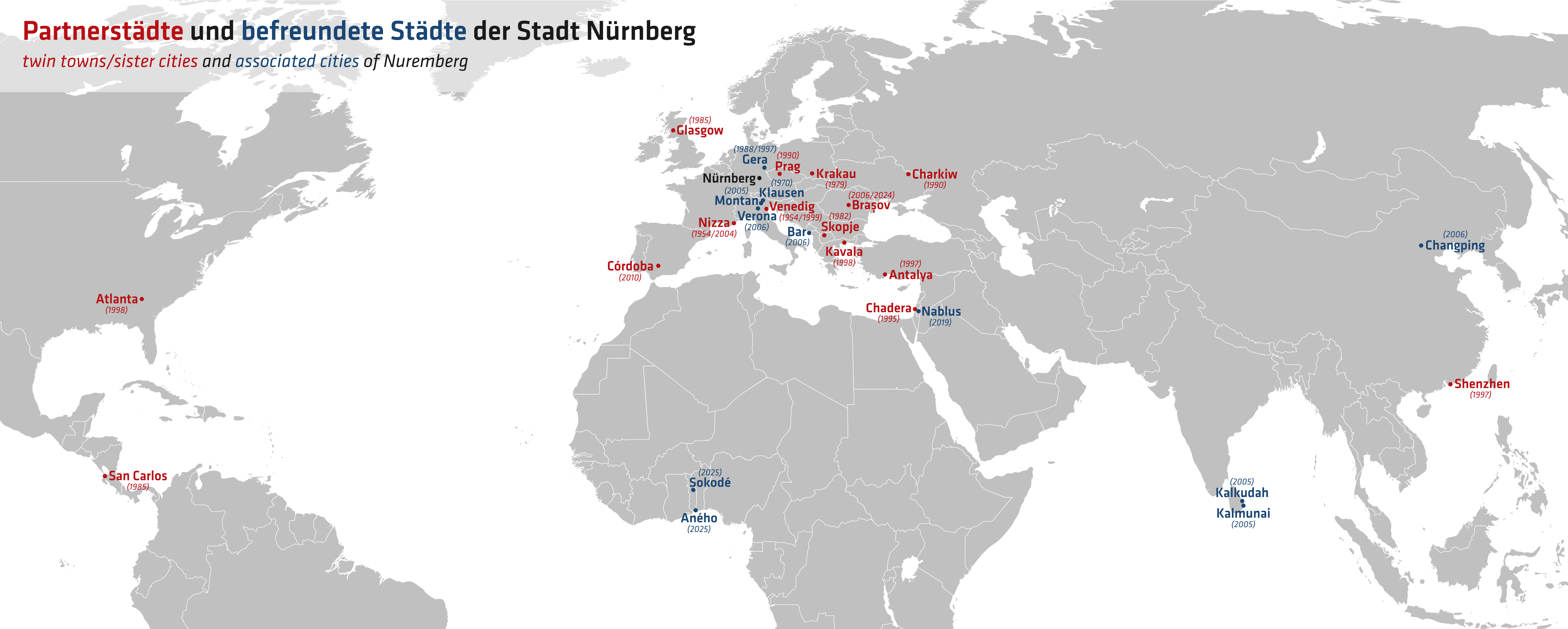
Partnerstädte und befreundete Städte der Stadt Nürnberg

| - Venedig (Italien), seit 1954 (1999 erneuert) - Nizza (Frankreich), seit 1954 (2004 erneuert) - Krakau (Polen), seit 1979 - Skopje (Nordmazedonien), seit 1982 - Glasgow (Vereinigtes Königreich), seit 1985 | - San Carlos (Nicaragua), seit 1985 - Prag (Tschechien), seit 1990 - Charkiw (Ukraine), seit 1990 - Chadera (Israel), seit 1995 - Antalya (Türkei), seit 1997 | - Shenzhen (Volksrepublik China), seit 1997 - Kavala (Griechenland), seit 1998 - Atlanta (Vereinigte Staaten), seit 1998 - Córdoba (Spanien), seit 2010 - Brașov, Kronstadt (Rumänien), seit 2024 (befreundet seit 2006) |

Nürnberg hat insgesamt 15 Städtepartnerschaften, Vertreter dieser und der zehn befreundeten Städte präsentieren alljährlich eigene Erzeugnisse (Kunsthandwerk, Spezialitäten, Textilien etc.) auf dem Markt der Partnerstädte im Rahmen des Christkindlesmarktes. Private Freundeskreise und Jugendaustausche intensivieren die Kontakte ebenso wie praktische Hilfe; so wurden den Straßenbahnbetrieben von Krakau und Antalya ausgemusterte, betriebsbereite Fahrzeuge geschenkt.
Die ersten Städtepartnerschaften wurden 1954 mit Brügge, Locarno, Nizza und Venedig zusammen mit einem „Verbrüderungseid“ – unterzeichnet von den Bürgermeistern der jeweiligen Städte – geschlossen. Die freundschaftlichen Beziehungen zu Nizza und Venedig wurden 2004 bzw. 1999 nochmals bekräftigt. Brügge und Locarno werden von Seiten Nürnbergs mittlerweile nicht mehr als Partnerstadt aufgeführt, wohingegen Locarno Nürnberg weiterhin auflistet. Bereits im frühen 14. Jahrhundert bestanden Handelsbeziehungen mit Venedig. Die Nürnberger Kaufmannschaft erlangte starken Einfluss auf die mitteleuropäischen Märkte für Gewürze, Seide und Baumwolle. Sie exportierten aber auch über Venedig Nürnberger Tand, Tuche, Leder, Honig und Bernstein. Die 1979 geschlossene Partnerschaft mit Krakau stellt die Stadt Nürnberg auf ihren Internetseiten als „erfolgreiches Beispiel für die Zusammenarbeit von zwei Städten, die als Beitrag zur Normalisierung der Beziehungen zweier Völker begründet wurde“ dar. Als wirtschaftliche und kulturelle Repräsentanz existiert im Nürnberger Tratzenzwingerturm das Krakauer Haus und ein Nürnberger Haus im Krakauer Stadtteil Kazimierz.

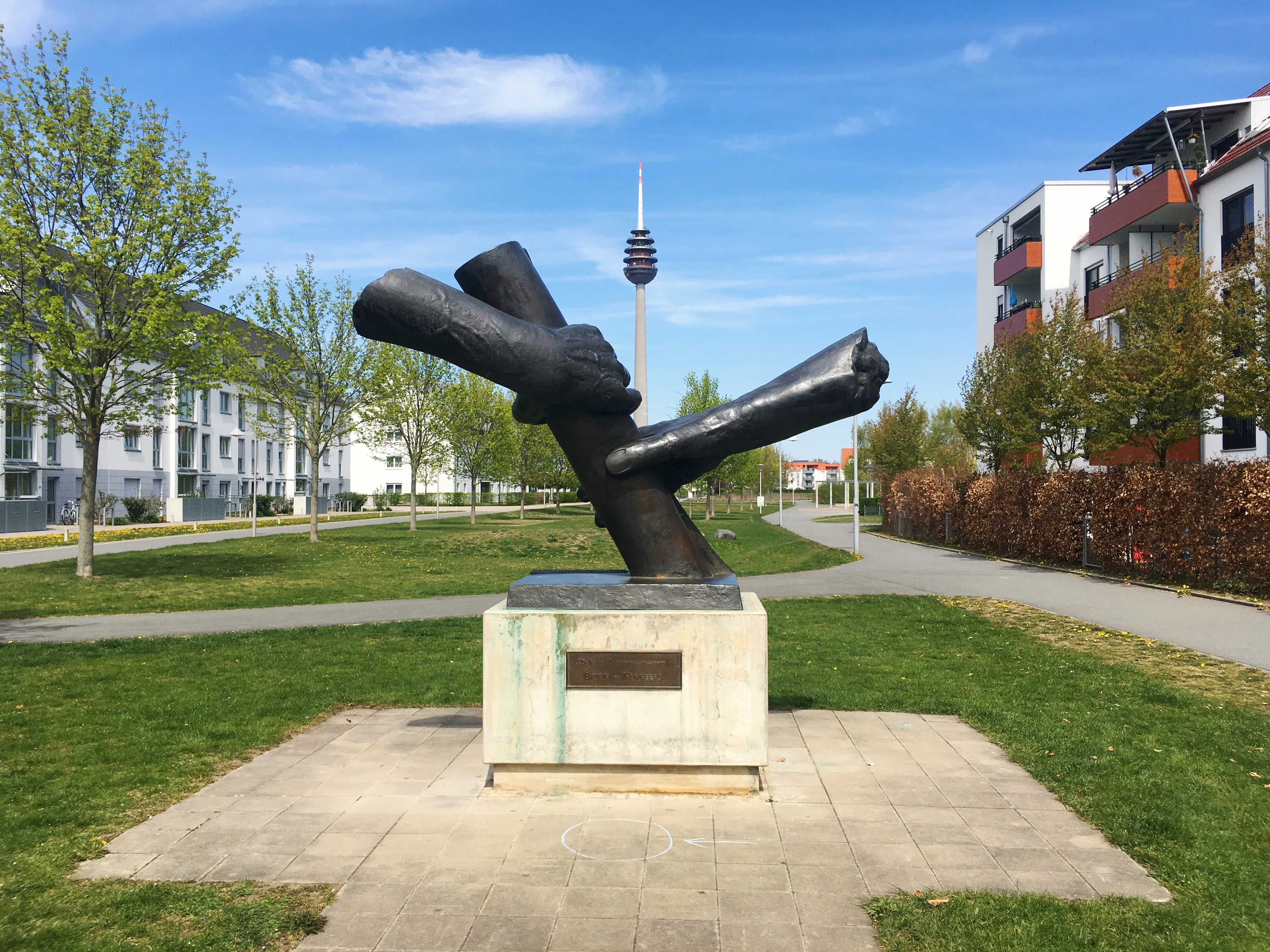
Skulptur, die als immerwährendes Zeichen des Dankes, zum 25-jährigen Städtepartnerschaftsjubiläum von Skopje überreicht wurde

Eine der laut Stadt intensivsten Partnerschaftsbeziehungen besteht seit 1982 mit Skopje. Neben Jugendaustauschen und gegenseitigen Künstlerbesuchen existiert mit der gemeinsamen Ausgrabung des antiken Skopje durch mazedonische Archäologen zusammen mit der Naturhistorischen Gesellschaft Nürnberg ein weiteres Partnerschaftsprojekt. Es startete im Frühjahr 1998 und wird voraussichtlich 50 Jahre in Anspruch nehmen. Die Partnerschaft mit San Carlos in Nicaragua wurde 1984 von einer Nürnberger Bürgerinitiative angeregt und noch während des Contra-Krieges 1985 abgeschlossen. Insbesondere durch Jugendaustausche wurde die Stadt gefördert. So verfügen die Sancarleños unter anderem über eine ausgebaute Wasserversorgung, einen Krankenhausneubau, Humuslatrinen, eine Oberschule und ein Kulturhaus. Seit demselben Jahr verbindet Nürnberg und Glasgow nach über 30 Jahren intensiver Jugendaustausche eine Partnerschaft. 1988 wurde mit dem damals in der Deutschen Demokratischen Republik liegenden ostthüringischen Gera ein Städtepartnerschaftsvertrag unterzeichnet, der 1990 in ein Freundschaftsabkommen umgewandelt und 1997 noch einmal aktualisiert wurde.
Hilfeleistung stand mehrmals im Mittelpunkt der Anfang 1990 geschlossenen Partnerschaft zwischen Charkiw und Nürnberg, da viele der nach der Katastrophe von Tschernobyl eingesetzten Liquidatoren von dort kamen. Mit Unterstützung des Chemischen Untersuchungsamts Nürnberg baut die Charkiwer Akademie für Lebensmitteltechnologie und Management in einem Pilotprojekt ein Labor zur Untersuchung von Lebensmitteln für die ganze Ukraine auf. Seit 1995 besteht in Charkiw zudem ein Nürnberger Haus, das als Kulturzentrum und Begegnungsstätte sowie seit 2000 auch als Lehrmittelzentrum des Goethe-Instituts fungiert. Bei den russischen Luftangriffen im Rahmen des Russischen Überfalls auf die Ukraine seit 2022 wurde das Haus zwar getroffen und ist seitdem geschlossen, die Sprachkurse konnten jedoch auf anderen Wegen fortgesetzt werden. Zudem leistet das Nürnberger Haus seit 2022 immer wieder humanitäre Hilfe für Krankenhäuser, Altenheime und ukrainische Soldaten an der Front. Ebenso übergab die Nürnberger VAG mehrere Busse an die Charkiwer Verkehrsbetriebe „Saltivske Tram Depo“.
Seit Mitte des 13. Jahrhunderts bestanden zwischen Nürnberg und Prag Handelsbeziehungen, sodass Ende der 1980er Jahre, im Zuge der Annäherung zwischen Ost und West, erste Bemühungen durch den damaligen Nürnberger Oberbürgermeister Peter Schönlein (SPD) und dem damaligen deutschen Außenminister Hans-Dietrich Genscher (FDP) zum Zustandekommen eines Partnerschaftsvertrages unternommen wurden. Nach dem Fall des Eisernen Vorhangs fanden 1990 erneut fraktionenübergreifend im Nürnberger Stadtrat Anstrengungen zum Abschluss eines Partnerschaftsvertrags mit Prag statt, die noch im selben Jahr zu einer Unterzeichnung führten.
Lange dauerte es, bis es zur Partnerschaft mit Chadera kam. Seit 1974 fanden regelmäßige Austausche zwischen Deutschen und Israelis statt. Arno Hamburger, SPD-Stadtrat und Vorsitzender der Israelitischen Kultusgemeinde Nürnbergs, brachte von einem dieser Austausche 1986 einen unterschriebenen Freundschaftsvertrag mit, dem 1995 ein offizieller Städtepartnerschaftsvertrag folgte. Ebenfalls 1997 entstand eine Partnerschaft mit Antalya. Im Rahmen einer Regionalpartnerschaft der Städte und Landkreise in der Planungsregion Nürnberg (damals noch Industrieregion Mittelfranken) mit der Sonderwirtschaftszone Shenzhen entstand ebenfalls 1997 eine Städtepartnerschaft mit Shenzhen. Engen Austausch gibt es zwischen den Zoos der Städte und zwischen der Technischen Hochschule Nürnberg Georg Simon Ohm und dem Shenzhen Polytechnic.
1998 wurden die Partnerschaften mit Kavala in Griechenland und Atlanta in den USA geschlossen. Nach dem Seebeben im Indischen Ozean 2004 übernahm die Stadt Nürnberg 2005 die Patenschaft für Kalkudah und Kalmunai auf Sri Lanka.
2007 wurde Nürnberg für seine Bemühungen um den europäischen Integrationsgedanken mit dem Europapreis der Europäischen Union ausgezeichnet.

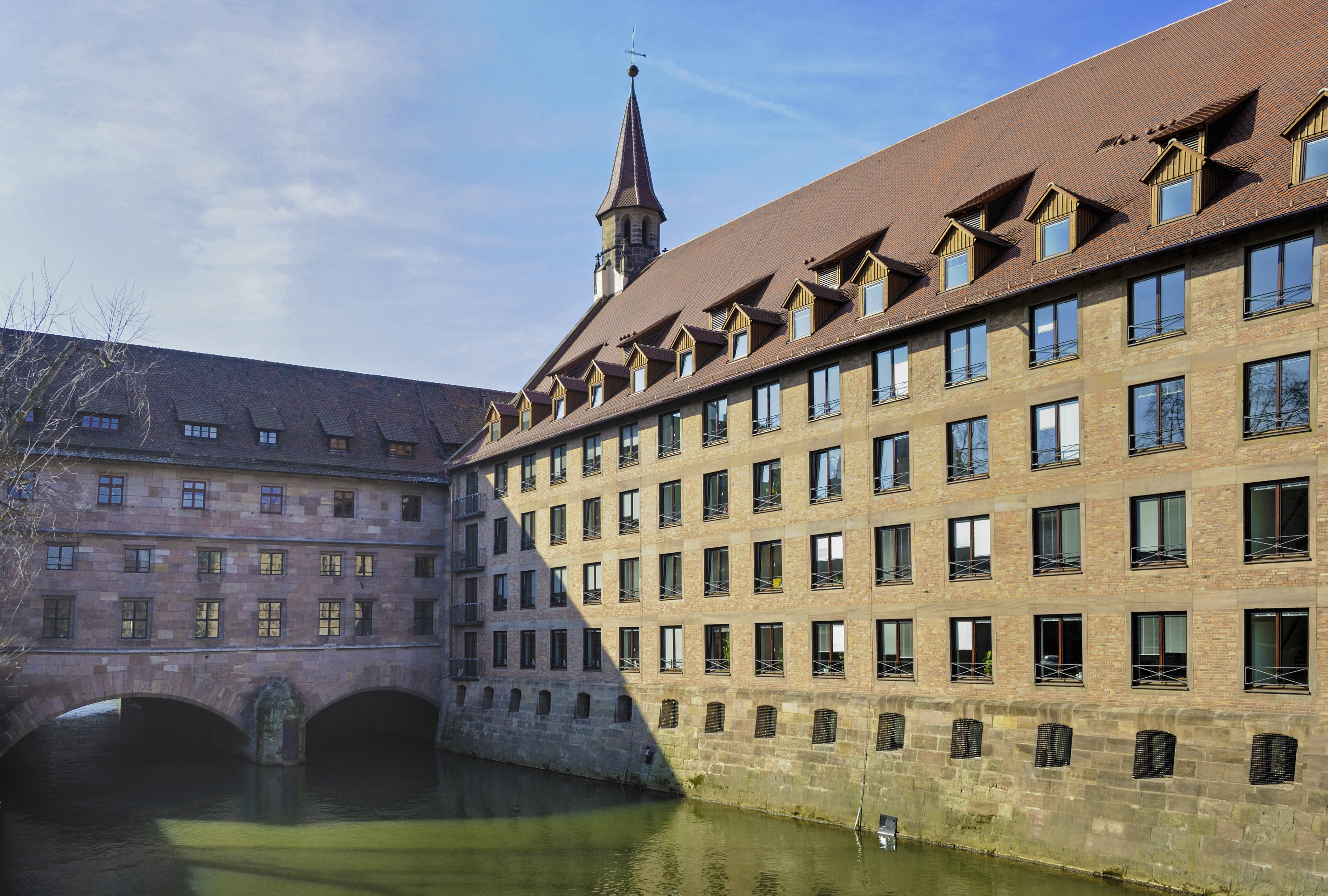
Heilig-Geist-Haus (Amt für Internationale Beziehungen)

Bereits am 20. Oktober 1954 leisteten die Bürgermeister von Venedig und Nürnberg zusammen mit den Vertretern von Nizza, Locarno und Brügge auf dem Markusplatz den so genannten „Verbrüderungseid“, in dem es (in der deutschen Übersetzung) heißt: „[…] Verpflichten uns am heutigen Tage feierlich, die ständigen Bande zwischen den Städteverwaltungen unserer Städte zu bewahren, auf allen Gebieten den Austausch ihrer Einwohner zu unterstützen und durch eine bessere gegenseitige Verständigung das wache Gefühl der europäischen Brüderlichkeit zu fördern […]“. Am 25. September 1999 wurde auf dieser Grundlage zwischen Venedig und Nürnberg lediglich eine „Neuaufnahme ihrer freundschaftlichen Beziehungen“ beschlossen.
Am 6. Mai 2010 wurde ein Städtepartnerschaftsvertrag mit der spanischen Stadt Córdoba geschlossen, der einen Austausch und Kooperation auf verschiedenen Ebenen vorsieht. Die Initiative zu dieser Partnerschaft gingen vom seit 1961 bestehenden Verein Centro Español und seiner interkulturellen Arbeit aus.
Nachdem bereits seit 2004 zur palästinensischen Stadt Nablus enge Beziehungen bestanden, unterzeichneten am 23. September 2019, die Bürgermeister der beiden Städte ein Freundschaftsabkommen. Bereits einen Tag zuvor wohnte der Bürgermeister Nablus der Verleihung des Internationalen Nürnberger Menschenrechtspreises bei und bedankte sich für die Unterstützung, die man seitens der Stadt Nürnberg in den vergangenen Jahren erhalten habe.
Am 25. Oktober 2023 beschloss der Nürnberger Stadtrat, die seit 2006 bestehenden freundschaftlichen Beziehungen zu Brașov mit einem Städtepartnerschaftsvertrag zu vertiefen und zu verstetigen. Die Unterzeichnung des Vertrags erfolgte am 12. Mai 2024 in Brasov.
Nachdem in einem partizipativen Prozess 2014 nach Projektpartnerschaften in Afrika gesucht wurde, ergaben sich auf Grund aktiver Vereine vor Ort schnell Beziehungen zu den Städten Sokodé und Aného in Togo. Von 2018 bis 2021 wurden im Rahmen einer Projektpartnerschaft unter anderem sechs Photovoltaikanlagen zur Versorgung mit Energie von vier Gesundheits- und Bildungseinrichtungen installiert. Im Anschluss entschlossen sich alle Seiten die Beziehungen intensivieren zu wollen, sodass Nürnberg seit dem Frühjahr 2025 jeweils zu Aného und Sokodé eine offizielle Städtefreundschaft pflegt.

### Städtefreundschaften
| - Gera (Deutschland) seit 1988/1997 - Klausen (Südtirol) (Chiusa, Italien), seit 1970 - Kalkuda und Kalmunai (Sri Lanka), seit 2005, Patenschaft nach der Flutkatastrophe Ende 2004 - Montan (Montagna, Italien), seit 2005 | - Changping (Volksrepublik China), seit 2006 - Verona (Italien), seit 2006 - Bar (Montenegro), seit 2006 - Nablus (Palästina), seit 2019 |

### Stadt des Friedens und der Menschenrechte

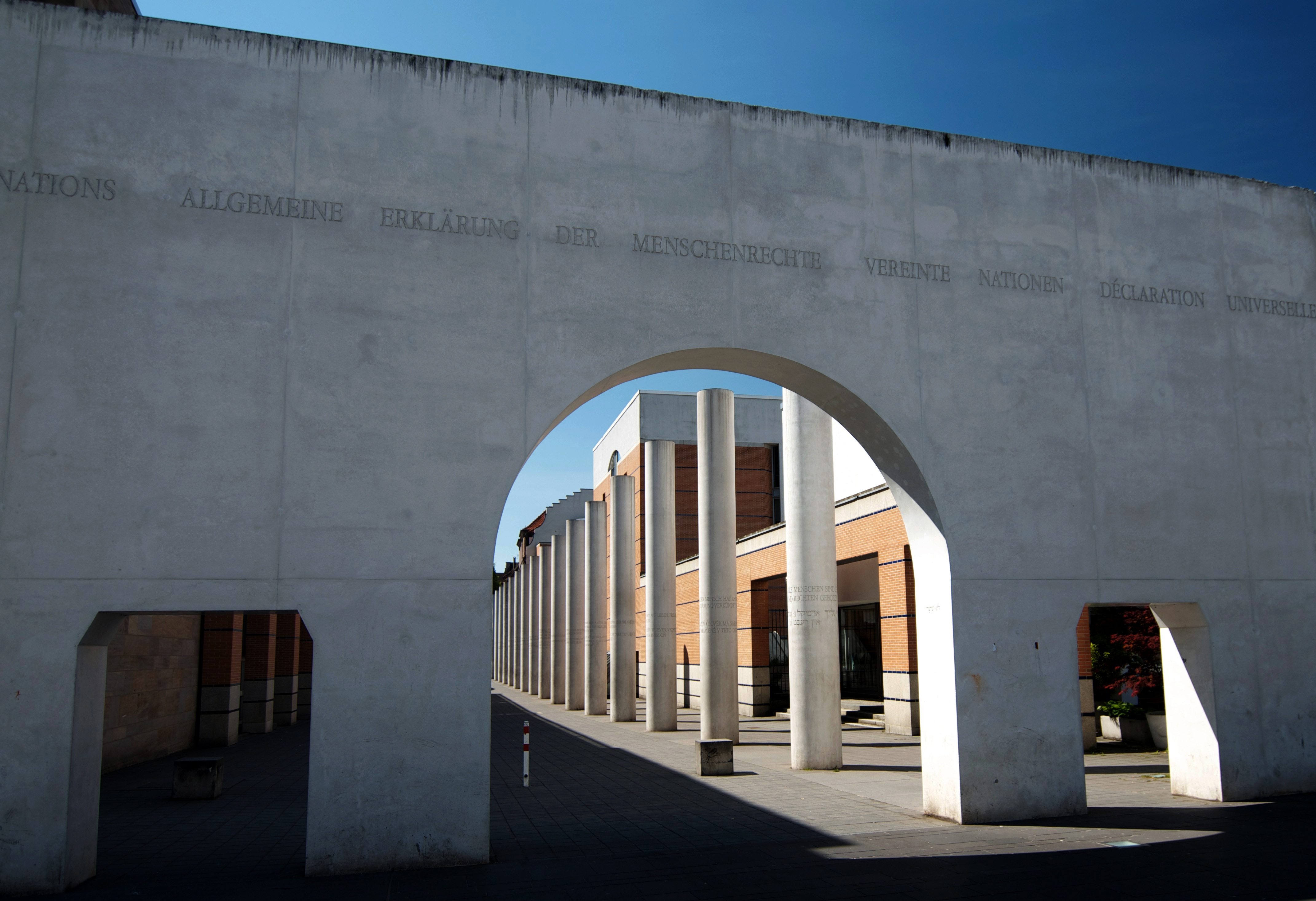
Die Straße der Menschenrechte, konzipiert von Dani Karavan

Durch die Rolle Nürnbergs während der nationalsozialistischen Gewaltherrschaft fühlt sich die Stadt in besonderem Maße verpflichtet, einen aktiven Beitrag zum Frieden und zur Verwirklichung der Menschenrechte zu leisten.
Zu diesem Zwecke wurde unter anderem die Straße der Menschenrechte errichtet, ein Mahnmal für die Würde des Menschen, sowie das Dokumentationszentrum Reichsparteitagsgelände, das über die Zeit des Nationalsozialismus in Nürnberg informiert.
Seit 1995 wird der Internationale Nürnberger Menschenrechtspreis an Personen verliehen, die sich für die Einhaltung der Menschenrechte einsetzen.
Das Nürnberger Menschenrechtszentrum, ein Verein, der sich für die Würde des Menschen einsetzt und das Nürnberger Menschenrechtsbüro wurden gegründet. Alle zwei Jahre wird der Deutsche Menschenrechts-Filmpreis verliehen. Das Nürnberger Filmfestival der Menschenrechte ist ein fester Bestandteil des Kulturprogramms der Stadt.
Die Stadt Nürnberg wurde am 10. Dezember 2000 in Paris mit dem UNESCO-Preis für Menschenrechtserziehung ausgezeichnet. Damit würdigte die UNESCO den vorbildlichen Einsatz der Stadt Nürnberg für Frieden und Achtung der Menschenrechte. Die Stadt Nürnberg bewirbt sich um Aufnahme in die Weltkulturerbeliste der UNESCO mit dem Saal 600 im Justizgebäude, in dem ab dem 20. November 1945 das Internationale Militärtribunal tagte.

## Bauwerke
Bis zum Zweiten Weltkrieg war Nürnberg die einzige Großstadt Deutschlands, in der sich der historische Stadtkern samt Befestigungsanlagen fast unverändert erhalten hatte. Im Bewusstsein dieser herausragenden kultur- und kunsthistorischen Bedeutung wurden bereits vor der Zerstörung im Zweiten Weltkrieg Maßnahmen zur Rettung und originalgetreuen Wiederherstellung der wichtigsten Gebäude ergriffen. Am Ende hatten nur zehn Prozent der Baumasse die Bombardierungen unbeschadet überstanden. Die Stadt Nürnberg entschied sich beim Wiederaufbau, anders als die meisten anderen deutschen Städte dieser Zeit, die Struktur der Altstadt zu bewahren, und schaffte es, die wertvolle historische Bausubstanz in einen angemessenen neueren Kontext einzubinden.
Daher ist die Altstadt nicht nur Zeugnis des Mittelalters und der Frühen Neuzeit, sondern auch des Wiederaufbaus und der Moderne.
Das hat seinen Niederschlag auch in letzten Serie der D-Mark-Banknoten, dass sich auf der 500-D-Mark-Banknote, links neben dem Porträt der Naturforscherin Maria Sibylla Merian, eine Collage verschiedener historischer Bauwerke von Nürnberg wiederfanden. Dort sind die Kaiserburg mit Sinwellturm und Kaiserstallung, die Sebalduskirche, die Frauenkirche, das Albrecht-Dürer-Haus, das Fembohaus, das Nassauer Haus, der Weinstadel, das Heilig-Geist-Spital, die Mauthalle, die Lorenzkirche und die Stadtbefestigung zu sehen.

### Romanik (bis ca. 1250)

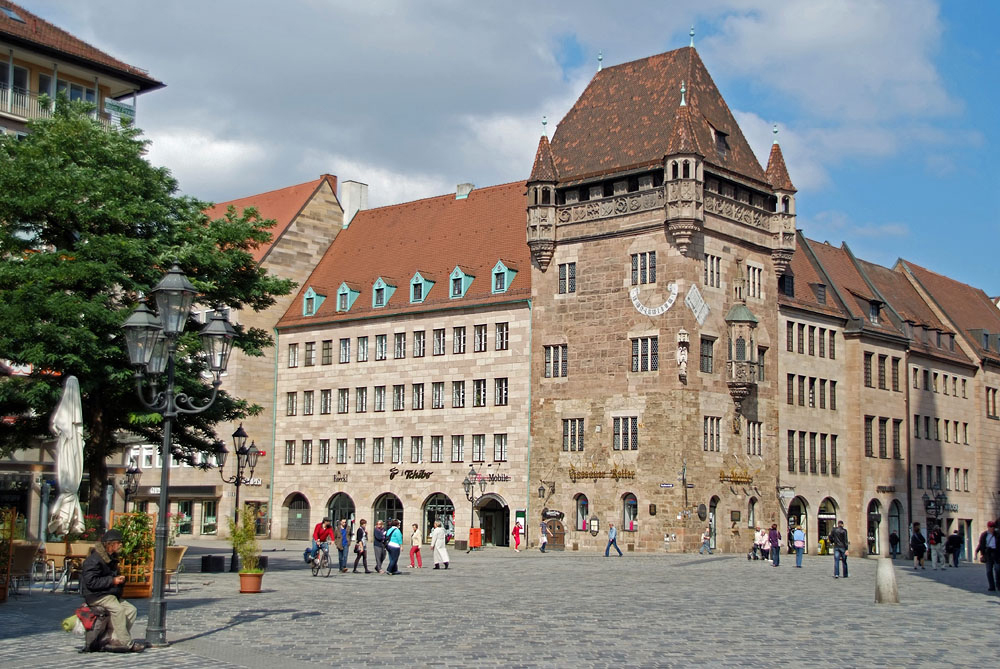
Nassauer Haus

Die Nürnberger Burg zählt mit ihrer Geschichte und Architektur zu den bedeutendsten Wehranlagen Europas. Die historische Burggrafenburg wurde am Beginn des 15. Jahrhunderts weitgehend zerstört. Die Kaiserburg, die unter Konrad III. sowie Friedrich Barbarossa gebaut wurde, behielt vor allem mit der Kaiserkapelle und dem Heidenturm ihre romanische Bauform über die Jahrhunderte. Das Nassauer Haus ist das älteste Gebäude im Lorenzer Stadtteil und datiert mit seinen beiden unteren Geschossen bis in das 12. Jahrhundert zurück. Die Sebalduskirche ist die ältere der beiden Hauptkirchen und entstand auf dem Platz eines Vorgängerkirchenbaus im Ausklang der Romanik (Langschiff) etwa von 1230 bis 1275. In dieser Zeit entstand auch der Weiße Turm als Teil der vorletzten Stadtbefestigung.

### Gotik (bis ca. 1500)

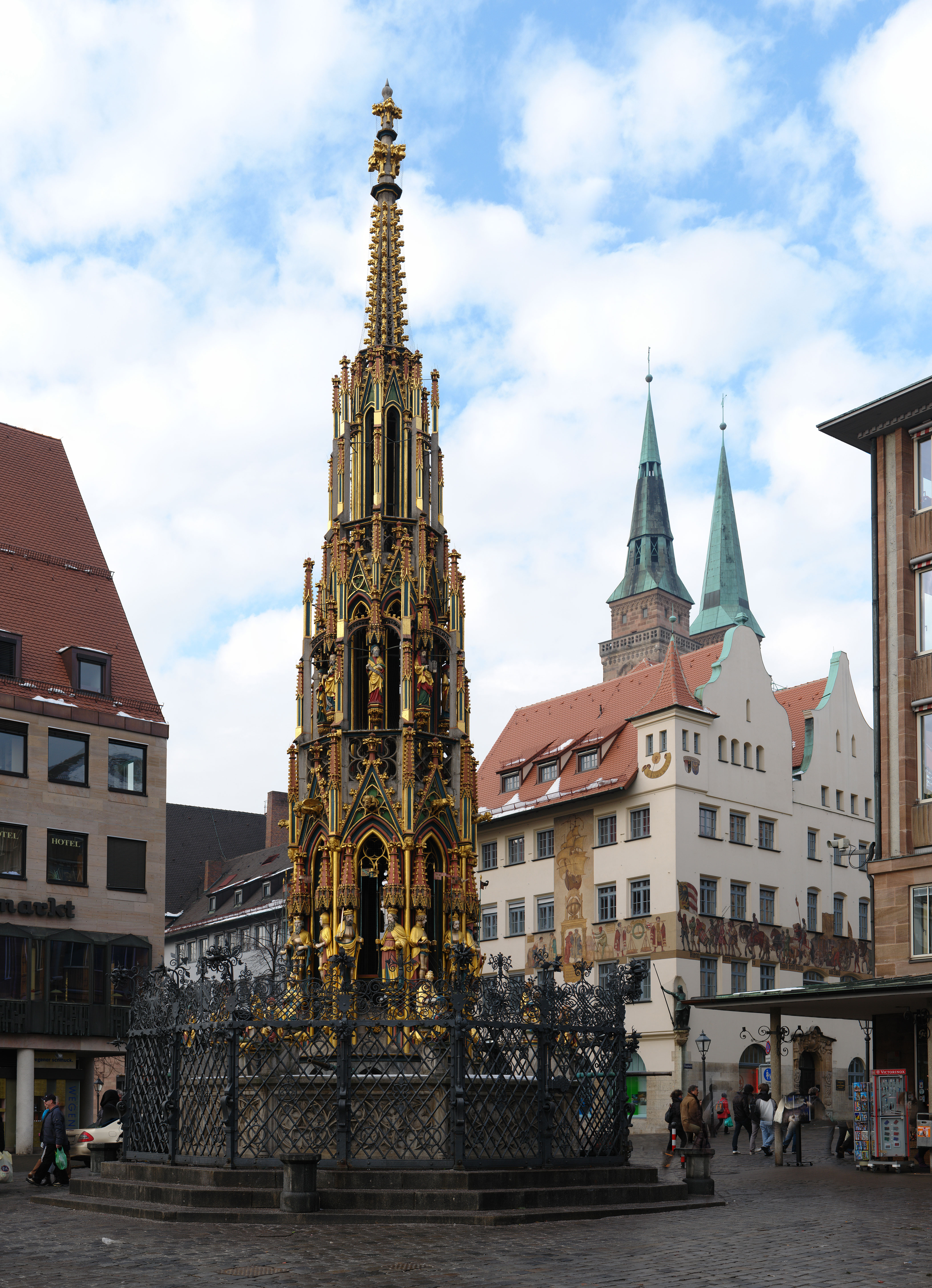
Schöner Brunnen

Zwischen 1332 und 1339 wurde das Heilig-Geist-Spital als Stiftung des reichen Bürgers Konrad Groß erbaut. Nach den Judenpogromen entstand ab 1349 im Auftrag von Karl IV. die Frauenkirche auf dem Platz der früheren Synagoge. Der Schöne Brunnen wurde zwischen 1389 und 1396 geschaffen und zeigt mit 40 Personenskulpturen die Institutionen der damaligen Zeit in einer hierarchisierenden Darstellung. Der Bau der Lorenzkirche wurde um 1250 begonnen und erstreckte sich über drei Bauabschnitte bis 1477. Auch sie wurde auf dem Platz eines Vorgängerbaus errichtet. Die Sebalduskirche erhielt den gotischen Hallenchor.
Der Reichtum der Stadt zeigte sich an der Wohnkultur der reichen Bürger, sodass gegen Ende der Gotik zahlreiche mächtige Bürgerhäuser das Stadtbild prägten. Es entwickelte sich eine Innenhofkultur, die in der Renaissance zu voller Blüte kam.
Um 1500 war Nürnberg nach Köln und Prag die drittgrößte Stadt des Reiches, weit vor Wien oder gar Berlin. Daher verfügt die Stadt über eine große Altstadt, die von der in weiten Teilen erhaltenen Nürnberger Stadtmauer umgeben ist. Es gab zahlreiche mittelalterliche Kirchen, von denen noch weitere erhalten sind, so die gotischen Bauten von St. Martha, St. Jakob und St. Klara. Das Katharinenkloster besteht nur noch als Ruine. Von den ehemals zahlreichen gotischen Häusern der Stadt haben beispielsweise das Albrecht-Dürer-Haus und das Unschlitthaus den letzten Krieg relativ gut überstanden. Andere wie das Weinstadel wurden später wieder hergestellt. Wie das Dürerhaus ist das Pilatushaus ein gut erhaltenes Beispiel eines spätmittelalterlichen Fachwerkhauses in Nürnberg.

### Renaissance

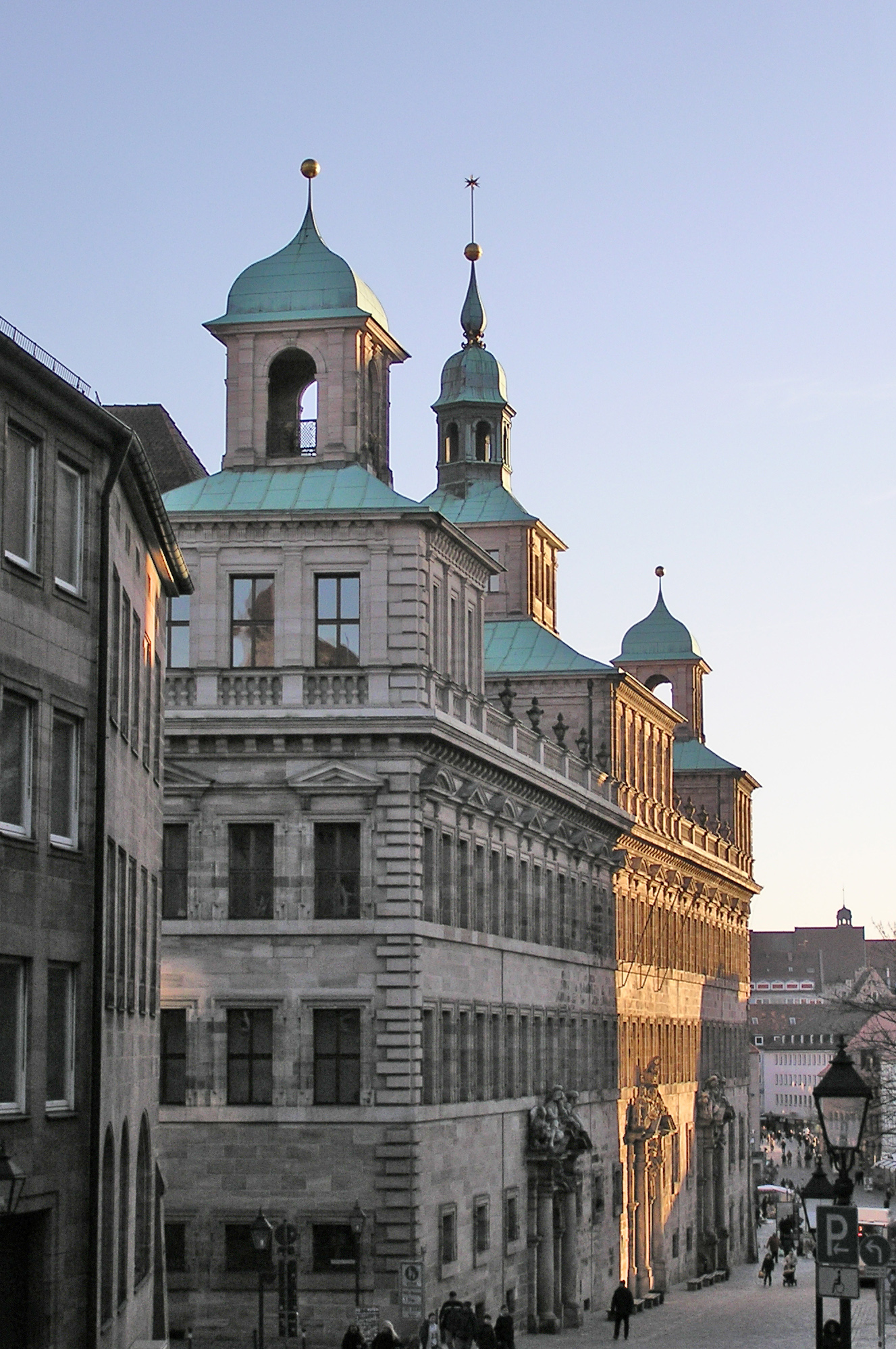
Rathaus Wolff’scher Bau

Die Freie Reichsstadt verfolgte eine für diese Zeit typische Expansionsstrategie, sodass ab 1500 auch mehrere Patrizierfamilien Herrensitze außerhalb der damaligen Stadtmauern erwarben. Erhalten und sehenswert sind das Grundherrenschloss, der Herrensitz Hummelstein, das Petzenschloss in Lichtenhof, der Herrensitz Schoppershof, Schübelsberg, das Tucherschloss, der Weigelshof und das Zeltnerschlösschen in Gleißhammer. Mit weitgespannten Bögen auf dünnen Säulen, zierlichen Maßwerkbrüstungen in den beiden Obergeschossen und einem feingliedrigen Treppenturm, ist der Welserhof in der Theresienstraße der größte und eindrucksvollste verbliebene Nürnberger Altstadthof.
Von 1509 bis 1513 wurde im Westen der Stadt in der Nähe von Pegnitz und St. Johannisfriedhof das Sebastiansspital gebaut. Es handelte sich um das Infektionskrankenhaus (Seuchenhaus) der Stadt und wurde auch „Lazarett“ genannt. Im Zweiten Markgrafenkrieg wurde es zerstört, aber 1552 wieder erneut (in Holz), aber ohne Kapelle, aufgebaut.
Ab 1591 entstand das stattliche Fembohaus. Das Pellerhaus (1602–1605) galt als ein Hauptwerk der deutschen Spätrenaissance (im Krieg teilzerstört und modern wiederaufgebaut; Innenhof teilweise rekonstruiert). Völlig verloren ist dagegen das Toplerhaus, das als moderner Neubau wiederentstand. Der Hirsvogelsaal (1534) als Beispiel der Festarchitektur des Patriziats wurde wiederaufgebaut. Die Fleischbrücke wurde 1596–1598 vom Ratsbaumeister Wolf-Jacob Stromer wegen der Strömung nach dem Vorbild der Rialto-Brücke in einem Bogen errichtet. Da sie als Hauptverkehrsader diente, musste sie wesentlich flacher verlaufen und galt lange Zeit als außergewöhnlich in der Brückenbaukunst.
Der mächtige Wolff’sche Rathausbau wurde in den Jahren 1616 bis 1622 errichtet und deutet mit seinen Stilelementen bereits den Übergang zum späteren Barock an. Er wurde während des Zweiten Weltkrieges zum Teil zerstört und wurde in einer längeren Rekonstruktionsphase erst relativ spät in den 1960er Jahren wieder komplett hergestellt.

### Barock und Rokoko

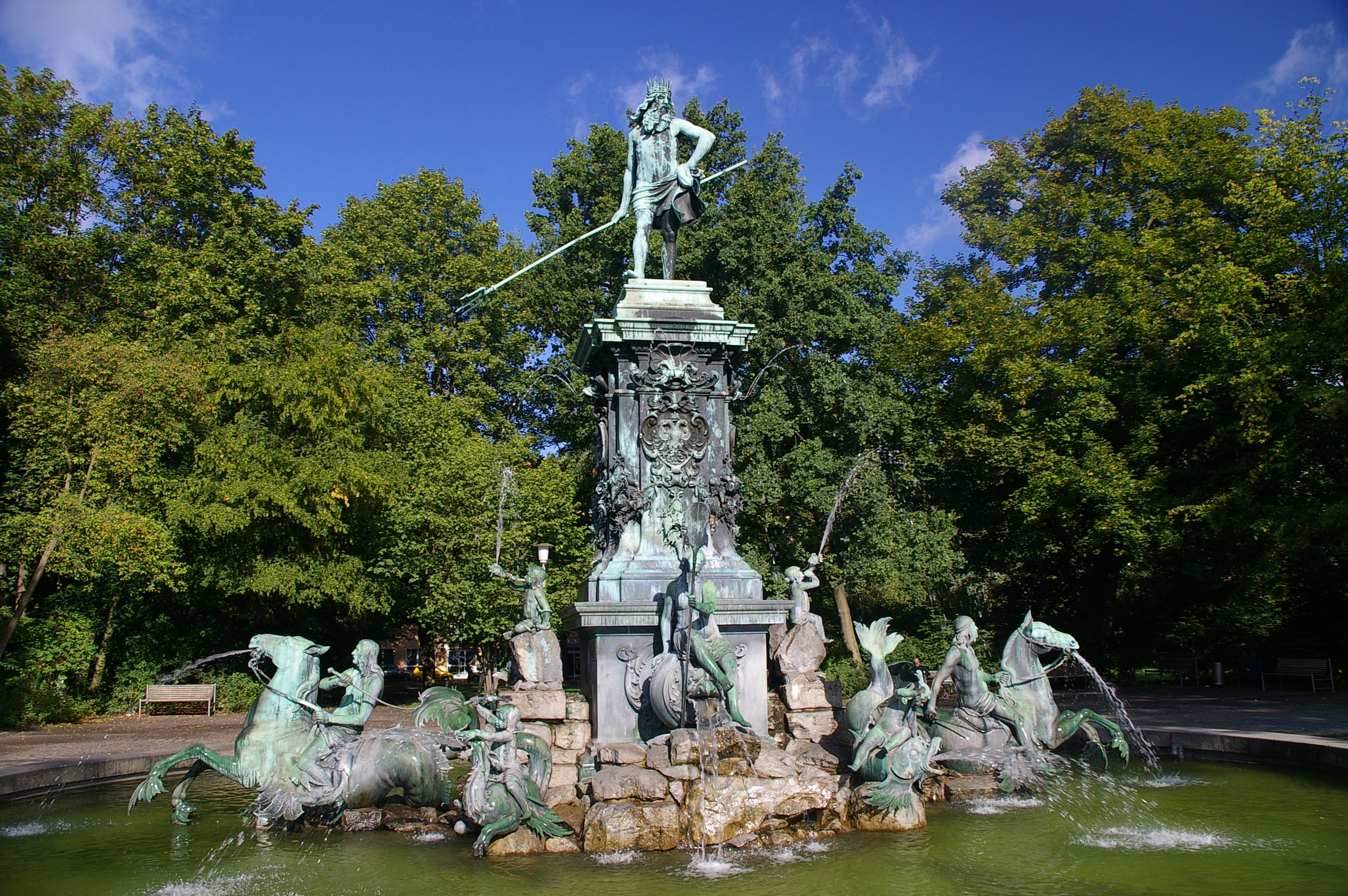
Neptunbrunnen

Das Barockzeitalter prägte das gotisch und im Stil der Renaissance dominierte Stadtbild nicht um. Einzige Barockkirche in der Altstadt ist die Egidienkirche (barocker Umbau 1711–1718); sie zeigt bereits den stilistischen Übergang zum Rokoko. Barocke Bürgerhäuser sind in der Altstadt nur vereinzelt erhalten geblieben, so ein Haus mit eindrucksvoller hochbarocker Fassade von 1729 in der Adlerstraße 21 oder das spätbarocke Weinlokal Steichele von 1777 in der Knorrstraße 2. Der Maxplatz ist noch ein rudimentär erhaltener planmäßig angelegter Barockplatz in der nordwestlichen Altstadt.
Im außerhalb der Altstadt gelegenen Stadtteil St. Johannis befinden sich zahlreiche barocke Bürgerhäuser und Gartenanlagen (Hesperidengärten). Auch im Stadtteil Mögeldorf sind etliche Baudenkmale aus dem Mittelalter sowie der Renaissance- und Barockzeit erhalten.
Der Neptunbrunnen (1660–1668), größte barocke Brunnenanlage nördlich der Alpen, wurde 1797 an das Schloss Peterhof (Russland) verkauft, ein Zweitguss stand von 1902 bis 1934 auf dem Hauptmarkt und befindet sich heute im Stadtpark.

### Klassizismus
Die klassizistische Kirche St. Elisabeth trägt eine 1803 fertiggestellte 50 Meter hohe Kuppel. Innerhalb des Kirchenraumes befinden sich 40 korinthische Säulen. Ihre Anordnung führt dazu, dass jeder der drei Kirchenbereiche wie ein eigenständiger Raum wirkt. Weitere Bauten des Klassizismus stellen das Tucher’sche Palais am Egidienberg, das Grundherrenschloss im Stadtteil St. Peter, das Schulhaus Adam-Kraft-Str. 2 im Stadtteil St. Johannis sowie der Apollontempel im Cramer-Klett-Park dar.

### Frühes Industriezeitalter

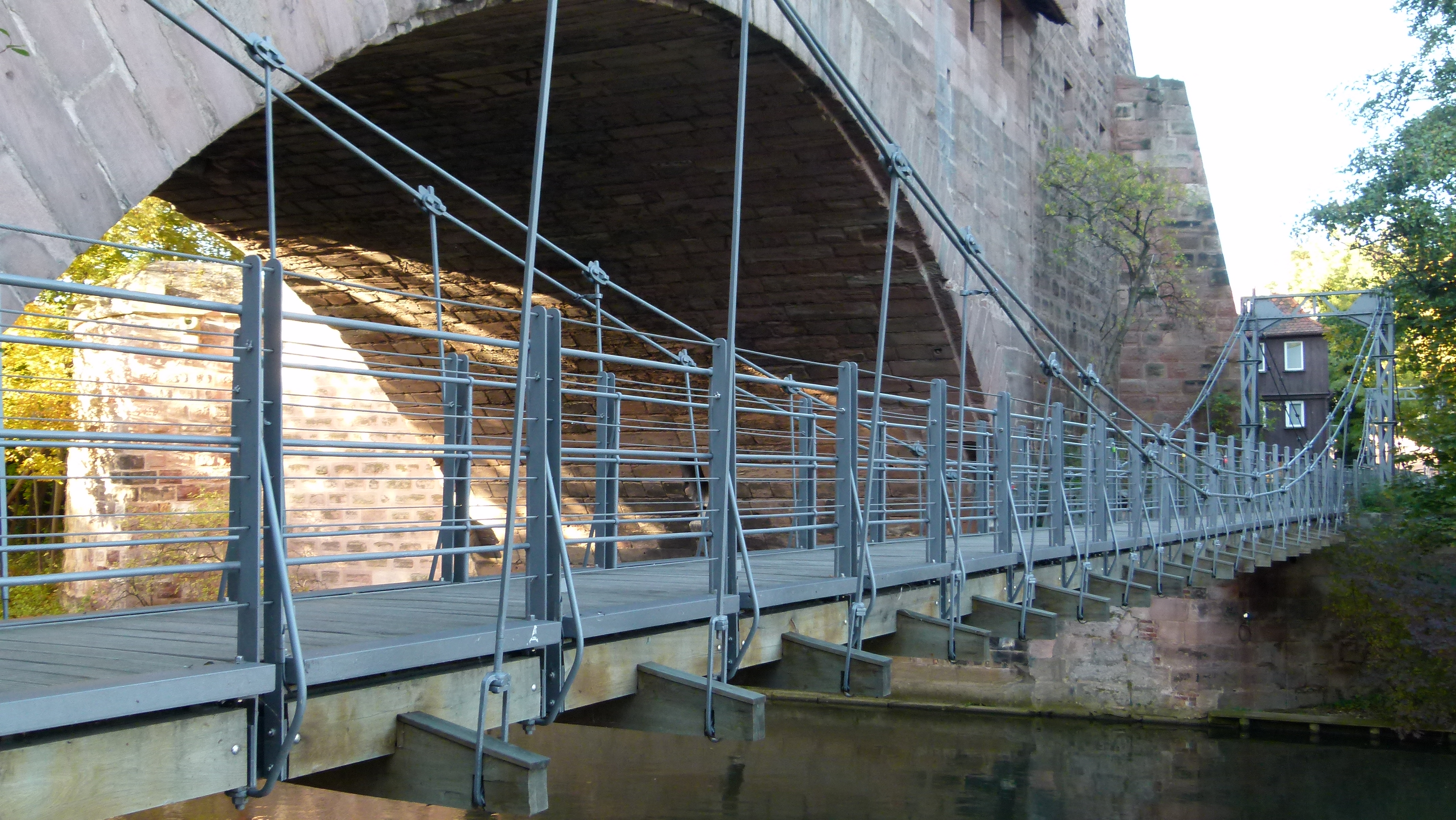
Kettensteg

Zu den neuen, bevorzugten Baumaterialien des frühen Industriezeitalters zählten Glas und Eisen. So entstand auch der Kettensteg.

### Historismus
Dem Stil des Historismus gehören die 1890 entstandene Villa Spaeth, der 1904 gebaute Hauptbahnhof Nürnberg, das 1906 fertiggestellte Opernhaus an. Des Weiteren finden sich am Ludwigsplatz das Kaufhaus Weißer Turm, am Bahnhofsplatz das Grand-Hotel und an der Fürther Straße der Justizpalast.
Der Historismus in Nürnberg strebte mit dem Nürnberger Stil die Wiederaufnahme der nürnbergischen Bautradition der Spätgotik und Renaissance an. Dieser hat eine besondere lokale Ausprägung erfahren. Hierzu gehörten das 1888 bis 1889 erbaute Hotel Deutscher Kaiser, das 1899 erbaute Schloss Stein und das von 1893 bis 1895 entstandene Hansa-Haus.

### Jugendstil und Reformarchitektur

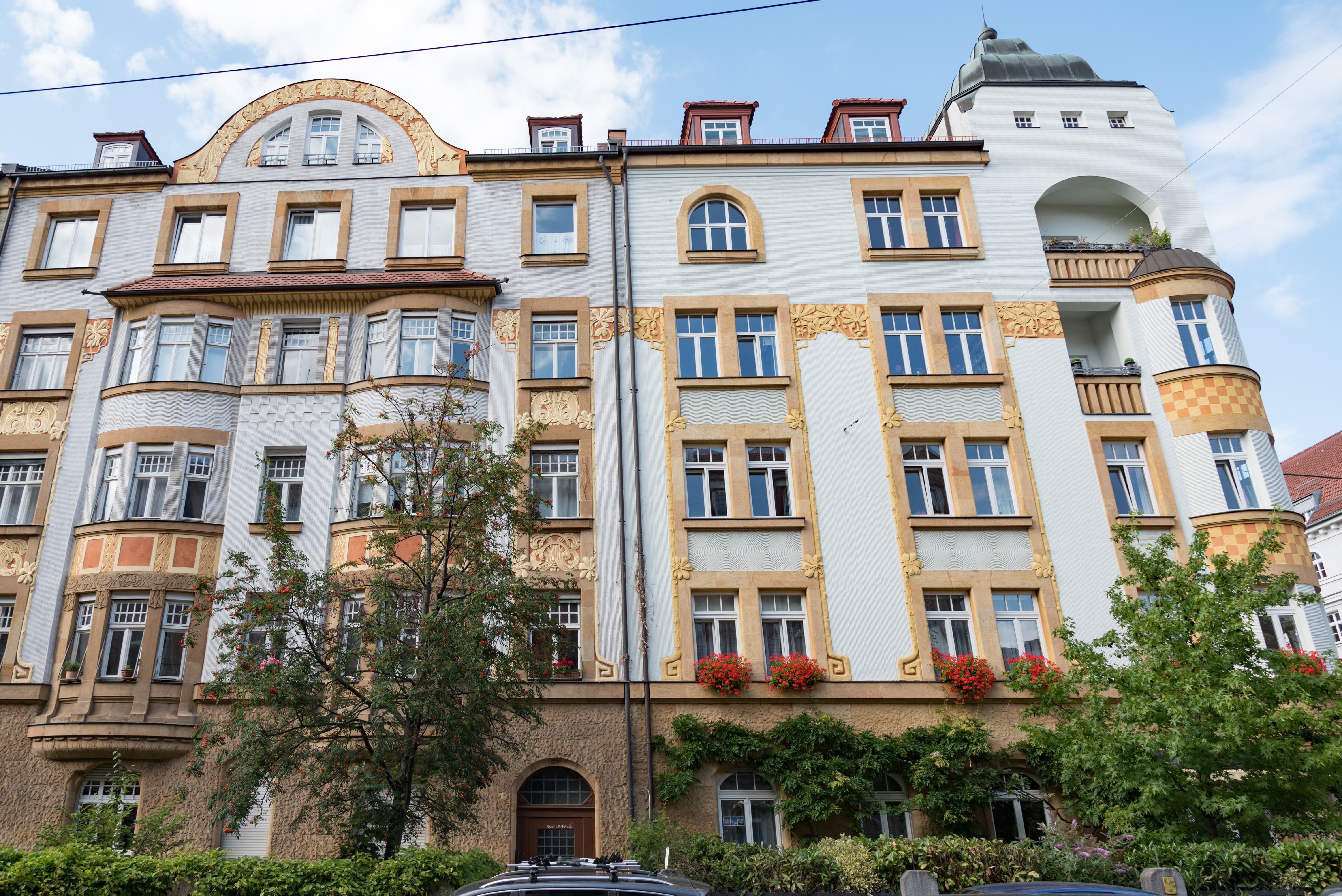
Gärten hinter der Veste

Der Jugendstil entfaltete sich in Nürnberg zunächst als Kunsthandwerk mit Gebrauchsgegenständen. Als Baustil dauerte er nur verhältnismäßig kurz an. Viele Jugendstilgroßbauten, wie die Luitpoldhalle auf dem Ausstellungsgelände zur Bayerischen Landes-Gewerbe, Industrie- und Kunstausstellung 1906 von Theodor von Kramer wurden bereits in der nationalsozialistischen Ära umgestaltet oder fielen, wie das ebenfalls von Kramer entworfene ehemalige Vereinshaus des Industrie- und Kulturvereins am Frauentorgraben aus dem Jahr 1902 dem Zweiten Weltkrieg und Abbrüchen in den 1950er und 1960er Jahren zum Opfer. Erhalten sind beispielsweise das Jugendstilviertel Gärten hinter der Veste, das zwischen 1900 und 1915 errichtet wurde, das Nürnberger Volksbad, welches von den Architekten Carl Weber und Friedrich Küfner entworfen und zwischen 1911 und 1913 erbaut wurde oder die von Carl Weber und Georg Kuch geplante Bismarckschule im Stadtteil Schoppershof von 1904. Zudem entstanden der Wartesaal des Nürnberger Hauptbahnhofes 1905 nach Plänen von Bruno Paul sowie die Villa Hirsch 1913/14 nach Entwürfen Hans Pylipps.
Die Reformideen der Gartenstadt-Bewegung von Ebenezer Howard wurden von der Ende des 19. Jahrhunderts schnell gewachsenen und verdichteten Stadt aufgegriffen. Dabei entstanden vor dem Ersten Weltkrieg bereits zwischen 1898 und 1908 vom Bauverein Siemens-Schuckertscher Arbeiter die Arbeitersiedlung Siemens-Schuckert sowie 1908 die von Richard Riemerschmid entworfene Gartenstadt Nürnberg im Süden Nürnbergs und die Arbeitersiedlung Rangierbahnhof als Eisenbahnersiedlung. Die MAN-Werksiedlung Werderau entstand ab 1910 nach Plänen Ludwig Ruffs. Einen besonderen Einzelfall stellt die Eingangshalle des Germanischen Nationalmuseums zum Kornmarkt aus dem Jahr 1920 von Gerhard Bestelmeyer dar. Das Gebäude weist Anklänge des klassizistischen Jugendstils mit individueller Ausprägung auf.

### Klassische Moderne

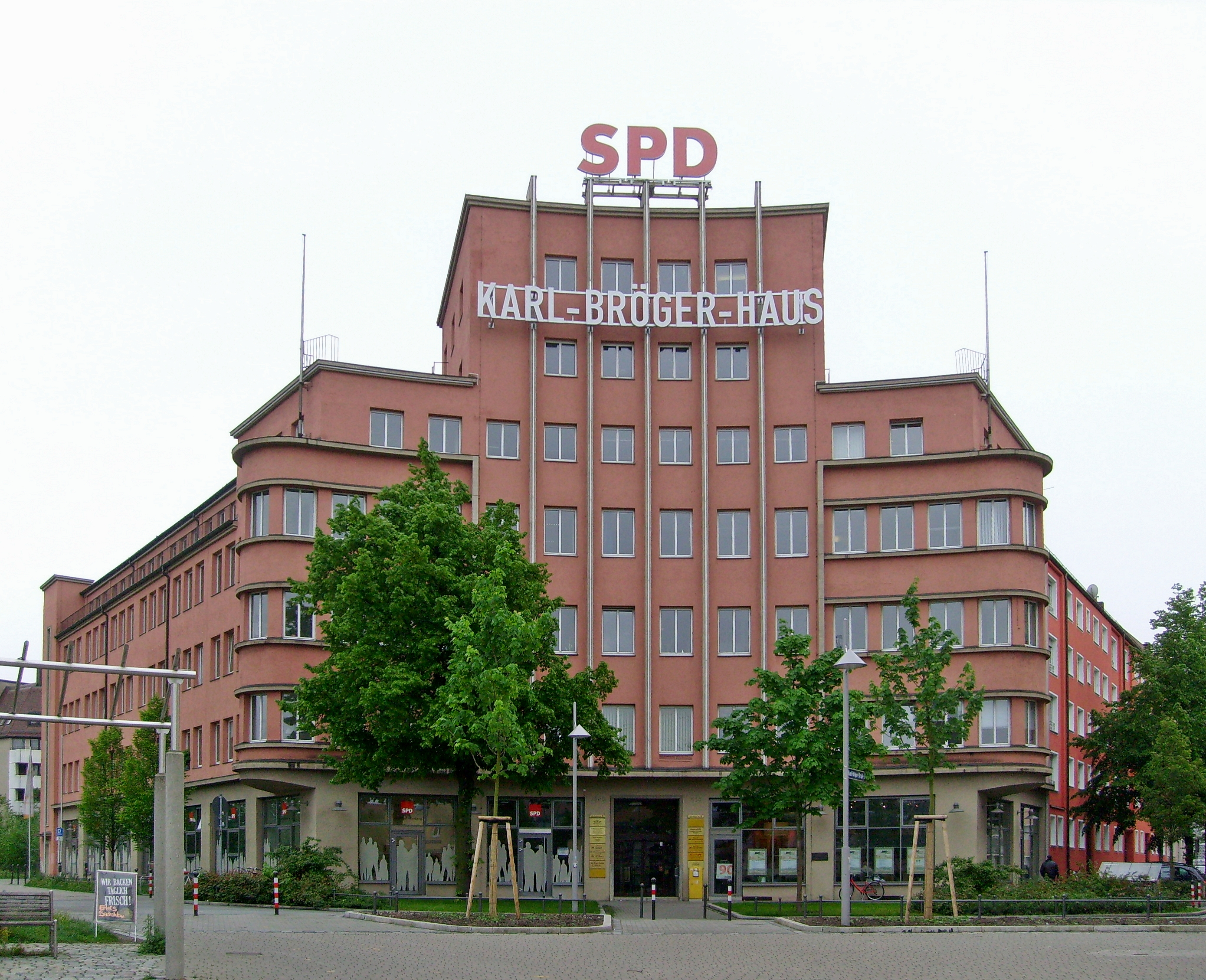
Karl-Bröger-Haus

Zu den Vertretern der klassischen Moderne zählen unter anderem die zwischen 1918 und 1922 erbaute Wohnsiedlung Mögeldorf sowie die expressionistische Kleinwohnungsanlage St. Johannis von Karl Sorg, welche von 1925 und 1927 errichtet wurde. Stellvertreter der Neuen Sachlichkeit sind die 1928 bis 1931 entstandene Poststadt an der Allersberger Straße nach Plänen von Georg Kohl, die Siedlung Nordostbahnhof von Karl Sorg aus den Jahren 1929 bis 1931 oder die Wohnanlage Gibitzenhof am Dr.-Luppe-Platz von 1929 nach Plänen Ludwig Wagner-Speyers. Das Kaufhaus Schocken am Aufseßplatz von Erich Mendelsohn aus dem Jahr 1926 wurde nach dem Krieg verändert wiederaufgebaut und bis 2021 weitgehend abgerissen. Das ehemalige Planetarium am Rathenauplatz von Otto Ernst Schweizer aus dem Jahr 1927 wurde auf Betreiben Julius Streichers mit der Begründung es ähnelte zu sehr einer Synagoge bereits 1934 wieder entfernt. Auch das aus dem gleichen Jahr stammende Fernheizwerk des Städtischen Gaswerks von Walter Brugmann ist mittlerweile weitgehend überbaut. Erhalten sind hingegen die bis 1931 errichtete Gynäkologische Klinik im Nordklinikum von Robert Erdmannsdörfer, die Ehrenhalle am Luitpoldhain von Fritz Mayer aus dem Jahr 1929, das Haus der Arbeit (heute: Karl-Bröger-Haus) von Hans Müller und Karl Kröck, welches 1930 als erstes Hochhaus der Stadt nach damaligen Definitionen galt, sowie das Verwaltungsgebäude des im gleichen Jahr errichteten Milchhofs von Otto Ernst Schweizer. Die im Stil des Neuen Bauens gestaltete Straßenbahnwartehalle am Plärrer mit integriertem Automaten-Restaurant, der sogenannte „Plärrer-Automat“ von Walter Brugmann aus dem Jahr 1931 wurde 1977 ebenso wie 2018 die Umladehallen des ehemaligen Südbahnhofs von 1935 abgetragen. Auch das 1931 errichtete Verwaltungsgebäude des Fränkischen Überlandwerks (später N-ERGIE) in der Hainstraße von Hans Müller und Karl Kröck wurde 1963 aufgestockt und teilweise architekturfremd überformt sowie 2019 komplett abgebrochen.

### Nationalsozialismus

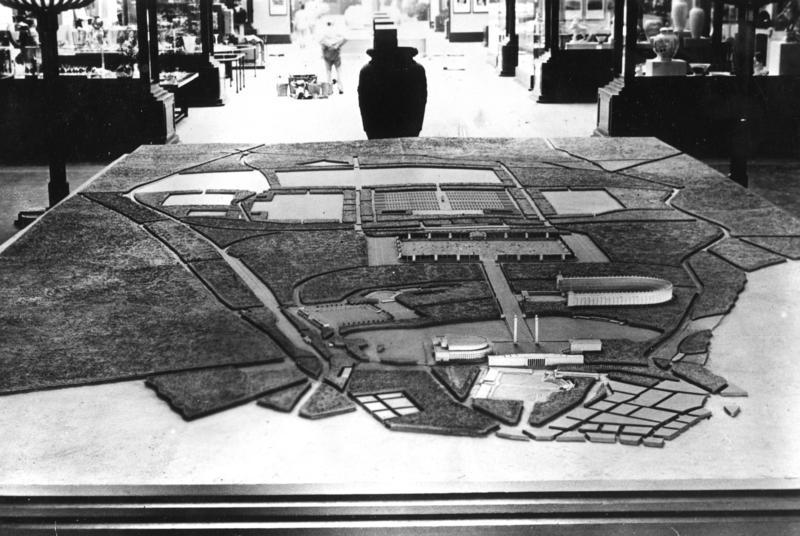
Modell des Reichsparteitagsgeländes bei der Weltfachausstellung Paris 1937

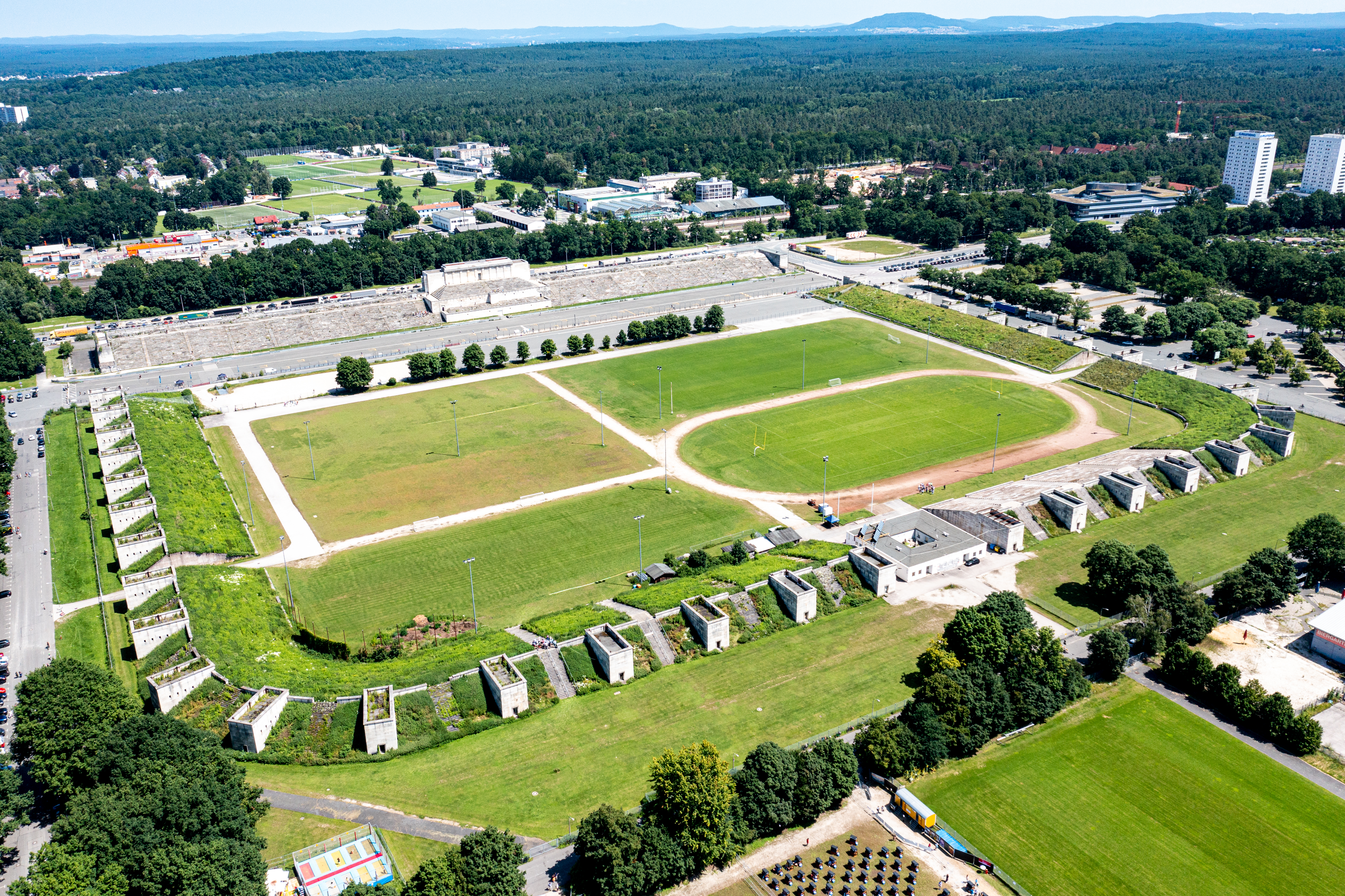
Zeppelinfeld mit der Zeppelinhaupttribüne

Während der Zeit des Nationalsozialismus wurde Nürnberg von den Nationalsozialisten als „Stadt der Reichsparteitage“ ausgebaut, wovon zahlreiche Bauwerke in für diese Zeit typischer monumentaler Architektur erhalten sind. Das älteste erhaltene derartige Werk stellt die Autobahnmeisterei Fischbach von Reichsbahnoberrat Fritz Limpert aus dem Jahr 1934 dar, die ebenso wie die Unterkunftsgebäude an der Regensburger Straße (heute: August-Meier-Heim) von 1939 einen sachlichen Heimatstil vertritt.
Monumentale Bauten sind hingegen auf dem nicht vollendeten Reichsparteitagsgelände zu finden. Dieses diente als Schauplatz der jährlich stattfindenden Reichsparteitage zur Inszenierung der nationalsozialistischen Propaganda. Es wurde nach Plänen Albert Speers, Walter Brugmanns sowie Ludwig und Franz Ruffs angelegt und enthält großflächige Zeugnisse nationalsozialistischer Architektur. Ab 1935 wurde sowohl mit der Errichtung des Zeppelinfelds mitsamt Zeppelintribüne (Albert Speer) als auch der Kongresshalle (Ludwig und Franz Ruff) begonnen. Ersteres wurde 1937 fertiggestellt, 1967 erfolgte auf Grund von Einsturzgefahr jedoch der Abbruch der seitlichen Kolonnaden der Haupttribüne. Die Kongresshalle wurde nur teilweise vollendet und dient heute verschiedenen Zwecken, unter anderem ist das Dokumentationszentrum Reichsparteitagsgelände dort untergebracht; demnächst soll zudem die Interimsspielstätte des Opernhauses dort entstehen. 1939 begann mit der Errichtung der Paradefläche Große Straße sowie des Deutschen Stadions die Umsetzung zwei weiterer Bauten Albert Speers. Während von den 2 km der Großen Straße rund 1,5 km fertiggestellt wurden, stellt die Baugrube des Deutschen Stadions, in der sich heute der Silbersee befindet, dessen einziges Relikt dar. Das Stadion hätte als dauerhafter Schauplatz der Olympischen Spiele fungieren und etwa 400.000 Personen fassen sollen. Vom 1938 begonnenen Märzfeld wurden nur etwa 75 % der Türme errichtet, die 1966 gesprengt wurden. Heute befindet sich auf dem Areal der Stadtteil Langwasser Nordost. Ein weiteres erhaltenes Bauwerk stellt das 1936 erbaute Umspannwerk an der Regensburger Straße 336 von Speer dar. Es wurde zur Stromversorgung der Propagandaveranstaltungen genutzt und beinhaltet heute eine Systemgastronomiekette.
Weiters sind das ehemalige NSDAP-Gästehaus am Bahnhofsplatz von Fritz Mayer aus dem Jahr 1936, der 1937 errichtete Bahnhof Zollhaus von Reichsbahnoberrat Fritz Limpert sowie die Bahnhöfe Langwasser und Dutzendteich weitere Zeugnisse nationalsozialistischer Architektur im Stadtbild. Nach Plänen Franz Ruffs wurden zudem 1937 das NSDAP-Gauhaus am Willy-Brandt-Platz (heute: Verlag Nürnberger Presse) sowie 1939 die Südkaserne, die heute unter anderem das Bundesamt für Migration und Flüchtlinge sowie das Kulturzentrum Z-Bau beherbergt fertig gestellt.

### Moderne und Postmoderne
Die nach dem Zweiten Weltkrieg entstandene Architektur grenzt sich großteils stark von den Strömungen der Vorkriegszeit ab und ist von einem großen Stilpluralismus geprägt.

#### 1950er Jahre

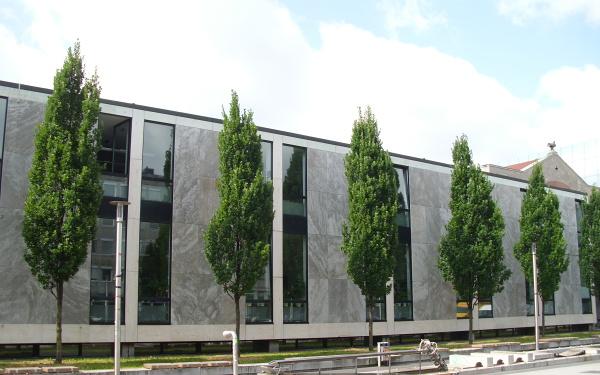
Theodor-Heuss-Bau des Germanischen Nationalmuseums

Die 1950er Jahre waren sehr vom Wiederaufbau der nach den Bombardierungen im Zweiten Weltkrieg stark zerstörten Stadt geprägt. Verschiedene Architekten erhielten in dieser Zeit viele Aufträge zur Errichtung bedeutender Gebäude.
So prägte die Stadt beispielsweise Sep Ruf 1951 mit der ehemaligen Bayerischen Staatsbank am Lorenzer Platz, 1954 mit der Akademie der Bildenden Künste in Zerzabelshof sowie dem Wohnhaus Hirschelgasse am Äußeren Laufertorplatz oder mit dem Theodor-Heuss-Bau des Germanischen Nationalmuseums von 1958. Der Bau der Akademie gilt als erste denkmalgeschützte Nachkriegsarchitektur Süddeutschlands. Wilhelm Schlegtendal zeichnet für das bis 1953 fertiggestellte Plärrerhochhaus sowie die Sparkasse Nürnberg am Marientor – ebenfalls von 1953 – verantwortlich. Fritz und Walter Mayer übernahmen unter anderem von 1955 bis 1957 den Wiederaufbau des im Krieg zerstörten Pellerhauses sowie von 1957 bis 1958 die Errichtung der Wohnhausanlage Fromannstraße. Fredrich Seegy wurde vorrangig mit dem Bau neuer Schulen, wie 1951 der Rudolf-Steiner-Schule in anthroposophischer Formensprache sowie 1956 bis 1959 des Sigena-Gymnasiums in Zusammenarbeit mit Max Timme beauftragt.
Weitere prägende Bauten der 1950er Jahre stellen das Neue Schauspielhaus von Theo Kief aus dem Jahr 1951, das ab 1954 errichtete Quelle-Versandhaus von Ernst Neufert an der Fürther Straße, der Neubau des Flughafens 1955, die 1957 fertiggestellte Berufsschule 1 von Heinz Buff, Hirschmann und Krieg sowie die Kirche St. Wolfgang von Peter Leonhard Architekten aus dem Jahr 1958 dar. Außerdem legte Franz Reichel 1956 mit seinem Bebauungsplan für Langwasser den Grundstein für die ab 1957 entstandene Trabantenstadt im Südosten der Stadt.

#### 1960er Jahre

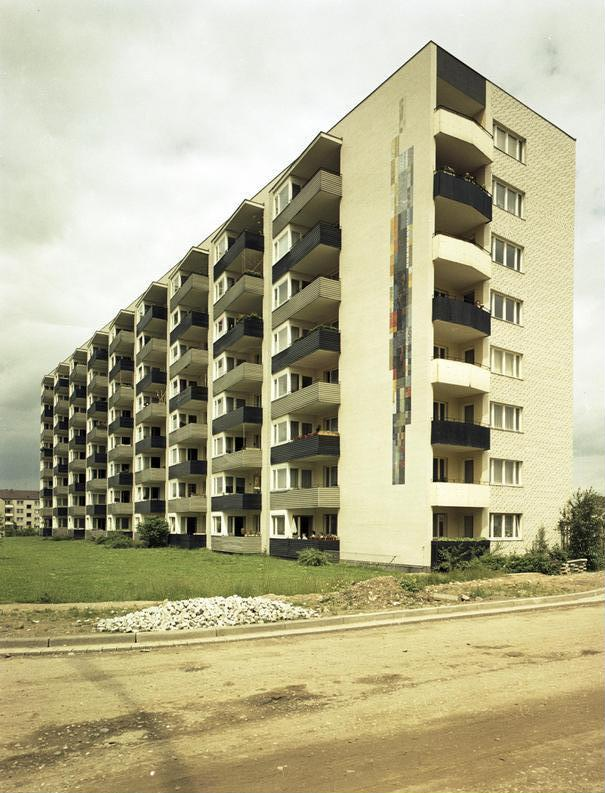
Siedlung Zollhaus

Während die frühen Zeugnisse der 1960er Jahre, wie die Siedlung Zollhaus von Gerhard G. Dittrich aus dem Jahr 1960 oder die von Wilhelm Schlegtendal entworfenen Bauten der Matthäuskirche von 1960 sowie des Nicolaus-Copernicus-Planetariums am Plärrer von 1961 sich noch stark an der Architektursprache der 1950er Jahre orientierten, setzte sich in der Folge schnell Brutalismus als vorherrschender Stil durch.
Harald Loebermann prägte das Stadtbild beispielsweise mit zwei sehr prominenten Betonbauwerken: 1960 bis 1963 mit der Errichtung der Meistersingerhalle in Zusammenarbeit mit Wunibald Pucher sowie 1968 bis 1972 mit dem Bau der Wohnanlage Norikus am Wöhrder See. Darüber hinaus stellt die Norishalle von Heinrich Graber aus dem Jahr 1967, in der neben der Naturhistorischen Gesellschaft auch das Stadtarchiv eingerichtet ist, den einzigen realisierten Teil eines damals geplanten Kulturkomplexes entlang des Marientorgrabens dar. Weiters entstanden bis 1969 das Gemeinschaftshaus von Wolfgang Böninger und Peter Biedermann in Langwasser sowie von 1969 bis 1972 die Oberpostdirektion am Rathenauplatz von Wilhelm Schlegtendal.

#### 1970er Jahre

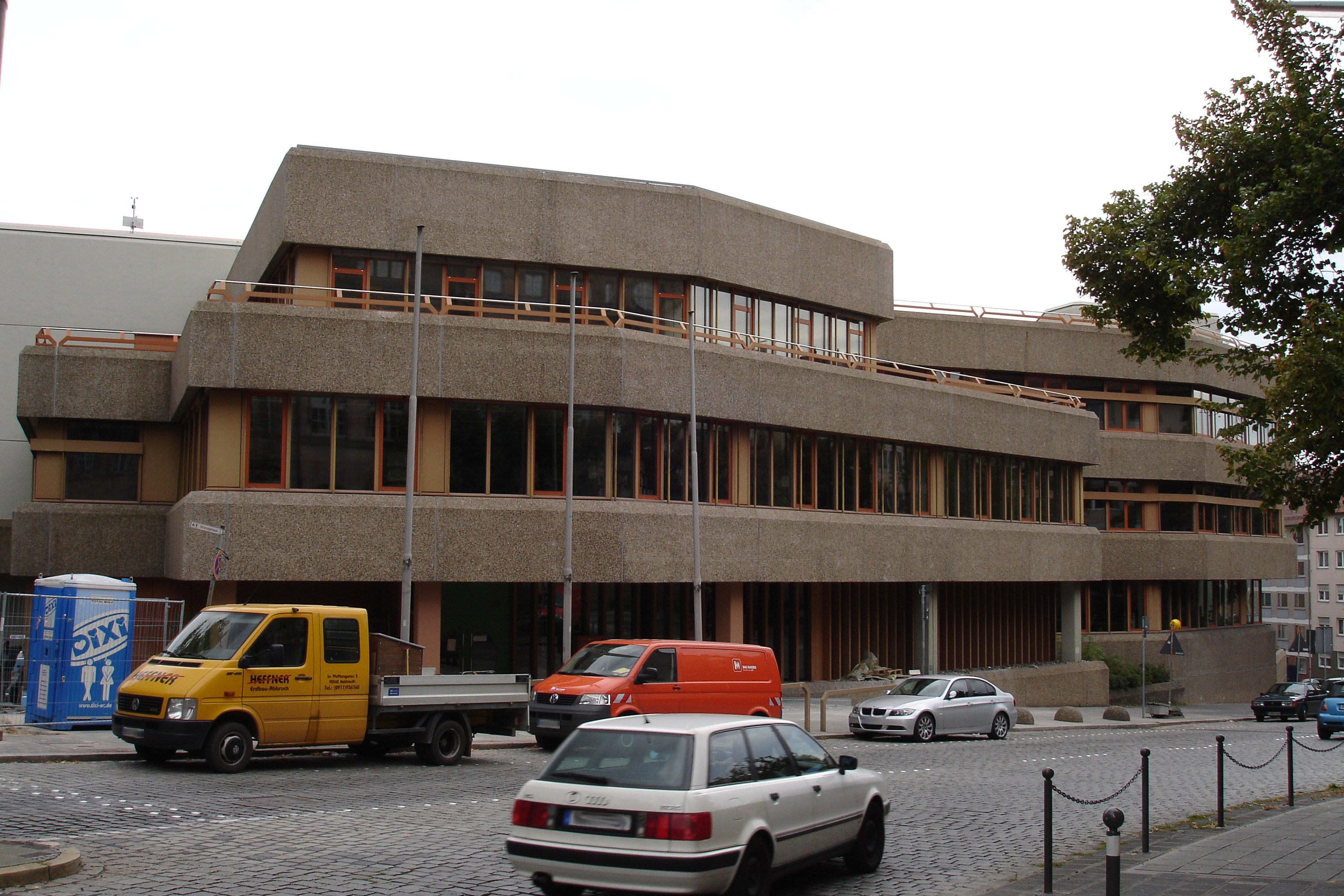
Erweiterung des Johannes-Scharrer-Gymnasiums

Während sich zu Beginn der 1970er Jahre der Brutalismus als vorherrschender Baustil fortsetzte, kamen gegen Ende des Jahrzehnts erste Bauten der Postmoderne auf. So entstanden 1970 die Kirche Verklärung Christi von Peter Leonhardt Architekten sowie von 1970 bis 1973 der Verwaltungssitz der Bundesagentur für Arbeit von Ulrich E. Fischer, Wolf Krüder und Robert Rathai. Während 1971 beim Hochhaus Gartenstadt von Scherzer Fink Scherzer und der Wohnhausanlage Einsteinring sowie 1972 beim Gewerkschaftshaus am Kornmarkt, beide von Gerhard G. Dittrich entworfen, zunächst auch wieder Farben als Gestaltungselemente ins Spiel kamen, entstand die Erweiterung des Johannes-Scharrer-Gymnasiums 1974 in Waschbetonoptik. Die Elementa ’72 von Otto Steidle, Patrick Deby, Gerhard Niese und Roland Sommerer stellt gewissermaßen einen Übergang der beiden Strömungen dar. Das neue Messegelände von 1974 und der 1975 bis 1977 errichtete Fernmeldeturm in Schweinau von Erwin Heinle sind weitere prominente Großbauten der Epoche. Letzterer ist mit einer Höhe von 292,80 Metern der dritthöchste Fernsehturm Deutschlands und wird wegen seines eiförmigen Turmkorbs auf 185 Meter Höhe auch „Nürnberger Ei“ genannt.
Erste Anklänge der Postmoderne lassen sich unter anderem im 1976 bis 1987 fertig gestellten Baugebiet P, der ersten autofreien Siedlung Deutschlands, der Wirtschafts- und Sozialwissenschaftliche Fakultät der FAU von Horst Höfler und Lutz Kandel aus dem Jahr 1978 sowie den zwischen 1978 und 1980 erbauten Alcan Aluminiumwerken von Ekkehard Fahr, Dieter Schaich und Josef Reindl finden.

#### 1980er Jahre
In den 1980er Jahren setzte das 1993 mit dem Deutschen Städtebaupreis ausgezeichnete Kreuzgassenviertel in St. Lorenz, das von 1986 bis 1992 von Baufrösche, Steidle + Partner errichtet wurde den Trend zur Postmoderne und autofreien Siedlungen fort. Auch beim von 1986 bis 1994 fertig gestellten Südklinikum von Joedicke + Joedicke, Mayer – Haid, Roeder – Fukderider, Ott-Geiselbrecht-Beeg lassen sich viele postmoderne Elemente finden. Das Fachmarktzentrum Maximum am Kornmarkt von Rüdiger Kramm aus dem Jahr 1989 sowie die Errichtung des Flughafen-Terminals West von 1989 bis 1991 von Grabow + Hofmann stellen erste Übergänge zur modernen und futuristischen anmutenden Glasarchitektur dar.

#### 1990er Jahre

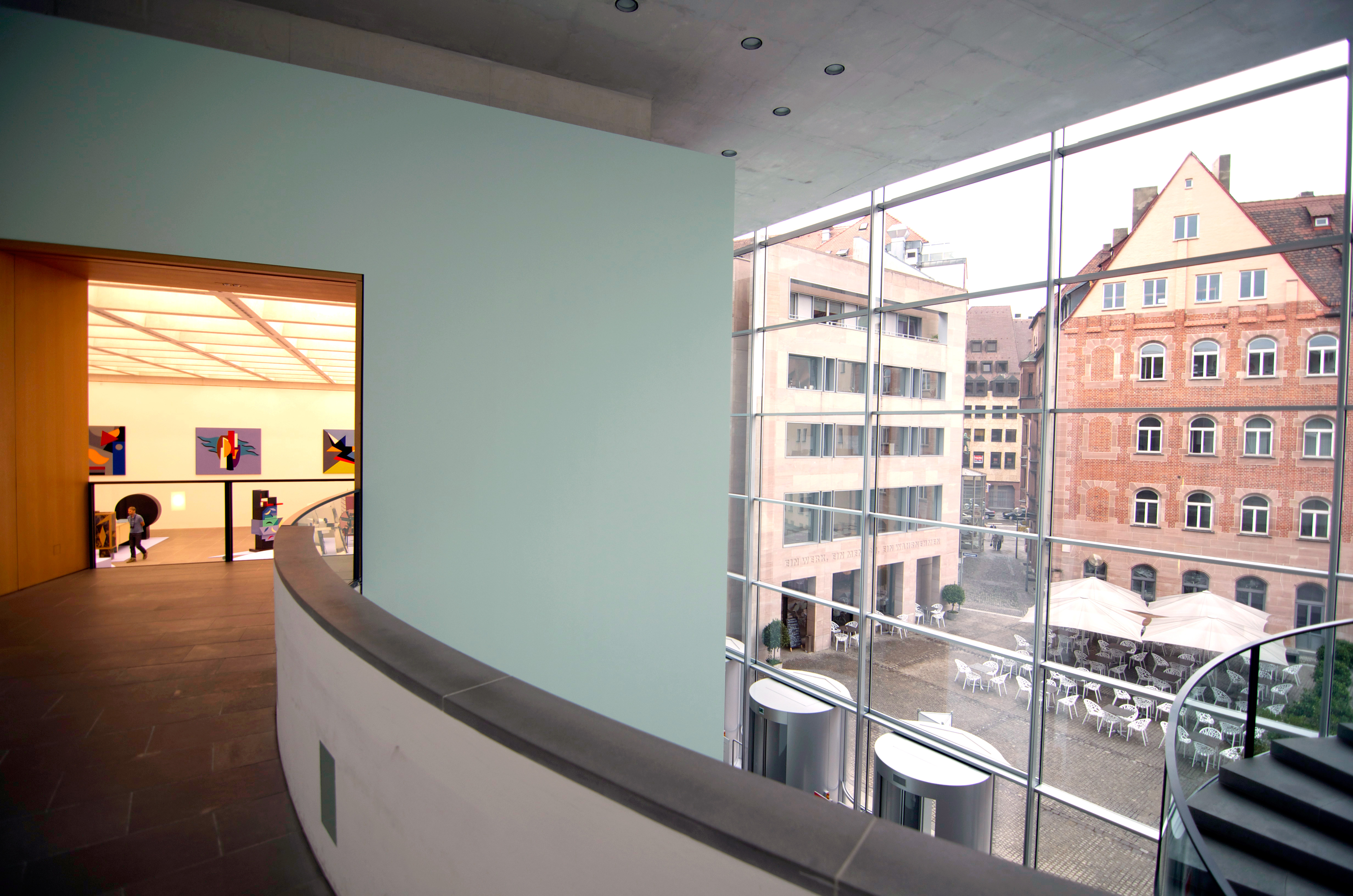
Neues Museum Nürnberg

Während sich ab Mitte der 1990er Jahre endgültig großflächige Glasfassaden als vorherrschende Gestaltungselemente durchsetzten, entstand bis 1993 mit dem Erweiterungsbau des Germanischen Nationalmuseums von me di um Architekten im Zusammenspiel mit der Straße der Menschenrechte von Dani Karavan noch der wohl größte Komplex postmoderner Architektur in Nürnberg. Das Prisma am Plärrer von 1997 nach den Plänen Joachim Ebles stellt einen Übergang zwischen den beiden Stilrichtungen dar und zählt als Niedrigenergiehaus bereits auch zu den ersten Vertretern des Ökologischen Bauens.
Großflächige Glasfassaden kamen dann beim Neuen Museum von Volker Staab Architekten aus dem Jahr 1999, dem Business Tower von Dürschinger Architekten + Biefang, der zwischen 1996 und 2000 errichtet wurde oder dem zwischen 1998 und 2000 fertig gestellten Alcatel-Lucent-Bau im Nordostpark von Scherzer Architekten Partner, Kevin Roche, Olaf Thomeczek und Rudolf Scherzer zum Einsatz. Die bis 2001 entstanden Projekte Kopfbau des Künstlerhauses von Grabow + Hofmann sowie das Merian Forum von Hannewald & Strobl Architekten stellen weitere Beispiele der Epoche dar.
Als erste Vertreter des Dekonstruktivismus gelten das Projekt Wüst-Raumgestaltung von Niederwöhrmeier + Kief am Hallplatz oder auch der Flughafen Tower von Behnisch + Partner, beide aus dem Jahr 1998.

#### 2000er Jahre

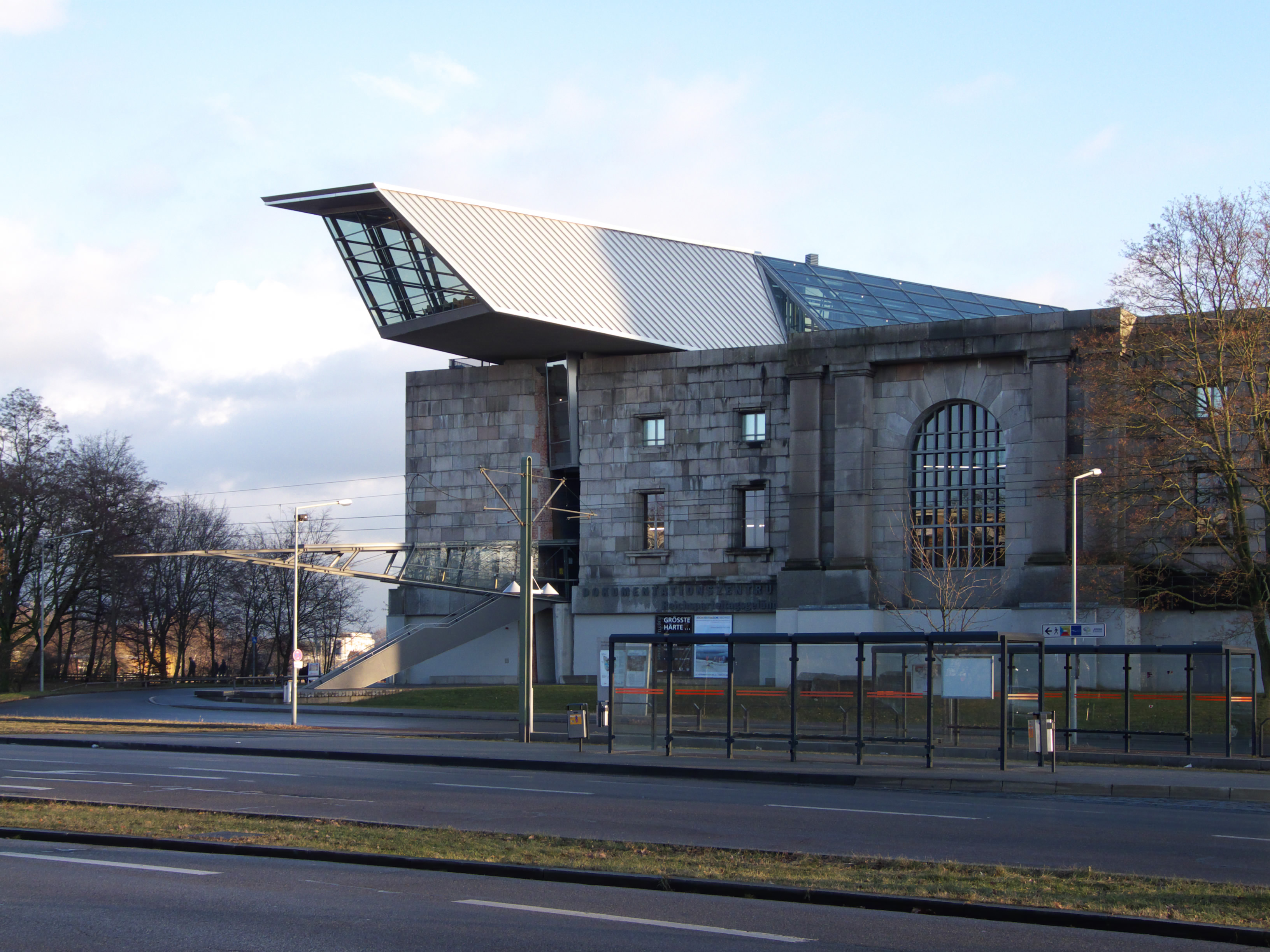
Zugang Dokumentationszentrum Reichsparteitagsgelände

An die 1990er Jahre anknüpfende Projekte der 2000er Jahre stellen der dekonstruktivistische Einschnitt in den Torso der Kongresshalle als Erschließungsbereich des Dokumentationszentrum Reichsparteitagsgelände von Günther Domenig, die Errichtung des Montessori-Zentrums von Rainer Krauss und Karl Feiertag, beide 2001 fertig gestellt, sowie die Bauten des IT-Systemhauses der Bundesagentur für Arbeit Tafelhofstrasse und des Kaufhaus Breuninger von Niederwöhrmeier + Kief aus dem Jahr 2003 dar. Weiters sind das zwischen 2002 und 2004 entstandene Parcside am Stadtpark von Szyszkowitz-Kowalski + Partner und der Erweiterungsbau der Tafelhalle von Leeven + Leeven zwischen 2005 und 2006 zu nennen.
Die bis 2005 fertig gestellten Sebalder Höfe am Rathenauplatz von morpho-logic sowie die zwischen 2004 und 2007 erbaute Polizeiinspektion West von BSS Architekten stellen Vertreter des Minimalismus mit klassischen Lochfassaden dar, bei denen die Materialität stark im Vordergrund steht.
Des Weiteren entstanden 2008 nach Plänen von kuntz + manz Architekten das Kulturzentrum südpunkt sowie zwischen 2009 und 2010 der Neue Eingang Mitte der Messe Nürnberg von kadawittfeldarchitektur.

#### 2010er Jahre
Die frühen 2010er Jahre sind von einer starken Fokussierung auf Materialität geprägt. Beispiele sind unter anderem der 2010 erfolgte Umbau des Neuen Schauspielhauses von pfp Architekten, die Erweiterung der Berufsschule B14 zwischen 2011 und 2013 von Michel + Wolf + Partner, der Neubau des Landeskirchlichen Archivs der Evangelisch-Lutherische Kirche in Bayern von gmp Architekten aus dem Jahr 2013 oder die Errichtung der Johann-Pachelbel-Realschule von Lederer Ragnarsdóttir Oei zwischen 2015 und 2017.
Das bis 2018 fertiggestellte Quartier Nordstadtgärten auf dem ehemaligen Tucherbrauereigelände von Hilmer & Sattler und Albrecht wurde unter Fortsetzung der angrenzenden Bebauungsstruktur mit Blockrandbebauung mit einer begrünten Mitte als urbanes Quartier angelegt und im Anschluss nach den Plänen verschiedenen Architekten bebaut. Der alte Brauereiturm wurde in das Gebiet mit eingebunden und dessen Backsteinfassade als Gestaltungselement bei den Neubauten aufgegriffen.
Die zwischen 2011 und 2013 erfolgte Erweiterung der Akademie der bildenden Künste von Hascher Jehle Architekten orientiert sich stark an der Architektur der 1950er Jahre Bauten Sep Rufs und ergänzt deren Struktur im Grundriss.
Vertreter des Parametrismus stellen sowohl die bis 2014 fertig gestellten neuen Messehallen 3A und 3C nach den Plänen Zaha Hadids, wie auch die neue Teambank-Zentrale am Bahnhof Frankenstadion aus demselben Jahr dar.

#### Gegenwart
Bis 2021 wurde sowohl das Tafelhof Palais am Bahnhofsplatz von Max Dudler als Ersatzbau für den abgerissenen Kopfbau der ehemaligen Hauptpost, als auch der Neubau des Augustinerhofs, das unter anderem mit dem Zukunftsmuseum eine Zweigstelle des Deutschen Museums beinhaltet von Volker Staab realisiert.
Im Bau befinden sich aktuell unter anderem der Seetor City Campus mit dem rund 60 Meter hohen Seetor City Campus Tower von Hilmer Sattler Architekten Ahlers Albrecht, das Stadtquartier monopol491, ebenfalls mit einem von Auer Weber gestalteten Wohnhochhaus und die Transformation des ehemaligen denkmalgeschützten Quelle-Versandhauses an der Fürther Straße zu einem Wohn- und Arbeitsquartier.

### Weitere Bauwerke

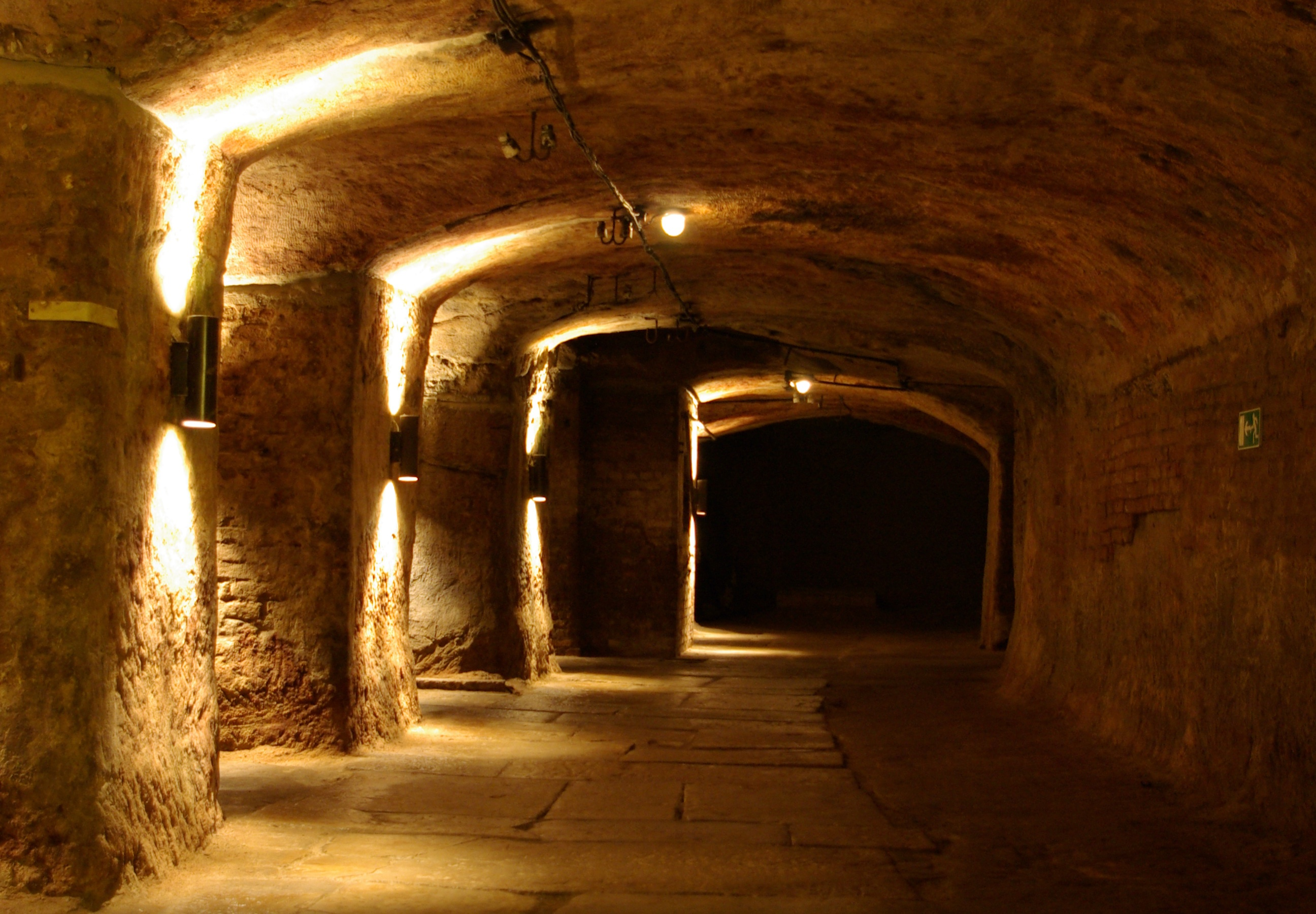
Felsengänge

Weitere Sehenswürdigkeiten stellen darüber hinaus die Felsengänge im Untergrund des Burgbergs, die im Rahmen von Führungen des Fördervereins Nürnberger Felsengänge e. V. besichtigt werden können, der Henkersteg, der Grübelbunker, die Kleinweidenmühle, der Ehekarussell-Brunnen vor dem Weißen Turm oder der Gänsemännchenbrunnen dar. Die Epitahienkunst an den beiden Nürnberger Friedhöfen St. Johannis und St. Rochus, die bereits vor 1500 vor den Toren der Altstadt angelegt wurden, sind außerdem Teil des Bayerischen Landesverzeichnises des immateriellen Kulturerbes. In den Stadtteilen Gostenhof, Himpfelshof, St. Johannis, Gärten hinter der Veste, Gärten bei Wöhrd, Rennweg, St. Peter sowie dem Nibelungenviertel lassen sich zudem viele Baudenkmäler und historische Siedlungsstrukturen der einstigen Vorstädte entdecken. In Nürnberg befinden sich auch der sogenannte Nürnberger Kreuzweg von Adam Kraft sowie zahlreiche Steinkreuze, die zum größten Teil auch als Baudenkmal ausgewiesen sind.

## Kultur und Sehenswürdigkeiten

### Museen

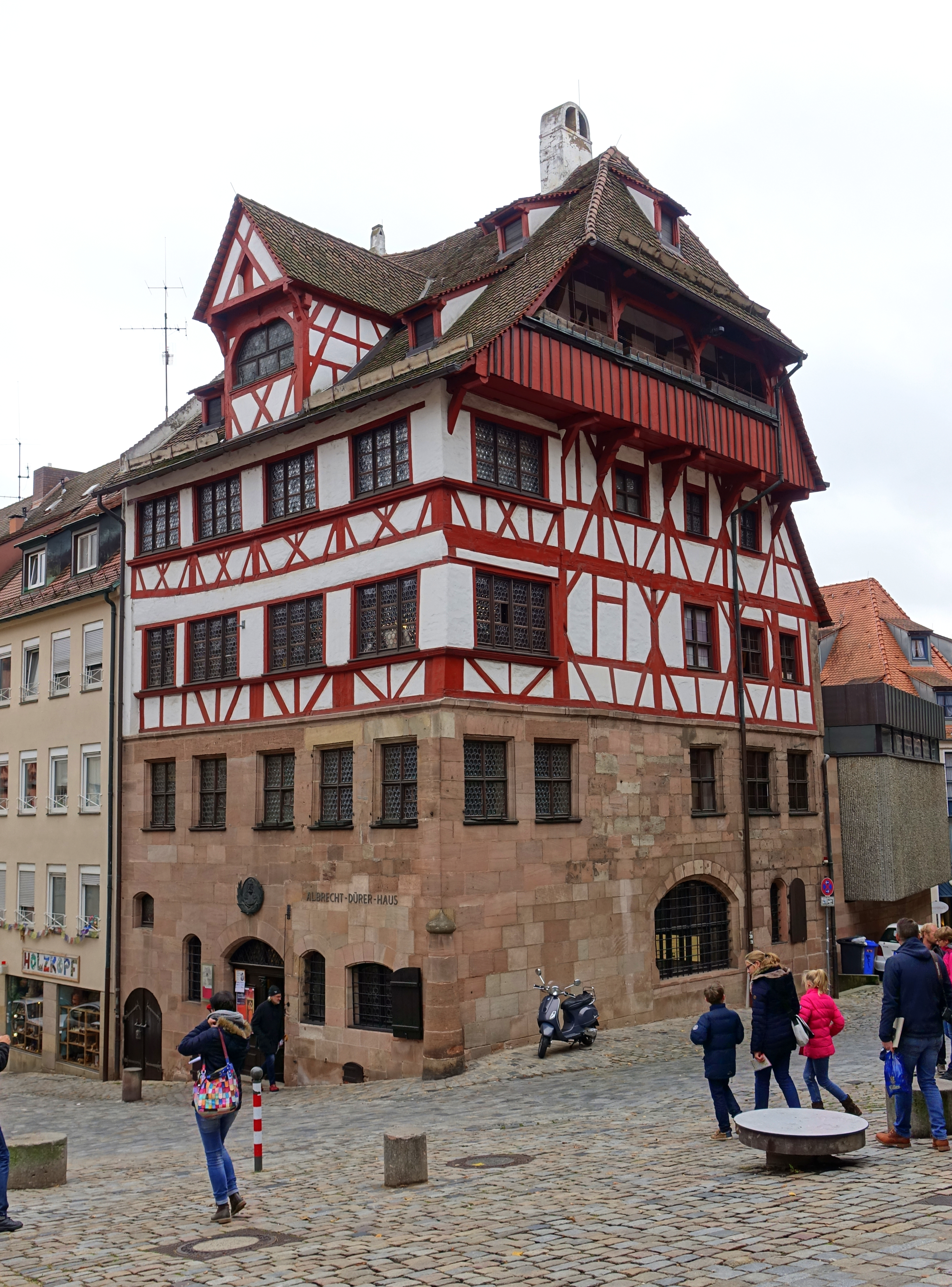
Albrecht-Dürer-Haus

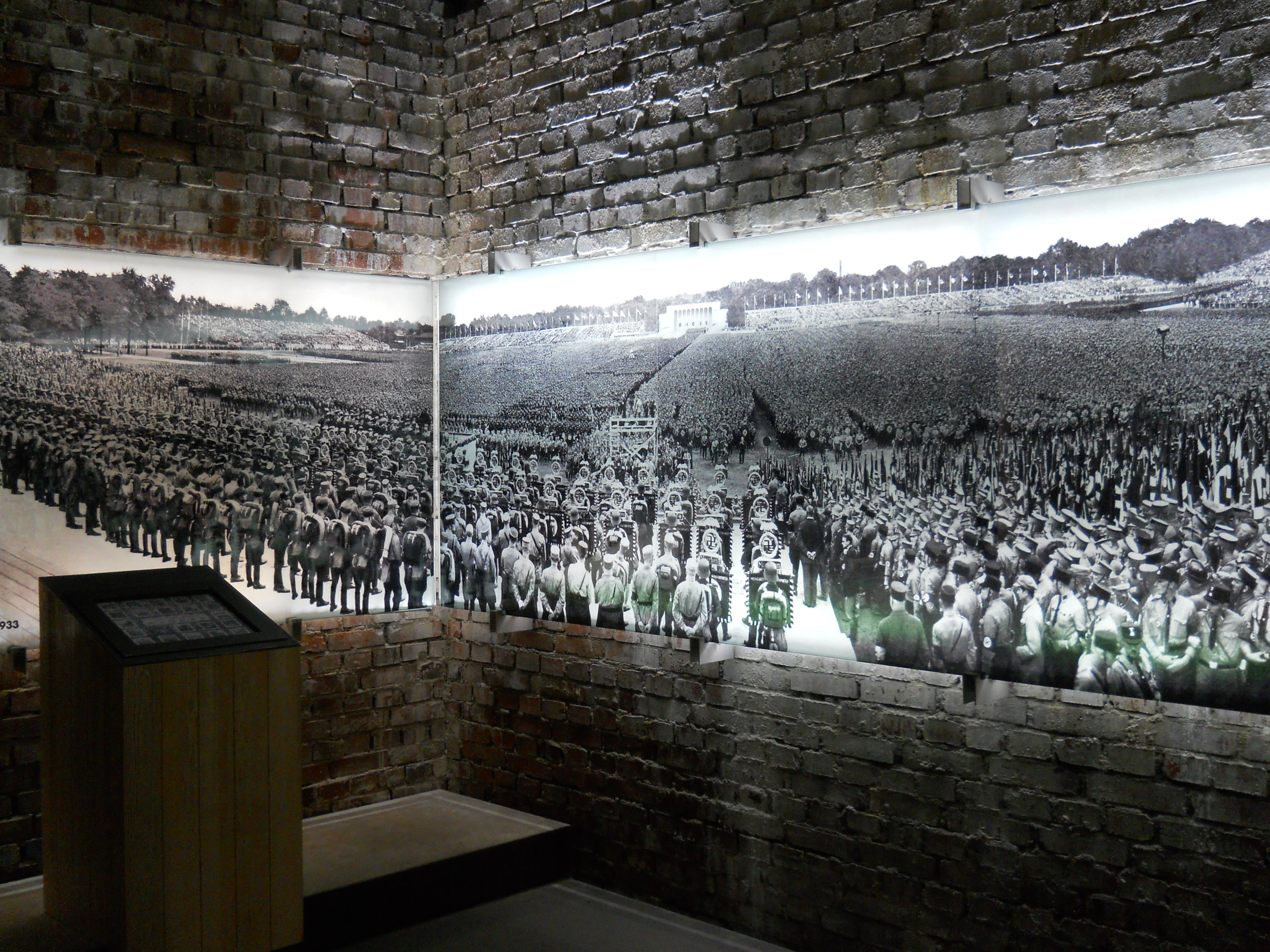
Das Dokumentationszentrum auf dem Reichsparteitagsgelände

Nürnberg ist einer der bedeutendsten Museumsstandorte im deutschsprachigen Raum und besitzt unter den deutschen Millionen- und Halbmillionenstädten die meisten Museen pro Einwohner. Neben den Museen der Stadt Nürnberg gibt es noch einige andere große Museen staatlicher beziehungsweise privater Träger, aber auch kleinere Museen, die sich vorrangig mit Nürnberger Brauchtum und Geschichte, oder auch anderen spezifischen Fachgebieten beschäftigen; folgend eine Auswahl:
- Albrecht-Dürer-Haus, das Wohnhaus des Nürnberger Malers Albrecht Dürer, das vor allem über Dürers Leben informiert.
- Dokumentationszentrum Reichsparteitagsgelände
- Germanisches Nationalmuseum, das größte kulturhistorische Museum Deutschlands
- Kaiserburg-Museum in der Nürnberger Burg
- Kinder & Jugendmuseum und Museum im Koffer im Kachelbau mit Mitmachausstellungen für Kinder und Familien
- Kunsthalle Nürnberg
- Kunstverein Nürnberg
- Kunstvilla Nürnberg
- Historische Lochgefängnisse (unter dem alten Rathaus)
- Historisches Straßenbahndepot St. Peter, Museum mit historischen Straßenbahnen
- Memorium Nürnberger Prozesse
- Museum Industriekultur
- Neues Museum Nürnberg (Staatliches Museum für Kunst und Design in Nürnberg)
- Spielzeugmuseum
- Stadtmuseum Fembohaus
- turmdersinne, interaktives Mitmachmuseum zu Wahrnehmung und Sinnestäuschungen in einem historischen Stadtmauerturm am Westtor
- Verkehrsmuseum Nürnberg, das Firmenmuseum der Deutschen Bahn und das Museum für Kommunikation, ein Ankerpunkt der Europäischen Route der Industriekultur (ERIH)
- Zukunftsmuseum

Die Kunstsammlungen der Stadt Nürnberg umfassen eine Vielzahl geschenkter und erworbener Kunstwerke, die zum Teil in städtischen Museen oder anderen Museen oder öffentlichen Räumlichkeiten zu sehen sind.

### Gedenkstätten
An mehreren Stellen der Stadt wird der Opfer der NS-Gewaltherrschaft gedacht. Auf dem Jüdischen Friedhof in der Schnieglinger Straße 155 (Westfriedhof) befinden sich die Gräber von 31 KZ-Häftlingen, und eine Gedenkplatte beim Monument für die jüdischen Gefallenen des Ersten Weltkrieges erinnert an die jüdischen Bürger, die Opfer der Shoa wurden.
Ein Gedenkstein auf dem Südfriedhof aus dem Jahr 1963 bewahrt die Erinnerung an 3.554 sowjetische Staatsbürger, die als KZ-Häftlinge und Zwangsarbeiter ums Leben kamen.
Am Plärrer wurde 2007 das Zwangsarbeiter-Mahnmal „Transit“ eingeweiht, das an die im Zweiten Weltkrieg nach Nürnberg verschleppten Zwangsarbeiter erinnert.
Am Hans-Sachs-Platz, am Kopf der Spitalbrücke, wird mit einem Gedenkstein der geschändeten Hauptsynagoge und der etwa 1700 jüdischen Bürger gedacht, denen die NS-Machthaber Gotteshaus und Leben nahmen. Ähnliches ist auf einer Gedenktafel zu lesen, die im neuen Jüdischen Gemeindezentrum Priemstraße 20 angebracht ist.
Im Nebengebäude des Nürnberger Justizgebäudes an der Bärenschanzstraße 72, in dessen Schwurgerichtssaal 600 die Nürnberger Prozesse stattfanden, ist seit 2010 das Museum „Memorium Nürnberger Prozesse“ eingerichtet.
Am Magnus-Hirschfeld-Platz, an welchem jährlich zum Nürnberger Christopher Street Day eine Kranzniederlegung und Gedenkminute stattfindet, befindet sich seit 2013 die örtliche Gedenkstätte für die homosexuellen Opfer des NS-Regimes.

### Grünflächen und Naherholungsgebiete

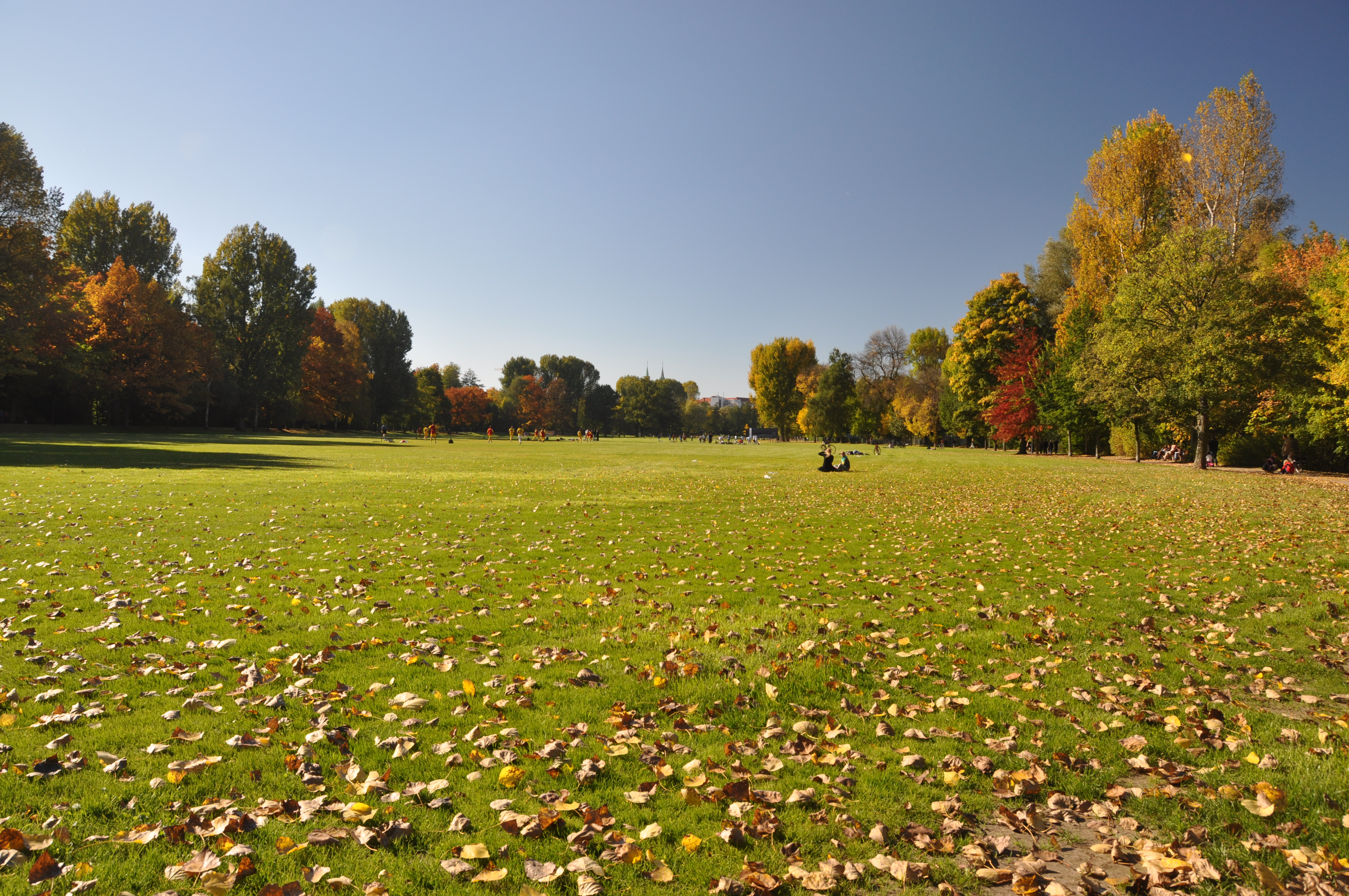
Die Wöhrder Wiese nahe der Altstadt

Die Stadt wird im Osten vom Reichswald umschlossen, den die Pegnitz in eine nördliche „Sebalder“ und eine südliche „Lorenzer“ Hälfte teilt. Der Reichswald dient als weitläufiges Naherholungsgebiet sowie Frischluft- und Wasserreservoir und ist als größter Kulturforst Europas mit seinen 25.000 ha seit 1979 Bannwald. Der hohe Nadelholz-Bestand geht auf die Einführung der Waldsaat durch den Nürnberger Ratsherren Peter Stromer 1343 zurück. Heute versucht man den Laubholzanteil kontinuierlich zu erhöhen.
An den Lorenzer Reichswald grenzt der Schmausenbuck als beliebtes Ausflugsziel, der mit 390 m einer der höchsten Punkte im Stadtgebiet ist, früher als Sandsteinbruch diente und seit 1939 den damals neu angelegten Nürnberger Tiergarten beherbergt. Am Rand des Sebalder Reichwalds, in der Nähe von Kraftshof, liegt der Irrhain. Er wurde vom Pfarrer Martin Limburger und dem barocken Dichterverband Pegnesischer Blumenorden als „Symbol des Weltirrwalds“ angelegt. Der Moritzberg, dessen gleichnamiger Ort heute offiziell zu Röthenbach gehört und im Lorenzer Reichswald liegt, gilt mit seinen 598 Metern als Hausberg der Nürnberger und ist neben der fränkischen Moritzbergkirchweih am Sonntag vor dem Bartholomäustag bei schönen Wetter das ganze Jahr Anziehungspunkt.

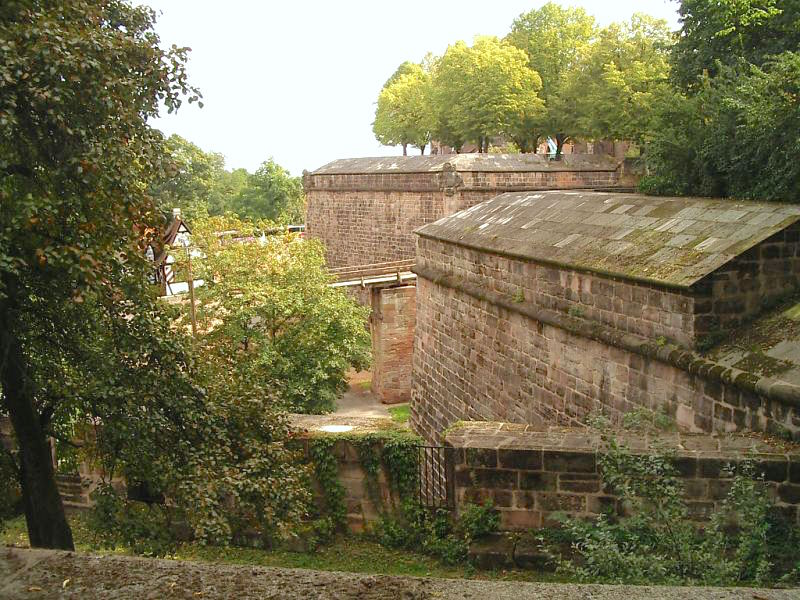
Die begrünten Burgbasteien

Daneben sind kunstvolle und historisch bedeutende Gartenanlagen der barocke Schlosspark von Neunhof, die Hesperidengärten in St. Johannis und der so genannte Bürgermeistergarten sowie der Burggarten auf den Basteien der Stadtbefestigung neben der Kaiserburg. Weitere kleinere Parkanlagen sind der Archivpark in der Nähe des Friedrich-Ebert-Platzes, umrahmt von Gebäuden aus der Gründerzeit und des Jugendstils, der Cramer-Klett-Park mit seinen klassizistischen Gartenbauten, der intensiv genutzte Rosenaupark nahe dem Plärrer, der Südstadtpark sowie der Platnersberg und der Rechenberg im Osten der Stadt. In der Altstadt lädt das Ufer der Pegnitz immer wieder zum Entspannen ein. Diese bildet östlich des Altstadtrings, dessen Stadtmauergraben ebenfalls parkähnlich begrünt ist, neben der Wöhrder Wiese den aufgestauten Wöhrder See. Dort finden sich beliebte Biergärten sowie das Erfahrungsfeld zur Entfaltung der Sinne.
Der Dutzendteich (von dutze für Schilfrohr) ist ein um 1430 aufgestauter See in südöstlicher Richtung vom Zentrum. Er diente als Fischweiher und war schon im 16./17. Jahrhundert ein beliebtes Ausflugsziel. Zusammen mit dem angrenzenden Luitpoldhain wurde er 1906 als Fläche für die Bayerische Landes-Gewerbe-Industrie und Kunstausstellung unter Prinzregent Luitpold genutzt. Nach 1933 in der NS-Zeit wurde das Gebiet zum Reichsparteitagsgelände umgestaltet und vor allem der Dutzendteich erheblich verkleinert. Auch wenn zum Teil ungeklärt ist, wie man mit dem in der NS-Zeit entstandenen Areal neben einer musealen und mahnenden Nutzung umgehen soll, ist der Volkspark Dutzendteich wieder ein beliebtes Naherholungsgebiet.
Der Nürnberger Gartendirektor Alfred Hensel, der den 100 ha großen Volkspark am Dutzendteich und darüber hinaus Sport- und Spielplätze, die Umgestaltung der Luitpoldarena sowie die Landschaftsgestaltung des 60 ha großen Nürnberger Tiergartens geplant hatte, bekam 1942 die Aufgabe, ein integriertes Grünflächensystem für die Stadt und umgebende Bereiche zu entwickeln. Es entstand ein zusammenhängendes Areal mit einer Längsausdehnung von 20 km, das bestehende Grünanlagen einbezog und Fußgängerverbindungen schuf.
Daneben entstanden in der Nachkriegszeit zwischen 1959 und 1973 auf dem Gebiet des ehemaligen Flughafens in Ziegelstein der Volkspark Marienberg im Stil eines englischen Landschaftsparks. Ein weiterer Volkspark entstand zwischen 1970 und 1981 mit dem Westpark (11 ha) im Stadtteil St. Leonhard. Der Stadtpark wurde nach der ersten bayerischen Landesausstellung 1882 auf dem Maxfeld angelegt. Heute ist dort auch der Neptunbrunnen aufgestellt. Am Stadtrand im Stadtteil Röthenbach liegen zudem der weitläufige Faberpark (25 ha) sowie im Stadtteil Gebersdorf ein Teil des Naturschutzgebiets Hainberg mit seinen schützenswerten und seltenen Sandgrasflächen.
Im Stadtgebiet befinden sich drei Naturschutzgebiete, 19 Landschaftsschutzgebiete, 39 geschützte Landschaftsbestandteile und 96 Naturdenkmäler. Mit Ausnahme des flächenhaften Naturdenkmals Holsteinbruch handelt es sich bei den Naturdenkmalen um Einzelbäume, Baumreihen und Alleen.
In der Region bieten zudem die Fränkische Schweiz im Norden mit ihren Klettermöglichkeiten, die Hersbrucker Schweiz im Osten mit ihren Wanderwegen und die Gewässer des Fränkischen Seenlands und der Altmühl im Süden zahlreiche Möglichkeiten für Aktivsportarten rund um die Stadt.

### Sagen, Legenden und Anekdoten

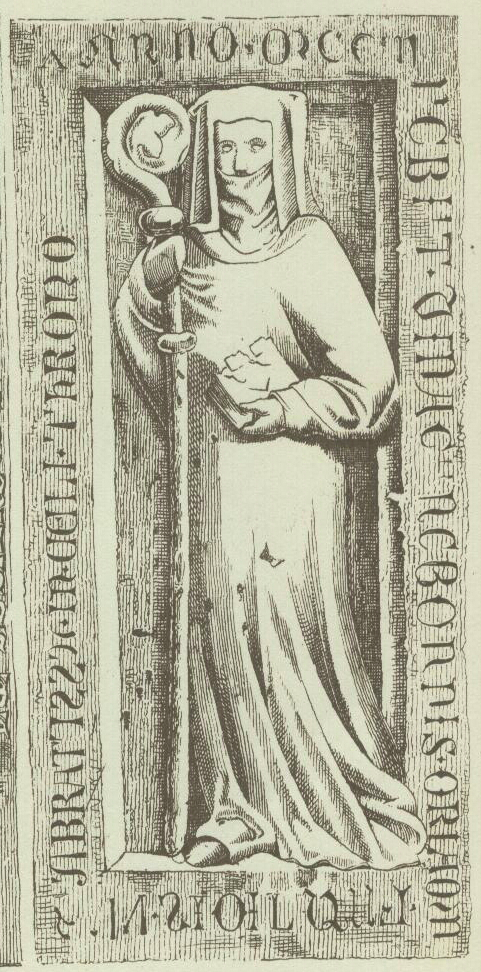
Grab der Kunigunde von Orlamünde

Viele Orte der Stadt sind mit Sagen verbunden, wie die Burgmauer, über die Eppelein von Gailingen mit seinem Pferd der Sage nach sprang. Der Stadtpatron St. Sebaldus habe nicht nur zahlreiche Wunder gewirkt, sondern wollte angeblich auch so lange nicht ruhen, bis man die Sebalduskirche errichtete. Die Knochen des heiligen Sebaldus, der in Fürth-Poppenreut begraben wurde, wurde im Jahr 1070 von den Nürnbergern, die ihn zum Stadtpatron machten, gestohlen, womit eine legendäre Feindschaft zwischen Nürnberg und Fürth ihren Ursprung haben soll. Kunigunde von Orlamünde habe ihre beiden Kinder ermordet, nachdem sie eine Äußerung des geliebten Burggrafen von Nürnberg missverstand, tat Buße und gründete das ehemalige Kloster Himmelthron außerhalb der Stadtmauern im heutigen Stadtteil Großgründlach. Nach ihrem Tod warne sie als Weiße Frau vor Unglück. Auf dem Unschlittplatz tauchte 1828 Kaspar Hauser auf, der als mysteriöses Findelkind großes Interesse erregte. Auch Schwänke wie Till Eulenspiegel benennen und spielen zum Teil an konkreten Orten der Stadt. Bekannt ist auch der Nürnberger Trichter, eine oft scherzhaft aufgefasste Allegorie für ein mechanisches Verständnis des Lernens, wonach Wissen einflößbar ist, ohne dass es Lernbereitschaft oder Begabung bedarf.

### Vereine und Vereinigungen
Nürnberg verfügt über eine Vielzahl von Vereinen und Vereinigungen. Einige darunter können auf eine lange Tradition zurückblicken. Zu den bekanntesten zählen Altstadtfreunde Nürnberg e. V., Förderverein Kulturhistorisches Museum Nürnberg e. V., Fliederlich e. V. - Queeres Zentrum Nürnberg, Geschichte Für Alle – Institut für Regionalgeschichte, der Kunstverein Nürnberg als ältester Kunstverein Deutschlands, Naturhistorische Gesellschaft Nürnberg, Pegnesischer Blumenorden, Nürnberger Astronomische Arbeitsgemeinschaft (betreibt die Regiomontanus Sternwarte) sowie der Verein Fränkische Museums-Eisenbahn (betreibt vom Nürnberger Nordostbahnhof aus mehrere historische Schienenfahrzeuge, u. a. eine Dampflok, und ist im Besitz der ersten deutschen Großseriendiesellok Baureihe V 200 001).

### Theater und Kinos

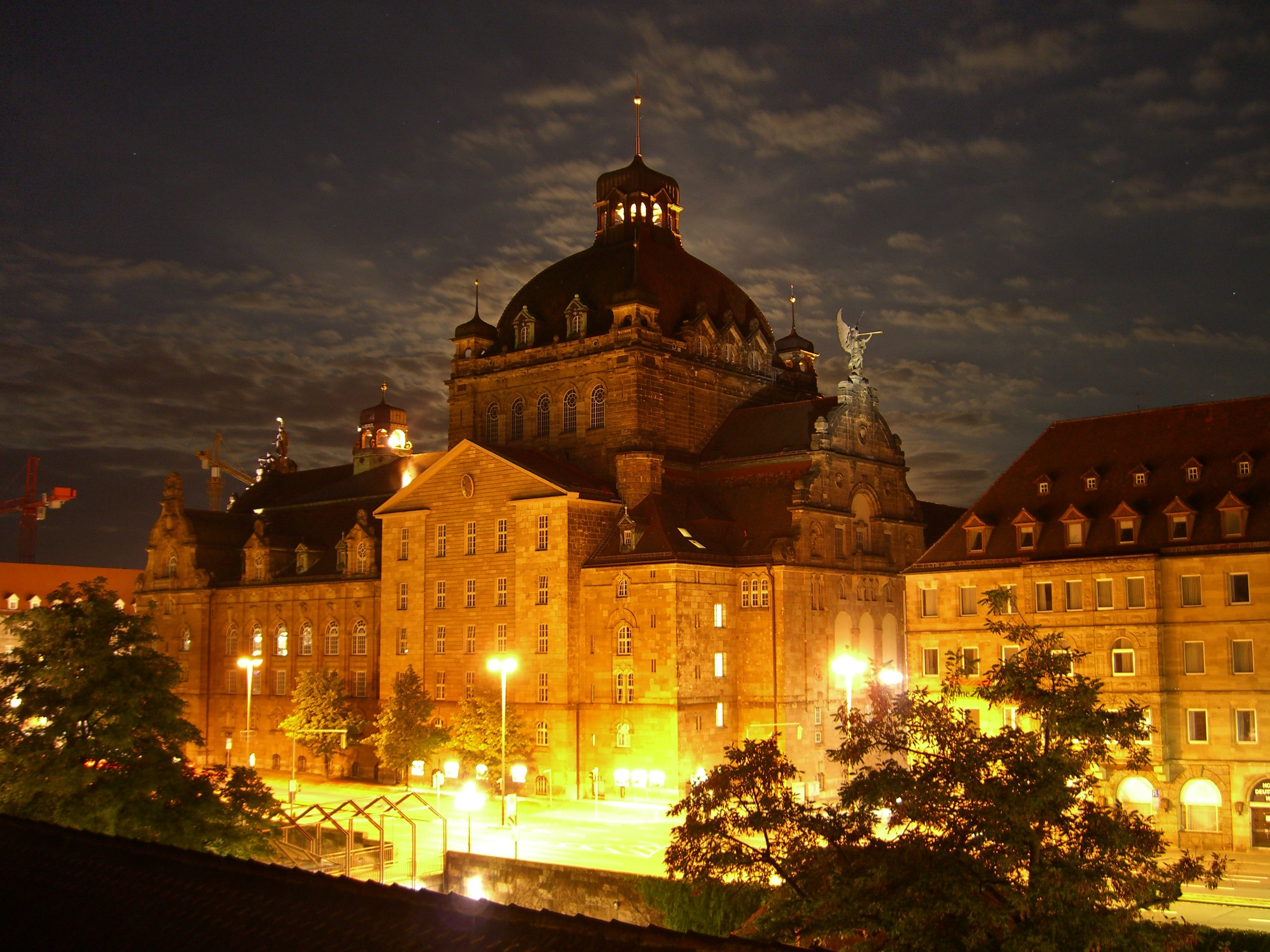
Staatstheater Nürnberg

Das größte Theater Nürnbergs ist das Staatstheater Nürnberg. Daneben gibt es noch einige kleinere Theater, darunter das Gostner Hoftheater, Kunst und Drama, das Metropoltheater Nürnberg, das Nürnberger Burgtheater, die Tafelhalle, die Pocket Opera Company, das Variete- und Kleinkunsttheater Rote Bühne, das Tassilotheater, das Puppentheater Thalias Kompagnons, das Theater Salz + Pfeffer.
Zudem gibt es in Nürnberg eine Reihe von Kindertheatern, zum Beispiel das Kinder- und Jugendtheater Theater Mummpitz, das Theater Pfütze, das Theater der Altstadt Nürnberg e. V. und das Theater Rootslöffel.
Neben dem kommunalen Filmhaus im Künstlerhaus, dem Fremdsprachenkino Roxy und dem Casablanca Filmkunsttheater gibt es das Cinecittà Nürnberg (nach eigenen Angaben das größte Multiplexkino Deutschlands), den Kinopalast Admiral und einige kleinere (Programm-)Kinos. Die Nürnberger Kinos zählten im Jahr 2015 zusammen etwa zwei Millionen Besucher.

### Musik
Konzert- und Veranstaltungssäle

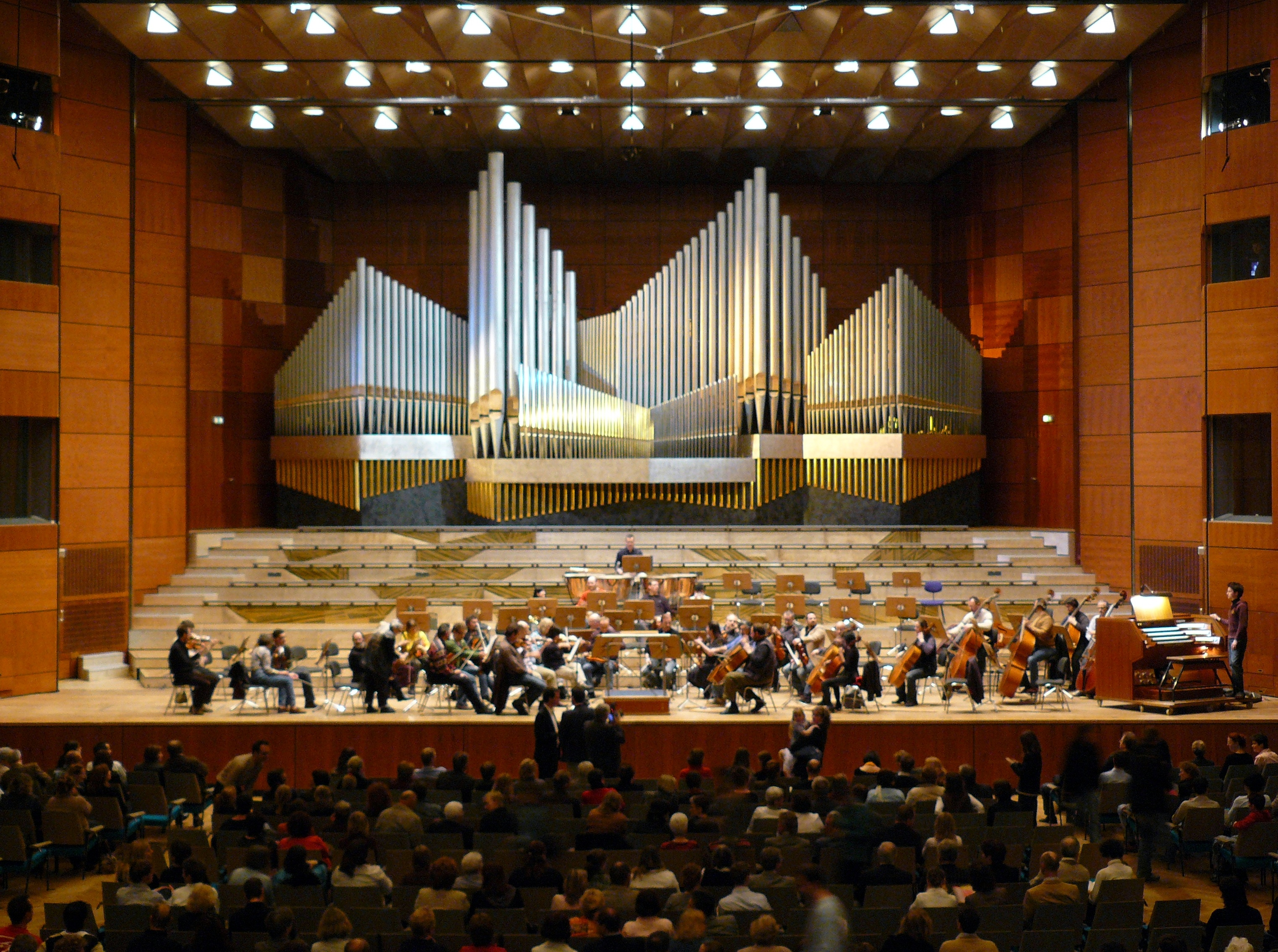
Die Nürnberger Symphoniker in der Meistersingerhalle

Nürnberg verfügt über zahlreiche bekannte Konzert- und Veranstaltungssäle, daruntert die Arena Nürnberger Versicherung (ehemals „Arena Nürnberg“), die Frankenhalle, die Meistersingerhalle, das Staatstheater Nürnberg, die Kulturzentren K4, Tafelhalle und Z-Bau sowie der Löwensaal, der Serenadenhof, der Hirsch und die Ruine des Katharinenklosters.
Orchester, Kammerensembles und Chöre
Zu den wichtigen Orchestern der Stadt gehört die Staatsphilharmonie Nürnberg, die nach dem Bayerischen Staatsorchester das größte bayerische Opernorchester ist, die Nürnberger Symphoniker als Konzertorchester in der Stadt Nürnberg sowie unter anderem das Nürnberger Jugendorchester und das Nürnberger Akkordeonorchester (NAO). Zu den bekannten Kammerensembles zählen das ars nova ensemble nürnberg (gegründet 1968), das Ensemble Pegnitzschäfer-Klangkonzepte und das ensembleKONTRASTE (gegründet 1990).
Zudem gibt es zahlreiche Chöre wie zum Beispiel den 1966 gegründeten Philharmonischen Chor, den Egidienchor Nürnberg, den Kammerchor Nürnberg, den Bachchor St. Lorenz, den Hans-Sachs-Chor Nürnberg, den Nürnberger Gospelchor, den Jazzchor mit Band Singin’ Off Beats sowie verschiedene Amateurchöre und Kantoreien.
Mozartverein
Der Mozartverein Nürnberg ist der älteste Mozartverein der Welt.
Populäre Musik
Bis Ende der 1960er Jahre hatten deutsche Rock-Bands ihre Song-Texte „wie selbstverständlich“ in englischer Sprache veröffentlicht und gesungen. Im Jahr 1969 veröffentlichte die Nürnberger Band Ihre Kinder jedoch ihr erstes Rock-Album mit deutschen Texten und war damit bereits im Jahr vor Gründung von Ton Steine Scherben zum Wegbereiter der späterhin in deutscher Sprache publizierten Rockmusik in Deutschland geworden. Eine dauerhafte Veränderung der Hörgewohnheiten war die Folge: deutsche Rundfunk- und Fernsehsendeanstalten gingen dazu über, nicht mehr nur englischsprachige, sondern auch deutschsprachige Rock-Songs zu spielen.

### Das Veranstaltungsjahr
| Februar                  | Panoptikum Kindertheaterfestival                        |
| März                     | Türkisch-Deutsches Filmfestival                         |
| April                    | Nürnberger Volksfest/Frühlingsfest                      |
| Mai                      | Blaue Nacht                                             |
| Mai                      | Trempelmarkt (Größter Flohmarkt Deutschlands)           |
| Mai (zweijährlich)       | Internationales Figurentheaterfestival                  |
| Mai/Juni                 | RathausART (Kunstmesse)                                 |
| Mai/Juni                 | Rock im Park                                            |
| Mai/Juni                 | Grenzenlos – Fest der Partnerstädte am Hans-Sachs-Platz |
| Juni                     | Norisring-Rennen der DTM                                |
| Juni                     | Fränkisches Bierfest                                    |
| Juli                     | Irrhainfest (im Neunhofer Schlossgarten)                |
| Juni                     | Afrika Festival Nürnberg                                |
| Juni/Juli                | Internationale Orgelwoche Nürnberg                      |
| Juni/Juli                | Wolke Sieben Festival                                   |
| Juli                     | Kunstakademie: Jahresausstellung                        |
| Juli                     | Sommerliebe Festival                                    |
| Juli/August              | Nürnberger Bardentreffen                                |
| Juli/August              | Klassik Open Air                                        |
| Juli/August              | Musica Franconia                                        |
| Juli/August              | St. Katharina Open Air                                  |
| Juli/August              | Pride Weeks mit Nürnberger Christopher Street Day       |
| August                   | SommerNachtFilmFestival                                 |
| August                   | Brückenfestival                                         |
| Aug./Sep.                | Nürnberger Volksfest                                    |
| September                | Nürnberger Altstadtfest                                 |
| September                | Trempelmarkt (wie im Mai)                               |
| September                | Stadt(ver)führungen                                     |
| September                | Fränkischer Sommer                                      |
| September                | Nürnberger Opernball                                    |
| September                | Rund um die Nürnberger Altstadt                         |
| Sep./Okt. (zweijährlich) | Internationaler Nürnberger Menschenrechtspreis          |
| Sep./Okt. (zweijährlich) | Jazzfestival Stimmenfang                                |
| Oktober                  | Nürnberger Stadtlauf                                    |
| Oktober                  | Symposium Turm der Sinne                                |
| Oktober                  | Nürnberg.Pop-Festival                                   |
| Okt. (zweijährlich)      | Tag der offenen Tür der Stadt                           |
| Oktober                  | Filmfestival der Menschenrechte                         |
| Okt. (zweijährlich)      | Lange Nacht der Wissenschaften                          |
| Nov./Dez.                | NUEJAZZ                                                 |
| Dezember                 | Nürnberger Christkindlesmarkt                           |
| Dez. (zweijährlich)      | Silvestival                                             |

Regelmäßige Veranstaltungen
Die Altstadt mit ihrer Geschichte ist Ort zahlreicher Veranstaltungen. So bieten Stadt(„ver“)führungen die Gelegenheit für Einheimische wie Touristen, Nürnberg neu zu entdecken. Unter einem jährlich wechselnden Thema bieten Experten, Prominente und Stadtführer zahlreiche Führungen innerhalb eines Rahmenprogramms an. Die Blaue Nacht findet seit dem Jahr 2000 jährlich mit einem jeweils wechselnden inhaltlichen Schwerpunkt statt und lädt ein, die zahlreichen Museen und Kultureinrichtungen vom frühen Abend bis in die Morgenstunden mit zahlreichen Darbietungen und Performances kennenzulernen. Die Altstadt erstrahlt in dieser Nacht in einem blauen Licht. Im Dezember zieht der berühmte Nürnberger Christkindlesmarkt am Hauptmarkt über zweieinhalb Millionen Besucher aus aller Welt an. Am Rathausplatz präsentieren sich zu dieser Zeit auch die zahlreichen befreundeten und Partnerstädte. Darüber hinaus finden auch in den verschiedenen Stadtteilen viele kleinere Adventsmärkte statt.

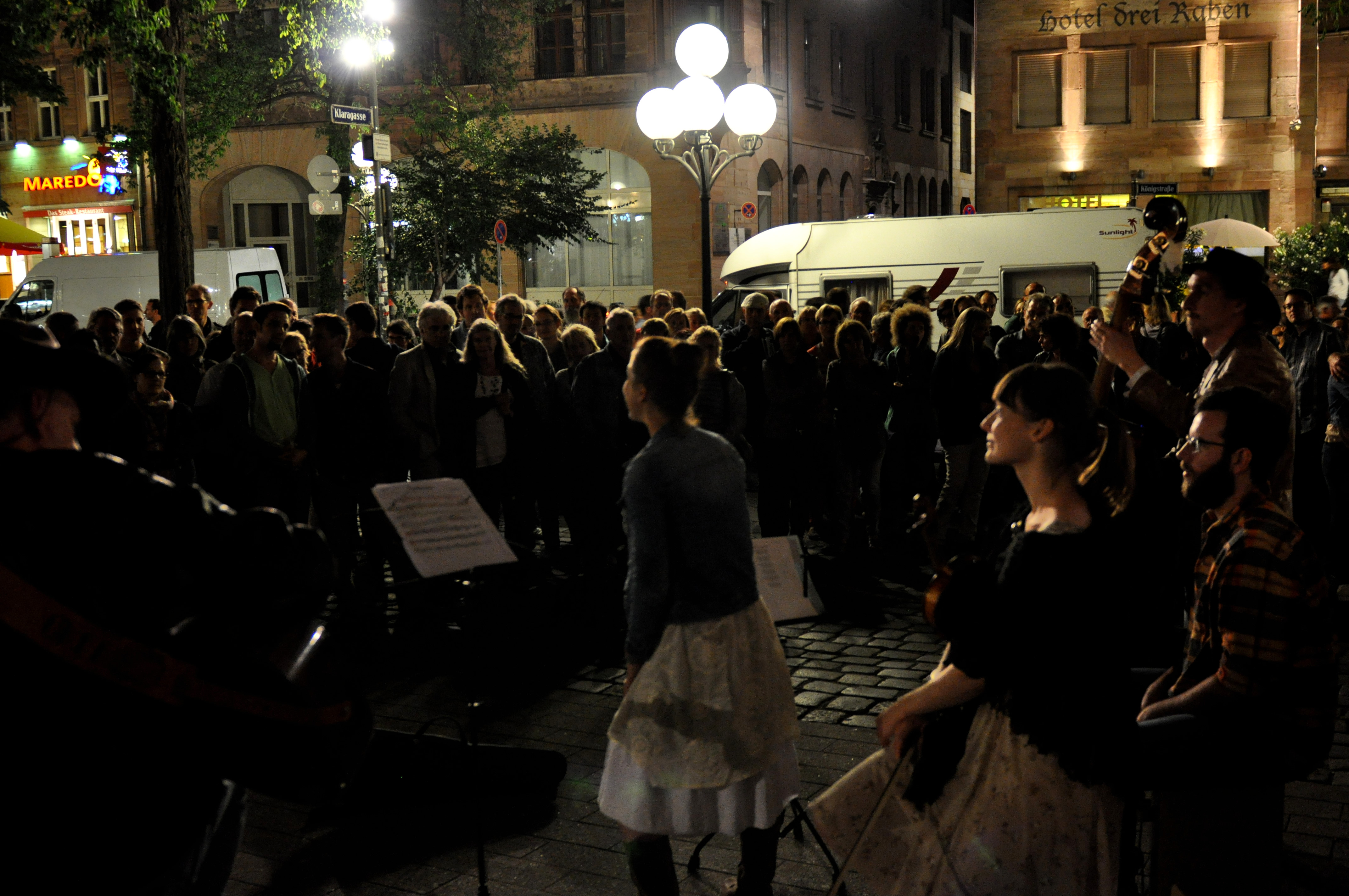
Straßenmusiker beim Bardentreffen in der Altstadt

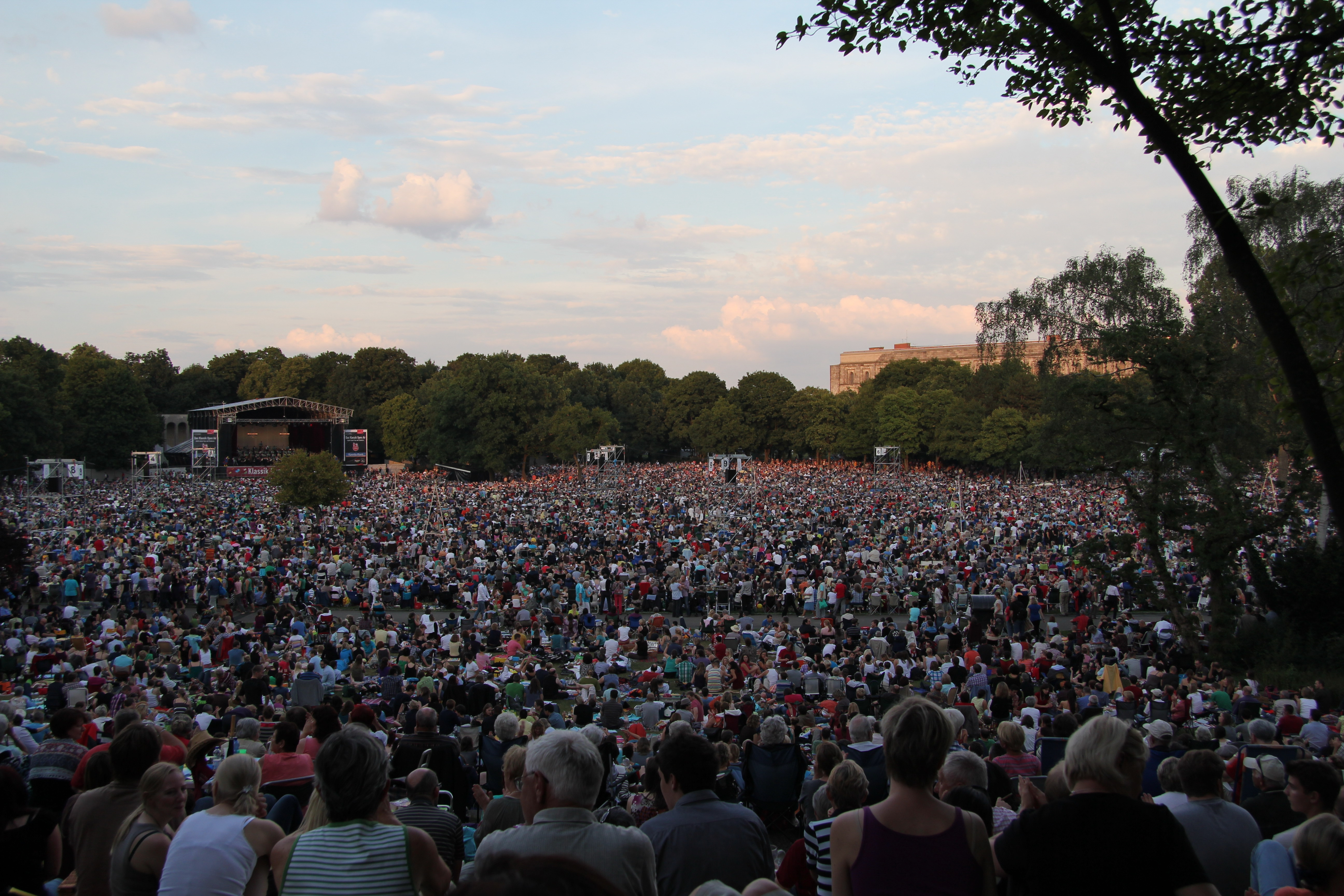
Klassik Open Air im Luitpoldhain

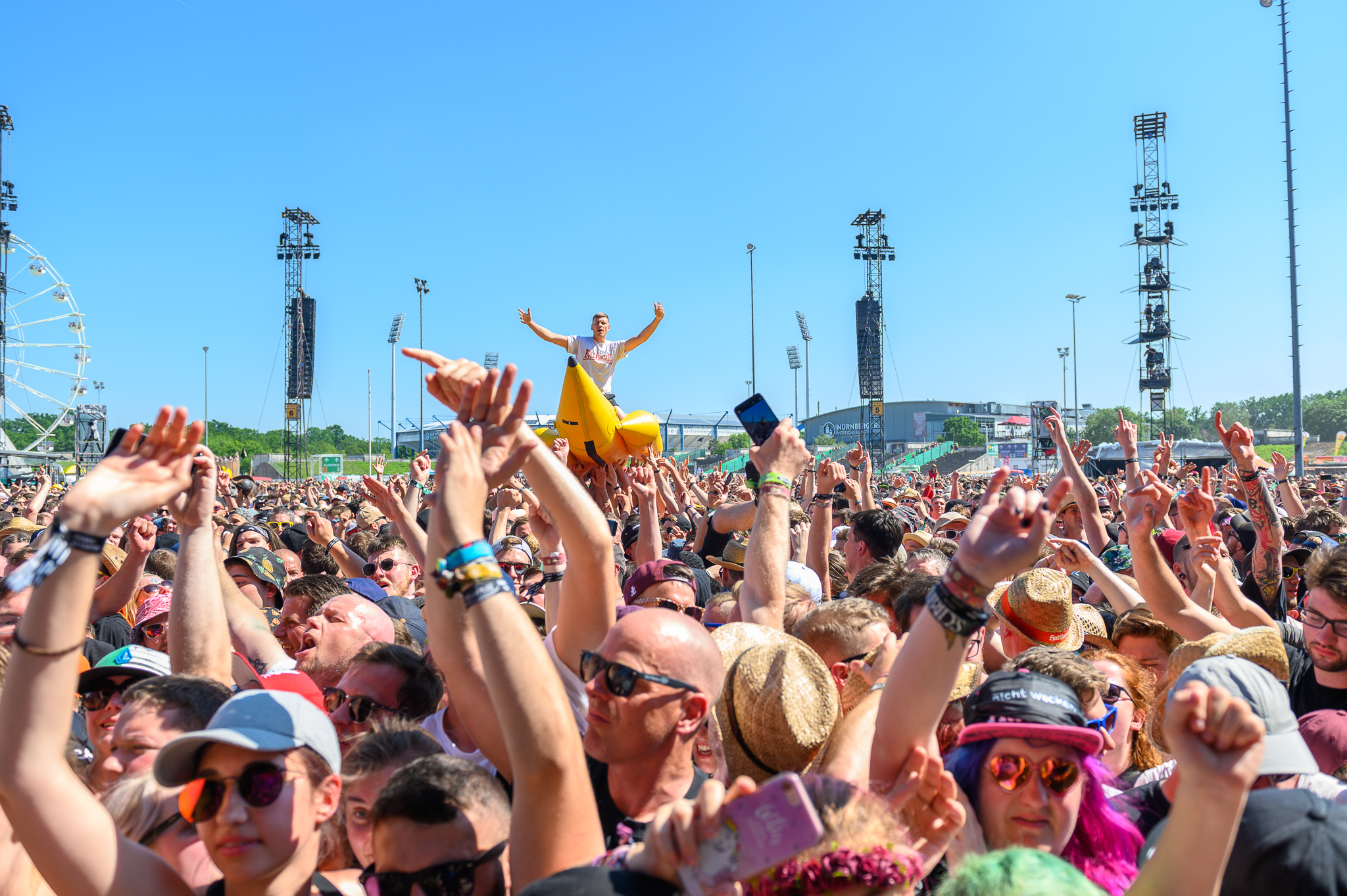
Feine-Sahne-Fischfilet-Konzert bei Rock im Park

Daneben beheimatet Nürnberg zahlreiche Musikfestivals der verschiedensten Musikstile. Das Nürnberger Bardentreffen ist am ersten Wochenende der Schulsommerferien mit 200.000 Besuchern das größte Weltmusik- und Songwriter-Festival weltweit. Rund 160.000 Besucher kommen jährlich zum kostenlosen Klassik Open Air, bei dem die Nürnberger Symphoniker und die Nürnberger Philharmoniker zu einer ungezwungenen Picknick-Atmosphäre am Luitpoldhain an zwei Abenden auftreten. Seit 1997 treten bei Rock im Park international bekannte Künstler der Rock- und Popmusik vor etwa 80.000 Besuchern im Volkspark Dutzendteich auf. Zusammen mit Rock am Ring ist es das größte Festival dieser Art in Deutschland. Das Brückenfestival am Pegnitzgrund unter der Theodor-Heuss-Brücke bietet abseits des Mainstreams eintrittsfrei zahlreiche Auftritte und mit der Internationalen Orgelwoche Nürnberg ist Nürnberg Gastgeber für das wohl größte und älteste Festival für geistliche Musik und Orgelmusik. Mit dem seit 2012 bzw. 2014 stattfindenden Wolke Sieben Festival und Sommerliebe Festival sowie dem 2017 erstmals ausgerichteten Container Love Festival gehören auch Veranstaltungen im Bereich der elektronischen Musik mit bis zu 15.000 Teilnehmern zum kulturellen Angebot. Der Opernball findet jährlich im Opernhaus des Staatstheaters Nürnberg statt. Der Nürnberger Christopher Street Day findet seit 1998 jährlich Anfang August statt und zählt mittlerweile über 20.000 Teilnehmer.
Das Türkisch-Deutsche Filmfestival ist eine bedeutende interkulturelle Veranstaltung, da es auch international Aufmerksamkeit erfährt. Daneben gibt es auch das internationale Filmfestival der Menschenrechte. Die Nürnberger Autorengespräche zu aktuellen und zeitgeschichtlichen Themen im Kontext der geschichtlichen Rolle der Stadt fanden zuletzt 2005 statt. Seit 2003 lädt die Region Nürnberg/Erlangen/Fürth zusammen mit den Hochschulen und innovativen Unternehmen alle zwei Jahre zur Langen Nacht der Wissenschaften ein.
Das Radrennen Rund um die Nürnberger Altstadt ist als Eintagesrennen für Amateure und Profis mit seinem Rahmenprogramm entlang der Stadtmauer Anziehungspunkt für Zuschauer. Ebenso große Beliebtheit erfährt der Nürnberger Stadtlauf. Auf seiner Strecke in der südlichen Altstadt und entlang des Wöhrder Sees starten jährlich rund 7000 Freizeitsportler. Daneben wird jährlich auf dem Norisring ein Rennen der DTM ausgetragen. Zu dem Rennen, das vom Motorsportclub Nürnberg ausgerichtet wird, kamen 2006 über 150.000 Besucher.

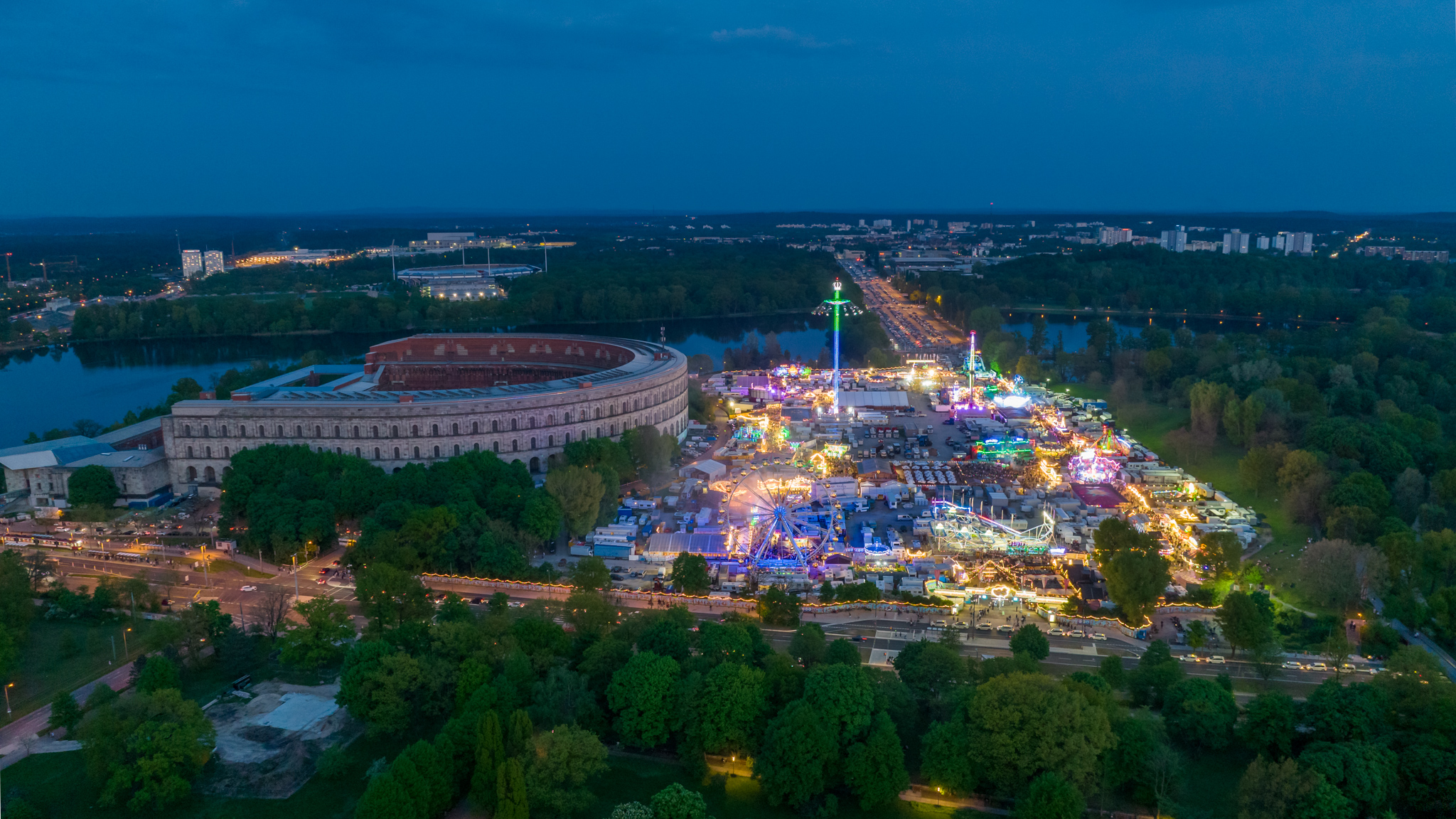
Das Nürnberger Volksfest am Abend

Das Nürnberger Volksfest entstand am 25. August 1826 ähnlich wie das Münchner Oktoberfest zu Ehren des bayerischen Königs Ludwig I. Seit 1919 findet parallel dazu in der ersten Jahreshälfte das Frühlingsfest statt. Mit ihren Attraktionen und Bierzelten locken die Feste jeweils etwa 1,6 Millionen Besucher an. Im Herbst gibt es das Altstadtfest mit Verkaufsbuden am Hauptmarkt und den Fest-Stuben und Zelten am Hans-Sachs-Platz und auf der Insel Schütt. Eröffnet wird das Altstadtfest mit dem traditionellen Fischerstechen, das seit dem Mittelalter als Brauchspiel belegt ist und bei dem zwei Mannschaften in Wettstreit treten, sich auf der Pegnitz von kleinen Kähnen zu stoßen. Das Altstadtfest greift das traditionelle Patronatsfest des Heiligen Egidius auf, das vom Spätmittelalter bis ins 19. Jahrhundert gefeiert wurde. In seiner heutigen Form findet es seit 1975/1984 statt und hat über eine Million Besucher. Durch den bekannten Karnevalisten Bromig und Stadtrat Horst Volk wurde das Fischerstechen 1964 wieder ins Leben gerufen. Seit 1970 wird es jährlich beim Nürnberger Altstadtfest durchgeführt. Der mittlerweile verstorbene ehemalige Stadtrat Horst Volk war auch maßgeblicher Initiator der Neuauflage und Wiederentdeckung des Altstadtfestes.
Ein Höhepunkt der fränkischen Festkultur ist die Kirchweih (ostfränkisch „Kärwa“), die je nach Stadtteil oder Dorf zu verschiedenen Zeiten stattfindet. Die traditionelle Form der Dorfkirchweih hat sich neben dem Nürnberger Umland auch in Dörfern (beispielsweise Neunhof oder Großgründlach) des Knoblauchslands erhalten. Bekannt ist auch die Johanniskirchweih des Stadtteils St. Johannis.

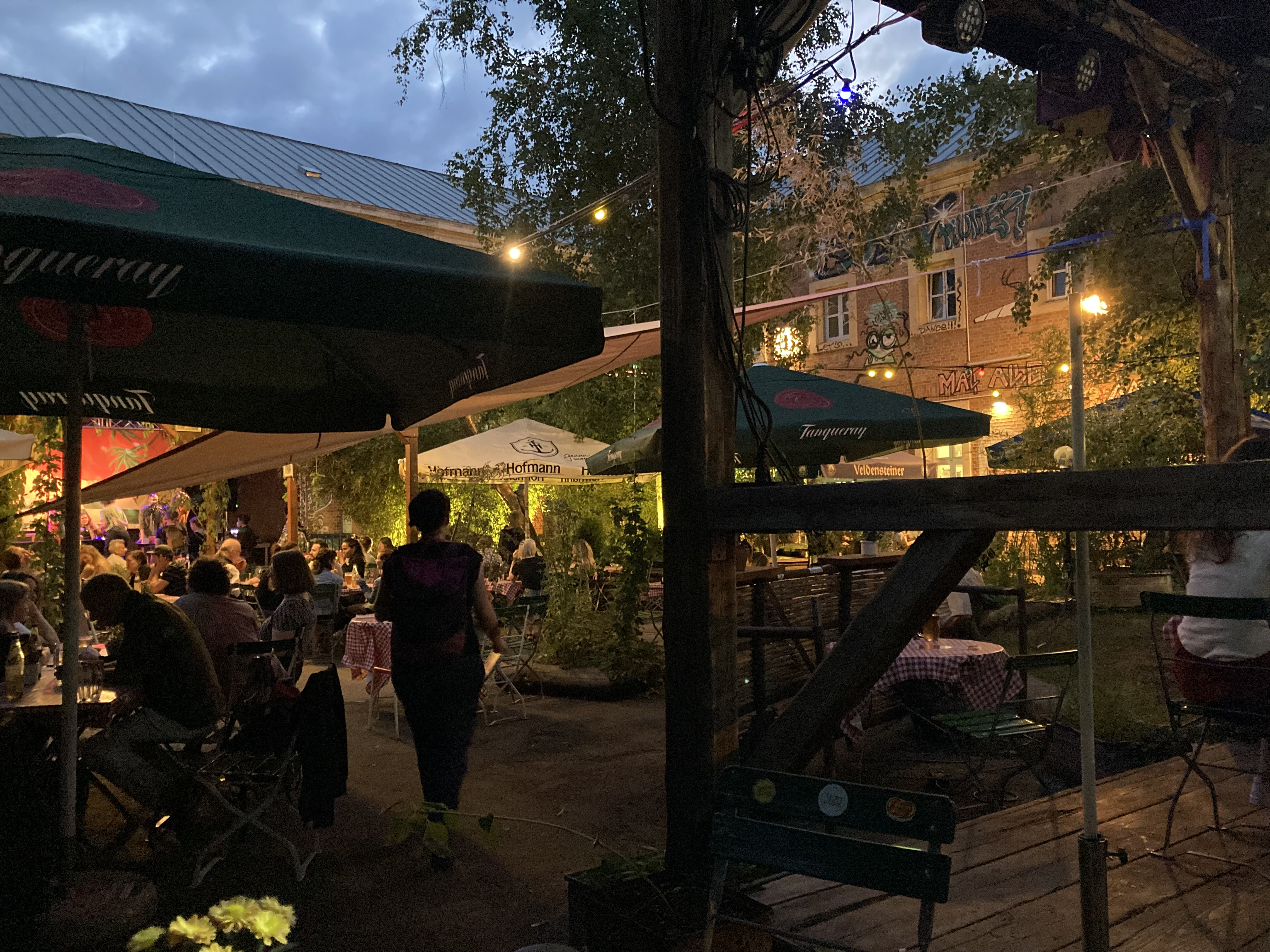
Z-Bau (Haus für Gegenwartskultur)

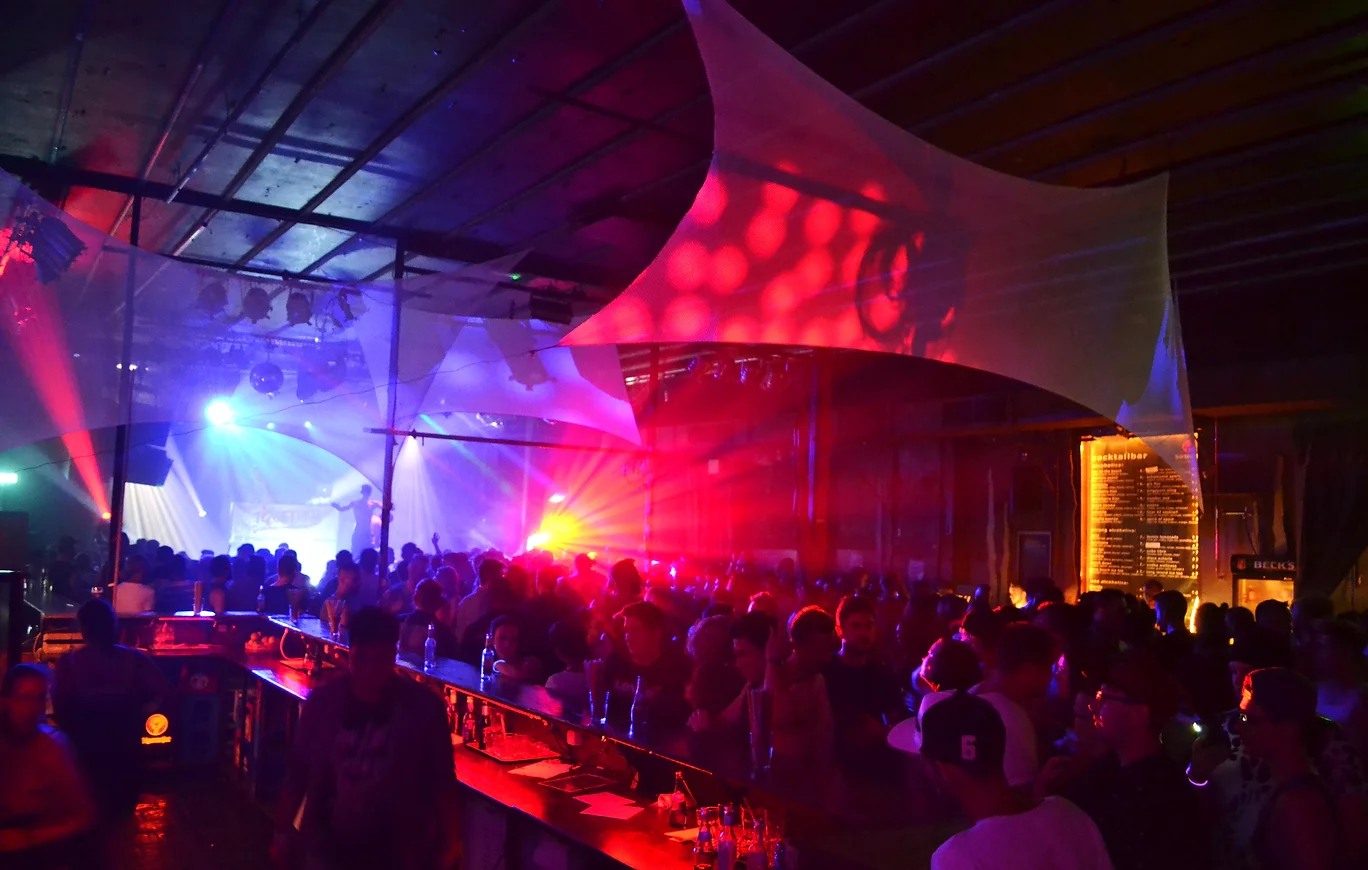
CSD-Afterparty im Hirsch

### Nachtleben

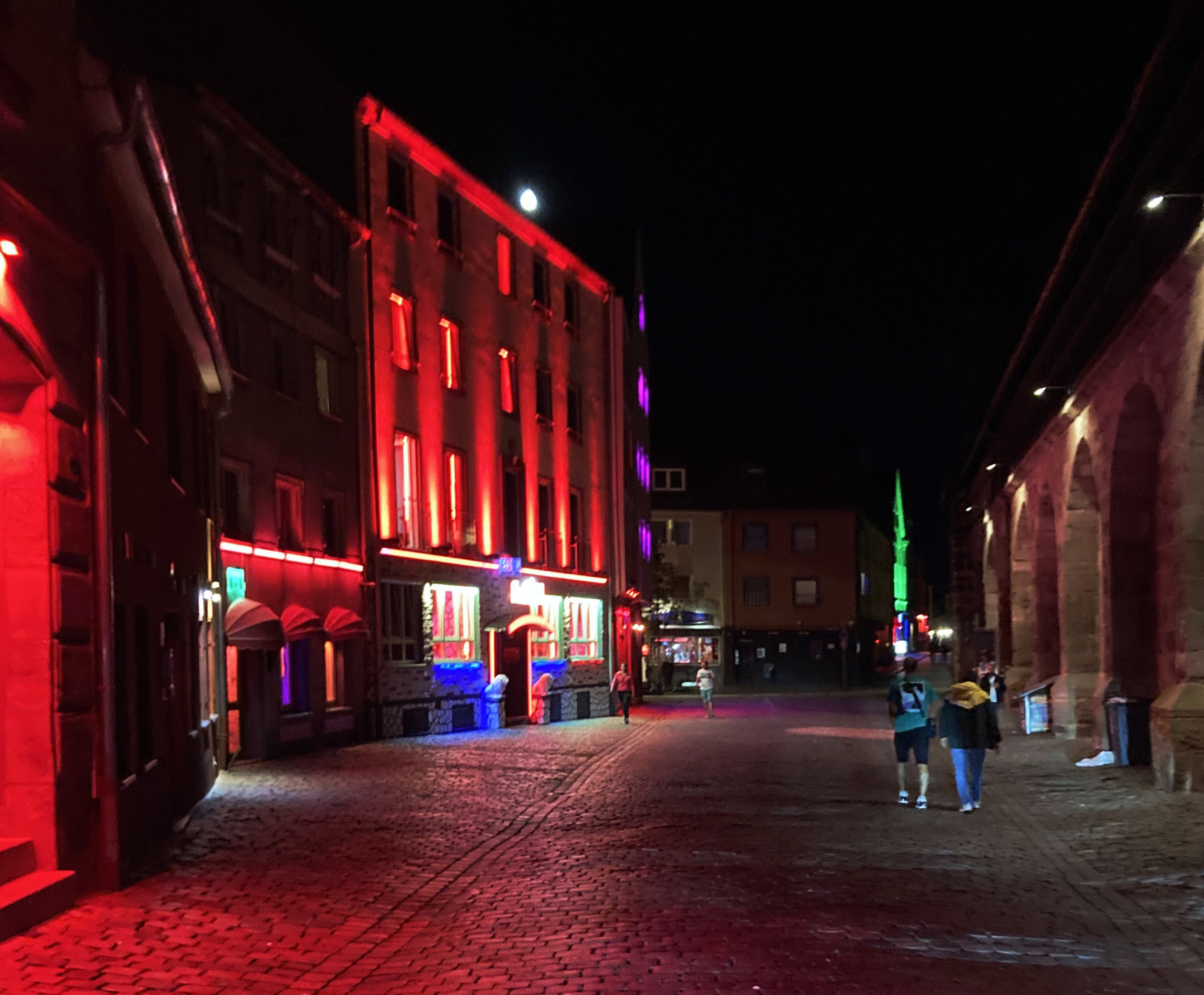
Nürnberger Rotlichtbezirk an der Frauentormauer

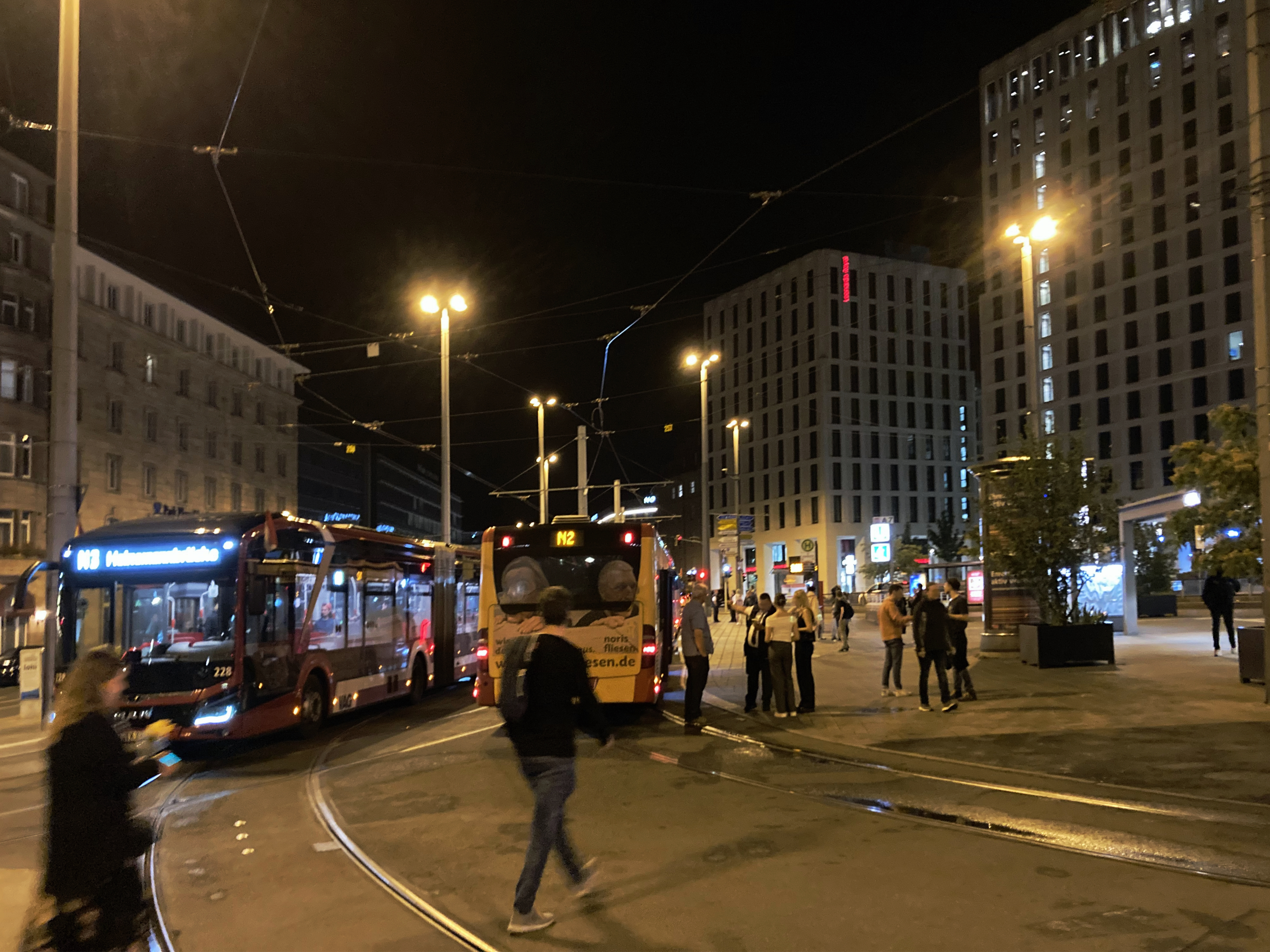
NightLiner auf dem Bahnhofsplatz

#### Bars und Diskotheken
Übersicht
In der Nürnberger Altstadt befinden sich Kneipen und Bars und kleinere Tanzlokalitäten vor allem unterhalb der Burg, in der Umgebung der Weißgerbergasse, entlang der Pegnitz auf Lorenzer Seite und im Umfeld der Königsstraße. Größere Diskotheken und Clubs liegen meist außerhalb der Altstadt. Die Musikrichtungen Rock, Pop und Hip-Hop werden unter anderem in einem Diskothekenzentrum im und um das ehemalige Gebäude der Vereinigten Margarinewerken RESI in der Klingenhofstraße oder in den Clubs entlang der Regensburger Straße gespielt. Eher abseits vom Mainstream trifft man sich in den Kulturzentren der Frankenstraße, in den Diskotheken und Clubs der Vogelweiherstraße, wo sich unter anderem der mehrfach ausgezeichnete Techno-Club Die Rakete befindet oder rund um das AEG- und Quelle-Areal entlang der Fürther Straße. Ein weiterer renommierter Techno-Club ist das Haus 33 im Nürnberger Rotlichtviertel. Auch das Programm im Künstlerhaus und den verschiedenen Kulturläden in den Stadtteilen bereichern das abendliche Angebot. Am Paniersplatz befindet sich mit dem Jazzstudio ein Anlaufpunkt für die Jazz-Szene. Gehobenere Restaurants liegen unter anderem am Weinmarkt, nahe dem Germanischen Nationalmuseum, rund um den Friedrich-Ebert-Platz sowie in einigen weiter außen liegenden Stadtteilen, wie Eibach oder Erlenstegen. Des Weiteren findet man in den Stadtteilen Gostenhof und St. Johannis sowie in der Südstadt alternativere Kulturzentren, Restaurants, Kneipen und Bars. Im Jahr 2021 wurden die sieben Nürnberger Veranstaltungsstätten Club Stereo, Desi, Die Rakete, Hirsch, Jazzstudio, Kantine sowie die Tante Betty Bar mit dem höchstdotierten Musikpreis der Bundesregierung, dem APPLAUS-Preis der Initiative Musik bedacht.

#### Rotlichtviertel
Hinter dem westlichen Ende der Frauentormauer, zwischen Spittler- und Färbertor, sowie der Ottostraße und Engelhardsgasse befindet sich das zentrale Nürnberger Rotlichtviertel. Es stellt eines der größten und ältesten seiner Art in Deutschland dar. Erste Quellen weisen bereits seit 1381 auf die Ausübung von Prostitution in Frauenhäusern hin. Im 19. Jahrhundert wurden die Häuser oftmals als Weinhandlungen bezeichnet.

#### Restriktionspolitik
Dem zunehmenden Problem von Alkoholexzessen, vor allem bei Jugendlichen, ist die Stadt seit dem Jahr 2007 im Marienbergpark im Bereich des Marienbucks und des Marienbergweihers sowie am Pegnitzgrund mit verstärkten Kontrollen und im Bereich Kohlenhof (Flatrate-Partys örtlicher Diskotheken) mit einem Verbot begegnet, letzteres offenbar mit Vorbildcharakter auch für andere Großstädte. Darüber hinaus herrscht am Nürnberger Hauptbahnhof seit 2017 von 22 bis 6 Uhr und seit 2018 ein generelles Konsumverbot von Alkohol, der Kauf ist aber weiterhin gestattet. Mit Hinblick auf die um 30 % gesunkene Zahl von registrierten Körperverletzungen zeige das Verbot nach Ansicht des Ordnungsamtes und der Polizei Wirkung. In den 2010er Jahren kam es durch mehrere Razzien, Beschwerden beim Ordnungsamt und darauf folgende strenge Auflagen zu Schließungen von Techno-Clubs wie den Viper Room-Nachfolgern Nano (2016) und 4hertz (2018) sowie dem Waschsalon (2017) auf dem Klingenhofareal. Diese Maßnahmen zeigten keine nachhaltige Wirkung: Im Jahr 2022 lag der Nürnberger Hauptbahnhof in der Kriminalstatistik der Bundespolizei auf Platz drei der gefährlichsten Bahnhöfe bundesweit. Und laut Staatsanwaltschaft Nürnberg-Fürth wurden im Jahr 2022 um 23 Prozent mehr Sexualdelikte und vorsätzliche Körperverletzungen und um 48 Prozent mehr Kapitalverbrechen gegenüber dem Vorjahr verübt.

#### Nachtverkehr
Die öffentlichen Verkehrsbetriebe VAG bieten in den Nächten vor Samstag und Sonntag sowie vor Feiertagen und Brückentagen einen Nachtbusverkehr an, den sogenannten NightLiner, der die gesamte engere Region erschließt und dessen Linien jede volle Stunde vom Hauptbahnhof abfahren. Zusätzlich zu den Nachtbussen verkehren auch die S-Bahnlinien S1, S2, S3, S4 und S6 in der Nacht.

### Kulinarische Spezialitäten

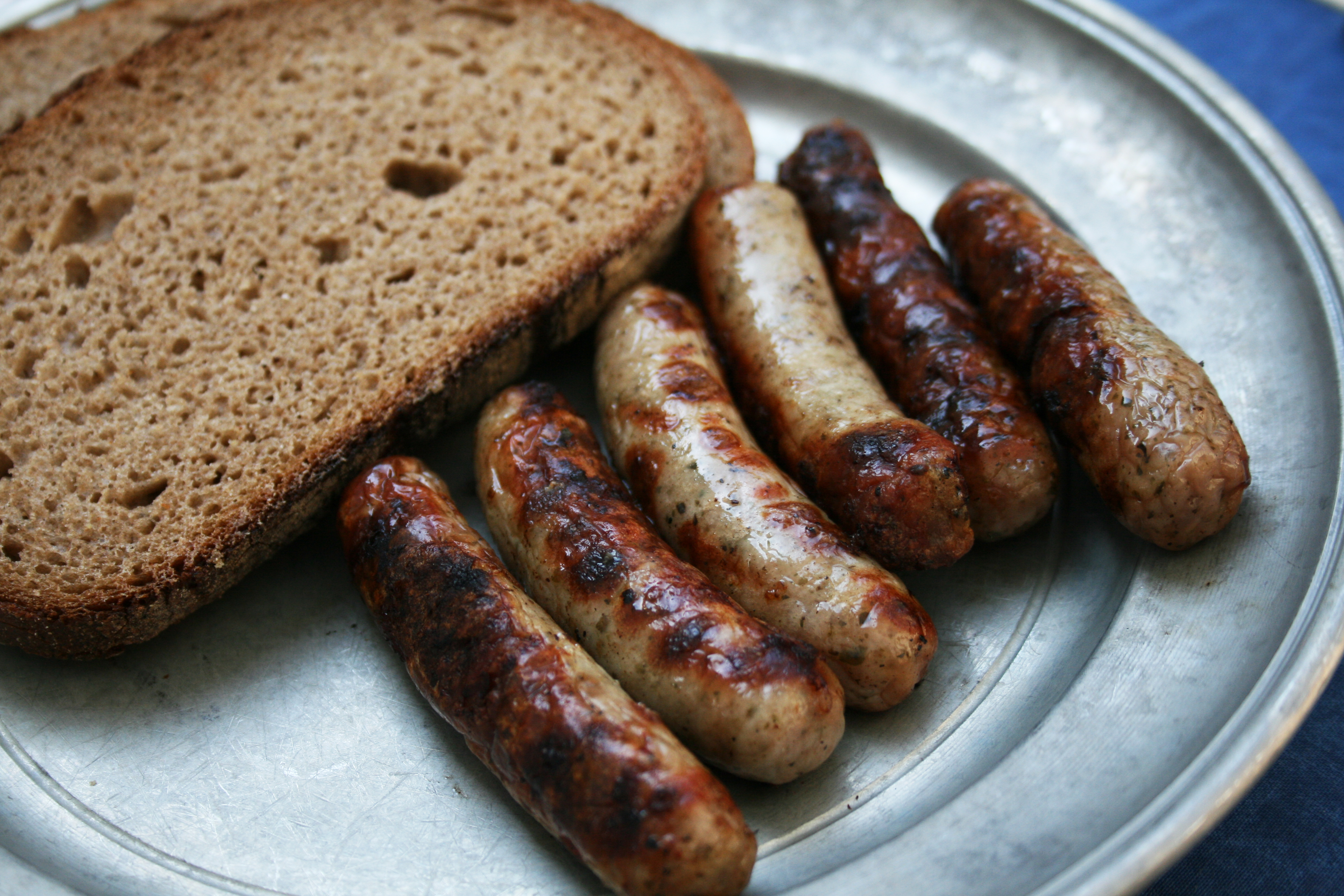
Nürnberger Rostbratwürste

Bereits in den Jahren zwischen 1302 und 1310 erließ der Rat der Stadt ein Gebot, ausschließlich mit Gerste zu brauen. Obwohl lange Zeit das untergärig gebraute, stark gehopfte Rotbier in Nürnberg am meisten verbreitet war, ist es heute fast unbekannt. Nach der Jahrtausendwende begannen jedoch kleine Brauereien wie Schanzenbräu oder die Brauerei Altstadthof, diese Art von Bier selbst herzustellen. Seit 1531 wurde auch Weißbier gebraut und Wein war ebenfalls ein geschätztes Getränk. Die Felsengänge verweisen noch auf die hohe Bedeutung der Braukunst in Nürnberg. Noch im Jahr 1880 stand Nürnberg mit einer Menge von 173.000 Hektolitern an der Spitze des bayerischen Bierexports. Von den im Jahr 1806 insgesamt 34 Brauereien auf Nürnberger Stadtgebiet waren bis 1925 nur noch 5 verblieben. Zwar sind in der Stadt heute nurmehr wenige Brauereien verblieben, doch hat das Umland in seinen Regionen Mittelfranken und Oberfranken weiterhin eine hohe Brauereidichte. Die dort ansässigen Kleinbrauereien genießen einen ausgezeichneten Ruf.
Die bekannteste Wurstspezialität der Stadt ist die Nürnberger Rostbratwurst. Bereits 1497 schrieb der Stadtrat Zutaten und Größe vor. Die geringe Größe von nur sieben bis neun Zentimetern scheint Ausdruck der hohen Preise in Nürnberg zur Zeit des Mittelalters gewesen zu sein. Doch ist das neben der typischen Majoran-Note das Geheimnis ihres Geschmacks, da wegen des günstigen Verhältnisses von Oberfläche zu Volumen das Grillaroma des Buchenfeuers besser angenommen wird. Sie wird entweder im Brötchen (ostfränkisch-nürnbergerisch „Weggla“) gegessen, mit Senf oder zu gekochtem Sauerkraut, dann allerdings – von den Einheimischen bevorzugt – mit Meerrettich, in Nürnberg „Kree“ genannt. Als „saure Zipfel“ bezeichnet man in Weißwein, Zwiebeln, Lorbeerblättern, Wacholderbeeren und Nelken gekochte Nürnberger Bratwürste.

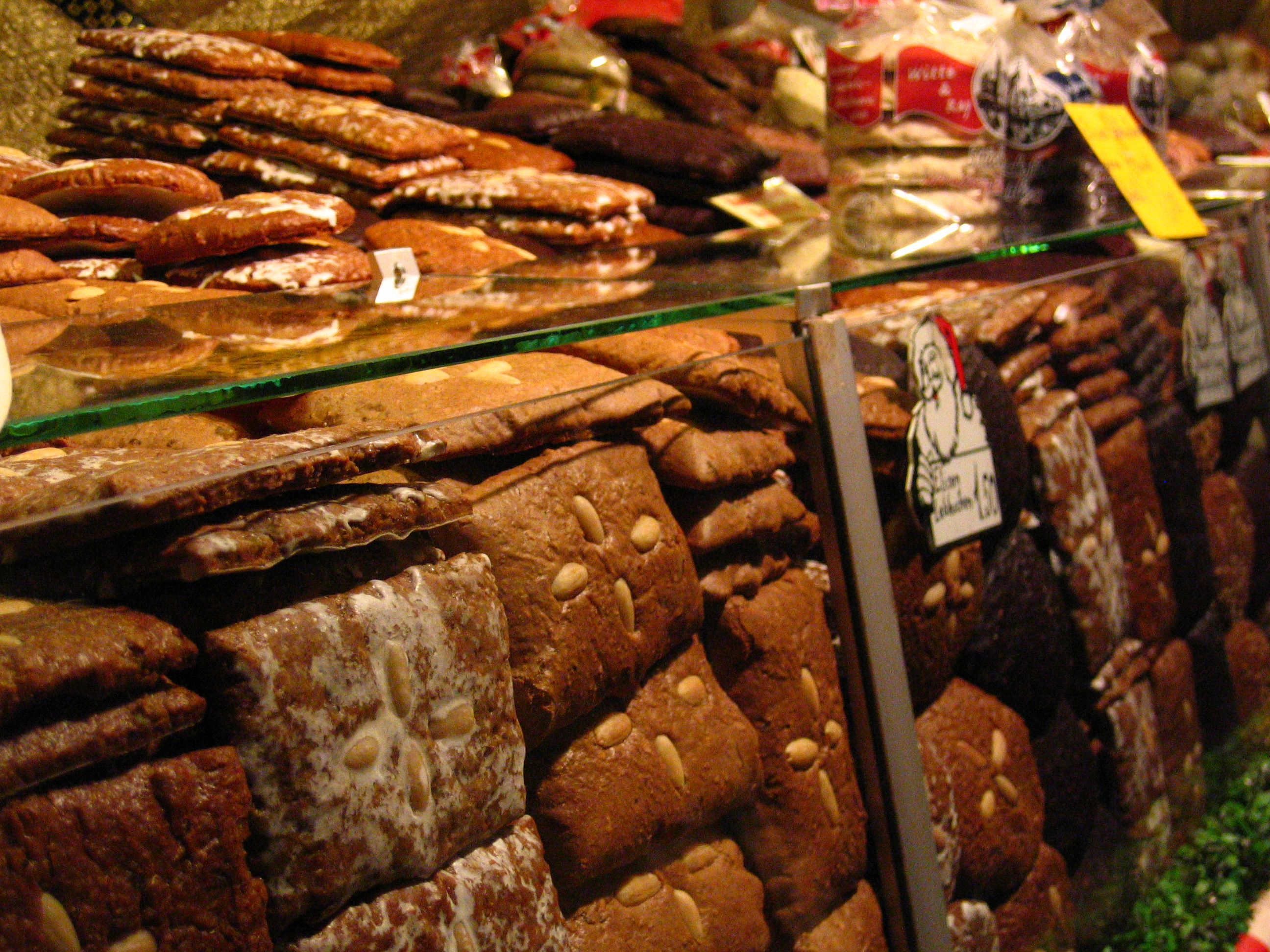
Nürnberger Lebkuchen

Daneben ist auch die Stadtwurst eine geschätzte Wurstspezialität Nürnbergs. Als „Stadtwurst mit Musik“ wird sie im Sommer in zahlreichen Biergärten, dünn aufgeschnitten auf einem Teller, mit fein gehackten Zwiebeln, einem mild-säuerlichen Essigdressing und einigen Scheiben Holzofenbrot serviert. Auch der Ochsenmaulsalat hat einen leicht säuerlich erfrischenden Geschmack, er wird durch weitere Zutaten zum Nürnberger Gwerch.
Als Süßwasserfisch wird der Karpfen gebacken oder blau aus der traditionellen Küche der Stadt und in der Region gegessen. Ein typischer Sonntagsbraten ist das Schäuferle mit rohen Klößen. Daneben wird der fränkische Sauerbraten geschätzt, dessen Soße mit einem Soßenlebkuchen verfeinert wird.
Die traditionelle Verwendung einer Vielzahl von Gewürzen ist wohl auf den ausgedehnten Fernhandel im Mittelalter zurückzuführen. Auch der überregional bekannte Nürnberger Lebkuchen steht für diesen Aromenreichtum. Seine Produktion in der Stadt ist seit dem 13. Jahrhundert belegt. Zur Kirchweih im Sommer werden traditionell Knieküchle gebacken.

## Bildung und Forschung

### Preis der Stadt Nürnberg
Alle ein bis zwei Jahre wird der Preis der Stadt Nürnberg an Personen mit herausragenden Leistungen in Kunst und Wissenschaft verliehen.

### Allgemeinbildende Schulen
Zum weiteren Bildungsangebot im Stadtgebiet gehören 20 Gymnasien (öffentlich und privat) und zwölf Realschulen (öffentlich und privat), von welchen fünf Gesamtschulen (öffentlich und privat) sind, sowie zwei Berufsoberschulen, sieben Fachoberschulen (öffentlich und privat) und zahlreiche Berufs-, Berufsfach-, Fach-, Mittel- und Grundschulen. Die Stadt Nürnberg betreibt ein Pädagogisches Institut, das die Schulen bei der Schulentwicklung unterstützt sowie einen Schulpsychologischen Dienst, die ihren Sitz im Haus der Pädagogik haben.

### Hochschulen

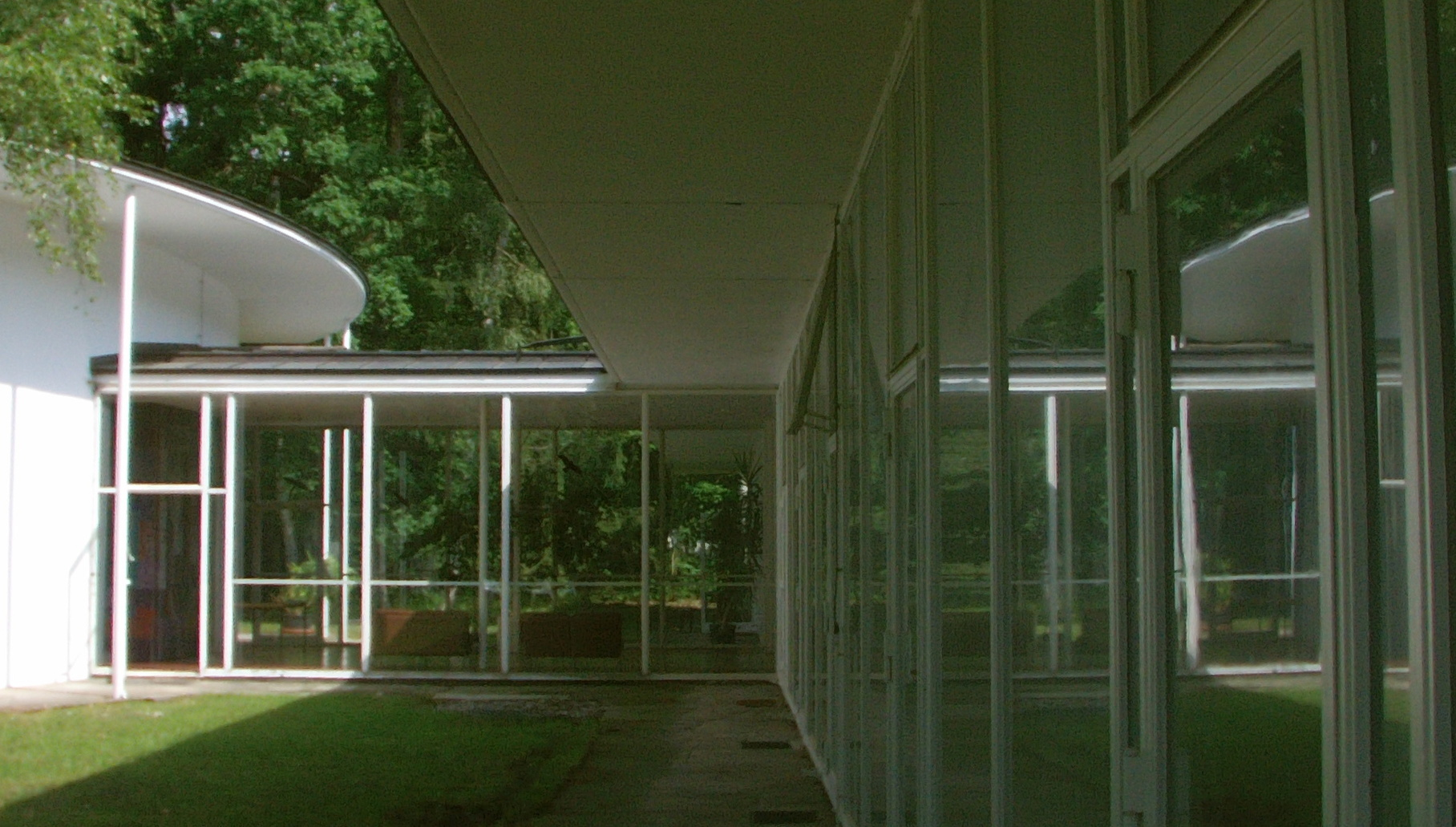
Akademie Nürnberg Außenaufnahme

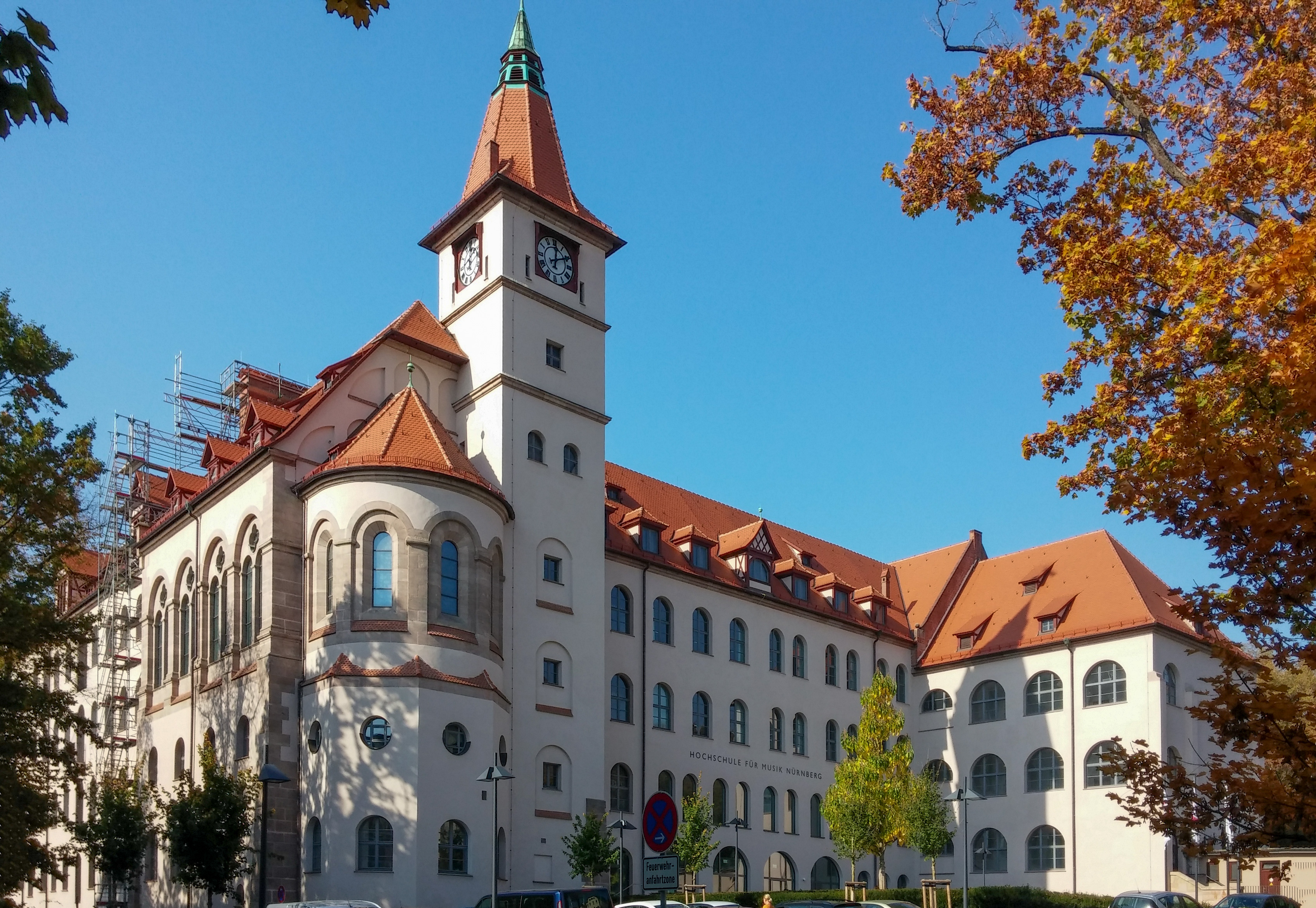
Hochschule für Musik

Nürnberg beherbergt zwei Universitäten, zwei Kunsthochschulen, zwei Fachhochschulen sowie zwei Studienzentren von Fernhochschulen mit insgesamt rund 26.000 Studenten im Wintersemester (WS) 2024/25.

#### Universität Altdorf
Im Mai 1526 wurde in Nürnberg das Gymnasium St. Egidien gegründet, aus dem nach nur neunjähriger Betriebszeit schließlich 1575 die vom Nürnberger Stadtrat gegründete Akademie Publica et trivialis schola und 1622 die Universität in Altdorf bei Nürnberg offiziell hervorging. Mit dem Übergang Nürnbergs 1806 und Erlangens 1810 an Bayern und im Zuge der neu gegründeten bayerischen Landesuniversitäten wurde die Altdorfina 1809 zugunsten des Erlanger Standortes geschlossen.

#### Akademie der Bildenden Künste Nürnberg (AdbKN)
Die Akademie der Bildenden Künste Nürnberg wurde 1662 von Bürgern gegründet und ist die älteste Kunstakademie im deutschsprachigen Raum. Sie residiert seit 1954 in von Sep Ruf entworfenen Bauten am Nürnberger Tiergarten und beherbergt seit der Erweiterung 2013 auch die Lehramtsstudenten. 2012 feierte die Akademie der Bildenden Künste ihr 350-jähriges Bestehen. Im WS 2012/2013 waren 317 Studenten eingeschrieben.

#### Friedrich-Alexander-Universität Erlangen-Nürnberg (FAU)
1918 wurde die Hochschule für Wirtschafts- und Sozialwissenschaften Nürnberg als Freie Hochschule für Handel, Industrie und allgemeine Volksbildung gegründet, 1920 ministeriell genehmigt und 1925 mit anderen Hochschulen gleichgestellt. An ihr begründete Wilhelm Vershofen das Konzept der Einheit von Wirtschafts- und Sozialwissenschaften als „Nürnberger Schule“. Ludwig Erhard studierte, forschte und lehrte hier. Die Hochschule wurde 1961 als „Wirtschafts- und Sozialwissenschaftliche Fakultät“ der FAU angegliedert und ist unter anderem im Campus am Maxtor beheimatet.
1809 wurde ein staatliches Schullehrerseminare des Königreich Bayern in Nürnberg eingerichtet, aber kurz darauf in das leerstehende Gebäude der vormals reichsstädtischen Universität Altdorf verlegt. Es folgten weitere Gründungen in Schwabach 1843, Erlangen und Neuendettelsau. 1951/54 beschloss der Freistaat Bayern die Akademisierung der Lehrerbildung und fasste die vorgenannten unter dem Namen „Institut für Lehrerbildung“ in Nürnberg zusammen. 1958 wurde daraus die Pädagogische Hochschule Nürnberg. 1972 wurde sie als Erziehungswissenschaftliche Fakultät der FAU eingegliedert, verblieb jedoch in Nürnberg und ist heute als Fachbereich Erziehungswissenschaften Teil der Philosophischen Fakultät.
Auf Nürnberg verteilt sich ca. ein Drittel der 39.868 (WS 2016/17) Studenten der FAU.

#### Hochschule für Musik Nürnberg (HFM)
Die 1998 gegründete Hochschule für Musik Nürnberg ist seit 2008 rein staatlich und geht zurück auf eine 1821 initiierte Städtische Singschule. Sie betreute im WS 2012/13 388 Studenten.

#### Technische Hochschule Nürnberg Georg Simon Ohm (THN)
Die Technische Hochschule Nürnberg Georg Simon Ohm wurde 1971 als Fachhochschule aus mehreren Vorläufern (älteste 1803) gegründet und beherbergte im WS 2016/17 13.054 Studenten.

#### Technische Universität Nürnberg (UTN)
Die Technische Universität Nürnberg ist eine im Aufbau befindliche Technische Universität. Sie wurde offiziell am 1. Januar 2021 gegründet. Seitdem werden Lehre und Forschung aufgebaut. Zudem entsteht im Nürnberger Stadtteil Lichtenreuth auf 37 Hektar Fläche ein komplett neuer Campus für die angestrebten 5000 bis 6000 Studierenden.

#### Weitere Hochschulen
Weitere Hochschuleinrichtungen sind die 1995 gegründete Evangelische Hochschule Nürnberg mit 1483 Studenten (WS 2015/16), ein Regionalzentrum der Fernuniversität in Hagen, ein Standort der FOM Hochschule, sowie der 2014 eröffnete zweite Standort der Paracelsus Medizinischen Privatuniversität auf dem Gelände des Klinikums Nürnberg.

### Erwachsenenbildung
Die Volkshochschule Nürnberg (BZ Nürnberg) bietet jährlich in den Bereichen Gesellschaft, Gesundheit, Beruf und Karriere, Sozial-integrative Bildung, Kultur, Sprachen, Planetarium und Lernwelten rund 6000 Veranstaltungen an. Neben dem Hauptstandort am Gewerbemuseumsplatz wird seit 2009 auch in Zusammenarbeit mit dem Amt für Kultur und Freizeit der so genannte Südpunkt betrieben.

### Bibliotheken und Archive

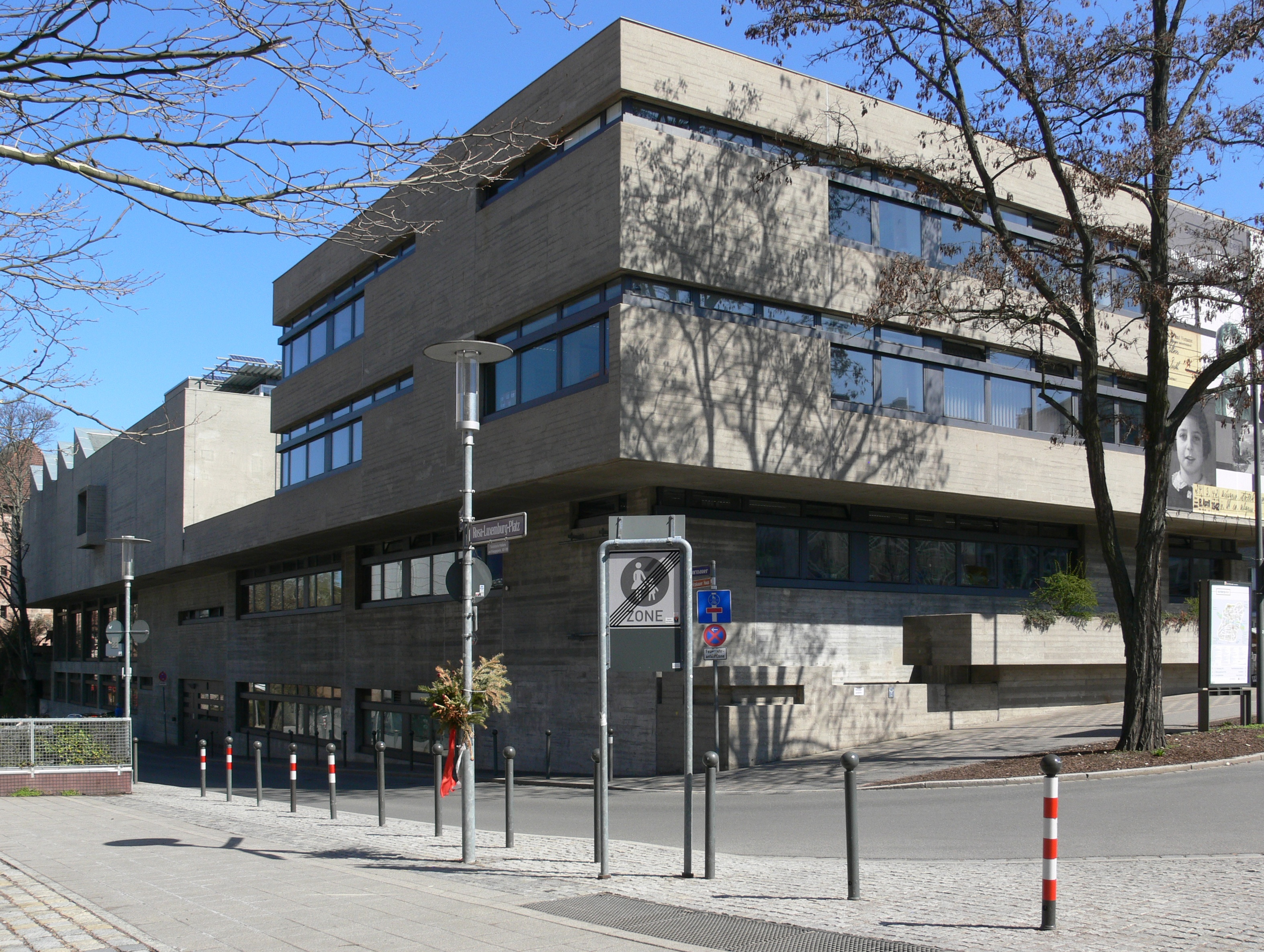
Das Stadtarchiv Nürnberg

Die Stadtbibliothek Nürnberg ist die älteste Stadtbibliothek im deutschen Sprachraum und ging aus der seit 1370 nachweisbaren Ratsbibliothek hervor. Sie umfasst die Zentralbibliothek am Gewerbemuseumsplatz, mehrere Spezialbibliotheken sowie Stadtteil- und Fahrbibliotheken. Nach Abschluss des Umbaus wurden die Musikbibliothek und die ehemalige Bibliothek im Pellerhaus am Egidienplatz mit dem bestehenden Angebot zu einer modernen Zentralbibliothek im Luitpoldhaus zusammengeführt. Insgesamt hat die Stadtbibliothek einen Bestand von mehr als 900.000 Medien. Sie besitzt zudem rund 3000 Handschriften, 2100 Inkunabeln und 77.000 alte Drucke.
Die Universitätsbibliothek Erlangen-Nürnberg betreibt auf dem Stadtgebiet ihre Wirtschafts- und Sozialwissenschaftliche Zweigbibliothek (WSZB) sowie die Erziehungswissenschaftliche Zweigbibliothek (EZB). Daneben bietet die Bibliothek der Technischen Hochschule Nürnberg Georg Simon Ohm über 200.000 Medien sowie die Bibliothek des Germanischen Nationalmuseums rund 500.000 Medien an, unter denen sich 3380 Handschriften und etwa 1000 Inkunabeln und 3000 Drucke des 16. Jahrhunderts finden.
Die wichtigen Archive in Nürnberg werden nach Trägerschaft unterschieden und sind das Stadtarchiv Nürnberg, das Staatsarchiv Nürnberg und das Landeskirchliche Archiv der Evangelisch-Lutherischen Kirche in Bayern. Von nationaler Bedeutung ist auch das Deutsche Kunstarchiv im Germanischen Nationalmuseum.

### Forschungseinrichtungen

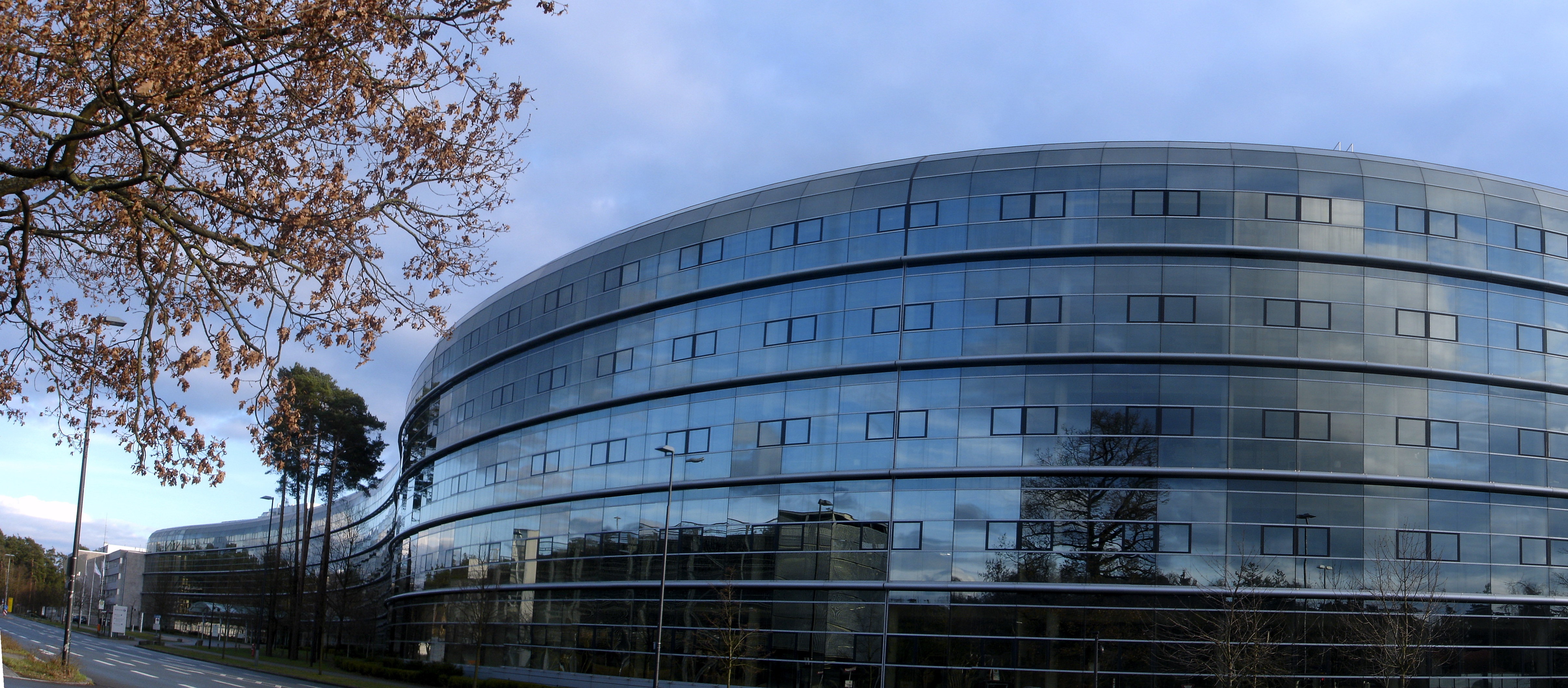
Der Air Campus am Nordostpark

Im Nordosten der Stadt unterhält die Firma Nokia (bis 2016 Alcatel-Lucent) das „Optical Center of Excellence“. Auf dem Campus befindet sich auch eine Forschungseinrichtung des Fraunhofer-Instituts für Integrierte Schaltungen (IIS).
Nürnberg ist ein Zentrum der Arbeitsmarkt- und Berufsforschung. Das Institut für Arbeitsmarkt- und Berufsforschung (IAB) und das Forschungsinstitut Betriebliche Bildung (f-bb) arbeiten in diesem Gebiet.
2009 beschloss die Bayerische Staatsregierung den Aufbau des Energie Campus Nürnberg (EnCN), der zunächst auf 5 Jahre mit 50 Millionen Euro gefördert werden soll. Im Energie Campus Nürnberg wurden bereits bestehende Forschungseinrichtungen auf dem Feld der Energieforschung der Friedrich-Alexander-Universität Erlangen-Nürnberg, der Technischen Hochschule Nürnberg Georg Simon Ohm, des Fraunhofer-Instituts für Integrierte Schaltungen, des Fraunhofer-Instituts für Integrierte Systeme und Bauelementetechnologie und des Fraunhofer-Instituts für Bauphysik sowie des Bayerischen Zentrums für Angewandte Energieforschung vernetzt und mit Forschungsmitteln ausgestattet. Der Energie Campus hat seinen Sitz auf dem ehemaligen AEG-Gelände im Stadtteil Muggenhof.

## Sport

### Ursprünge des Sports in Nürnberg
Seit dem 14. Jahrhundert entstanden in Nürnberg sportähnliche Gemeinschaften der Schützen und Fechter. 1434 richtete der Rat auf der Hallerwiese einen Sport-, Spiel-, Fest- und Schützenplatz ein, der als ältester Deutschlands gilt. 1628 wurde auf der Hinteren Insel Schütt das Fechthaus errichtet.
Die Geschichte des modernen Sports begann in Nürnberg erst Mitte des 19. Jahrhunderts. 1846 organisierte sich erstmals die Turnbewegung im Turn- und Sportverein 1846 Nürnberg. Der Turnverein Gleißhammer war der erste süddeutsche Turnverein, der 1893 den Bruch mit der bürgerlichen Turnbewegung vollzog und sich der neu entstandenen sozialdemokratischen Arbeitersportbewegung anschloss. Innerhalb kürzester Zeit entwickelte sich Nürnberg zum süddeutschen Zentrum des Arbeitersports.

### Entwicklung zur Sporthochburg

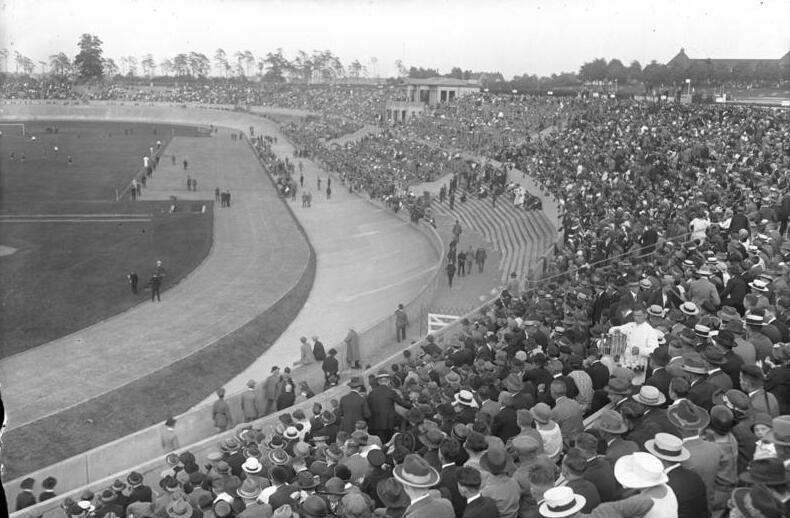
Das Meisterschaftsendspiel 1924 in Berlin, bei dem der 1. FCN das dritte Mal Deutscher Meister wurde

Die Dominanz Nürnberger Arbeitersportvereine in den 1920er und frühen 1930er Jahren war ein Teil von Nürnbergs Entwicklung zu einer Sporthochburg. Die Bedeutung des Nürnberger Fußballs war eine zweite wichtige Komponente. Der 1. FC Nürnberg (FCN) war der erfolgreichste deutsche Fußballverein dieser Zeit und errang zwischen 1920 und 1936 sechsmal die deutsche Meisterschaft. Mit neun Meistertiteln ist der FCN noch immer Vize-Rekordmeister. Spieler des 1. FC Nürnberg stellten phasenweise die Hälfte der Spieler der deutschen Fußballnationalmannschaft. In den 1920er Jahren baute die Stadt mit dem Städtischen Stadion (derzeit: Max-Morlock-Stadion) eine moderne Sportstätte mit Aschenbahn und angeschlossenem Schwimmbad.
Den Ruf als Sporthochburg ergänzten die Erfolge Nürnberger Vereine im Kraftsport, Ringen und besonders im Radsport. Allein zwischen 1890 und 1900 wurden 52 Radsportvereine gegründet. In Nürnberg wurde die erste Radrennbahn Bayerns errichtet, 1912 wurde die noch heute existierende Radrennbahn Reichelsdorfer Keller eröffnet. Besonders die Steherrennen erfreuten sich großer Popularität.
Nach dem Zweiten Weltkrieg konnte Nürnberg seinen Ruf als Sporthochburg nur noch in den 1950er und 1960er Jahren aufrechterhalten. Im Radsport und in der Leichtathletik brachte Nürnberg noch vereinzelt herausragende Sportler hervor. Im Handball dominierten die Frauen des 1. FC Nürnberg in den 1960er Jahren. Mit dem Abstieg der Fußballmannschaft des 1. FC Nürnberg 1969, unmittelbar nachdem 1968 letztmals die deutsche Fußballmeisterschaft errungen worden war, vollzog sich ein Wandel im Nürnberger Sport.
Seit Ende der 1970er Jahre bis 2005 fand in unregelmäßigen Abständen der Nürnberg-Marathon statt.

### Krise des Leistungssports
National und international erfolgreich wurden nur noch Randsportarten wie Faustball beim Turnverein Eibach 1903 oder Ringen beim SV St. Johannis 07 um Olympiasieger Pasquale Passarelli betrieben. Viele Sportvereine zogen sich aus dem Leistungssport zurück und widmeten sich dem Breitensport. Der Post SV Nürnberg wurde auf diese Art in den 1980er Jahren zum mitgliederstärksten deutschen Sportverein und ist 2006 noch zweitgrößter Sportverein Bayerns. Versuche, außer Fußball auch wieder anderen Leistungssport zu etablieren, endeten mit dem finanziellen Kollaps der Vereine. So musste sich der Turn- und Sportverein 1888 Nürnberg 1990 aus der 2. Handballbundesliga zurückziehen, nachdem er in den 1980er Jahren mehrmals in die 1. Bundesliga aufgestiegen war.

### Rückkehr zum Spitzensport

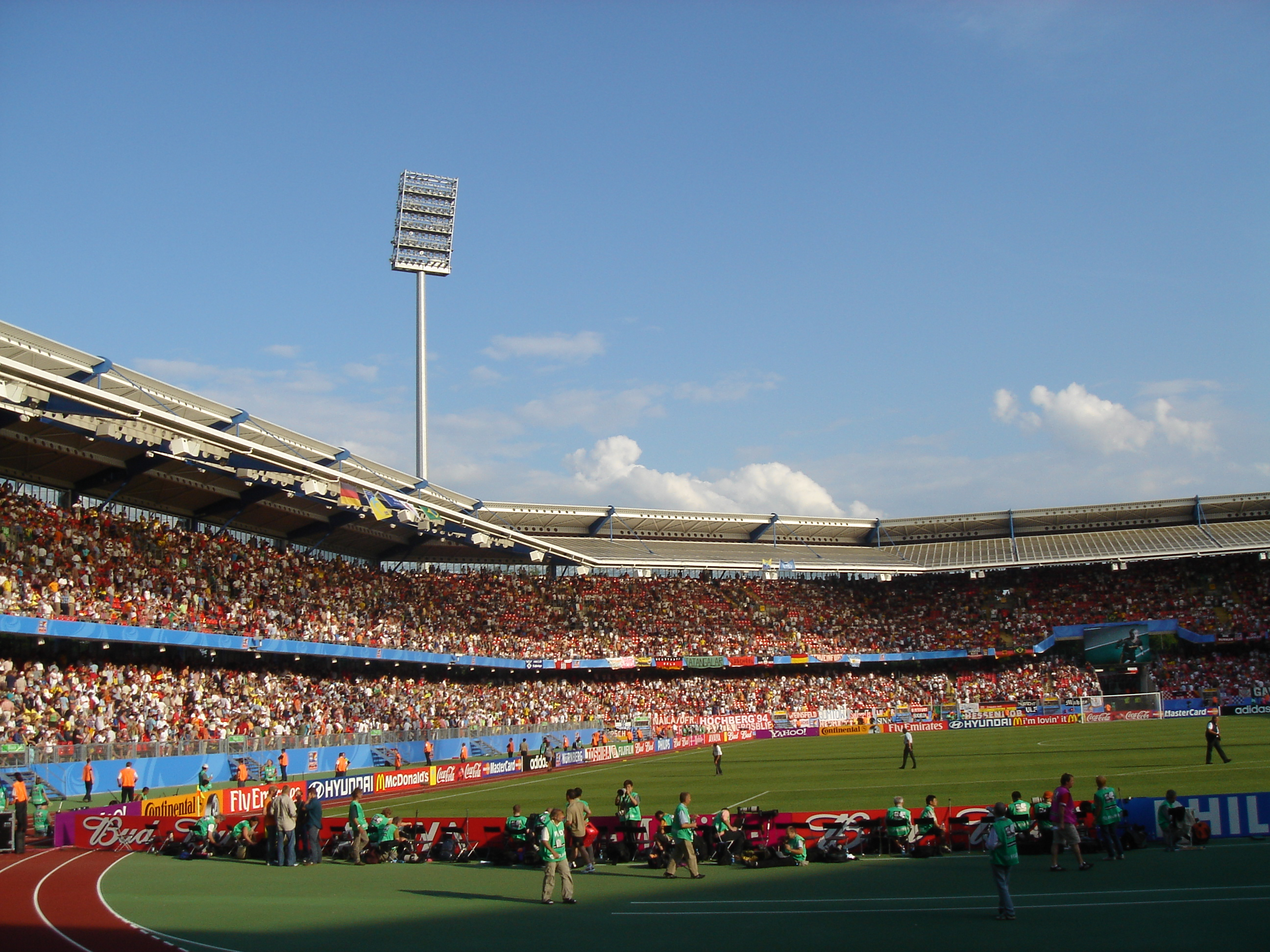
Das Max-Morlock-Stadion ist die Heimspielstätte des 1. FC Nürnberg.

In den 1990er Jahren und seit der Jahrtausendwende gelang es Nürnberger Vereinen jedoch, in allen populären Mannschaftssportarten erfolgreich zu arbeiten. So kehrte die Herrenfußballabteilung des 1. FC Nürnberg nach dem zwischenzeitlichen Abstieg in die Drittklassigkeit wieder in die 1. Bundesliga zurück. Nach 39 Jahren ohne Titel gewann der Club im Jahre 2007 den DFB-Pokal und spielte erstmals seit 19 Jahren wieder international. Die Handballfrauen des 1. FC Nürnberg konnten an ihre erfolgreiche Zeit in den 1960er Jahren anknüpfen und gewannen zuletzt 2008 die deutsche Meisterschaft. Im American Football spielten die Nürnberg Rams von 1983 bis 1998 in der 1. Bundesliga und errangen 1987, 1989, 1991 und 1996 die Meisterschaft in der Süd-Gruppe. Im Eishockey konnten sich die Nürnberg Ice Tigers als Spitzenverein in der höchsten Spielklasse etablieren. 1999 und 2007 wurden die Ice Tigers deutscher Vize-Meister. Um eine dauerhafte Grundlage für einen Verein in der höchsten Eishockeyspielklasse zu schaffen, wurde im Februar 2001 die bis zu 11.000 Zuschauer fassende Arena Nürnberger Versicherung eröffnet. In dieser Multifunktionsarena spielten von 2005 bis 2007 auch die Sellbytel Baskets Nürnberg, die in dieser Zeit der Basketball-Bundesliga angehörten. Die Arena wurde auch von den Brose Baskets aus Bamberg für die Austragung der Spiele in der EuroLeague genutzt, bevor diese ihre eigene Arena ausbauten. In Nürnberg gibt es nach dem Ende von Falke noch den Nürnberger Basketball Club in der zweiten Bundesliga Pro A. In der Feldhockey-Bundesliga ist seit 2007 der Nürnberger HTC vertreten. In der Hallenhockey-Bundesliga waren die Nürnberger sogar mit zwei Vereinen vertreten. Von 2007 bis 2009 spielte die HG Nürnberg erstklassig, der Nürnberger HTC ist seit 2008 in der 1. Liga vertreten. Die Herren des Tennis-Club 1. FC Nürnberg gehörten von 2005 bis 2007 wieder der Bundesliga an. Anfang 2006 kehrte die Ringerstaffel des SV St. Johannis 07 zurück in die 1. Bundesliga, der sie bis Ende 2008 angehörten. Nach nur einem Jahr Abstinenz kehrte die Staffel (als ungeschlagener 2. Ligameister) wieder zurück in die 1. Bundesliga, bis zum sportlichen Abstieg 2012. Seit der Saison 2017 gehört die Ringerstaffel wieder der 1. Bundesliga an und hat sich zu einer festen Größe im Oberhaus etabliert. Die Rückkehr Nürnbergs in die Riege der Sporthochburgen wurde 2004 mit der Gründung der Deutschen Akademie für Fußball-Kultur untermauert, die seitdem den Zwischenraum zwischen dem sportlichen Aspekt des Fußballs und dem Feuilleton besetzt.
Innerhalb des TSC (Tanz-Sport-Club) Rot-Gold-Casino e. V. Nürnberg gibt es eine kleine, aber sehr erfolgreiche Abteilung Rollstuhltanz. Eines der Paare (Claudia Maierl und Christian Feeß) vertritt den Verein auf nationalem und internationalem Parkett. Es ist Deutscher Meister der Klasse LWD1 2005, 2006, 2008 und 2009. Eine der Standardformationen des TSC Rot-Gold-Casino Nürnberg hat eine Standardformation, welche in der 1. Bundesliga tanzt. Eine der ebenfalls dort ansässigen Lateinformationen tanzt in der 2. Bundesliga.
In Nürnberg wird seit 2013 mit dem WTA Nürnberg ein internationales Tennisturnier ausgetragen.

### Sportvereine
Der 1. FC Nürnberg ist mit über 37.000 Mitgliedern (Stand: Juli 2025) der größte Sportverein der Stadt und einer der größten in Deutschland. Dahinter liegt der Post SV Nürnberg als größter reiner Sportverein mit rund 16.000 (Stand: 2023) knapp vor der Sektion Nürnberg mit 13.487 (Stand: 31. Dezember 2024).
Die Nürnberger Sektionen des Deutschen Alpenvereins sind: die am 14. Dezember 1869 gegründete Sektion Nürnberg mit 13.487 Mitgliedern, die 1904 gegründete Sektion Noris mit 2.189 Mitgliedern, die 1904 gegründete Sektion Frankenland mit 745 Mitgliedern, die 1908 gegründete Sektion Gipfelstürmer 08 mit 0 Mitgliedern, und die 1938 gegründete Sektion Deutscher Ski-Club Nürnberg mit 2 Mitgliedern (Stand jeweils: 31. Dezember 2024). Diese unterhalten Schutzhütten in den Alpen und anderen Gebirgen, teilweise auch Kletteranlagen sowie Höhenwege, die „Sektion Noris“ den Norissteig und den Höhenglücksteig.

## Wirtschaft

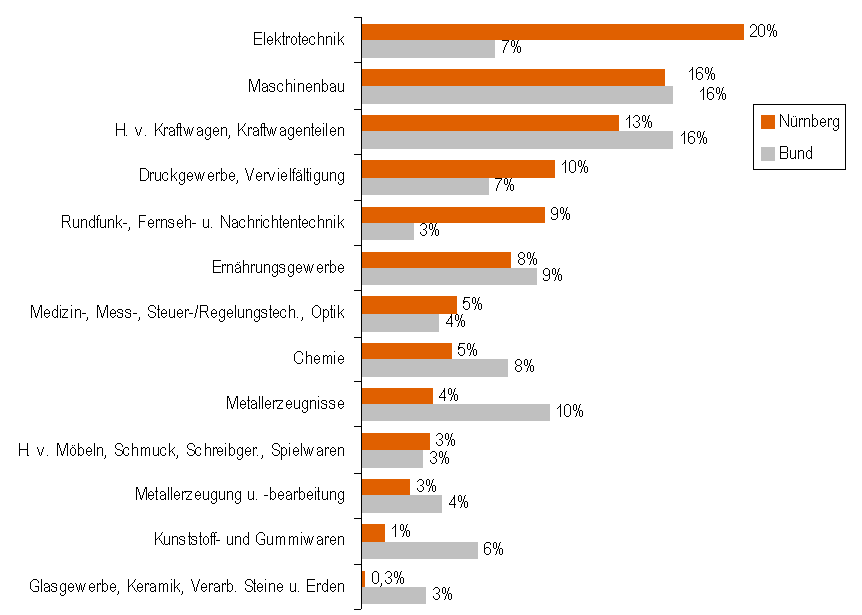
Industriestruktur der Stadt Nürnberg im Vergleich zum Bund (2005)

Über Standortkompetenzen verfügt Nürnberg insbesondere in den Bereichen Informations- und Kommunikationstechnik, Marktforschung, Druck, Energie und Leistungselektronik sowie Verkehr und Logistik. Für das Jahr 2015 fand auf dem Stadtgebiet eine Bruttowertschöpfung zu Marktpreisen von etwa 27 Milliarden Euro statt. Dazu trug der Dienstleistungsbereich zu etwa 77 Prozent und das produzierende Gewerbe zu 23 Prozent bei. Die Arbeitslosenquote lag etwa auf Bundesdurchschnitt, jedoch deutlich über dem Schnitt in Bayern. Der Einzelhandelsumsatz beträgt 3,579 Milliarden Euro (Stand: 2023), was pro Kopf gerechnet der dritthöchste Wert nach München und Düsseldorf in Deutschland ist.
Im Jahre 2021 erbrachte Nürnberg, innerhalb der Stadtgrenzen, ein Bruttoinlandsprodukt (BIP) von 32,3 Milliarden € und belegte damit Platz 9 innerhalb der Rangliste der deutschen Städte nach Wirtschaftsleistung. Das BIP pro Kopf lag im selben Jahr bei 63.000 € und damit an 9. (größenbereinigt an 7.) Stelle der 20 größten deutschen Städte. In der Stadt gab es 2023 ca. 318.800 erwerbstätige Personen. Die Arbeitslosenquote lag im August 2024 bei 5,8 % und damit über dem bayerischen Durchschnitt von 3,9 %.
Im Zukunftsatlas 2019 belegte die kreisfreie Stadt Nürnberg Platz 61 von 402 Landkreisen, Kommunalverbänden und kreisfreien Städten in Deutschland und zählt damit zu den Orten mit „hohen Zukunftschancen“.

### Landwirtschaft und Bodenschätze
Mit dem Knoblauchsland verfügt Nürnberg im Norden über ein großes Gemüseanbaugebiet von überregionaler Bedeutung, das vor allem für seinen Spargelanbau bekannt ist. Des Weiteren befindet sich in der Umgebung des eingemeindeten Worzeldorf ein Sandsteinvorkommen aus Worzeldorfer Sandstein, das für Nürnberg große kunsthistorische Bedeutung hat, da zahlreiche Bauwerke aus diesem Baustoff errichtet wurden. Der auf gemeindefreiem Gebiet um Nürnberg befindliche Nürnberger Reichswald ist seit Jahrhunderten ein Lieferant von Holz; auch befinden sich hier große Tagebaue für Bausand.

### Lebensmittel
Unter der gesetzlich geschützten Herkunftsbezeichnung Nürnberger Lebkuchen werden von verschiedenen Herstellern im Nürnberger Stadtgebiet Lebkuchen produziert und weltweit vermarktet.
Bekannte Unternehmen sind Haeberlein-Metzger und Lebkuchen-Schmidt.
Ebenfalls sehr bekannt ist die Original Nürnberger Rostbratwurst, die ebenso eine geschützte Herkunftsbezeichnung ist. Des Weiteren hat die Gerstacker Weinkellerei Likörfabrik GmbH, der Weltmarktführer bei der Produktion von Glühwein, ihren Sitz in Nürnberg.

### Industrie

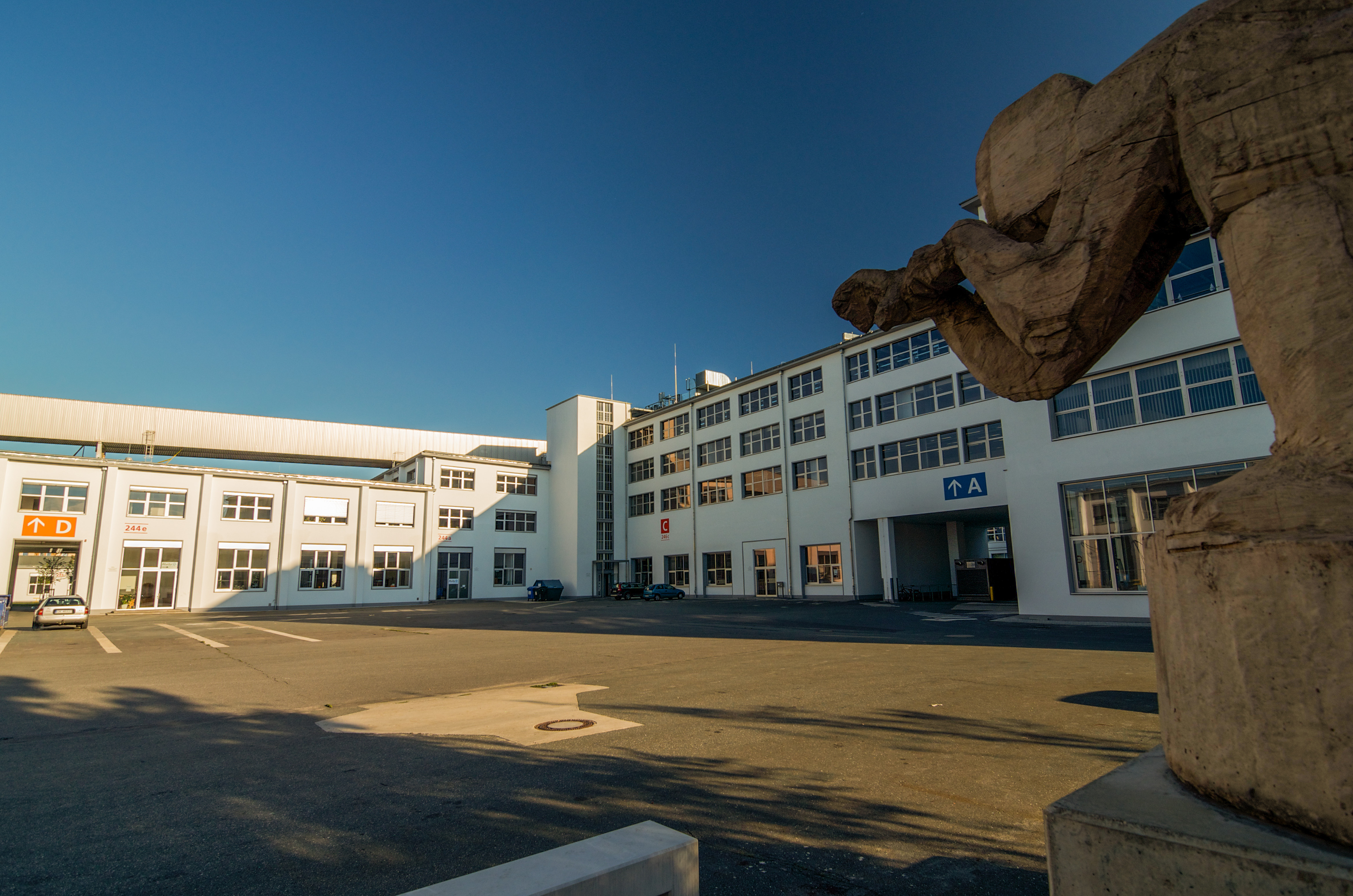
Ein Teil des ehemaligen AEG-Industriegeländes in Muggenhof ist heute als Auf AEG Kulturwerkstatt und Bürofläche.

Nürnberg ist ein Zentrum in den Bereichen Informations- und Kommunikationsindustrie, Verkehr und Logistik, Energietechnologie und Leistungselektronik. Noch vor Hamburg ist Nürnberg der bedeutendste Druckstandort Deutschlands.
Dennoch musste Nürnberg ab den 1980er-Jahren immer wieder Werkschließungen und die Verlagerung von Arbeitsplätzen hinnehmen. Besonders betroffen war davon die Sparte Maschinenbau und Haushaltselektronik. So wurde das Gelände von MAN im Süden Nürnbergs im Laufe der Zeit stetig verkleinert. Ende der 1990er Jahre wurden bei Tochtergesellschaften und Ausgründungen 3000 Mitarbeiter entlassen. Mitte der 1980er Jahre begann der Niedergang des Büromaschinenherstellers Triumph-Adler. 2003 gingen im Rahmen der Auflösung des Grundig-AG-Konzerns rund 1300 Stellen in Nürnberg verloren. Zwischen der ersten Hälfte des Jahres 2006 und März 2007 schloss das Nürnberger AEG-Werk mit einem Verlust von 1750 Stellen.
Bedeutende Industrieunternehmen in Nürnberg sind der Diehl-Konzern, Leoni, Innomotics und die Leistritz Group.

### Dienstleistungen

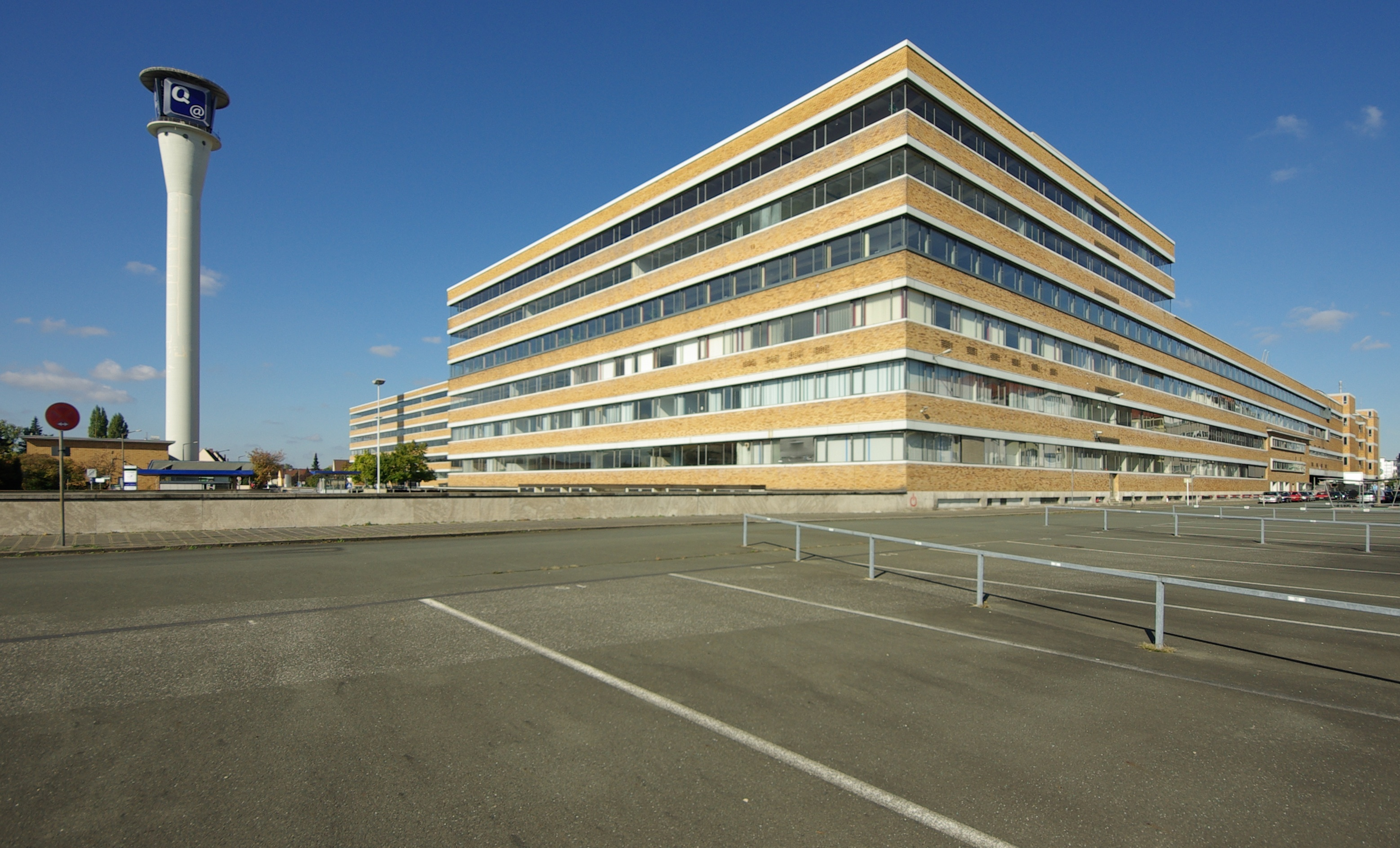
Das Großversandhaus des ehemaligen Quelle-Konzerns

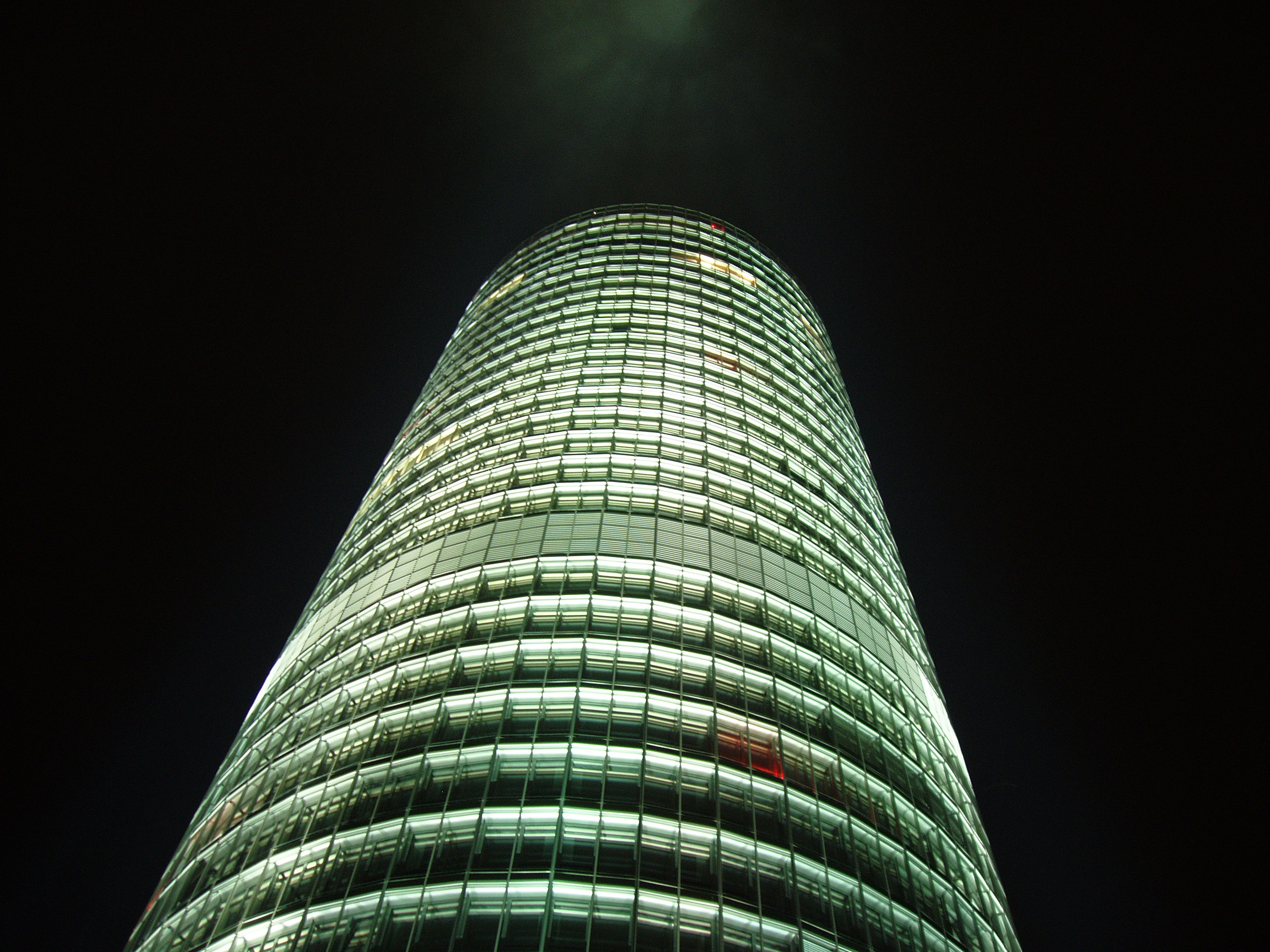
Der Nürnberger Business Tower, das zweithöchste Bürogebäude Bayerns

Im Bereich der Marktforschung ist Nürnberg bundesweit führend: jeder dritte deutsche Marktforscher arbeitet hier. So verfügt Nürnberg beispielsweise mit der Nürnberger Versicherung, der DATEV oder der Gesellschaft für Konsumforschung über mehrere Großunternehmen im Dienstleistungssektor. Darüber hinaus ist Nürnberg ein bedeutender Standort für Callcenter und für Unternehmen aus dem Bereich Neue Medien. So haben hotel.de und Immowelt hier ihren Sitz. Der ehemals weltgrößte Versandhaus-Konzern Quelle GmbH ging im Juni 2009 in Insolvenz und wurde ab Oktober aufgelöst. 3700 Mitarbeiter wurden in Nürnberg und Fürth arbeitslos, weitere Arbeitsplatzverluste gibt es bei Dienstleistern wie DHL und Zulieferern.

### Gewerbegebiete bzw. Gewerbeparks
Insbesondere seit den 2000er Jahren sind in Nürnberg zahlreiche Gewerbegebiete und Gewerbeparks entstanden. Grund für die Schaffung war oft eine innerstädtische Raumneuordnung, da ehemalige Industriegebiete nach dem Weggang der Industrie aufgelassen worden waren.
- Eurocom im Stadtteil Langwasser
- FrankenCampus auf dem ehemaligen MAN-Verwaltungsgelände an der Frankenstraße in der Südstadt
- Gewerbegebiet Altenfurt
- Gewerbegebiet Moorenbrunn: Hier hat die Siemens AG ein großes Verwaltungszentrum geschaffen.
- Gewerbepark Nürnberg-Feucht auf einem ehemaligen amerikanischen Flugfeld nördlich der Munitionsanstalt
- Hansapark im Stadtteil Schweinau
- Herkules-Park an der Nopitschstraße auf dem früheren Gelände der Hercules-Werke, später befanden sich dort die SACHS-Motorrad-Werke.
- HighTech Center Nürnberg
- Maxtorhof in der Pirckheimerstraße, ehemals stand dort die Bleistiftfabrik Schwan-Stabilo.
- Nordostpark
- Nürbanum in der Allersberger Straße, ehemals Felten & Guilleaume/TeKaDe, später Philips Kommunikations Industrie (PKI)
- Südwestpark im Stadtteil Gebersdorf
- TA-Gelände an der Fürther Straße. Früher Standort des Motorradherstellers Triumph Werke Nürnberg und der Triumph/Adler-Schreibmaschinenwerke
- Tilly-Park an der Gustav-Adolf-Straße auf dem Gelände der ehemaligen Bundeswehr-Infanteriekaserne
- VDM-Areal im Stadtteil Schweinau

### Messe

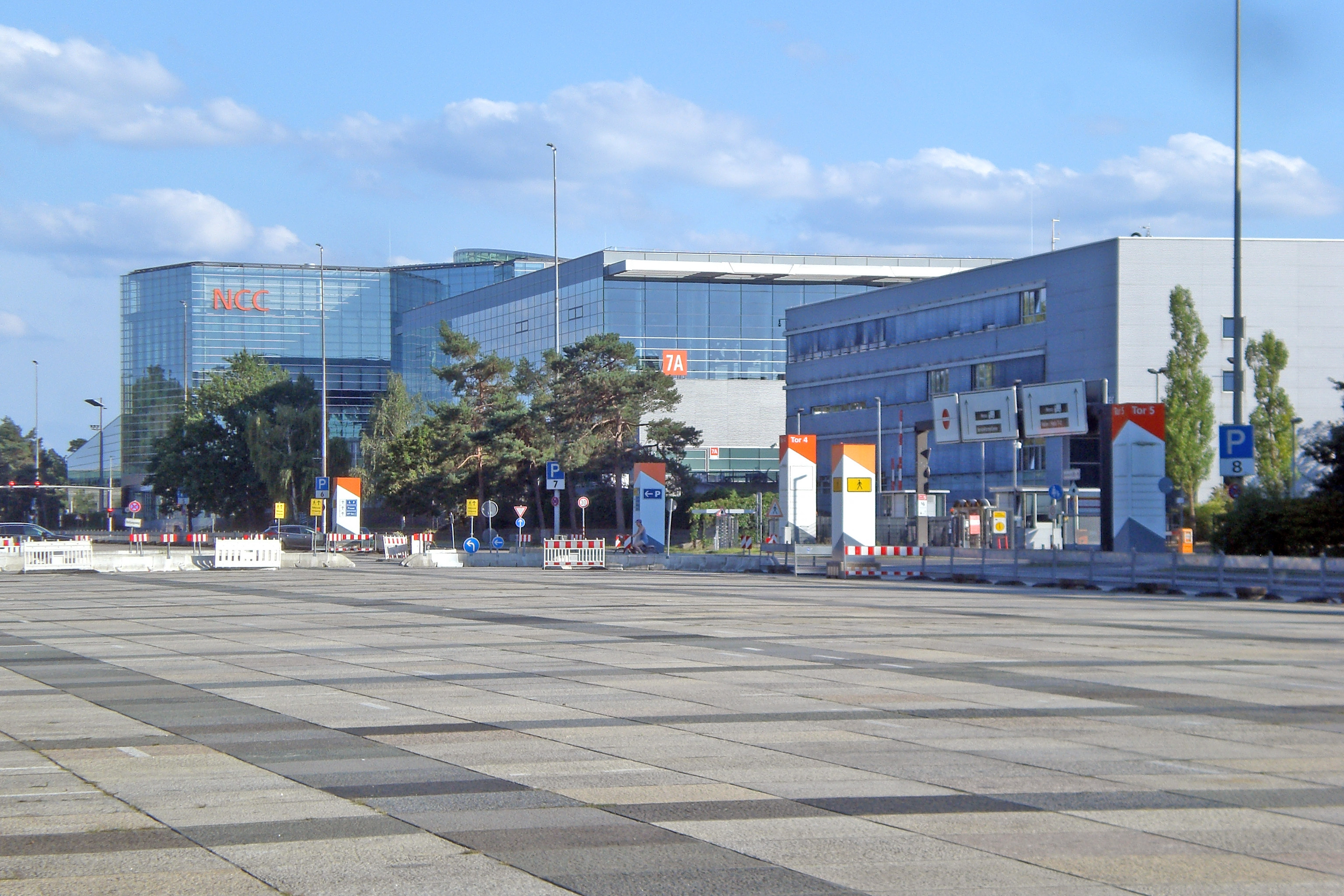
Messe Nürnberg (2024)

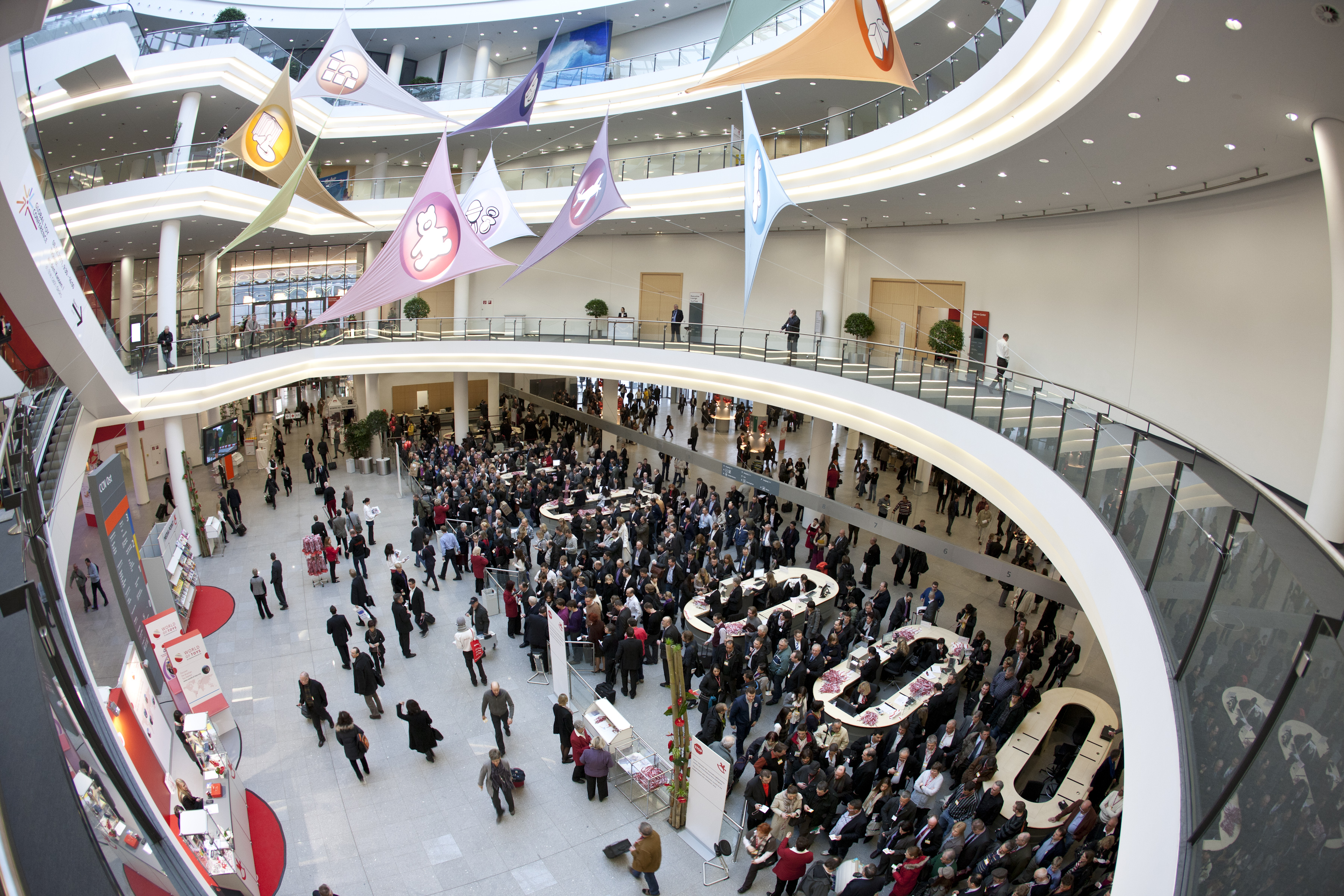
Die Internationale Nürnberger Spielwarenmesse auf dem Messegelände

Die Messe Nürnberg ist einer der bedeutendsten Kongress- und Messestandorte Deutschlands und gehört zu den 15 größten Messen der Welt. Hier finden unter anderem jährlich Fachmessen, wie die Spielwarenmesse oder die BIOFACH, sowie Publikumsveranstaltungen (beispielsweise die Consumenta) statt.

### Medien

#### Zeitungen, Zeitschriften und regelmäßige Publikationen
Die großen Nürnberger Tageszeitungen sind die Nürnberger Nachrichten (NN), die Nürnberger Zeitung (NZ) sowie die Bild-Zeitung Nürnberg. Von der Stadt selbst herausgegeben wird die anspruchsvoll gestaltete Zeitschrift Nürnberg Heute; sie beleuchtet Stadtgeschehen und -entwicklung. Bundesweit erscheint das Sportmagazin Kicker des Nürnberger Olympia-Verlags.

#### Rundfunk

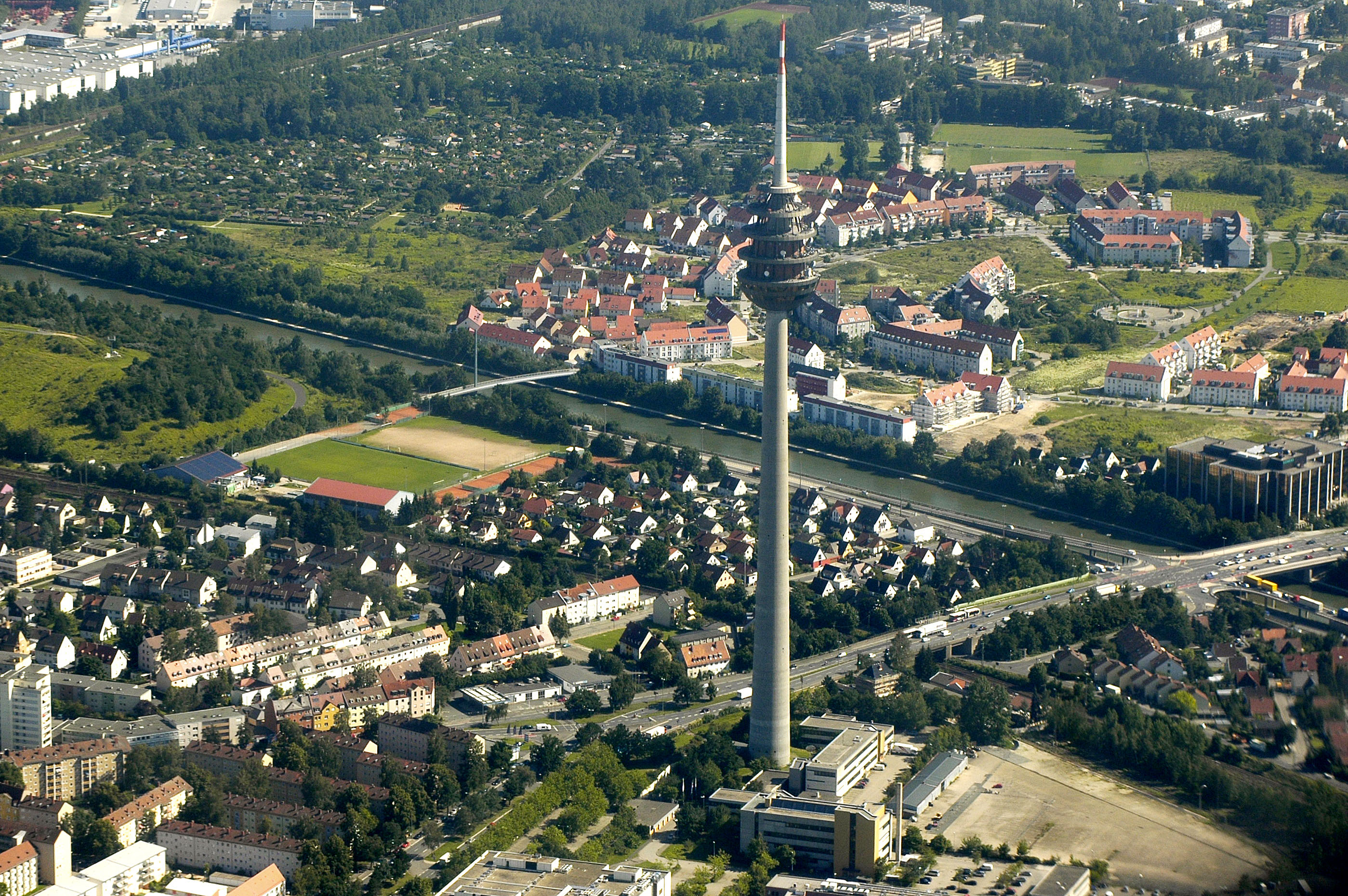
Der Fernmeldeturm in Schweinau, dritthöchster Fernsehturm Deutschlands

Der Bayerische Rundfunk betreibt in Nürnberg das Studio Franken, welches für die Hörfunk- und Fernsehberichterstattung aus einem großen Teil Frankens zuständig ist. Der private Fernsehsender Franken Fernsehen hat sein Programm auf den Großraum Nürnberg-Fürth-Erlangen sowie ganz Mittelfranken und die westliche Oberpfalz ausgerichtet. Seit dem März 2006 betreibt der IT-Outsourcer Atos den Leitstand des Rechenzentrums für Sky Fernsehen GmbH in Nürnberg. Es gibt zahlreiche kommerzielle und nichtkommerzielle lokale Radiosender. Als Funkhaus Nürnberg firmieren mehrere private Hörfunkstationen. Das französische Radiounternehmen NRJ betreibt mit NRJ Nürnberg einen weiteren lokalen Radiosender. Unter dem Namen Radio Z wird darüber hinaus ein freier Hörfunksender betrieben, der sich durch Spenden und über einen gemeinnützigen Verein finanziert.
Seit dem 30. Mai 2005 werden 24 Fernsehsender digital im DVB-T-Format vom Fernmeldeturm Nürnberg ausgestrahlt.

### Druck
Nürnberg ist ein bedeutender Druckstandort in Deutschland. Im Jahr 2016 sorgten über 1955 Beschäftigte in 20 Betrieben für einen Umsatz von mehr als 400 Millionen EUR. Die größten Druckereien Nürnbergs sind die Firmen Prinovis (vormals maul-belser) und die Schlott Gruppe AG mit ihren Unternehmen „u. e. sebald Tiefdruck“ und „heckel Rollenoffset“ (gehört seit 1. Oktober 2005 zu Konradin-Druck). Heute sind die c’t (mit 247.142 Exemplaren), das Kicker-Sportmagazin (mit 61.130/55.739 Exemplaren) und die Nürnberger Nachrichten, eine der größten deutschen Regionalzeitungen mit einer Auflage von 178.925 Exemplaren, bedeutend.

## Verkehr und Infrastruktur

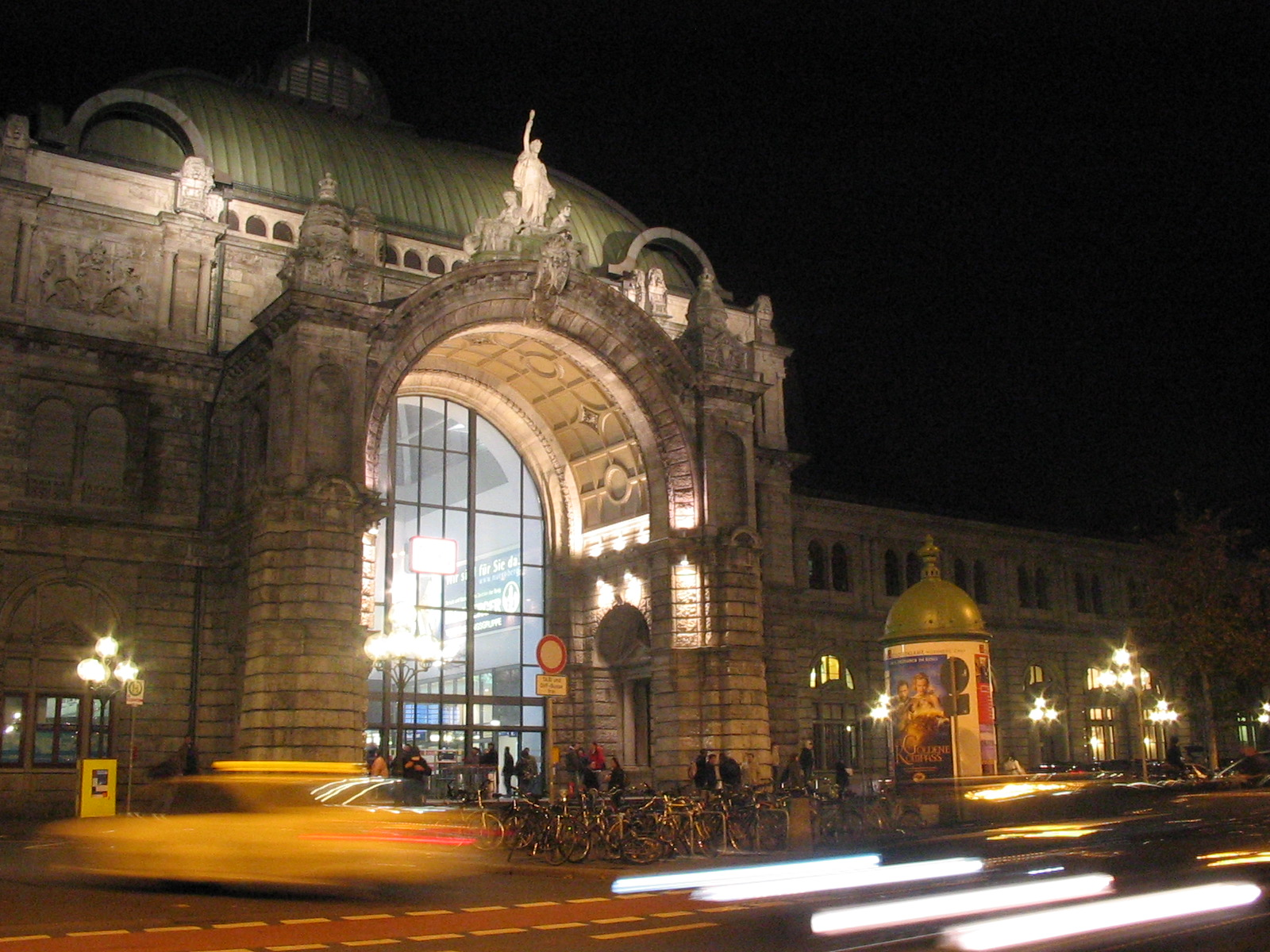
Der Nürnberger Hauptbahnhof im Stil des Neobarock

### Öffentlicher Verkehr

#### Fernverkehr

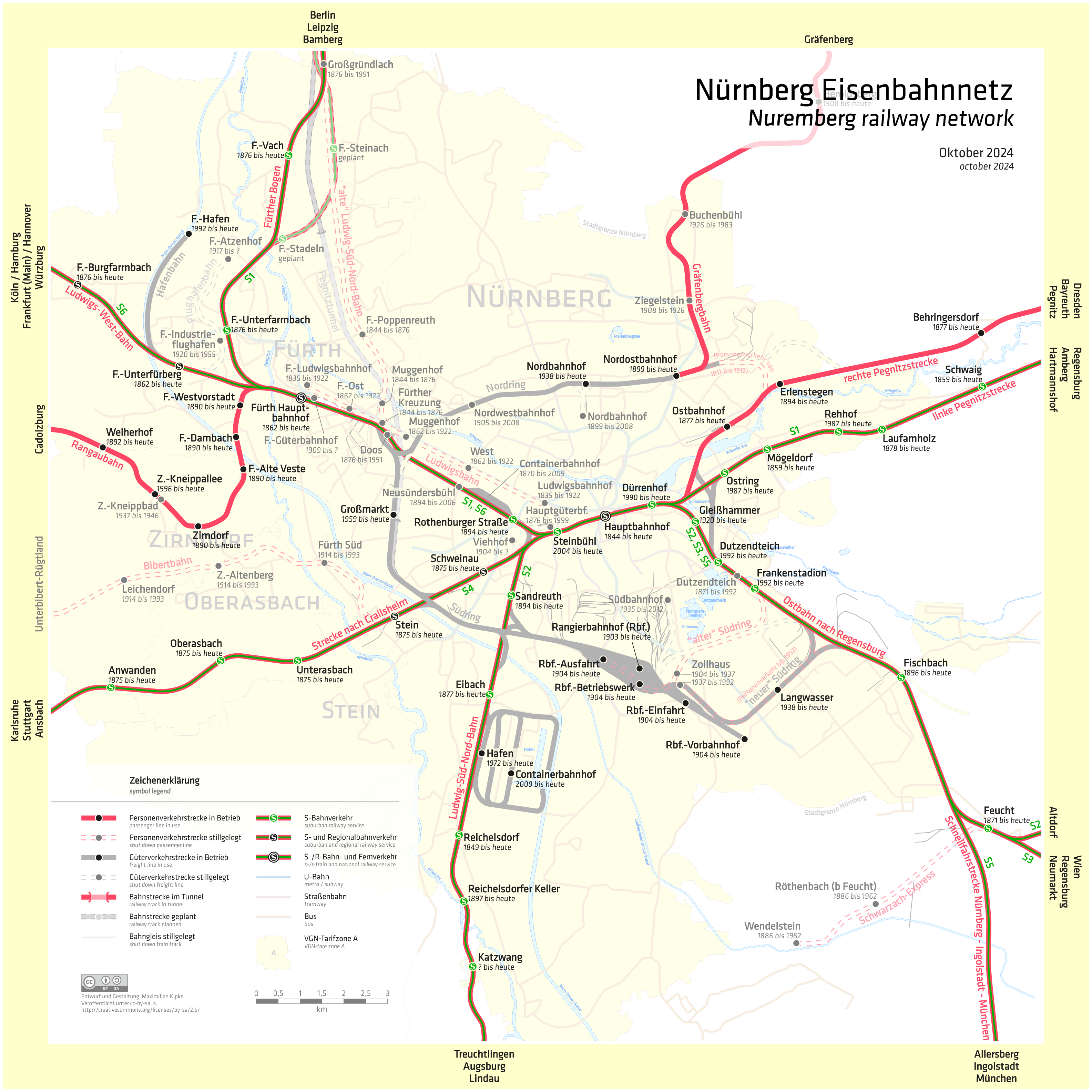
Der Eisenbahnknoten Nürnberg

Als größter Dienstleister für den landgebundenen öffentlichen Verkehr tritt die Deutsche Bahn auf. Der Hauptbahnhof Nürnberg wirkt als Drehkreuz für den Schienenfernverkehr in Nordbayern. Nürnberg liegt im Schnittpunkt mehrerer ICE- und IC- sowie einzelner Nachtzug-Linien.
Die wichtigsten sind:
- Bremen/Hamburg – Hannover – Fulda – Würzburg – Nürnberg – München
- Hamburg – Berlin – Halle/Leipzig – Erfurt – Nürnberg – München
- Ruhrgebiet – Frankfurt am Main – Würzburg – Nürnberg – München/Regensburg – Passau – Linz – Wien
- Karlsruhe – Stuttgart – Nürnberg (– Jena – Leipzig)
- Mannheim – Heidelberg – Nürnberg – Prag (Fernverkehrs-Ersatz)
- Brüssel/Düsseldorf – Köln – Frankfurt am Main – / Hamburg – Hannover – Würzburg – Nürnberg – München – Innsbruck/Regensburg – Passau – Linz – Wien
- Salzburg – München – Augsburg – Nürnberg – Würzburg – Frankfurt am Main – Hamburg – Husum – Sylt

Nachdem vom ZOB Nürnberg bis Anfang des Jahres 2013 hauptsächlich osteuropäische Ziele per Fernbus angefahren wurden, bieten die seit der Liberalisierung des Marktes neu auftretenden Fernbusanbieter wie z. B. Flixbus inzwischen auch viele innerdeutsche Verbindungen von Nürnberg aus und nach Nürnberg an.

#### Regionalverkehr

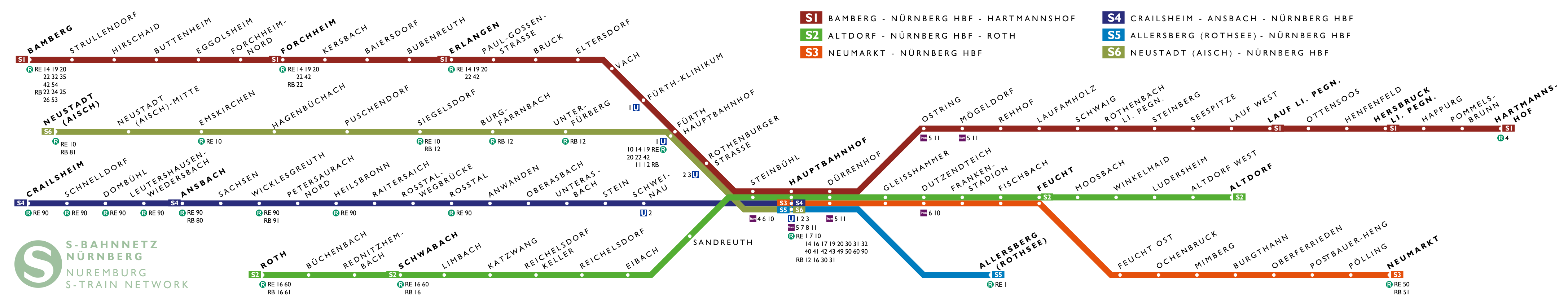
S-Bahn-Netz Nürnberg als Linienband

Das Fernverkehrsnetz wird durch zahlreiche Regionalverbindungen ergänzt. Regional-Express- und Regionalbahn-Züge bedienen die Eisenbahnstrecken in Richtung Amberg, Ansbach, Bamberg, Kitzingen, Neumarkt in der Oberpfalz, Pegnitz und Treuchtlingen.
Auf der seit dem 10. Dezember 2006 vollständig in das Fernverkehrsnetz integrierten Schnellfahrstrecke Nürnberg–Ingolstadt verkehrt neben den normalen ICE-Zügen mit dem München-Nürnberg-Express der schnellste Regional-Express Deutschlands.
Ein einheitliches Preissystem erlaubt die Benutzung regionaler und städtischer Verkehrsmittel mit ein und derselben Fahrkarte. Die Tarife des Verkehrsverbund Großraum Nürnberg (VGN) gelten in ganz Mittelfranken und Oberfranken sowie in Teilen von Unterfranken und der Oberpfalz.

#### Stadtverkehr

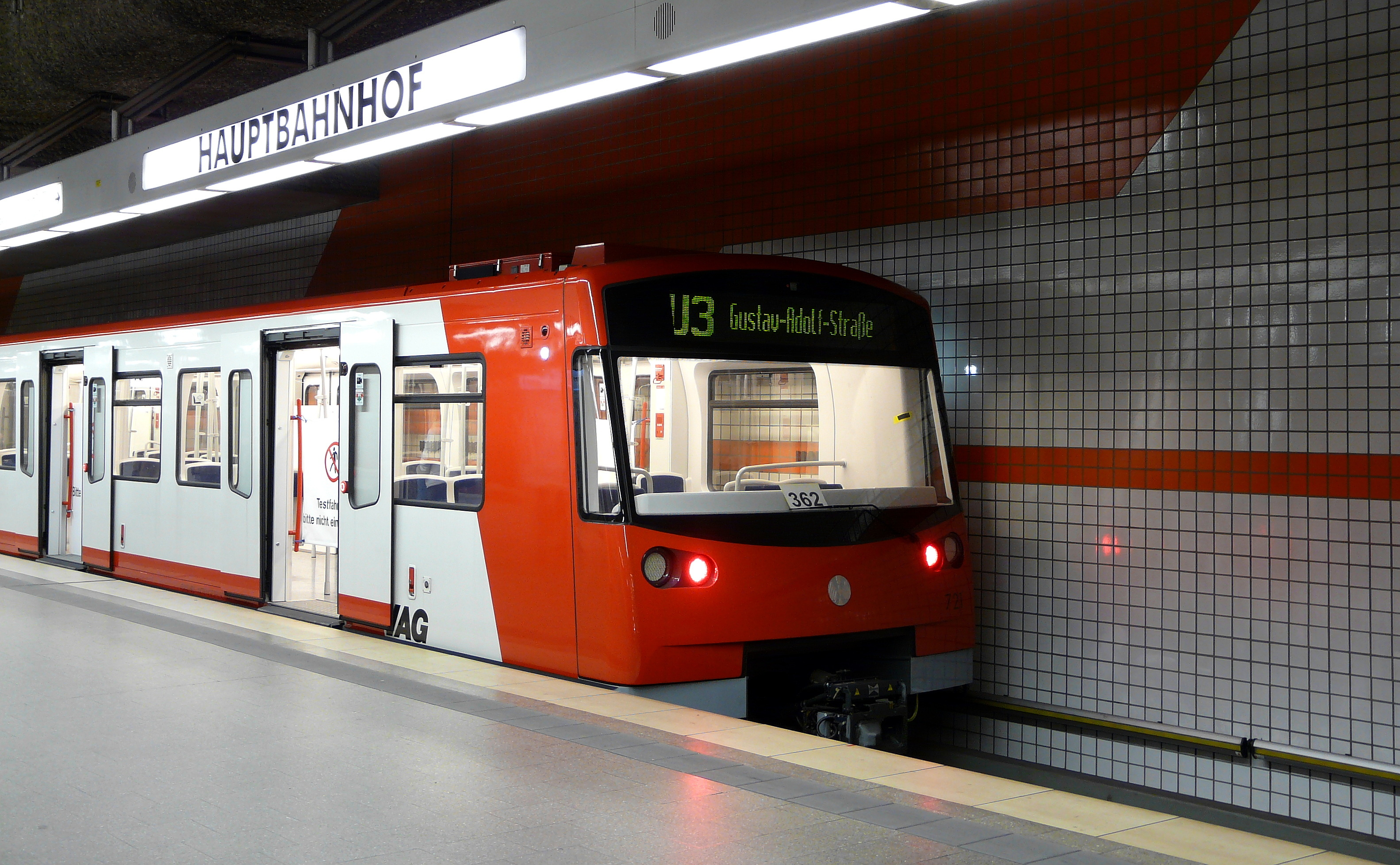
Die automatische Nürnberger U-Bahn

Die städtischen Linien des öffentlichen Nahverkehrs werden durch die Verkehrs-Aktiengesellschaft Nürnberg (VAG) betrieben. Rückgrat des Verkehrs bildet das Schienennetz, bestehend aus drei U-Bahn- und sieben Straßenbahnlinien. Die sechs S-Bahn-Linien der Deutschen Bahn dürfen ebenfalls zum Teil dem Stadtverkehr zugerechnet werden, da sie einen nennenswerten Anteil des Nürnberger Binnenverkehrs bewältigen. Die 54 Stadtbuslinien erschließen die nicht mit U-, S- oder Straßenbahn angebundenen Stadtteile. Am Wochenende und vor Feiertagen bedienen zusätzlich Nachtbusse, sogenannte NightLiner, und mehrere S-Bahnlinien das Stadtgebiet und die angrenzenden Regionen.
Nach dem Generalverkehrsplan 1972 und der ÖPNV-Planung 1993 arbeitet die Stadt Nürnberg zusammen mit einem externen Ingenieurbüro seit 2008 an einem Nahverkehrsentwicklungsplan 2025+ (NVEP 2025). Ziel dabei ist es, einen attraktiven Ausbauplan für den Nahverkehr zu entwickeln, damit in Zukunft mehr Pendler den ÖPNV nutzen.
Als Ergebnis sind im Gespräch:
- Nördliche Altstadtquerung (Straßenbahn)
- Stadtumlandbahn nach Reutles oder bis Erlanger Südcampus (Hochschulline)
- Straßenbahn zur Brunecker Straße
- Durchbindung Gräfenbergbahn – Rangaubahn (Nordring)
- Straßenbahn nach Kornburg

Besonderheiten in Nürnberg:
- Alle Straßenbahnen und Busse sind Niederflurfahrzeuge.
- In Nürnberg fuhr der erste Erdgasbus Deutschlands im Linienverkehr.
- Bei der U-Bahn gab es zwischen der Inbetriebnahme der U3 am 14. Juni 2008 und der Automatisierung der Linie U2 den weltweit ersten Mischbetrieb mit automatischen (RUBIN) und herkömmlichen Fahrzeugen auf einer Strecke.

### Individualverkehr

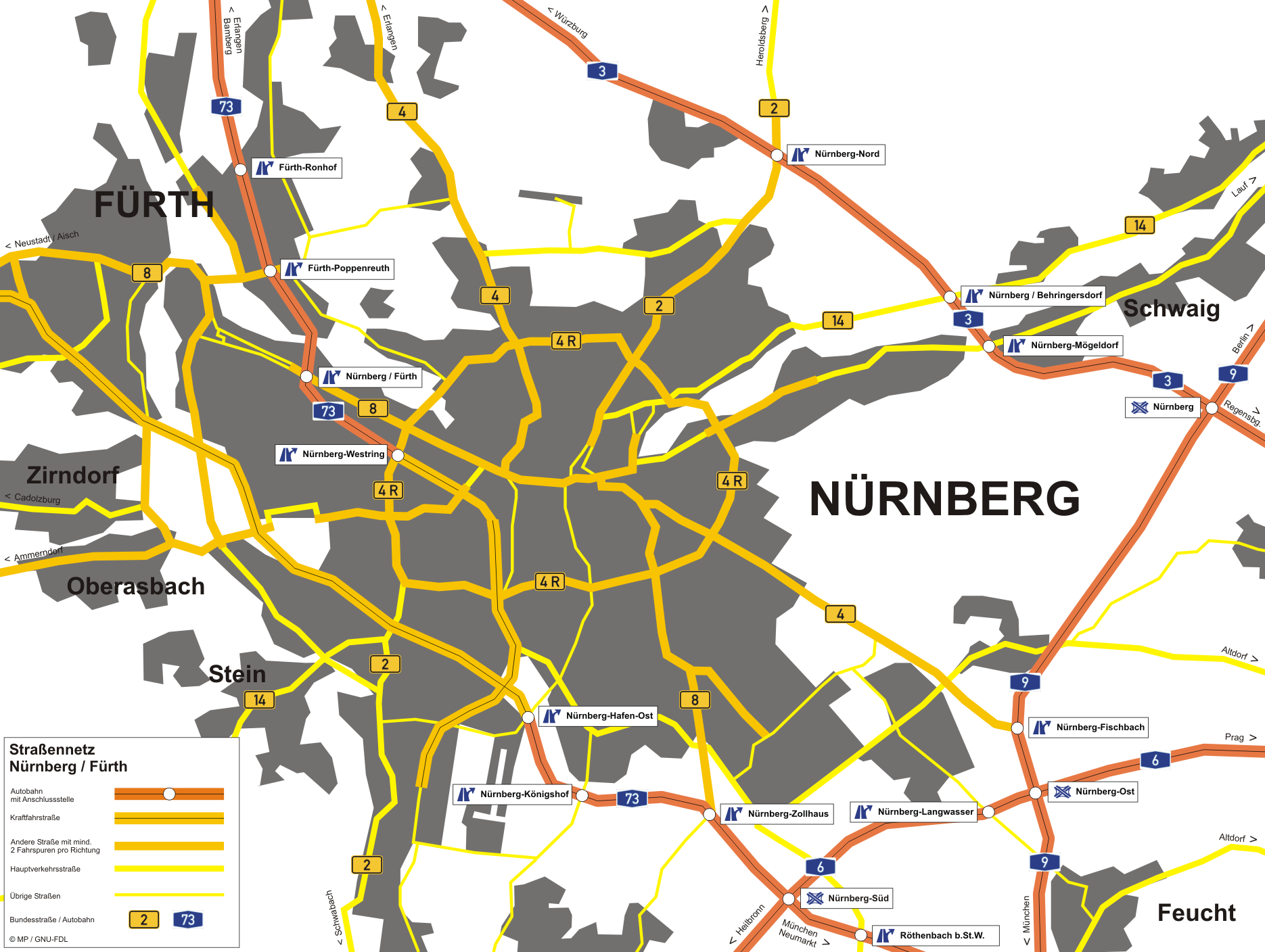
Autobahnen und Hauptstraßen im Raum Nürnberg

#### Bundesautobahnen
Nürnberg liegt am Schnittpunkt wichtiger Bundesautobahnen, die sich südlich und östlich der Stadt kreuzen:
- Emmerich am Rhein – Düsseldorf – Köln – Frankfurt am Main – Würzburg – Nürnberg – Regensburg – Passau
- Saarbrücken – Kaiserslautern – Mannheim – Heilbronn – Nürnberg – Amberg – Waidhaus
- Berlin – Leipzig – Hof (Saale) – Bayreuth – Nürnberg – Ingolstadt – München
- Feucht – Nürnberg – Fürth – Erlangen – Bamberg – Coburg – Suhl

#### Bundesstraßen
Im Stadtgebiet sind durch den Bundesstraßenring Nürnberg B 4 R folgende Bundesstraßen miteinander verbunden:
- Rosow – Berlin – Lutherstadt Wittenberg – Leipzig – Gera – Hof – Bayreuth – Nürnberg – Donauwörth – Augsburg – München – Mittenwald
- Bad Bramstedt – Hamburg – Braunschweig – Erfurt – Ilmenau – Coburg – Erlangen – Nürnberg – Fischbach
- Emmerich am Rhein – Düsseldorf – Köln – Frankfurt am Main – Würzburg – Neustadt an der Aisch – Fürth – Nürnberg – Neumarkt in der Oberpfalz – Regensburg – Passau
- Stockach – Tuttlingen – Horb – Stuttgart (als A 831/A 81) – Schwäbisch Hall – Ansbach – Nürnberg – Sulzbach-Rosenberg – Waidhaus

#### Stadtstraßen
Die Gesamtlänge aller Straßen im Stadtgebiet beträgt 1138,8 Kilometer (Stand 1. Januar 2006). An mehr als 500 Knotenpunkten wird der Verkehr durch Lichtzeichenanlagen geregelt. Je nach Tageszeit und Verkehrssituation werden die Programme an den Lichtsignalanlagen automatisch oder manuell umgeschaltet. Feuerwehr, Straßenbahn und Linienbusse erhalten an über 100 Kreuzungen automatisch Vorrang.
Auf 1000 Einwohner kommen durchschnittlich 582 Kraftfahrzeuge. Ein großer Anteil am Verkehr in Nürnberg wird den täglichen Pendlerströmen zugerechnet. Im Jahr 2005 wurden in einer Werktag-Stichprobe 572.543 stadtgrenzüberschreitende Kraftfahrzeugfahrten gezählt.
Der Frankenschnellweg (A 73) wurde auf dem Stadtgebiet zur Kommunalstraße umgewidmet. Die Schnellstraße soll kreuzungsfrei ausgebaut werden und von der Rothenburger Straße bis zur Otto-Brenner-Brücke als Tunnel geführt werden. Dadurch sollen auch die Emissionen sowie die Schrankenwirkung zwischen den Stadtteilen reduziert werden. Im nördlichen Bauabschnitt wird der Lärmschutz ausgebaut. Die „Neue Kohlenhofstraße“ soll ebenfalls die umliegenden Stadtteile entlasten. Das Projekt soll rund 660 Millionen Euro kosten. Es sind jedoch Klagen gegen das Projekt vor der Verwaltungsgerichtsbarkeit anhängig.
Laut Verkehrsunfallstatistik wurden im Jahr 2004 auf städtischen Straßen 2703 Menschen verletzt und 11 Menschen getötet.

#### Dynamisches Verkehrsleitsystem

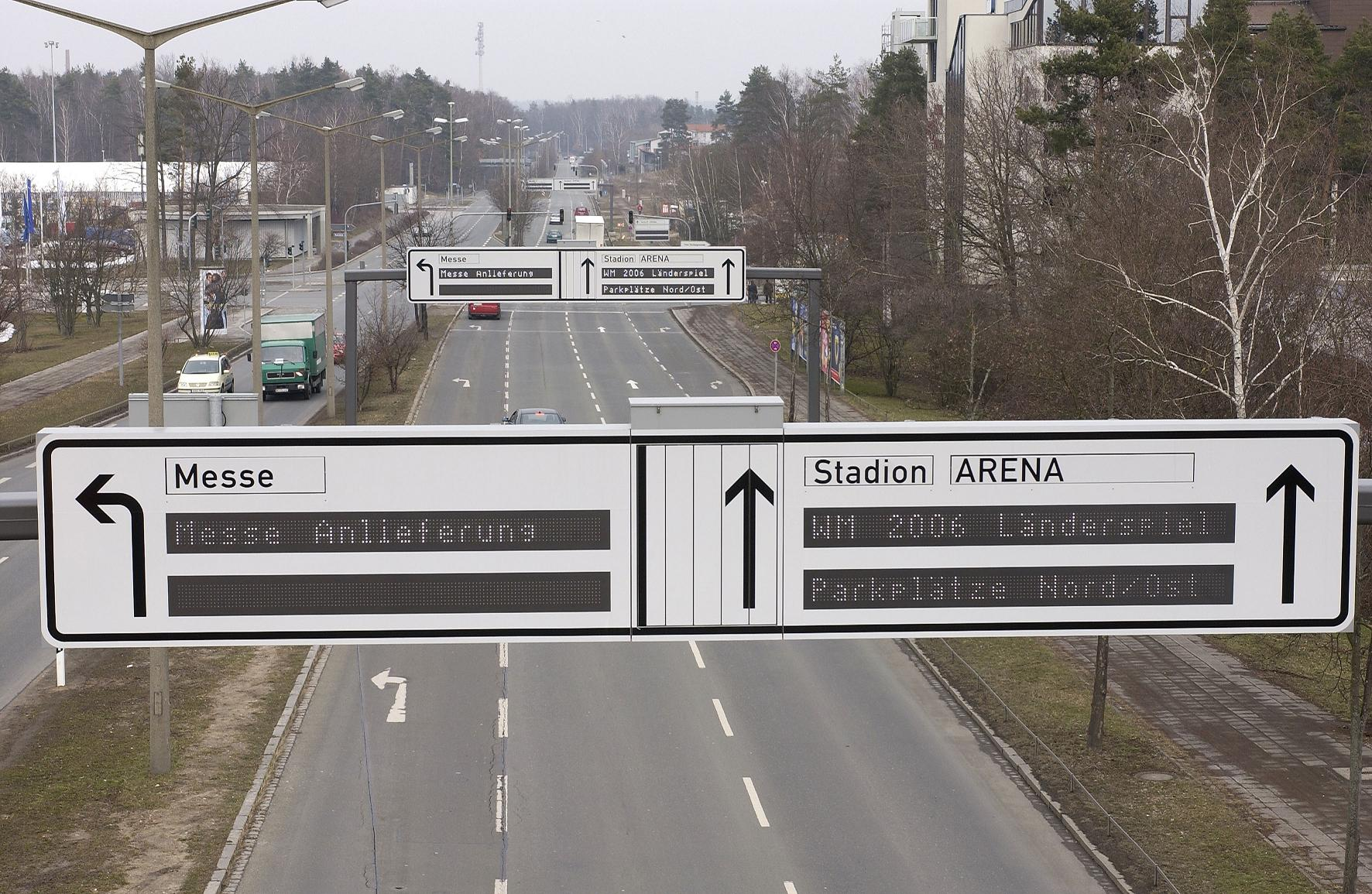
Einer von über 140 dynamischen Wegweisern (Karl-Schönleben-Straße)

Zur Steuerung des Verkehrsflusses bei Veranstaltungen oder in besonderen Situationen, wie Baustellen und Unfällen, besitzt Nürnberg ein dynamisches Verkehrsleitsystem. Induktionsschleifen in den Fahrbahnen erfassen Fahrzeuganzahl, -typ und ungefähre Geschwindigkeit. Diese Informationen werden automatisch oder manuell analysiert und führen zu verkehrssituationsabhängigen Anzeigen auf dynamischen Wegweisern im Stadtgebiet sowie auf den umliegenden Autobahnen.

#### Radverkehr
Für den Radverkehr in Nürnberg wurde ein eigenes Wegweisersystem eingeführt. Zahlreiche Einbahnstraßen wurden in Gegenrichtung für den Radverkehr freigegeben.
Der ADAC bewertete das Radwegenetz im Jahr 2003 als durchschnittlich. Kritisiert wird das Fehlen von Radwegen oder Radstreifen entlang von Hauptverkehrsstraßen; als Beispiel sind Bucher Straße und Tafelfeldstraße genannt. Gelobt werden die relativ geringe Unfallzahl und radfahrergünstige Ampelschaltungen.
In einer Umfrage des ADFC im Jahr 2005 nimmt Nürnberg im Kreis der Städte mit über 200.000 Einwohnern einen mittleren Platz ein (Rang 13 von 28 bei einem Notenmittelwert von 3,84). Gelobt wurde die Erreichbarkeit des Stadtzentrums, bemängelt wurde hingegen insbesondere die Verkehrsführung an Baustellen.
Seit Juni 2019 betreibt die VAG in Kooperation mit Nextbike ein Fahrradverleihsystem unter dem Namen VAG Rad. Dieses umfasst aktuell (April 2025) mehr als 112 feste Stationen und eine über 40 Quadratkilometer große Flexzone im gesamten Innenstadtgebiet innerhalb der Ringstraße, in den Stadtteilen Langwasser und Rangierbahnhof-Siedlung, in den Fürther Stadtteilen Am Stadtpark, Innenstadt, Südstadt und Hardhöhe sowie in den Erlanger Stadtteilen Zentrum, Süd- und Oststadt sowie in Teilen der Nordstadt, wie auch in der Schwabacher Innenstadt. In dieser können die Räder ohne feste Station ausgeliehen und abgegeben werden. Hierbei stehen mehr als 2.500 Räder zur Verfügung. Zudem bietet das System neben den klassischen Fahrrädern an 16 verschiedenen Stationen auch 19 Lastenräder zum Verleih an. Im Februar 2024 wurde das System auch auf die direkten Nachbarstädte Erlangen, Fürth und Schwabach ausgeweitet.

#### Fußwege
Nürnberg besitzt allein in der ca. 1,6 km² großen Altstadt mehrere Fußgängerzonen mit einer Gesamtlänge von ca. 5700 Metern. Der Stadtrat hatte 1966 beschlossen, eine Fußgängerzone einzurichten, da durch den Bau der U-Bahn die Einstellung des Oberflächenverkehrs möglich wurde. 1973 wurde ein städtebaulicher Wettbewerb durchgeführt, aus dem ein Vorschlag von Bernhard Winkler als Sieger hervorging. Nach diesem Plan begann 1975 die Einrichtung der Fußgängerzone.
Die Fußwege entlang Pegnitz, Wöhrder Wiese und Wöhrder See gelten als attraktiv und werden von vielen Spaziergängern, Joggern und Radfahrern genutzt.
Aufgrund einer Initiative des Radiosenders Energy Nürnberg wurde im November 2021 ein Weg in der Nürnberger Altstadt nördlich des neuen Bratwurstmuseums bis zum Henkersteg in „Bratwurstgasse“ umbenannt.

### Luftverkehr

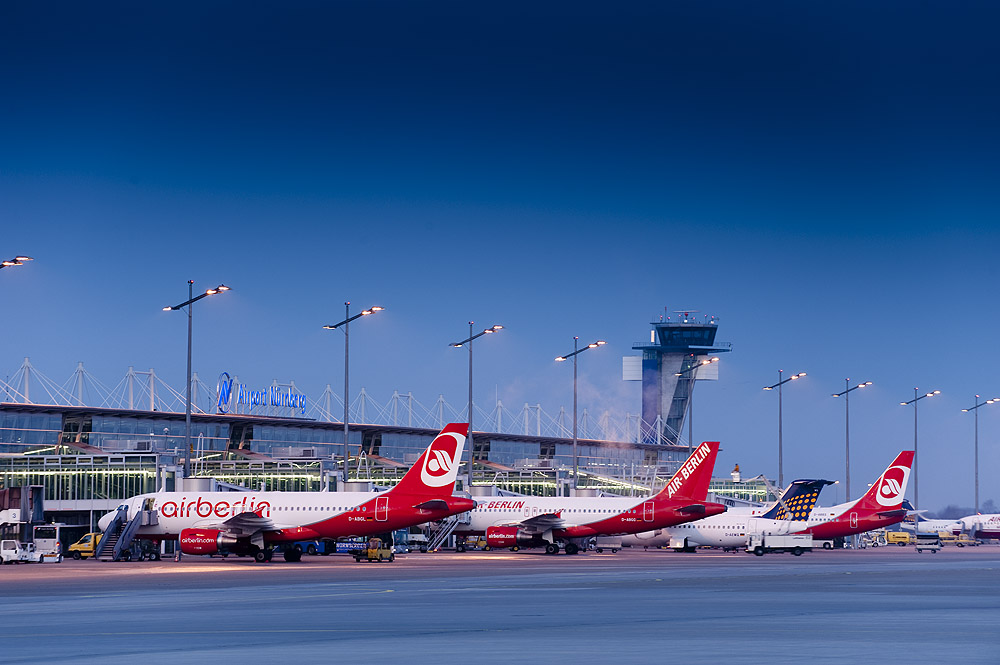
Flughafen Nürnberg

Durch den Flughafen Nürnberg (Albrecht-Dürer-Airport Nürnberg) im Norden der Stadt ist Nürnberg an den nationalen und internationalen Luftverkehr angebunden.
Die Anzahl von Starts und Landungen ist seit dem Jahr 1998 von 84.041 auf 66.074 (Stand 2018) gesunken, während die Zahl der beförderten Passagiere im gleichen Zeitraum von 2.529.307 auf 4.466.864 gestiegen ist. Es stellt das höchste Fluggastaufkommen dar, das der Flughafen bisher verzeichnet hat.
Zwischen 1950 und 1955 diente der Industrieflughafen Nürnberg-Fürth als vorübergehendes Provisorium für den im Zweiten Weltkrieg zerstörten Flughafen Nürnberg-Marienberg. Dieser löste 1933 den bisherigen Flughafen Nürnberg-Fürth in Fürth-Atzenhof ab, der seit 1920 als erster internationaler Flughafen der Stadt fungierte.

### Schiffsverkehr

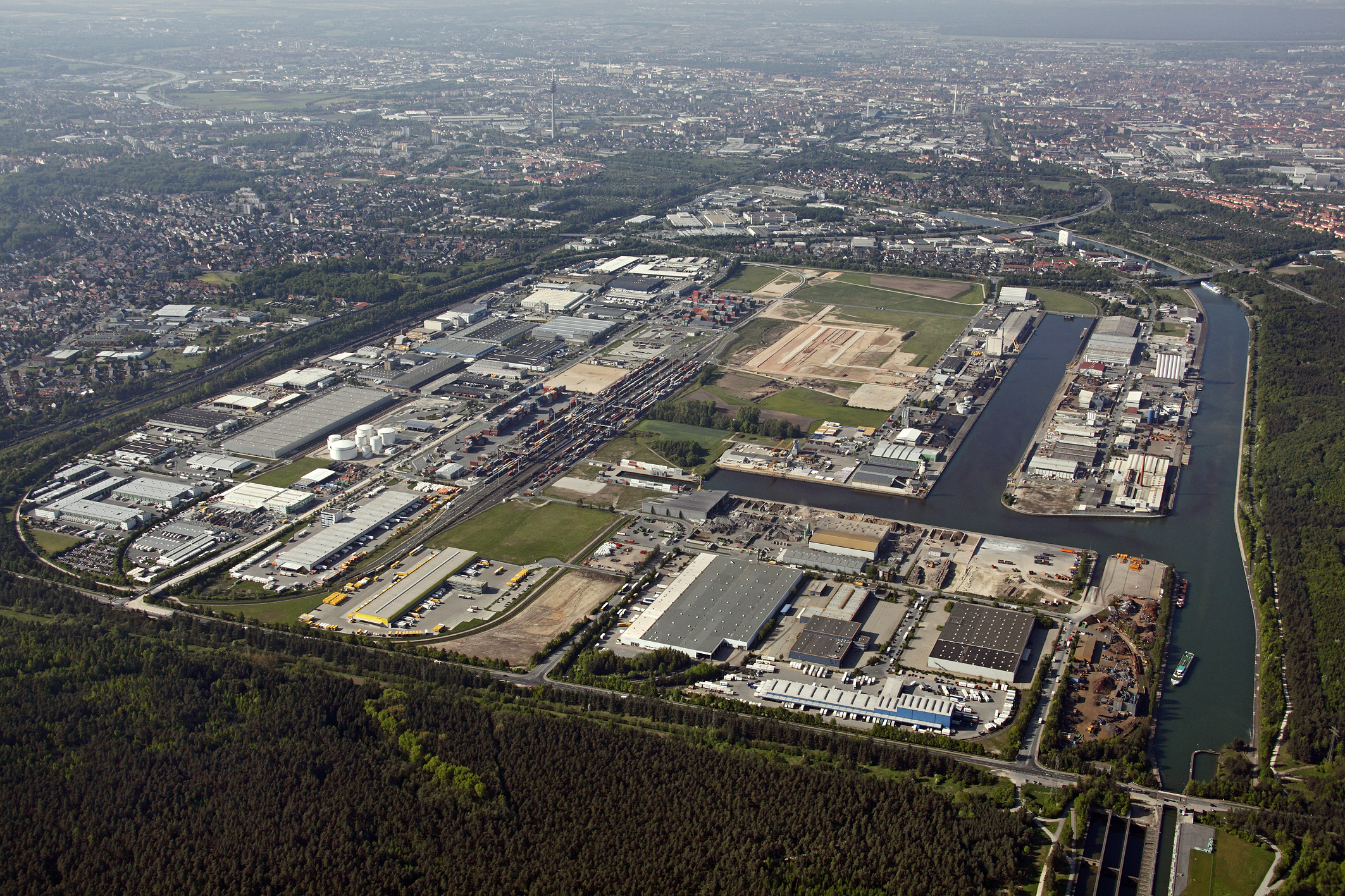
Nürnberger Hafen

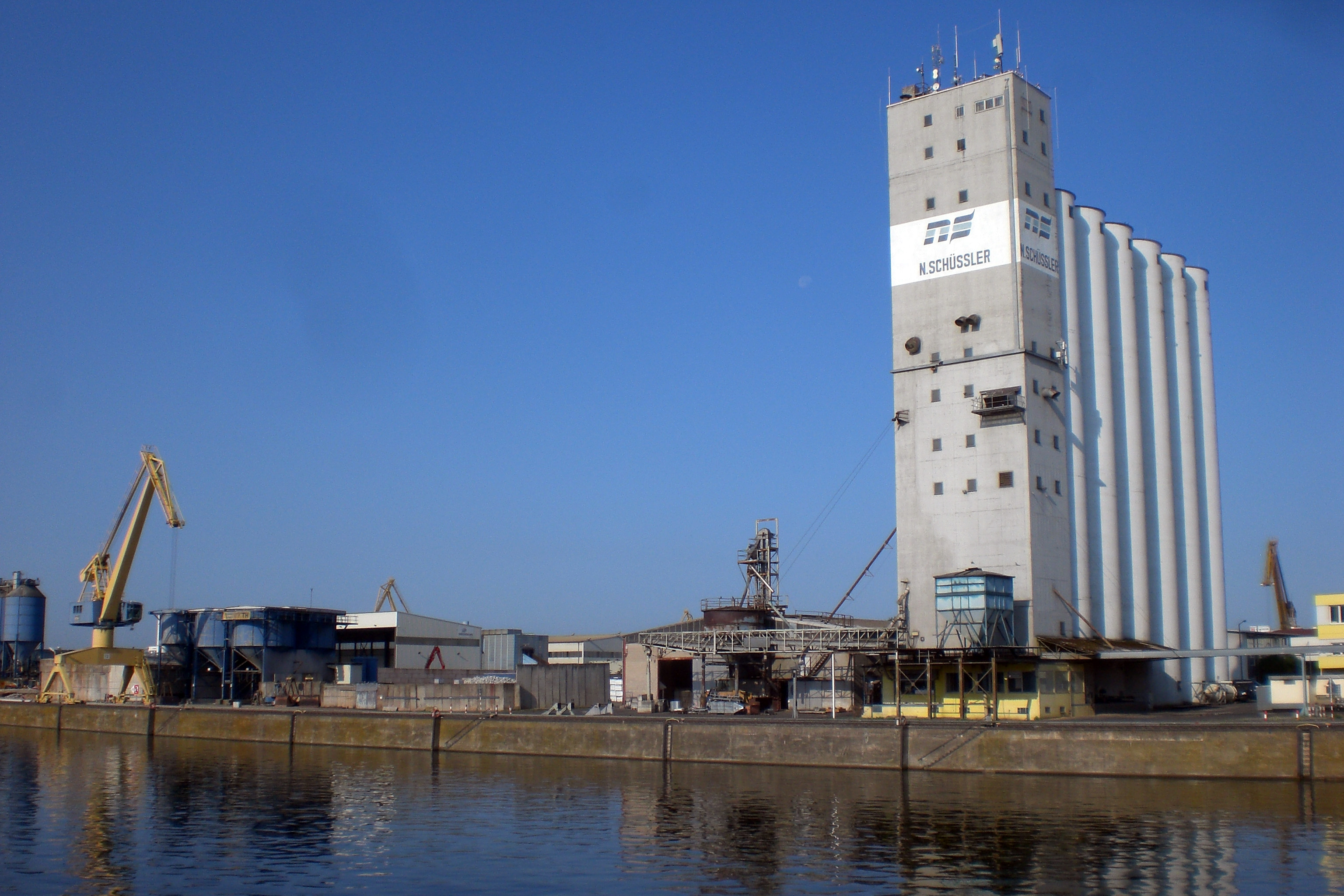
Hafen mit Kanal (2024)

An das nationale und internationale Wasserstraßennetz ist Nürnberg durch den am westlichen Stadtrand verlaufenden Main-Donau-Kanal angebunden. Der Nürnberger Hafen verknüpft als trimodaler Güterumschlagsplatz den Wasserweg mit Schiene und Straße. Neben dem Bayernhafen Nürnberg ist auf dem Hafengelände im Süden der Stadt das größte Güterverkehrszentrum (GVZ) Süddeutschlands beheimatet, das im GVZ-Ranking der Deutschen GVZ-Gesellschaft mbH (DGG) auf Platz zwei in Deutschland und Rang drei in Europa liegt.
Nürnberg ist eine wichtige Station für Flusskreuzfahrten zwischen Donau und Rhein, die Anlegestelle wurde 2014 stark ausgebaut und bietet nun zehn Liegeplätze.

## Öffentliche Einrichtungen

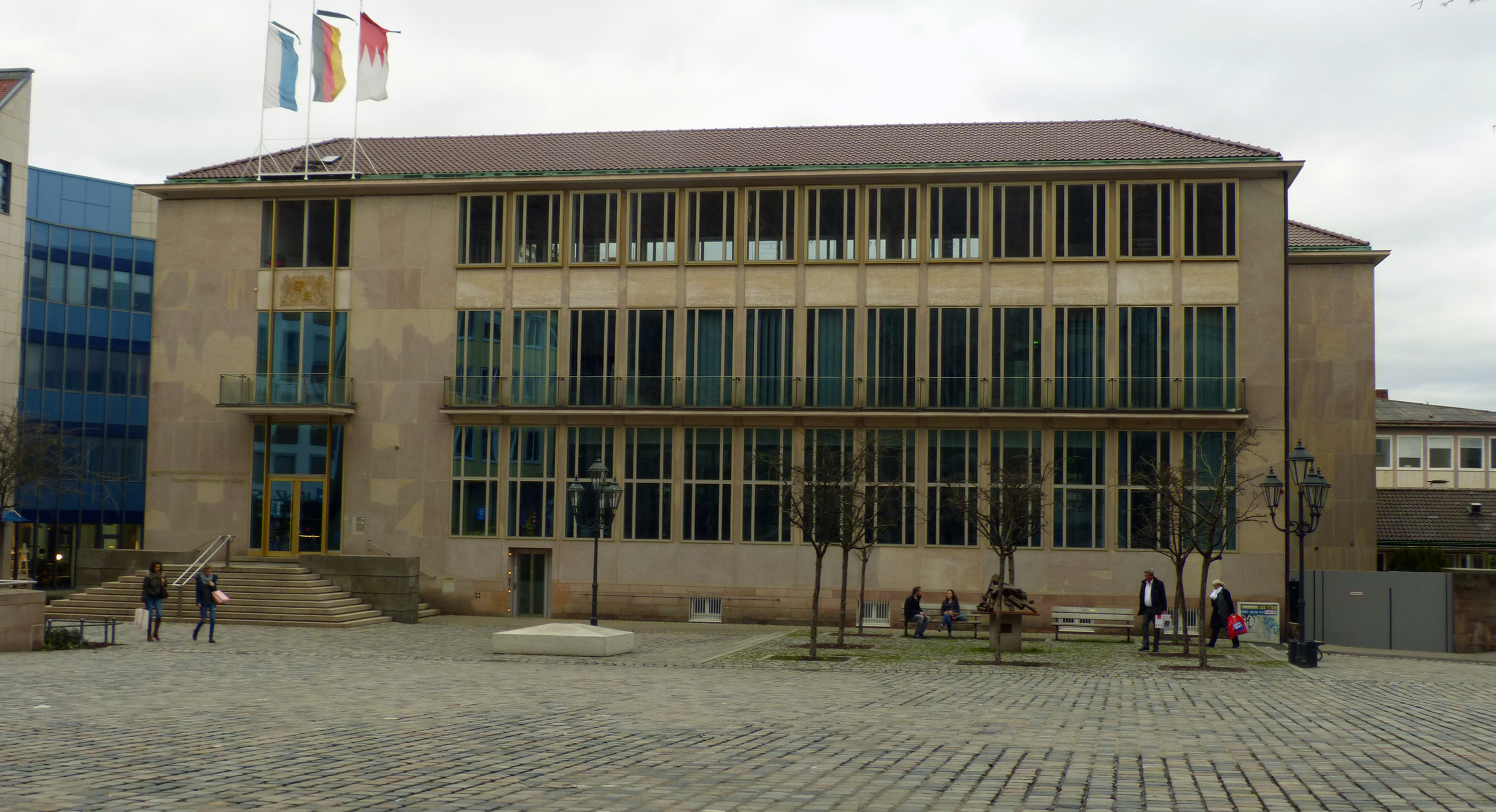
Bayerisches Staatsministerium der Finanzen und für Heimat

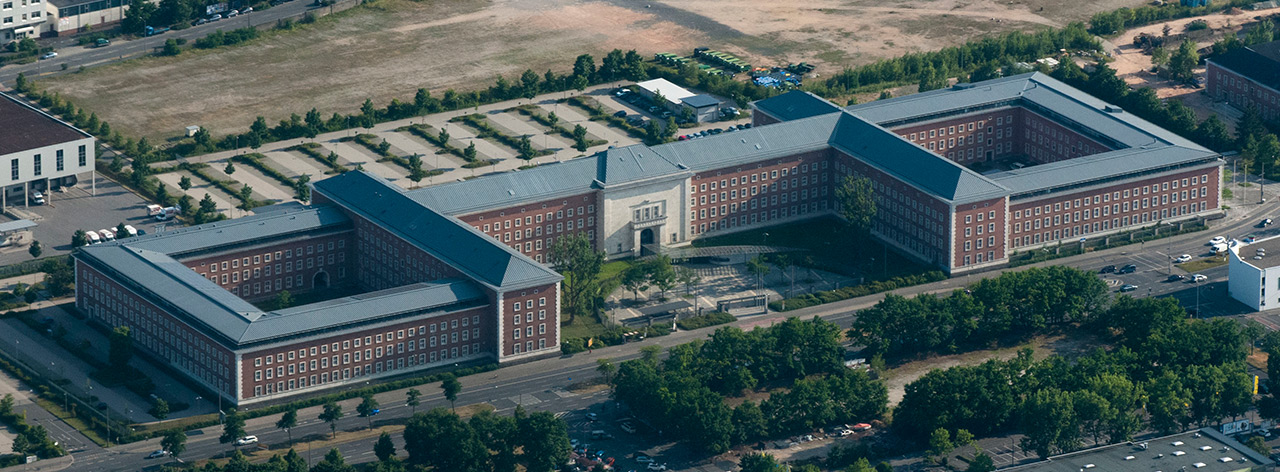
Bundesamt für Migration und Flüchtlinge

Nürnberg ist Sitz folgender staatlicher Behörden und Einrichtungen beziehungsweise Körperschaften des öffentlichen Rechts:
- Bayerisches Staatsministerium der Finanzen und für Heimat (Dienstsitz Nürnberg, seit 2014[260])
- Bayerisches Staatsministerium für Gesundheit, Pflege und Prävention (Hauptsitz in Nürnberg, seit 2017[261])
- Bayerisches Landesamt für Steuern – Dienststelle Nürnberg
- Finanzamt Nürnberg-Nord
- Finanzamt Nürnberg-Süd
- Zentralfinanzamt Nürnberg
- Bundesagentur für Arbeit
- Bundesamt für Migration und Flüchtlinge (ehemals Bundesamt für die Anerkennung ausländischer Flüchtlinge)
- Generalzolldirektion – Direktion VI (seit 2016, davor bis 2007 Teil der Oberfinanzdirektion Nürnberg, danach bis 2015 Sitz der Bundesfinanzdirektion Südost)
- Hauptzollamt Nürnberg
- Institut für Arbeitsmarkt- und Berufsforschung der Bundesagentur für Arbeit
- Landesgewerbeanstalt Bayern
- Regionaldirektion Bayern der Bundesagentur für Arbeit
- Karrierecenter der Bundeswehr Nürnberg
- Wasserstraßen- und Schifffahrtsamt für Donau und Main-Donau-Kanal

sowie:
- Handwerkskammer Mittelfranken
- IHK Nürnberg
- Architektenkammer Regionalbereich für Ober- und Mittelfranken, KdöR
- Rechtsanwaltskammer Nürnberg, KdöR
- Steuerberaterkammer Nürnberg, KdöR
- Zahnärztekammer, KdöR
- Innung der Feinwerktechnik Mittelfranken.

Es gibt folgende Gerichte:
- Amtsgericht Nürnberg
- Landgericht Nürnberg-Fürth
- Oberlandesgericht Nürnberg
- Finanzgericht Nürnberg
- Sozialgericht Nürnberg
- Arbeitsgericht Nürnberg
- Landesarbeitsgericht Nürnberg.

Öffentliche Sicherheit

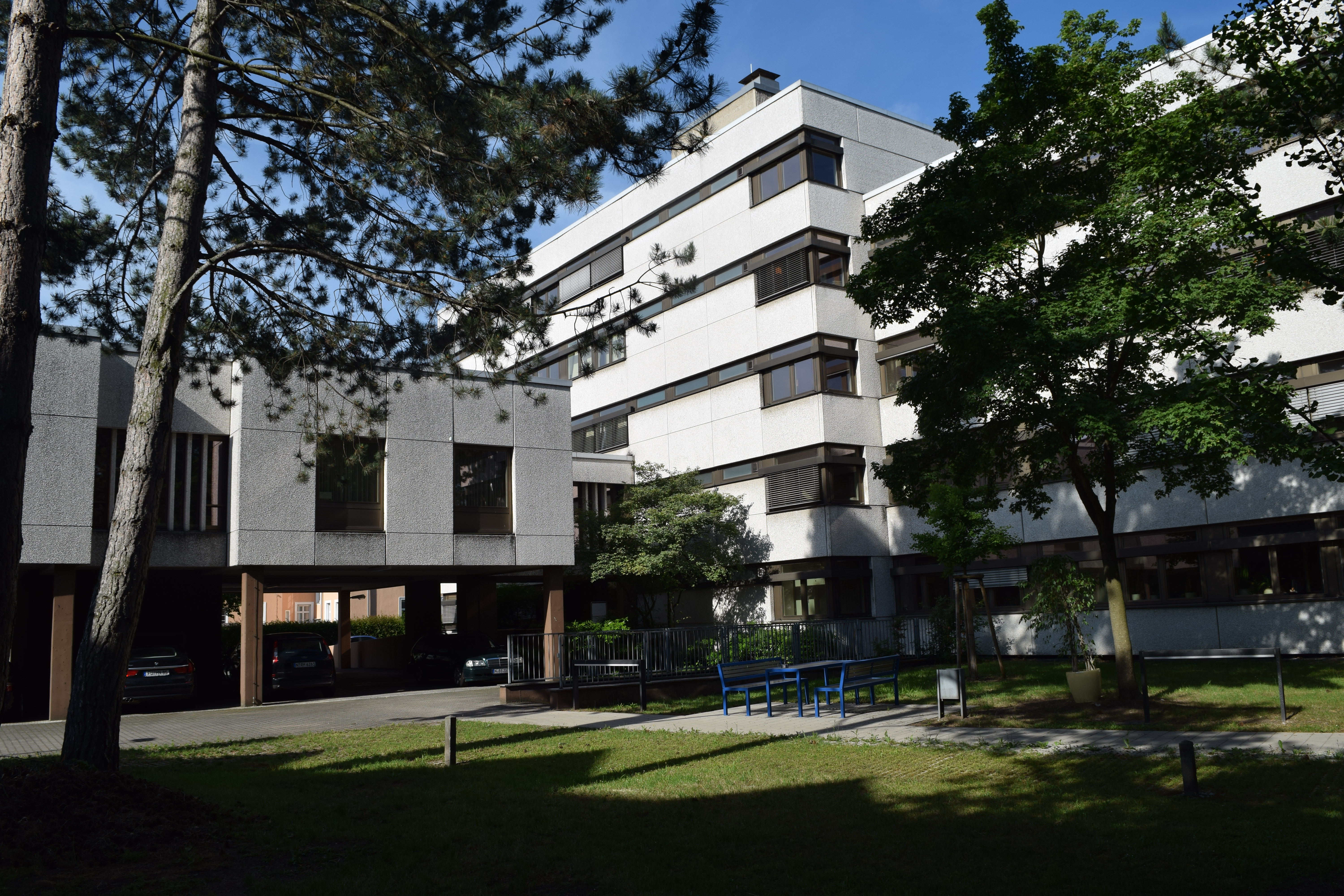
Finanzgericht Nürnberg

Für die Wahrung der öffentlichen Sicherheit und Ordnung Nürnbergs sind folgende Institutionen zuständig:
- Polizeipräsidium Mittelfranken mit acht Inspektionen, einer Wache, einer Beratungsstelle und vier Kriminalfachdezernaten
- Bundespolizeiinspektion Nürnberg
- Bundesanstalt Technisches Hilfswerk, Geschäftsstelle Nürnberg und Ortsverband Nürnberg
- Berufsfeuerwehr Nürnberg, mit fünf Feuer- und Rettungswachen
- Freiwillige Feuerwehr Nürnberg
- Justizvollzugsanstalt Nürnberg

Der Rettungsdienst wird durch die Hilfsorganisationen Arbeiter-Samariter-Bund (ASB), Bayerisches Rotes Kreuz (BRK), Johanniter (JUH) und Malteser Hilfsdienst (MHD) sichergestellt.
Von 1997 bis 2018 war das private Unternehmen MKT Krankentransport OHG beteiligt, seit 2018 der RKT Rettungsdienst OHG.

## Persönlichkeiten

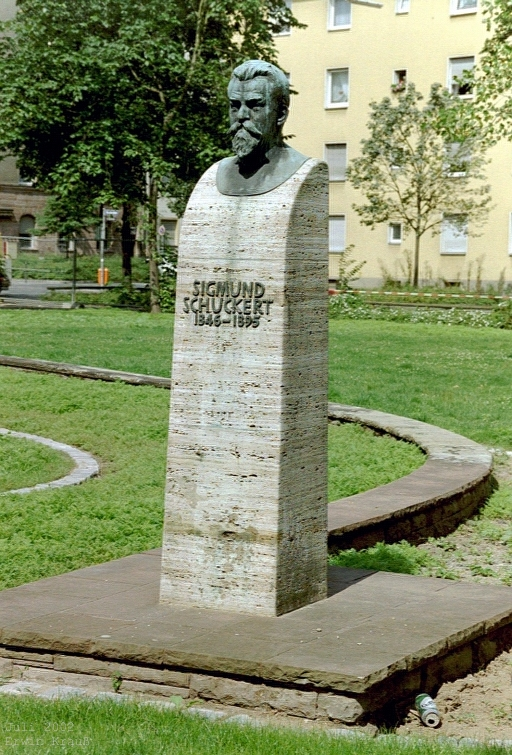
Sigmund-Schuckert-Büste am Schuckertplatz

Aus Nürnberg stammen bekannte Persönlichkeiten wie Albrecht Dürer (Maler), Martin Behaim (Erbauer des ältesten noch erhaltenen Globus), Hans Sachs (Dichter), Peter Henlein (vorgeblicher Erfinder der Taschenuhr „Nürnberger Ei“), Ulman Stromer (Gründer der ersten deutschen Papiermühle, Verfasser der ersten deutschen Städtechronik), Johann Benjamin Erhard (Philosoph), Anton Koberger, Johann Benjamin Erhard (Philosoph), Anton Koberger (Buchdrucker und -händler), Veit Stoß (Bildhauer, Schnitzer), Adam Kraft (Bildhauer), Georg Philipp Harsdörffer (Dichter), Johann Pachelbel (Komponist), Karl Hegel (Historiker), Sigmund Schuckert (Erfinder und Industrieller), Theodor von Cramer-Klett (Firmengründer), Max Grundig (Firmengründer), Hugo Distler (Komponist), Theo Schöller (Unternehmer), Hermann Zapf (Typograf), Hildegund Holzheid (ehemalige Präsidentin des Bayerischen Verfassungsgerichtshofs), Günther Beckstein (ehemaliger bayerischer Ministerpräsident) und Markus Söder (amtierender bayerischer Ministerpräsident). Daneben war die Stadt aber auch Anziehungspunkt und Teil des Lebens vieler bekannter Personen, wie Georg Wilhelm Friedrich Hegel (Philosoph), Ludwig Feuerbach (Philosoph), Rio Reiser (Musiker) und Sandra Bullock (Schauspielerin).

## Sonstiges
Nürnberg stand für einige literarische und musikalische Werke Pate. Dazu zählen unter anderem die Oper Die Meistersinger von Nürnberg von Richard Wagner, Adolphe Adams Oper La poupée de Nuremberg (Die Nürnberger Puppe), ebenso wie Alexandre Dumas’ Erzählung Histoire d’un casse-noisette (Die Geschichte eines Nussknackers), welche von Pjotr Iljitsch Tschaikowski zum berühmten Ballett vertont wurde.
Der am 30. Oktober 1967 von Luboš Kohoutek entdeckte Hauptgürtelasteroid (3825) Nürnberg wurde nach der Stadt benannt.
Conrad Stör, der frühere Gastwirt „Zum goldenen Ochsen“ (heute am Unteren Markt 16), eröffnete 1696 gemeinsam mit dem Zuckerbäcker Georg Albrecht am ehemaligen Fünferplatz 6 („Haus zum Frosch“) das erste Nürnberger Kaffeehaus, das bis etwa 1730 Conrad Stör selber, danach seine Witwe führten. Das später „Altes Kaffeehaus“ genannte Café war für 62 Jahre das einzige in Nürnberg. Das Gasthaus „Zur Rose“, das spätere Café Noris, erhielt erst 1758 die Lizenz für das Ausschenken warmer Getränke.

### Nachschlagewerke
- Rudolf Endres, Michael Diefenbacher (Hrsg.): Stadtlexikon Nürnberg. Tümmel, Nürnberg 1999, ISBN 3-921590-69-8 (2., verbesserte Auflage 2000 mit der gleichen ISBN, Onlineversion des Stadtarchivs).
- Dorothea Fastnacht: Nürnberg : ehemaliger Stadtkreis (= Historisches Ortsnamenbuch von Bayern, Mittelfranken. Band 9). Michael Laßleben, Kallmünz 2022, ISBN 978-3-7696-6594-9.
- Franz Schiermeier: Stadtatlas Nürnberg. Karten und Modelle von 1492 bis heute. Herausgegeben von: Stadtarchiv Nürnberg, Staatsarchiv Nürnberg, Stadtmuseum Nürnberg, Franz Schiermeier Verlag München, 2006, ISBN 3-9809147-7-1.
- Wolfgang Baumann (Hrsg.), Hajo Dietz: Der Nürnberg-Atlas. Vielfalt und Wandel der Stadt im Kartenbild. Emons, Köln 2007, ISBN 978-3-89705-533-9.
- Amt für Stadtforschung und Statistik für Nürnberg und Fürth (Hrsg.): Statistisches Jahrbuch der Stadt Nürnberg. Nürnberg 1909–1940 (1935–1940 als Statistisches Jahrbuch der Stadt der Reichsparteitage Nürnberg, 1941–1963 sind keine Jahrbücher erschienen, 1964–1975 als Nürnberg in Zahlen), ISSN 0944-1514 (Digitalisate aller Bänder auf nuernberg.de).
- Martin Zeiller: Nürnberg. In: Matthäus Merian (Hrsg.): Topographia Franconiae (= Topographia Germaniae. Band 9). 1. Auflage. Matthaeus Merian, Frankfurt am Main 1648, S. 65–78 (Volltext [Wikisource]).

### Geschichte
- Historische Kommission bei der Bayerischen Akademie der Wissenschaften (Hrsg.): Nürnberg. In 5 Bänden (= Die Chroniken der deutschen Städte). Hirzel, Leipzig 1862–1874; Digitalisate der Bayerischen Staatsbibliothek:
  - Band 1, urn:nbn:de:bvb:12-bsb10800624-0
  - Band 2, urn:nbn:de:bvb:12-bsb10800625-5
  - Band 3, urn:nbn:de:bvb:12-bsb10800629-2
  - Band 4, urn:nbn:de:bvb:12-bsb11007304-6
  - Band 5, urn:nbn:de:bvb:12-bsb11184637-2
- Johann Kaspar Bundschuh: Nürnberg. In: Geographisches Statistisch-Topographisches Lexikon von Franken. Band 4: Ni–R. Verlag der Stettinischen Buchhandlung, Ulm 1801, DNB 790364301, OCLC 833753101, Sp. 94–145 (Digitalisat).
- Wolfgang Eckart: Amerikanische Reformpolitik und deutsche Tradition Nürnberg 1945–1949. Nachkriegspolitik im Spannungsfeld zwischen Neuordnungsvorstellungen, Notlage und pragmatischer Krisenbewältigung (= Nürnberger Werkstücke zur Stadt- und Landesgeschichte. Band 42). Schmidt, Neustadt an der Aisch 1988, ISBN 3-87432-124-X, DNB 890298505/04 Inhaltsverzeichnis.
- Herbert Erlanger: Nürnberger Medaillen 1806–1981. Die „metallene Chronik“ der ehemaligen Reichsstadt im Zeitalter industrieller Kultur (= Wissenschaftliche Beibände zum Anzeiger des Germanischen Nationalmuseums). Germanisches Nationalmuseum, Nürnberg 1982, 2000, DNB 551100451.
- Joachim Gruber: Nürnberg. In: Manfred Landfester (Hrsg.): Renaissance-Humanismus. Lexikon zur Antikerezeption (= Der Neue Pauly. Supplemente. Band 9). Metzler, Stuttgart 2014, ISBN 978-3-476-02469-5, Sp. 699 f. (Lizenzausgabe Wissenschaftliche Buchgesellschaft, Darmstadt 2014, ISBN 978-3-534-18509-2).
- Gerhard Gruner: Nürnberg in Jahreszahlen. Nürnberg 1999.
- Hanns Hubert Hofmann: Nürnberg-Fürth (= Historischer Atlas von Bayern, Teil Franken. I, 4). Kommission für Bayerische Landesgeschichte, München 1954, DNB 452071224 (Digitalisat).
- Georg Paul Hönn: Nürnberg. In: Lexicon Topographicum des Fränkischen Craises. Johann Georg Lochner, Frankfurt und Leipzig 1747, OCLC 257558613, S. 500–513 (Digitalisat).
- Matthias Kirchhoff: Gedächtnis in Nürnberger Texten des 15. Jahrhunderts. Gedenkbücher, Brüderbücher, Städtelob, Chroniken (= Nürnberger Werkstücke zur Stadt- und Landesgeschichte. Band 68). Schmidt, Neustadt an der Aisch 2009, ISBN 978-3-87707-773-3, DNB 999597396/04 Inhaltsverzeichnis.
- Eugen Kusch: Nürnberg. Lebensbild einer Stadt. Verlag Nürnberger Presse, Nürnberg 1950 (5., durchges. und aktualisierte Auflage, ISBN 3-920701-79-8, DNB 900563028/04 Inhaltsverzeichnis).
- Gerhard Pfeiffer (Hrsg.): Nürnberg, Geschichte einer europäischen Stadt. C. H. Beck Verlag, München 1971, ISBN 3-406-03394-6 (unveränderter Nachdruck 1982, ISBN 3-406-08764-7).
- Johann Paul Priem: Geschichte der Stadt Nürnberg von dem ersten urkundlichen Nachweis ihres Bestehens bis auf die neueste Zeit. Jacob Zeiser Verlag, Nürnberg 1875 (Scan in der Google-Buchsuche).
- Ernst Probst: Solange ich atme, hoffe ich. Die Nürnberger Patrizierfamilie Stromer. tredition, Ahrensburg 2025, ISBN 978-3-384-62282-2.
- Martin Schieber: Nürnberg. Eine illustrierte Geschichte der Stadt. C. H. Beck Verlag, München 2000, ISBN 3-406-46126-3.
- Pleikard Joseph Stumpf: Nürnberg. In: Bayern. Ein geographisch-statistisch-historisches Handbuch des Königreiches. Zweiter Theil. München 1853, OCLC 643829991, S. 675–680 (Digitalisat).
- Friedrich Wilhelm Ghillany: Nürnberg historisch und topographisch nach den ältesten vorhandenen Quellen und Urkunden. Georg Franz, München 1863 (Vorschau in der Google-Buchsuche).
- Georg Wolfgang Karl Lochner: Die Einwohnerzahl der ehemaligen Reichsstadt Nürnberg. J. Ludw. Schmid, Nürnberg 1857 (Scan in der Google-Buchsuche).

#### Siegelkunde (Sphragistik) und Wappenkunde (Heraldik)
- Reinhold Schaffer: Die Siegel und Wappen der Reichsstadt Nürnberg. In: Zeitschrift für bayerische Landesgeschichte. Band 10, 1937, S. 157 f., urn:nbn:de:bvb:12-bsb00009391-1 (Digitalisat der Bayerischen Staatsbibliothek).

#### Judentum
- Arnd Müller: Geschichte der Juden in Nürnberg. 1146–1945 (= Beiträge zur Geschichte und Kultur der Stadt Nürnberg. Band 12). Selbstverlag Nürnberger Stadtbibliothek, Nürnberg 1968, DNB 457645075 (= Teil von: Anne-Frank-Shoah-Bibliothek; mit Literaturverzeichnis S. 348–356).
- Hugo Barbeck: Geschichte der Juden in Nürnberg und Fürth. Verlag Friedrich Heerdegen (Barbeck), Nürnberg 1878 (Scan in der Google-Buchsuche [in Fraktur]; ulrich-greve.eu [mit Link zum PDF; 1,4 MB; Volltext]).

#### Wirtschaftsgeschichte
- Quasi centrum Europae : Europa kauft in Nürnberg ; 1400–1800 ; Germanisches Nationalmuseum, Nürnberg, 20. Juni bis 6. Oktober 2002. Verlag des Germanischen Nationalmuseums, Germanisches Nationalmuseum, Nürnberg 2002, ISBN 3-926982-88-8, DNB 964523841/04 Inhaltsverzeichnis.
- Wolfgang Mayer, Frank Thyroff: Zwischen Pfeffer und High-Tech. Ein Streifzug durch die Nürnberger Wirtschaftsgeschichte. Fahner Verlag, Lauf 2014, ISBN 978-3-942251-13-6, DNB 1046519441/04 Inhaltsverzeichnis.

#### Verkehrsgeschichte
- Ferdinand von Rüden (Hrsg.): Verkehrsknoten Nürnberg. Von den Anfängen bis in die siebziger Jahre. Ek-Verlag, Freiburg im Breisgau 2010, ISBN 978-3-88255-248-5, DNB 997539135/04 Inhaltsverzeichnis, Inhaltstext (ergänzende DVD: Verkehrsknoten Nürnberg. Einst & Jetzt. EK-Verlag, Freiburg im Breisgau 2013, DNB 1026816238, Inhaltstext (Memento vom 21. Januar 2017 im Internet Archive)).

#### Geschichte des Gesundheitswesens
- Ernst Mummenhoff: Zur Geschichte der Seuchenhäuser. Festschrift für die 65. Versammlung Deutscher Naturforscher und Ärzte. Nürnberg 1898.

#### Nationalsozialismus
- Eckart Dietzfelbinger, Gerhard Liedtke: Nürnberg – Ort der Massen : das Reichsparteitagsgelände – Vorgeschichte und schwieriges Erbe. Christoph Links Verlag, Berlin 2004, ISBN 3-86153-322-7, DNB 969956711/04 Inhaltsverzeichnis (Lizenzausgabe Weltbild, Augsburg 2008, ISBN 978-3-8289-0846-8).

#### Zeitschriften zur Geschichte
- Mitteilungen des Vereins für Geschichte der Stadt Nürnberg. Selbstverlag bzw. Schrag, Nürnberg 1879–1944 und seit 1949, ISSN 0083-5579 (Digitalisate der Bayerischen Staatsbibliothek).

### Kunst und Architektur
- Helmut Beer: Nürnberger Erinnerungen. Die Stadt vor der Zerstörung in Farbfotografien. (= Nürnberger Erinnerungen. Band 14). 2. Auflage. Nürnberg 2005.
- Philip Dingeldey: Nürnberg – einfach spitze. Wartberg, Gudensberg-Gleichen 2016, ISBN 978-3-8313-2921-2.
- Günter P. Fehring, Anton Ress, Wilhelm Schwemmer: Die Stadt Nürnberg (= Bayerische Kunstdenkmale. Band 10). 2. Auflage. Deutscher Kunstverlag, München 1977, ISBN 3-422-00550-1.
- Herbert Liedel, Matthias Murko, Ingrid Bierer (Hrsg.): Konturen einer Stadt – Von der Stadtmauer zu den heutigen Grenzen Nürnbergs: Ein fotografischer Rundgang mit Herbert Liedel. Schriften der Museen der Stadt Nürnberg, 2014, ISBN 978-3-7319-0072-6.
- Werner Schultheiß, Ernst Eichhorn: Nürnberg. Die Schönheit der Noris (= Pirkheimerianum. Band 16). Glock und Lutz, Nürnberg 1957 (3., erw. und umgestaltete Auflage: Nürnberg. Dürerstadt, Florenz des Nordens. 1971).
- Wilhelm Schwemmer: Das Bürgerhaus in Nürnberg (= Das deutsche Bürgerhaus. Band 16). Wasmuth, Tübingen 1972, ISBN 3-8030-0018-1, DNB 720204518/04 Inhaltsverzeichnis.
- Wilhelm Schwemmer: Alt-Nürnberger Herrensitze, des Rates wehrhafte Offenhäuser (= Bavaria antiqua. Verborgene Kostbarkeiten der bayer. Kulturgeschichte). Bayerische Vereinsbank, Zentralabt. ÖAV, Büro Öffentlichkeitsarbeit, München 1979.

### Internationale Beziehungen
- Norbert Schürgers: Nürnberg international. Informationen zu den Auslandsbeziehungen der Stadt Nürnberg. Amt für Internationale Beziehungen, Nürnberg 2010 (4., überarb. und erw. Auflage, 2014 (online auf nuernberg.de) [PDF; 3,7 MB]).

### Zeitschriften allgemein
- Nürnberg heute. Zeitschrift für alle, die Nürnberg mögen. Eine Halbjahresschrift. Presse- und Informationsamt, Nürnberg seit 1964 (Onlineausgabe auf nuernberg.de, Archiv der Nummern seit 2003 auf nuernberg.de).

### Karten und Pläne
- Max Bach: Historischer Plan der ehemaligen Reichsstadt Nürnberg. E. Nister’s Kunstanstalt, Nürnberg 1882[266] (Digitalisat der Bayerischen Staatsbibliothek).